# Düsseldorf

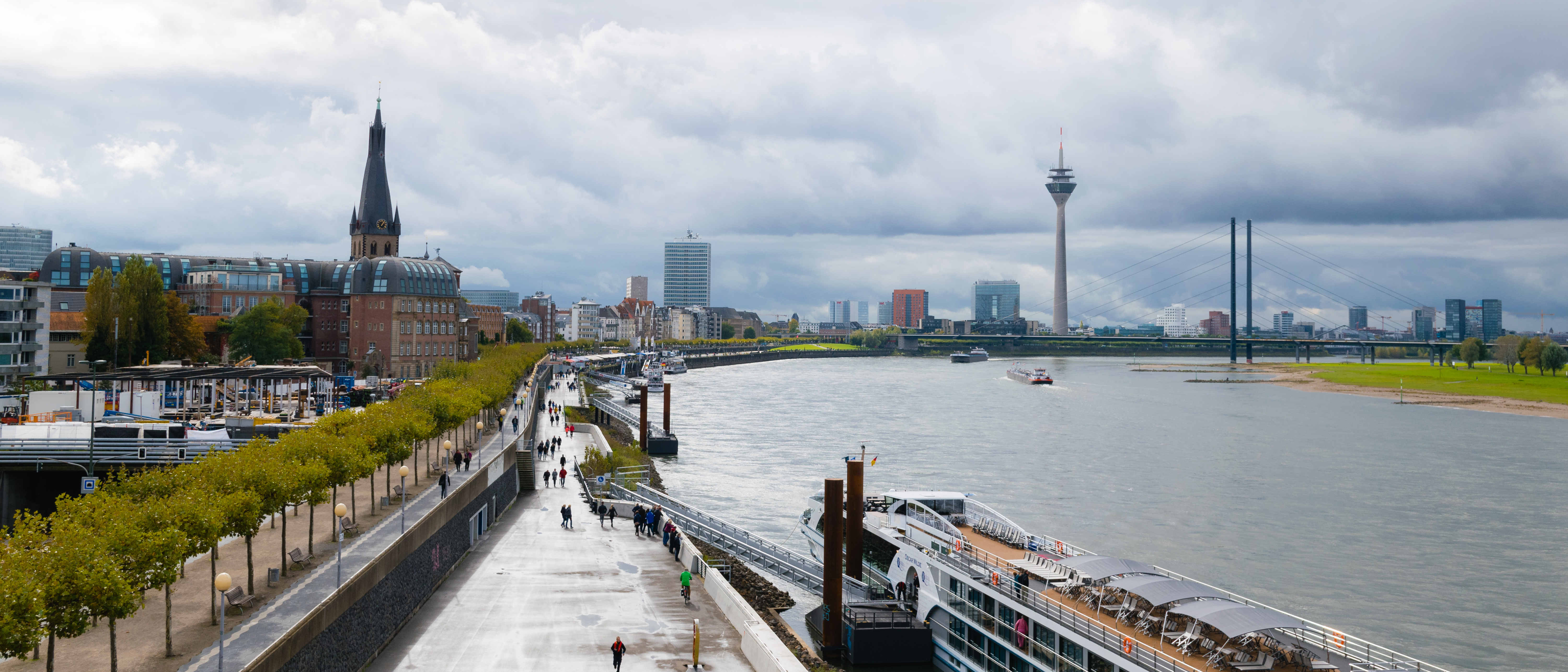
Stadtpanorama Düsseldorfs mit Blick gegen Süden mit dem Rhein und (von links) dem Kirchturm St. Lambertus, Mannesmann-Hochhaus und dem Rheinturm sowie der Rheinkniebrücke

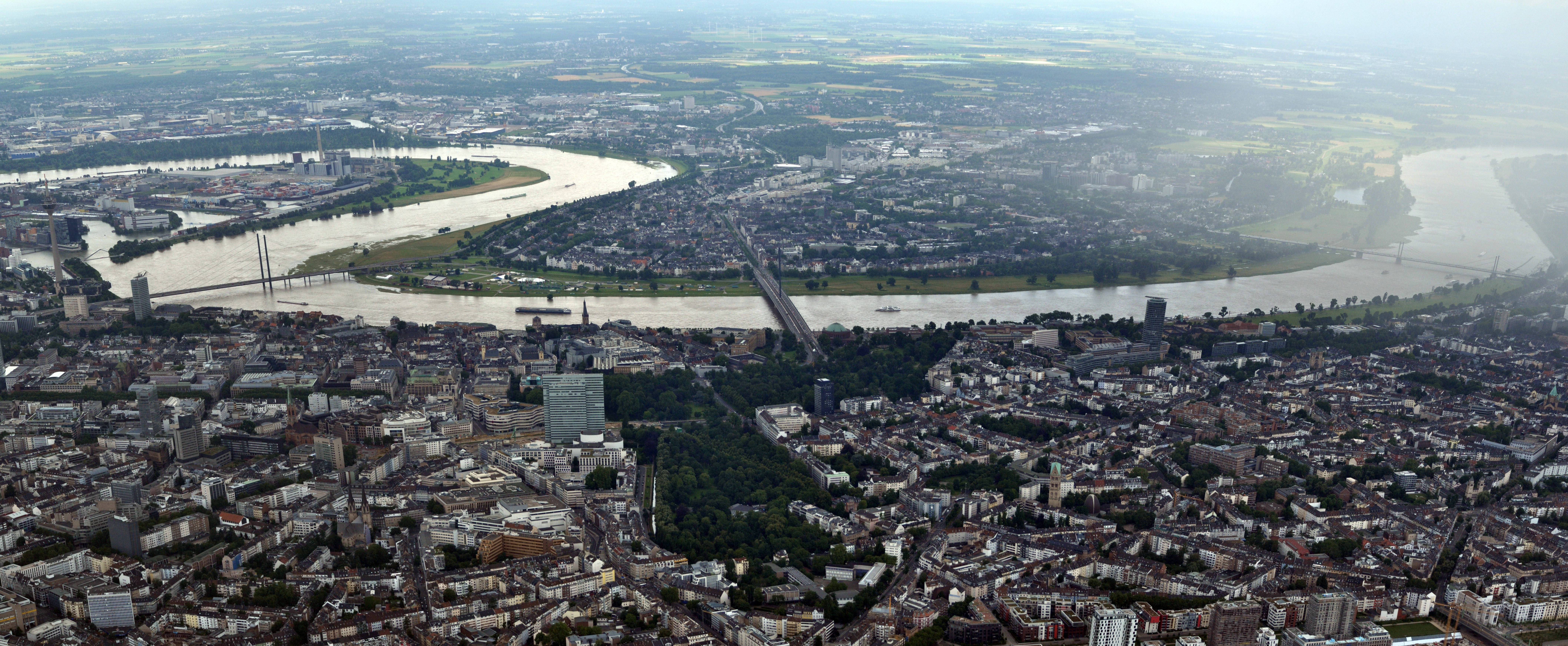
Düsseldorf, Blick nach Westen mit dem Rhein sowie der Rheinkniebrücke (links) und Oberkasseler Brücke (mittig)

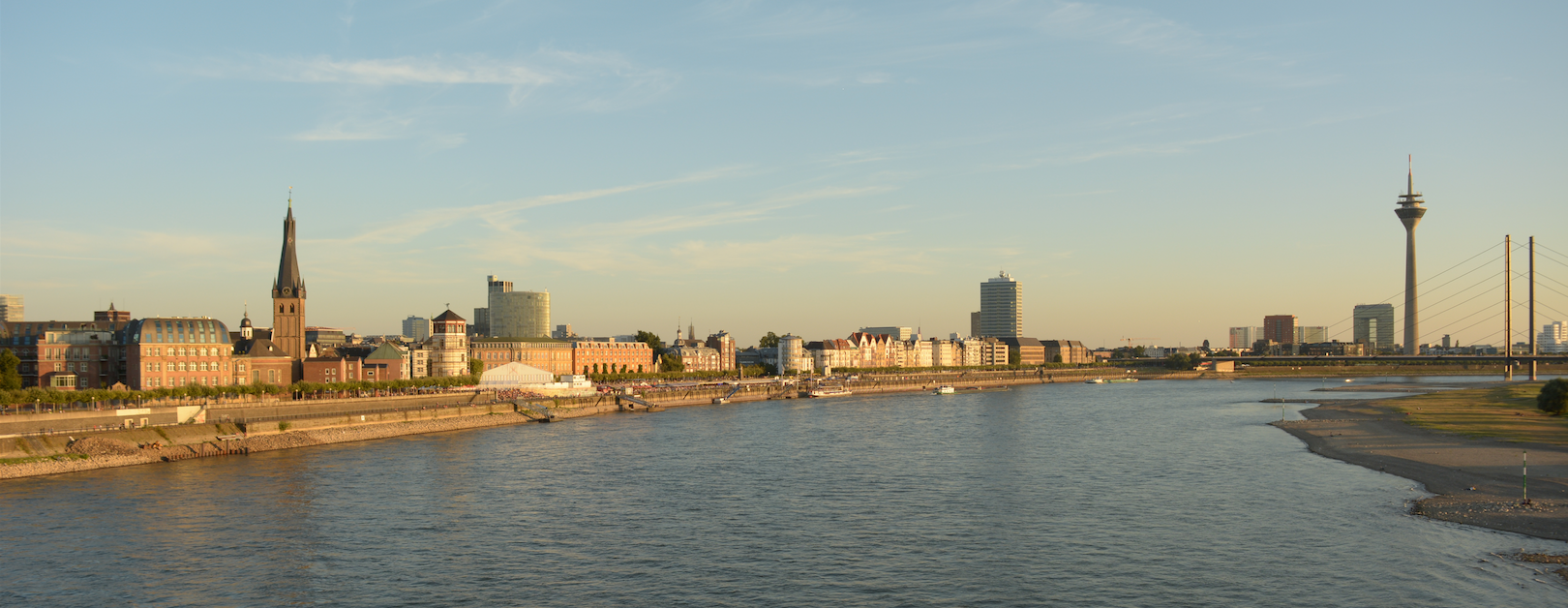
Düsseldorf am Rhein mit Altstadt und Hafen, rechts der Rheinturm

Düsseldorf [ˈdʏsl̩ˌdɔʁf] ⓘ ist die Landeshauptstadt Nordrhein-Westfalens und der Behördensitz des Regierungsbezirks Düsseldorf. Die kreisfreie Stadt am Rhein ist mit 618.685 Einwohnern am 31. Dezember 2024 die zweitgrößte Stadt des Bundeslandes und die sechstgrößte Stadt in Deutschland.
Düsseldorf hat eine Fläche von 217,41 Quadratkilometern und gehört mit 2.846 Einwohnern pro Quadratkilometer zu den dichter besiedelten Städten Deutschlands. Die Stadt ist das führende Wirtschaftszentrum der Metropolregion Rhein-Ruhr mit rund 10,2 Millionen Einwohnern und der Metropolregion Rheinland mit 8,7 Millionen Einwohnern. Sie liegt im Kern des zentralen europäischen Wirtschaftsraumes. Die Rheinmetropole gehört zu den fünf wichtigsten, international stark verflochtenen Wirtschaftszentren Deutschlands und ist ein bedeutender Finanz- und Börsenplatz.
Überregionale Bekanntheit genießt Düsseldorf durch seine Altstadt („längste Theke der Welt“), seinen Einkaufsboulevard Königsallee („Kö“), seinen Standort für Kleidermode und den Düsseldorfer Karneval. Zudem ist die Stadt durch die große Anzahl ostasiatischer Einwohner bekannt, darunter die japanische Gemeinde mit über 8400 Einwohnern, deren Wohn- und Geschäftsbereich in der Stadtmitte die einzige Japantown Deutschlands bildet.

## Geographie

### Räumliche Lage

Siedlungsstruktur Nordrhein-Westfalens, zentral gelegen der Ballungsraum Rhein-Ruhr mit Düsseldorf im Zentrum

Das überwiegend rechtsrheinisch gelegene Düsseldorf befindet sich – mit Ausnahme der Stadtteile Ludenberg, Gerresheim und Hubbelrath – im mittleren Teil des Niederrheinischen Tieflands auf einer von zahlreichen Rheinarmen durchzogenen Niederung. In Nordsüdrichtung durchzieht im Osten als Mittelgebirgsschwelle die Niederterrasse des Rheins das Stadtgebiet, das weitgehend auf dem holozänen Flussbett liegt. Die Stadtteile Oberkassel, Niederkassel, Heerdt und Lörick liegen am linken Rheinufer.
Die Stadt grenzt südwestlich an das Ruhrgebiet. Mit der Stadt Duisburg hat Düsseldorf im Norden eine gemeinsame Grenze. Düsseldorf liegt im Herzen der Metropolregion Rhein-Ruhr sowie im Übergangsbereich zwischen dem Niederrhein und dem Bergischen Land, zu dem die Stadt, historisch betrachtet, gehört.
Der höchstgelegene Punkt im Stadtgebiet, der Sandberg im Stadtteil Hubbelrath, bereits Teil der Mettmanner Lößterrassen und damit des Bergisch-Sauerländischen Unterlandes, misst 165 m ü. NHN, der niedrigste Punkt, die Mündung des Schwarzbachs in den Rhein bei Wittlaer, 28 m ü. NHN.

### Klima
Düsseldorf liegt im niederrheinischen Tiefland sowie der Kölner Bucht und gehört zu den wärmsten Gebieten Deutschlands. Die reliefbedingte Öffnung in Richtung Nordsee prägt das Klima ozeanisch; überwiegend westliche Winde tragen atlantische Luftmassen heran und sorgen für milde, schneearme Winter und feuchtwarme Sommer. Im letzten 30-jährigen Klimamittel von 1991 bis 2020 betrug die Jahresmitteltemperatur 11,2 Grad Celsius, der Jahresniederschlag 758 Millimeter und die Zahl der Sonnenstunden 1527. Das jüngere 10-Jahres-Mittel von 2013 bis 2022 weicht davon mit 11,7 Grad Celsius, nur 624 Millimeter, aber zugleich 1670 Sonnenstunden deutlich ab. Im Winter fällt die Temperatur selten unter den Gefrierpunkt, aufkommende Fröste bleiben meist im Bereich knapp unter 0 Grad Celsius. Wegen des milden Klimas werden im Raum Düsseldorf exotische und mediterrane Pflanzen wie Palmen im Freiland kultiviert.
Der Deutsche Wetterdienst DWD betreibt schon seit 1949 die Station Düsseldorf (Flugh.). Sie liegt derzeit  am Zaun des Flughafens, etwa 200 Meter nördlich der zweiten Start- und Landebahn und 80 Meter südlich der B 8n.
Die niederländische MeteoGroup-Tochter DTN betreibt seit 2008 bzw. 2012 zwei neue stadteigene Wetterstationen Düsseldorf-City in Pempelfort und im Botanischen Garten der Universität. Eine weitere Wetterstation wird auf dem Gelände der Messe Düsseldorf betrieben. Alle vier Wetterstationen bilden „ein Messnetz, mit dem die lokal sehr feinen Unterschiede des tagesaktuellen Wetters erfasst werden können“, so die Stadtverwaltung.
|                        | Jan  | Feb   | Mär  | Apr  | Mai  | Jun  | Jul  | Aug  | Sep  | Okt  | Nov  | Dez   |   |      |
| Mittl. Temperatur (°C) | 4,4  | 5,9   | 7,8  | 10,7 | 14,3 | 18,9 | 19,8 | 20,3 | 16,7 | 13,3 | 7,8  | 5,5   | ⌀ | 12,1 |
| Mittl. Tagesmax. (°C)  | 6,5  | 9,2   | 11,9 | 15,9 | 19,9 | 24,5 | 25,3 | 25,6 | 21,7 | 16,7 | 10,5 | 7,5   | ⌀ | 16,3 |
| Rekordmaximum (°C)     | 17,3 | 21,0  | 25,7 | 26,0 | 30,4 | 36,8 | 40,7 | 36,9 | 34,0 | 25,5 | 21,0 | 17,5  | ᐃ | 0    |
| Mittl. Tagesmin. (°C)  | 2,4  | 2,6   | 3,6  | 5,4  | 8,6  | 13,4 | 14,3 | 15,0 | 11,7 | 9,5  | 5,0  | 3,5   | ⌀ | 7,9  |
| Rekordminimum (°C)     | −8,5 | −13,7 | −5,5 | −3,9 | −1,2 | 4,4  | 7,0  | 8,5  | 3,1  | −4,2 | −5,7 | −10,0 | ᐁ | 0    |
|                        |      |       |      |      |      |      |      |      |      |      |      |       |   |      |
| Niederschlag (mm)      | 61   | 59    | 55   | 47   | 66   | 68   | 66   | 67   | 59   | 54   | 62   | 66    | Σ | 730  |
|                        |      |       |      |      |      |      |      |      |      |      |      |       |   |      |
| Sonnenstunden (h/d)    | 1,2  | 3,2   | 4,4  | 6,1  | 7,1  | 7,8  | 7,1  | 6,8  | 6,1  | 3,4  | 2,3  | 1,1   | ⌀ | 4,7  |
|                        |      |       |      |      |      |      |      |      |      |      |      |       |   |      |
| Regentage (d)          | 19   | 15    | 15   | 12   | 14   | 12   | 13   | 14   | 11   | 16   | 16   | 18    | Σ | 175  |

| 2,4 |

| 2,6 |

| 3,6 |

| 5,4 |

| 8,6 |

| 13,4 |

| 14,3 |

| 15,0 |

| 11,7 |

| 9,5 |

| 5,0 |

| 3,5 |

| 2,4 |

| 2,6 |

| 3,6 |

| 5,4 |

| 8,6 |

| 13,4 |

| 14,3 |

| 15,0 |

| 11,7 |

| 9,5 |

| 5,0 |

| 3,5 |

|                        | Jan | Feb | Mär  | Apr  | Mai  | Jun  | Jul  | Aug  | Sep  | Okt  | Nov | Dez |   |      |
| Mittl. Temperatur (°C) | 3,5 | 4,2 | 7,1  | 10,5 | 14,3 | 17,3 | 19,5 | 19,1 | 15,6 | 11,6 | 7,2 | 4,2 | ⌀ | 11,2 |
| Mittl. Tagesmax. (°C)  | 5,7 | 7,1 | 11,0 | 15,6 | 19,4 | 22,5 | 24,6 | 24,1 | 20,1 | 15,1 | 9,8 | 6,3 | ⌀ | 15,1 |
| Mittl. Tagesmin. (°C)  | 1,3 | 1,3 | 3,2  | 5,5  | 9,2  | 12,2 | 14,4 | 14,1 | 11,2 | 8,2  | 4,7 | 2,2 | ⌀ | 7,3  |
|                        |     |     |      |      |      |      |      |      |      |      |     |     |   |      |
| Niederschlag (mm)      | 58  | 54  | 53   | 46   | 58   | 67   | 73   | 73   | 88   | 59   | 62  | 67  | Σ | 758  |
|                        |     |     |      |      |      |      |      |      |      |      |     |     |   |      |
| Sonnenstunden (h/d)    | 1,8 | 2,5 | 4,0  | 5,6  | 6,6  | 6,7  | 6,6  | 6,2  | 5,0  | 3,5  | 2,0 | 1,5 | ⌀ | 4,3  |
|                        |     |     |      |      |      |      |      |      |      |      |     |     |   |      |
| Regentage (d)          | 18  | 15  | 16   | 12   | 14   | 14   | 14   | 14   | 14   | 15   | 17  | 18  | Σ | 181  |

| 1,3 |

| 1,3 |

| 3,2 |

| 5,5 |

| 9,2 |

| 12,2 |

| 14,4 |

| 14,1 |

| 11,2 |

| 8,2 |

| 4,7 |

| 2,2 |

| 1,3 |

| 1,3 |

| 3,2 |

| 5,5 |

| 9,2 |

| 12,2 |

| 14,4 |

| 14,1 |

| 11,2 |

| 8,2 |

| 4,7 |

| 2,2 |

### Luftqualität und Umweltschutz
Die Energieerzeugung, die Industrie sowie der Verkehr sind die wichtigsten Ursachen für die anthropogene, das heißt vom Menschen verursachte Luftverschmutzung. Aufgrund der hohen Luftbelastung stellt die Bezirksregierung Düsseldorf Luftreinhaltepläne auf. Der erste Luftreinhalteplan für das gesamte Stadtgebiet der Landeshauptstadt Düsseldorf trat am 1. November 2008 in Kraft. Er vereinte alle bis dahin erstellten Pläne zu einem Gesamtplan. Nach Inkrafttreten des Plans werden die Maßnahmen durch die zuständigen Fachbehörden umgesetzt. Ziel ist durch diese Luftreinhaltestrategie die Einhaltung der gesetzlichen Grenzwerte zum Schutze der Gesundheit der in Düsseldorf wohnenden und arbeitenden Bevölkerung schnellstmöglich zu erreichen.
Im Rahmen der bisherigen Luftreinhalteplanung konnten für nahezu sämtliche luftverunreinigende Stoffe, hier insbesondere für den zu Beginn der 2000er Jahre noch kritischen Feinstaub, beachtliche Erfolge erreicht und die Grenzwerte eingehalten werden. Der seit 2010 für Stickstoffdioxid (NO2) gültige Grenzwert von 40 Mikrogramm pro Kubikmeter Luft (Jahresmittelwert) wird in Düsseldorf jedoch noch immer deutlich überschritten. An der Messstelle Corneliusstraße lag der Jahresmittelwert 2017 mit 56 Mikrogramm pro Kubikmeter noch immer auf sehr hohem Niveau der Stickstoffdioxidbelastung. Seit geraumer Zeit stehen neben den Feinstaubpartikelfraktionen die sogenannten Ultrafeinstäube vor allem in der Nähe von Flughäfen zunehmend im Fokus der Betrachtung.
Das Düsseldorfer Stickstoffdioxidbelastungsgebiet („Umweltzone“) umfasst einen großen Teil des Stadtgebiets mit etwa 420.000 Einwohnern, die 68 Prozent der Bevölkerung entsprechen.

### Stadtgebiet
Das Stadtgebiet Düsseldorfs besteht aus zehn Stadtbezirken, die in 50 Stadtteile unterteilt sind.
Die Stadtbezirke mit ihren zugehörigen Stadtteilen

Karte der Stadtbezirke und Stadtteile Düsseldorfs

Im Unterschied zu anderen nordrhein-westfälischen Großstädten haben die Stadtbezirke in Düsseldorf keine eigenen Namen, sondern sind von 1 bis 10 durchnummeriert. Die meisten Einwohner hat der Stadtbezirk 3 mit 122.337 gemeldeten Personen mit Hauptwohnsitz (Stand: 31. Juli 2023). Der Stadtteil Bilk ist mit 41.304 Einwohnern (31. Juli 2023) der einwohnerreichste Stadtteil der Stadt und liegt im Stadtbezirk 3. Die geringste Bevölkerung hat dagegen der Stadtbezirk 10 mit 24.593 Bewohnern, bei den Stadtteilen weist der Hafen mit 386 Einwohnern die kleinste Einwohnerzahl auf (31. Juli 2023).
Die Stadtbezirke und Stadtteile sind im Einzelnen:
- Stadtbezirk 1: Altstadt, Carlstadt, Derendorf, Golzheim, Pempelfort, Stadtmitte
- Stadtbezirk 2: Düsseltal, Flingern (Süd und Nord)
- Stadtbezirk 3: Bilk, Flehe, Friedrichstadt, Hafen, Hamm, Oberbilk, Unterbilk, Volmerswerth
- Stadtbezirk 4: Heerdt, Lörick, Niederkassel, Oberkassel
- Stadtbezirk 5: Angermund, Kaiserswerth, Kalkum, Lohausen, Stockum, Wittlaer
- Stadtbezirk 6: Lichtenbroich, Mörsenbroich, Rath, Unterrath
- Stadtbezirk 7: Gerresheim, Grafenberg, Hubbelrath, Knittkuhl, Ludenberg
- Stadtbezirk 8: Eller, Lierenfeld, Unterbach, Vennhausen
- Stadtbezirk 9: Benrath, Hassels, Himmelgeist, Holthausen, Itter, Reisholz, Urdenbach, Wersten
- Stadtbezirk 10: Garath, Hellerhof

### Nachbarstädte
Die Stadt Düsseldorf grenzt im Norden an die kreisfreie Stadt Duisburg und an die Stadt Ratingen, im Osten an die Städte Mettmann, Erkrath und Hilden, im Süden an die Städte Langenfeld (Rheinland) und Monheim am Rhein (alle Kreis Mettmann) sowie im Westen an die Städte Dormagen, Neuss und Meerbusch (alle Rhein-Kreis Neuss).
| Meerbusch | Duisburg                                    | Ratingen          |
| Neuss     | Kompassrose, die auf Nachbargemeinden zeigt | Mettmann, Erkrath |
| Dormagen  | Langenfeld, Monheim am Rhein                | Hilden            |

## Geschichte
Im Jahr 1288 erhielt der Ort an der Mündung des Flüsschens Düssel in den Rhein das Stadtrecht. Vom Ende des 14. Jahrhunderts bis zum Beginn des 19. Jahrhunderts war die Stadt Regierungssitz von Ländern des Heiligen Römischen Reichs und des Rheinbundes: des Herzogtums Berg, der Herzogtümer Jülich-Berg und Jülich-Kleve-Berg sowie des Großherzogtums Berg, von 1690 bis 1716 auch Residenz des Pfalzgrafen und Kurfürsten Johann Wilhelm von der Pfalz. Durch den Bau einer Kurfürstlichen Gemäldegalerie mit einer international rezipierten Kunstsammlung wurde um 1705 eine bedeutende Kunst- und Ausstellungstradition begründet. Seit 1815 preußisch, wurde die Stadt 1816 Sitz des Regierungsbezirks Düsseldorf. Von 1824 bis 1933 war sie der Parlamentssitz der Rheinprovinz. Im Kaiserreich entwickelte sich Düsseldorf im Zuge der Hochindustrialisierung in Deutschland zum „Schreibtisch des Ruhrgebiets“ und wurde mit dem Überschreiten der Marke von 100.000 Einwohnern im Jahr 1882 zur Großstadt. Bei der Gründung des Landes Nordrhein-Westfalen im Jahr 1946 wurde sie zu dessen Landeshauptstadt bestimmt.

### Von den Anfängen bis zur frühneuzeitlichen Stadt

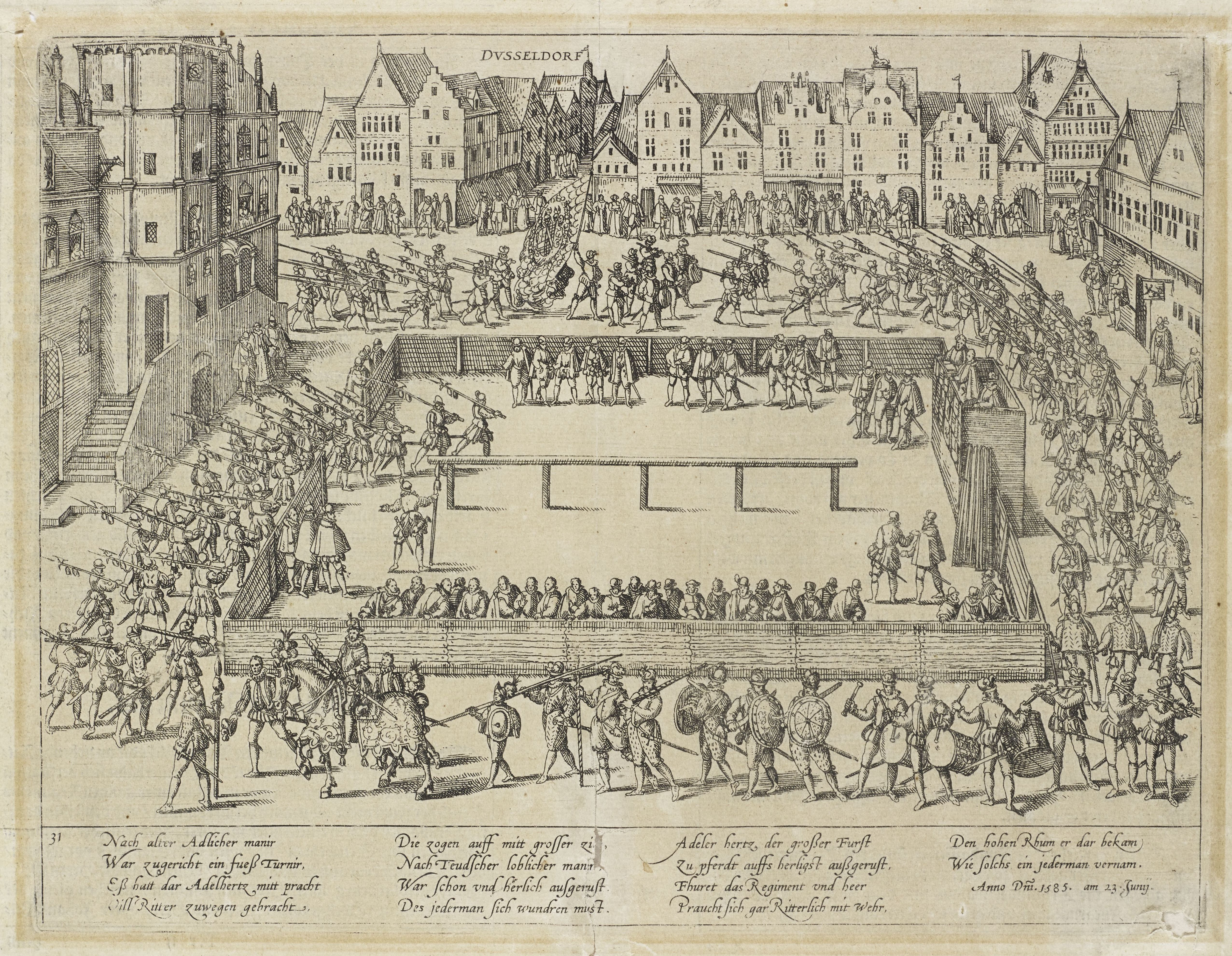
Fußturnier auf dem Marktplatz, 1585

Die mittelalterliche Stadt Düsseldorf wurde im 12./13. Jahrhundert zwar in der Nähe von frühmittelalterlichen Altsiedlungen gegründet, ging anscheinend aber – ähnlich wie beispielsweise auch in Alpen oder Kalkar – nicht unmittelbar aus einer dieser Altsiedlungen hervor. Die Siedlung trug ihren Namen nach dem kleinen Fluss Düssel, der südlich der Straße Altestadt in den Rhein mündet. Der Name „Düssel“ entstand wahrscheinlich aus dem germanischen Begriff thusila und bedeutet „die Rauschende“. Die Landschaft, in der Düsseldorf gegründet wurde, war vor der Entstehung der Grafschaft Berg eine ursprünglich fränkische, zu Ripuarien gehörende Grafschaft, in der neueren Forschung Duisburg-Kaiserswerther Grafschaft genannt, ein Herrschaftsgebiet der Ezzonen, denen als Pfalzgrafen eine hohe Stellung im Herzogtum Lothringen (Niederlothringen) zukam.

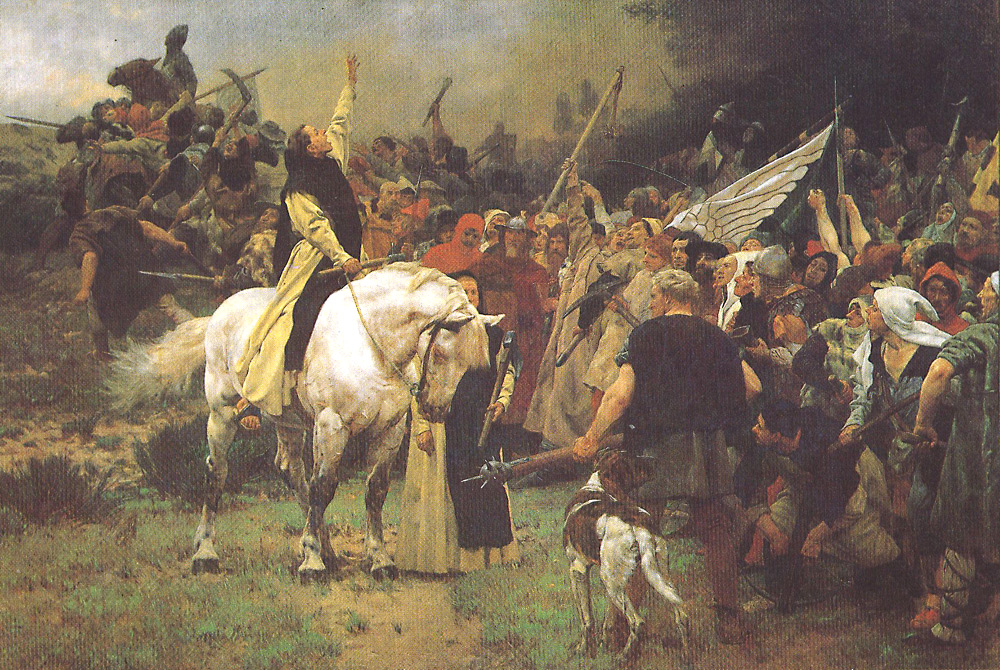
Mit dem Historiengemälde Walter Dodde und die bergischen Bauern bei der Schlacht bei Worringen schuf der Düsseldorfer Maler Peter Janssen der Ältere bis 1893 ein eingängiges Bild für den Gründungsmythos der Stadt Düsseldorf. Demnach geht deren Stadtgründung und Aufstieg auf den tapferen Kampf bergischer Bauern gegen den Kölner Erzbischof in der Schlacht von Worringen zurück. Bereits in den Augen der Zeitgenossen Janssens veranschaulichte es auch die Rivalität zwischen Köln und Düsseldorf.

Die erste schriftliche Erwähnung von Dusseldorp in einer Schreinskarte kann nicht sicher datiert werden und stammt frühestens aus dem Jahr 1135. Am 5. Juni 1288 fand die Schlacht von Worringen statt, in deren Folge Graf Adolf V. von Berg Düsseldorf am 14. August 1288 die Stadtrechte verlieh. Nach Wipperfürth, Lennep und Ratingen war dies die vierte Stadtgründung im Bergischen Land und die dritte Adolfs V. Die nur 3,8 Hektar große Stadt war bereits früh ein mit einer Stadtmauer und einem Graben gesicherter Ort, der die Westgrenze der Grafschaft Berg markierte.
1380 wurde Graf Wilhelm von Berg von dem römisch-deutschen König Wenzel in den Reichsfürstenstand erhoben. Noch im selben Jahr beschloss der neue Herzog zum Ausdruck seiner reichspolitischen Funktion und Stellung, die relativ abgelegene Burg an der Wupper als Regierungssitz aufzugeben und das am Rhein gelegene Düsseldorf zur neuen Residenz zu entwickeln. Für die geplante bergische Hauptstadt Düsseldorf wurde erstmals 1382 eine Burg urkundlich erwähnt, die in den folgenden Jahrhunderten zum Düsseldorfer Residenzschloss ausgebaut wurde. Seit 1386 residierten der Herzog und seine Gemahlin Anna dort. Zwischen 1384 und 1394 wurde die Stadt erheblich erweitert; der Bau der backsteingotischen Hallenkirche St. Lambertus und ihre reichhaltige Ausstattung mit Reliquien und Pfründen datieren in dieser Zeit. Durch die Klever Union vereinigten die Herzöge von Jülich-Berg und Kleve-Mark ihre Länder zur Personalunion Jülich-Kleve-Berg. In den Jahren 1538 bis 1543 war Düsseldorf die Hauptstadt eines Verbundes von Territorialstaaten, der neben Jülich-Kleve-Berg auch das Herzogtum Geldern, die Grafschaften Mark, Ravensberg und Zutphen sowie die Herrschaft Ravenstein umfasste. Insbesondere unter Wilhelm dem Reichen wurde die Region zu einem Zentrum humanistischer Wissenschaft und liberaler Katholizität. Gegenüber Juden setzte sich unter seiner Herrschaft mit der Polizeiverordnung von 1554, die die Ausweisung aller Juden verlangte, allerdings eine antijudaische Linie durch. 1585 wurde bei der Vermählung des Erbprinzen Johann Wilhelm mit der Markgräfin Jakobe von Baden die wohl prunkvollste dokumentierte Hochzeit des 16. Jahrhunderts ausgerichtet. Unter dem Titel Orpheus und Amphion kam dabei zum ersten Mal ein opernartiges theatralisches Schauspiel mit Gesang und Musik zur Aufführung. Wilhelm der Reiche sorgte für den Wiederaufbau und Ausbau des Düsseldorfer Schlosses durch den Renaissance-Baumeister Alessandro Pasqualini. Nach dem Aussterben des jülich-bergisch-klevischen Regentenstammes 1609 und während des Jülich-Klevischen Erbfolgestreits zwischen Brandenburg und Pfalz-Neuburg besetzte der spanische General Ambrosio Spinola als kaiserlicher Kommissar 1614 die Stadt.

### Bergische Residenz- und Landeshauptstadt

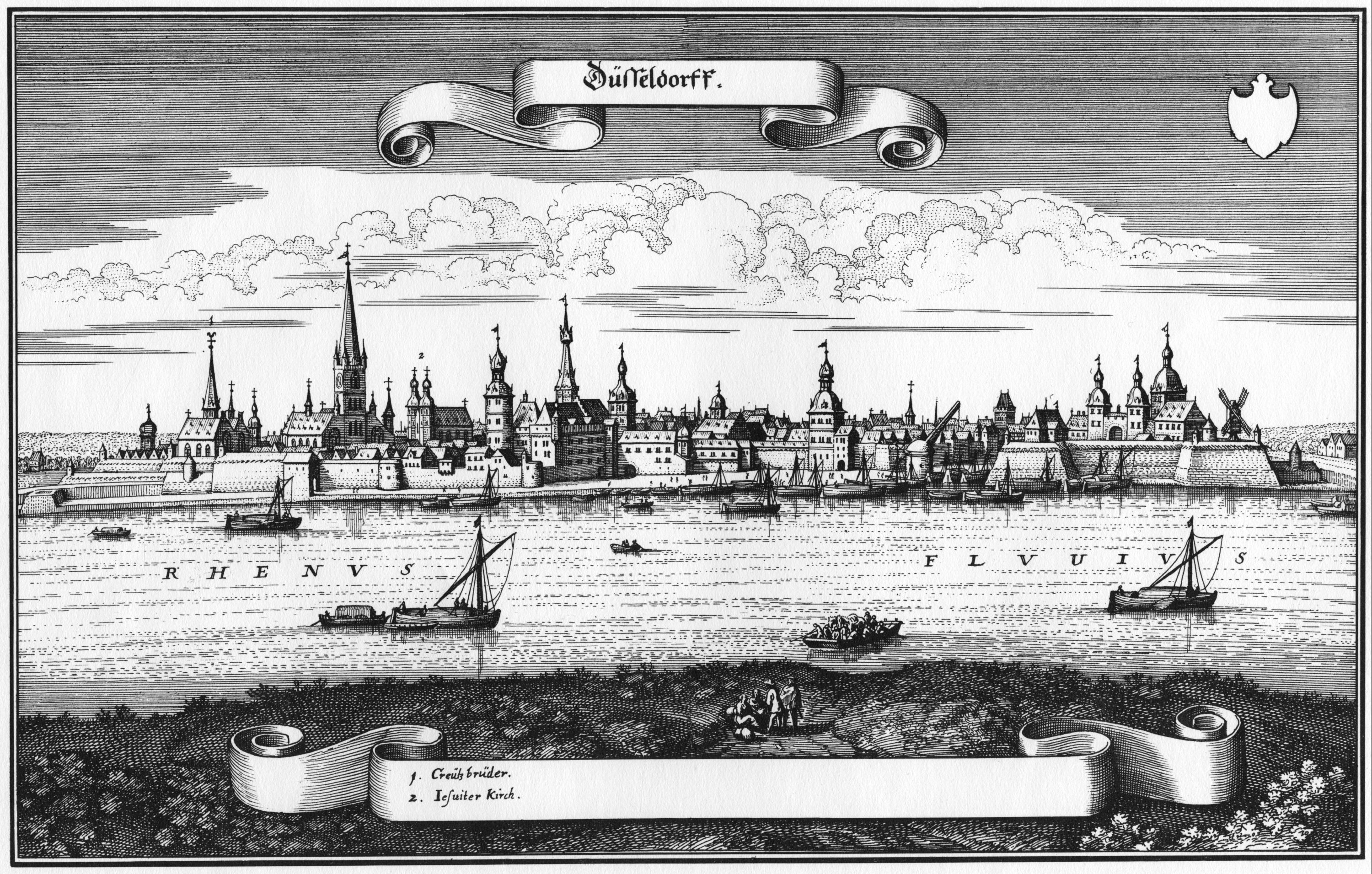
Idealisierte Stadtansicht von Matthäus Merian um 1647

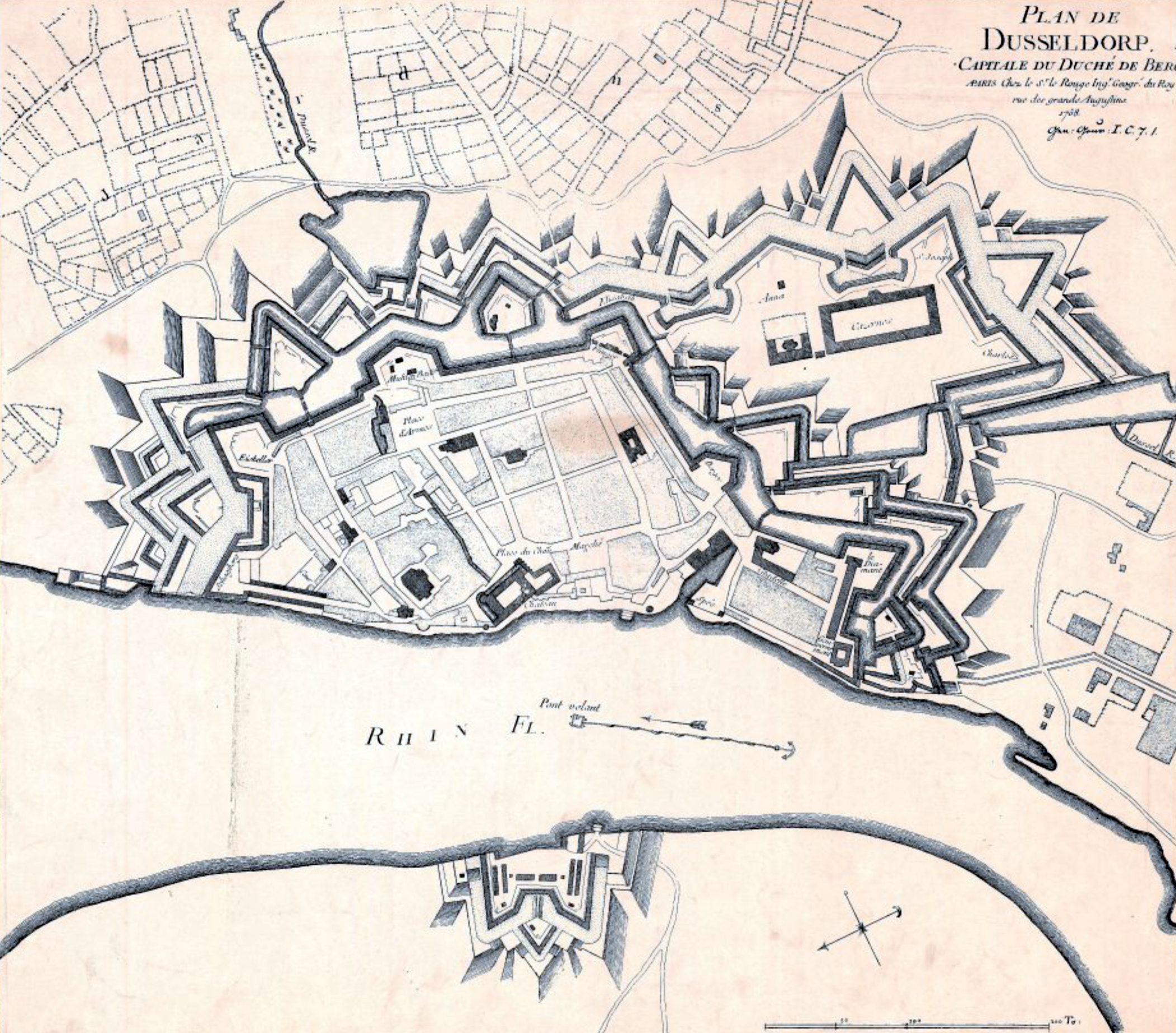
Georges Louis Le Rouge: Plan de Dusseldorp, Capitale du Duché de Berg – Karte der Festung Düsseldorf mit dem linksrheinischen Fort Düsselburg, 1758

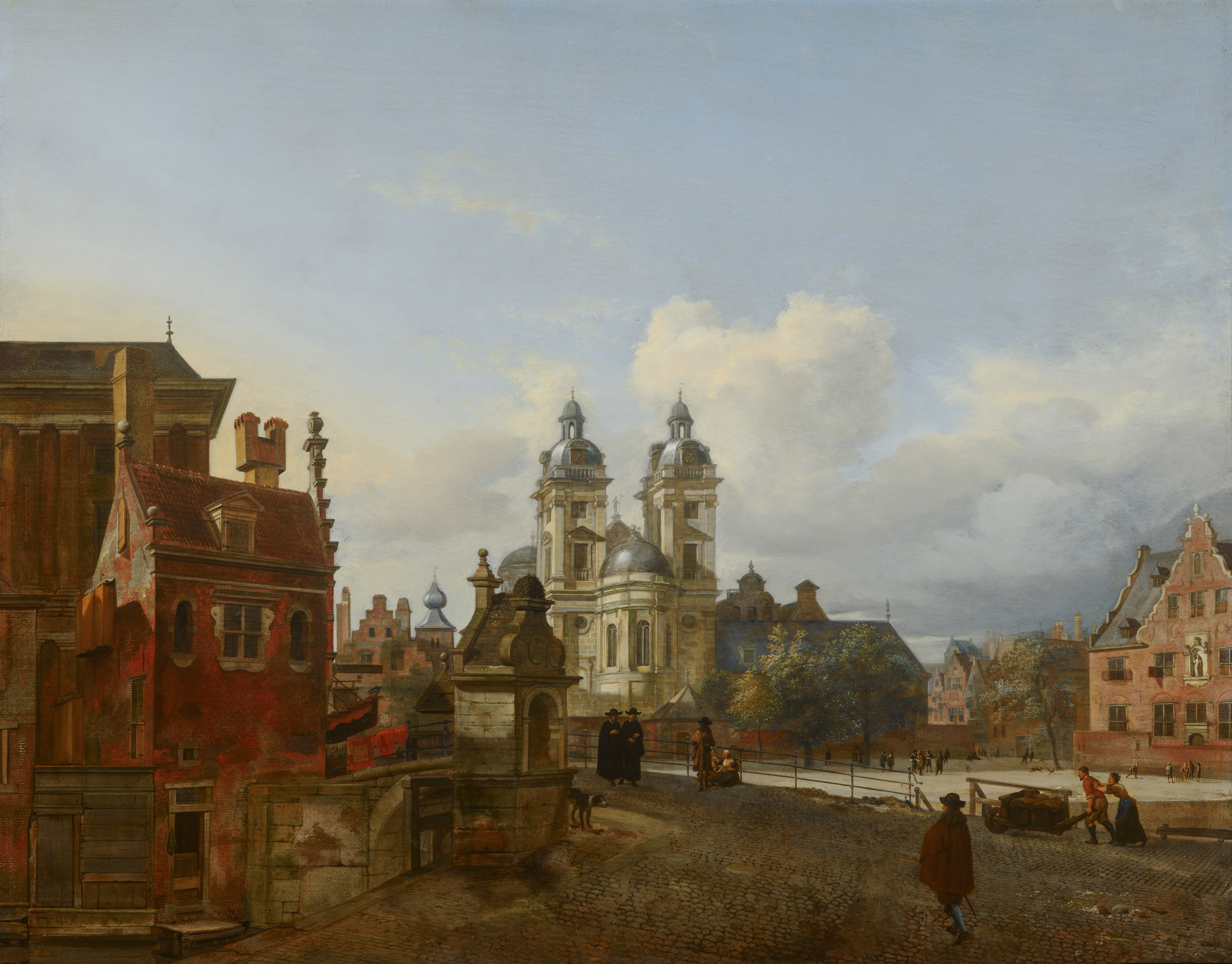
Jan van der Heyden und Adriaen van de Velde – Ansicht von Düsseldorf mit St. Andreas in der Mitte

Im Zuge der Beilegung des Jülich-Klevischen Erbfolgestreits gehörte Düsseldorf mit dem Herzogtum Jülich-Berg zum damals zunächst noch protestantischen Haus Pfalz-Neuburg, einem Zweig des Adelsgeschlechtes der Wittelsbacher. In der ersten Phase der pfälzischen Herrschaft kam es zu schweren Auseinandersetzungen zwischen römisch-katholischen, lutherischen und reformierten Beamten bei Hof und in der Stadt. Unter dem Einfluss seiner Frau, Magdalene von Bayern, konvertierte Erbprinz Wolfgang Wilhelm 1613 zur römisch-katholischen Konfession, wodurch er sich in den politischen Auseinandersetzungen seiner Zeit die Unterstützung der Katholischen Liga sichern konnte. Mit der Übernahme der Pfalzgrafen- und Herzogswürde im Jahre 1614 führte die Konversion Wolfgang Wilhelms in seinen Territorien zu einer Repression der protestantischen Konfessionen und zu einer Begünstigung der römisch-katholischen Kirche. Bei der nun einsetzenden Gegenreformation hatten die bei Hof verkehrenden Jesuiten eine Schlüsselrolle.

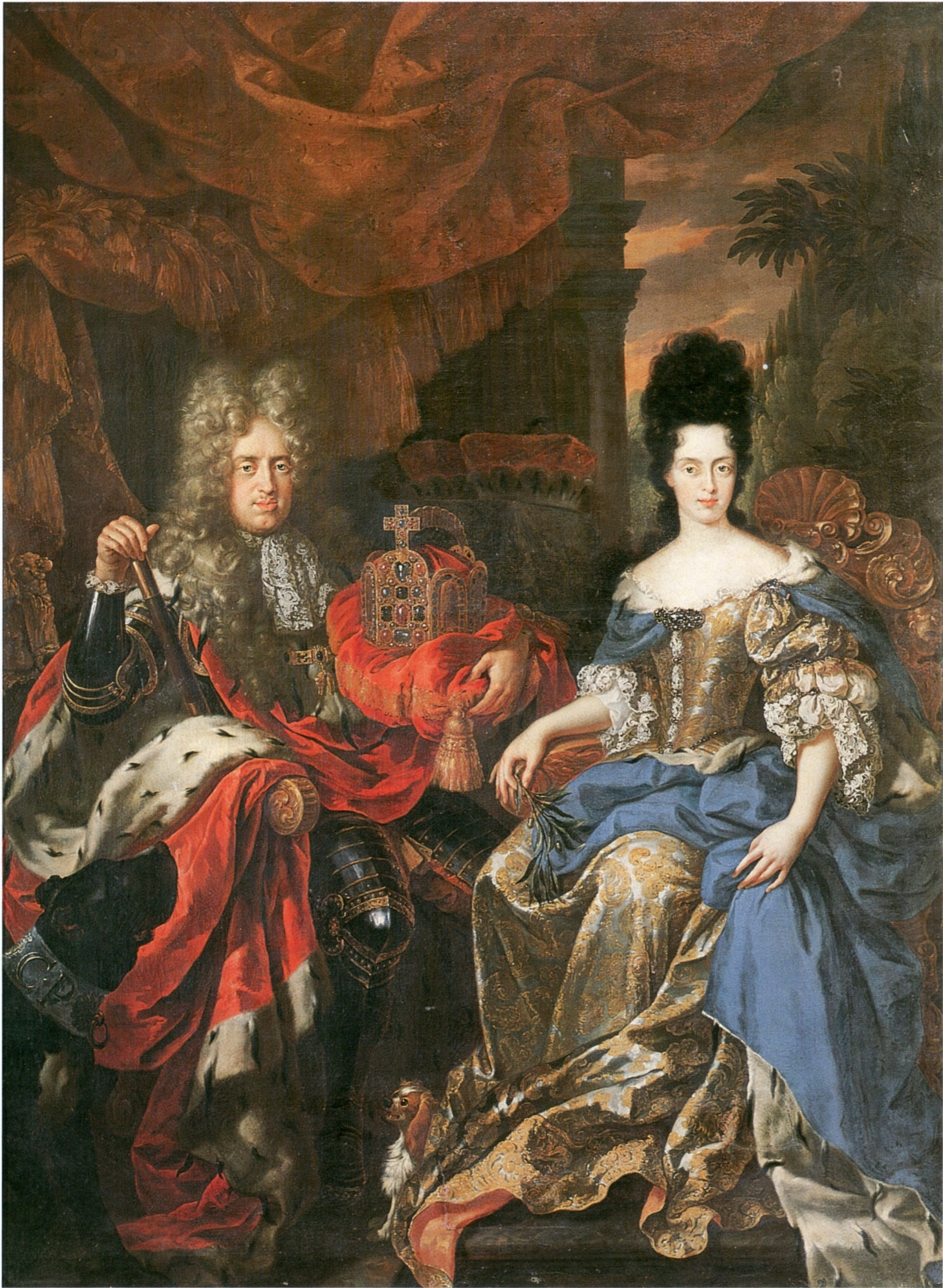
Doppelbildnis des Kurfürsten Johann Wilhelm von der Pfalz und seiner Gemahlin Anna Maria Luisa de’ Medici, Jan Frans van Douven, 1708

Johann Wilhelm von der Pfalz, von den Niederfränkisch sprechenden Düsseldorfern „Jan Wellem“ genannt, schon als pfälzischer Erbprinz seit 1679 Regent von Jülich-Berg, seit 1690 schließlich Kurfürst von der Pfalz sowie Herzog von Jülich-Berg, hielt auch als Souverän an Düsseldorf als Hauptresidenz fest, zumal die frühere kurfürstliche Hauptresidenz in Heidelberg durch den Pfälzischen Erbfolgekrieg zerstört worden war. In der Regierungszeit Johann Wilhelms erfuhr Düsseldorf durch die Präsenz des glanzvollen Hofes eine beachtliche wirtschaftliche, kulturelle und städtebauliche Entwicklung. Kurfürst Karl Theodor von der Pfalz, setzte diese Entwicklung fort. Dies gilt insbesondere für die Amtszeit seines Statthalters, des Grafen Johann Ludwig Franz von Goltstein. Auch mit Blick auf politische Ambitionen, unter Preisgabe Bayerns ein neues Königreich Burgund zu begründen, ließ er in Jülich-Berg Schlösser errichten und ausbauen, Sammlungen und Institute einrichten und pflegen sowie in Düsseldorf die Carlstadt anlegen. Herausragend und berühmt war die noch von Johann Wilhelm gegründete, unter Karl Theodor ebenfalls geförderte Gemäldegalerie. Allerdings hatte Düsseldorf den Status einer kurfürstlichen Hauptresidenz schon 1718 wieder an Heidelberg verloren. 1720 ging diese Funktion dann an Mannheim und 1778 an München über, von wo aus Karl Theodor nach Bestimmungen Wittelsbacher Hausverträge des 18. Jahrhunderts die Territorien Kurpfalz-Bayern und Jülich-Berg zu regieren hatte. 1769 wurde Düsseldorf Sitz des Jülich-Bergischen Oberappellationsgerichtes.
Seit 1732 weiter neuzeitlich befestigt, wurde die Stadt im Siebenjährigen Krieg 1757 von den Franzosen besetzt und nach der Schlacht bei Krefeld 1758 von Herzog Ferdinand von Braunschweig durch Kapitulation eingenommen, jedoch bald wieder verlassen. Im Zuge der durch die Französische Revolution entfesselten Koalitionskriege kapitulierte Düsseldorf im Jahre 1795 der französischen Revolutionsarmee und blieb unter französischer Besetzung, bis es im Frieden von Lunéville 1801 an Kurpfalz-Bayern zurückgegeben wurde.
Die im Reichsdeputationshauptschluss geregelte Säkularisation sorgte um 1803 für eine erhebliche Besitzumschichtung zugunsten des Landes(herren) und veränderte auch das Erscheinungsbild der Stadt erheblich. Die Ordensgemeinschaften und verschiedene Klöstergebäude verschwanden vollständig aus dem Stadtbild, wenige Reste blieben bis heute erhalten. Innerhalb des heutigen Stadtgebietes waren insgesamt 16 geistliche Institutionen betroffen (etwa ein Drittel aller Klöster im Herzogtum Berg), die Stifte Kaiserswerth, Düsseldorf und Gerresheim, die Mendikantenklöster der Franziskaner (Düsseldorf) und Kapuziner (Düsseldorf, Kaiserswerth, Benrath), die Kreuzherrenkanonie, die Zisterzienserabtei Düsselthal, die Klöster Katharinenberg (Gerresheim) und Rath sowie die Ordensniederlassungen der Coelestinerinnen, der Cellitinnen und der Karmeliterinnen. Die Einrichtungen der beiden Schulorden (Jesuiten und Ursulinen) waren bereits Jahrzehnte früher in weltliche Kongregationen umgewandelt worden und überstanden die Säkularisation. Dasselbe gilt für die Cellitinnen und Karmeliterinnen, die sich der Krankenpflege verschrieben hatten und aus deren Institutionen das Düsseldorfer Krankenhaus in der Altstadt hervorging. Das Coelestinerinnenkloster war bei der Bombardierung Düsseldorfs 1794 ausgebrannt und die Nonnen lebten an verschiedenen Orten getrennt voneinander, weshalb es schon 1802 als bereits aufgehoben galt. Ebenso wurde das Kreuzherrenkloster als künftiger Standort der Schulverwaltung bereits vor der offiziellen Säkularisation von 1803 aufgehoben und die nicht zum Unterricht oder Gottesdienst benötigten Geistlichen in die Kreuzherrenkanonie Beyenburg versetzt. Das Stift Gerresheim wurde zunächst zu einer Versorgungseinrichtung für Töchter des höheren Beamtentums und der Militärführung umgewandelt, blieb daher zunächst bestehen und wurde um den Besitz des Klosters Saarn bereichert. Im Gegensatz dazu durften die wenig begüterten Gemeinschaften der Nonnen der Klöster Rath und Katharinenberg in den Gebäuden als private weltliche Gemeinschaft noch zum Teil über Jahrzehnte zusammenleben, um zu verhindern, dass sie wegen ihrer geringen Pensionen zu Bettlerinnen wurden. In Düsseldorf Kaiserwerth bestand bis 1841 eines von vier bergischen Zentral- und Sammelklöstern, nämlich das Zentralkloster für die Kapuziner. Hier konnten Ordensmitglieder bis zu ihrem Tod leben. Es herrschte einige Fluktuation und einzelne Geistliche – auch Ordensfremde – wurden zur „Correction“ eingewiesen. Ab 1812 lebte auch der letzte Abt von Siegburg, Speyart zu Woerden, bis zu seinem Tod 1817 bei den Kapuzinern. Alternativ konnten die Kleriker eine Pensionierung wählen, wobei die Mendikanten mit 50 Reichstalern nicht genug zum Leben erhielten und zusätzliche Einkünfte – etwa als Lehrer und Pfarrgeistliche – generieren mussten. Die Mitglieder der fundierten Einrichtungen wurden zwar nicht großzügig aber doch auf Basis der jeweiligen Klostereinkünfte um ein Mehrfaches üppiger dotiert, wobei einzelne Frauenklöster zu wenig Vermögen für eine angemessene Versorgung hatten.

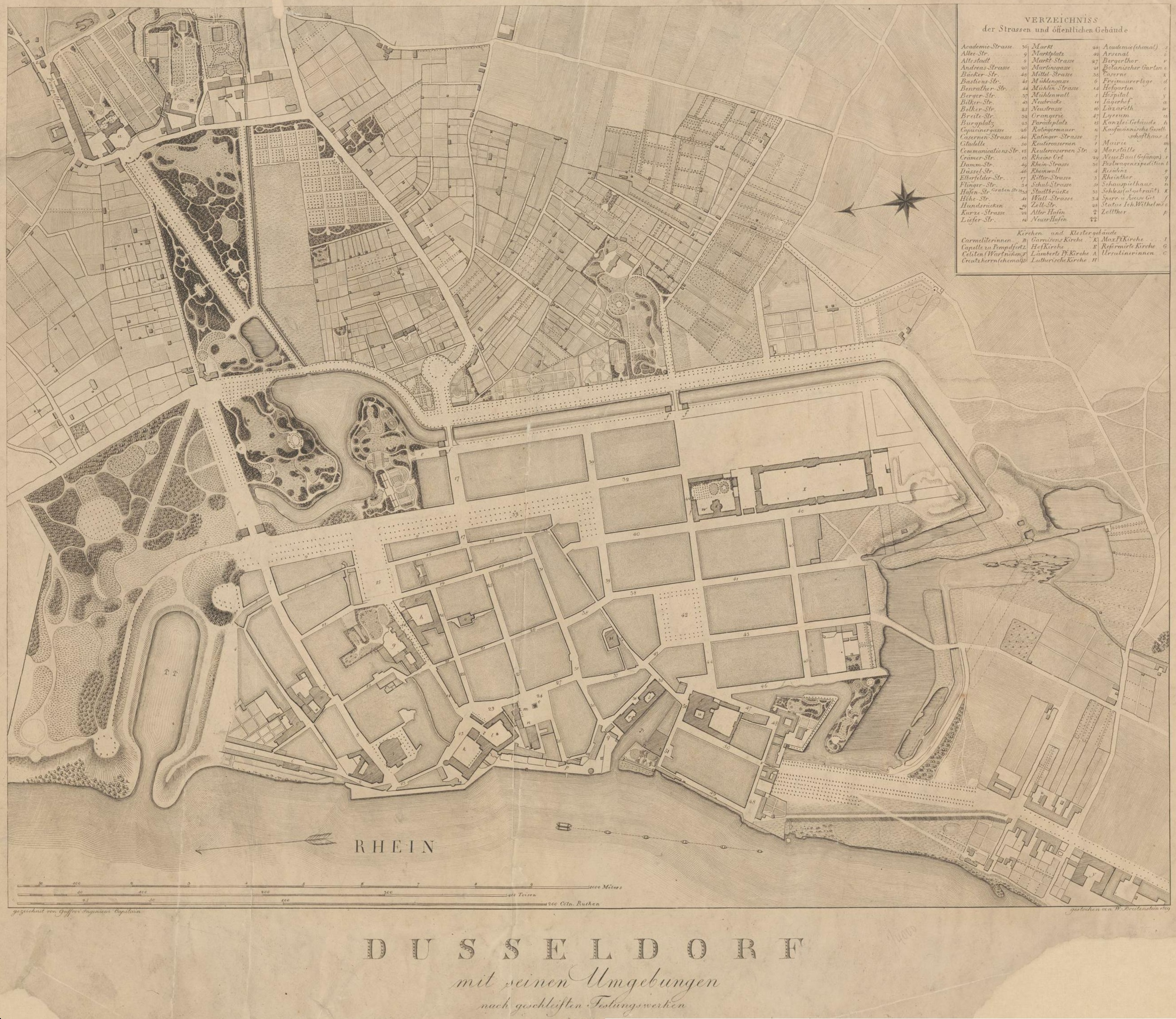
Stadtplan Düsseldorfs aus dem Jahr 1809: Umgestaltung der früheren Stadtbefestigung durch Anlage von Englischen Gärten, Alleen und Promenaden

Gemäß dem Frieden von Luneville erfolgte die vertraglich bedingte Schleifung der Festungswerke. Infolge eines Gebietstausches, der in dem Vertrag von Schönbrunn und im Vertrag von Brünn zwischen Kurpfalz-Bayern, Preußen und Frankreich festgelegt worden war, gelangte die Stadt ab 1806 wieder unter französischen Einfluss. Vor dem Gebietstausch hatte Kurfürst Maximilian IV. die weltberühmte Gemäldesammlung, die ein staatlicher Besitz des Herzogtums Jülich-Berg war, abziehen lassen und widerrechtlich dem bayerischen Kunstbesitz einverleibt. Düsseldorf wurde Landeshauptstadt des Großherzogtums Berg. Das Großherzogtum schied auf der Grundlage der Rheinbundakte als souveräner, mit Frankreich alliierter Staat aus dem Heiligen Römischen Reich aus und bestand faktisch bis Ende 1813. Großherzöge waren Joachim Murat bis 1808, sodann Napoleon selbst, schließlich ab 1809 unter Napoleons Regentschaft sein minderjähriger Neffe Napoléon Louis Bonaparte. Unter der neuen Regierung hielten bedeutende soziale und administrative Reformen Einzug. 1810 führte Napoleon den bergischen Code civil ein, der unter anderem den von Heinrich Heine begrüßten Durchbruch in Richtung einer Gleichstellung der Juden mit sich brachte. Anspruchsvolle Maßnahmen zur städtebaulichen Erneuerung und Verschönerung Düsseldorfs wurden vollzogen, insbesondere nach Entwürfen des Landschaftsarchitekten Maximilian Friedrich Weyhe. So pflanzte man die Neue Allee, die spätere Königsallee, und bepflanzte den Boulevard Napoléon, die spätere Heinrich-Heine-Allee erstmals als elegante Esplanaden; der Hofgarten erfuhr einen weiteren Ausbau zu einem Englischen Landschaftsgarten. Gleichwohl war das Großherzogtum für Frankreich im Rahmen seiner imperialistischen Expansion letztlich nur als Satelliten- und Pufferstaat sowie als Ressource für Finanzeinnahmen und Truppenaushebungen von Relevanz. Zudem geriet das Großherzogtum zunehmend in eine schwere Wirtschaftskrise, weil die französischen Zölle, die im Zuge der Kontinentalsperre an seinen westlichen und nördlichen Staatsgrenzen erhoben wurden, es von wichtigen Marktgebieten abschnitten. Die Wende brachte die Völkerschlacht bei Leipzig, in deren Folge die französischen Truppen und Spitzenbeamten das Großherzogtum Berg verließen.
(Quelle:)

### Preußische Provinzstadt und Industrialisierung
Das von den Franzosen verlassene Großherzogtum Berg wurde ab Ende 1813 von preußischen Truppen besetzt und von preußischen Beamten als Generalgouvernement Berg interimistisch verwaltet. Auf der Grundlage der Neuordnung Europas, die in den Jahren 1814 bis 1815 auf dem Wiener Kongress verhandelt worden war, nahm der preußische König Friedrich Wilhelm III. das Territorium und dessen Hauptstadt Düsseldorf am 5. April 1815 schließlich in Besitz. Rechtlich gehörte es ab dem 21. April 1815 zu Preußen. Düsseldorf wurde 1816 Sitz des Landkreises Düsseldorf. Düsseldorf selbst war dabei aber zunächst kreisfreie Stadt, doch schon 1820 wurde die Stadt in den Landkreis Düsseldorf eingegliedert. Am 22. April 1816 nahm die Bezirksregierung Düsseldorf ihre Arbeit auf. Mit der Schaffung der Rheinprovinz wurde Düsseldorf 1822 Sitz des Landeshauptmanns und 1823 Sitz des Rheinischen Provinziallandtags.
Durch die Eingliederung in Preußen hatte Düsseldorf nach über 400 Jahren den Status einer Landeshauptstadt und damit sämtliche Behörden der Landesregierung verloren. Düsseldorf war somit nur noch der Mittelpunkt einer Provinz und eine Beamtenstadt, nach Schleifung der Festungswerke von einem geschlossenen Ring ausgedehnter Parks umgeben, dem sich eine erste Stadterweiterung im klassizistischen Stil anschloss. Nach zeitgenössischen Beschreibungen bot die Stadt in der Zeit des Biedermeier insgesamt ein vergleichsweise harmonisches Stadtbild, bemerkte doch etwa Carl Julius Weber: „Das heitere Düsseldorf gefällt doppelt, wenn man aus dem finsteren Cöln herkommt.“ Allerdings war die politische und administrative Bedeutung der Stadt aufgrund des Verlustes von Hauptstadtfunktionen nicht so hoch wie der Rang des geistigen und künstlerischen Lebens in jener Zeit, welcher maßgeblich auf der Neugründung der Kunstakademie Düsseldorf (1819) und der aus ihr hervorgehenden Düsseldorfer Malerschule (1819–1918) fußte sowie ihr den Ruf einer „Kunst- und Gartenstadt“ eintrug. In der Zeit des Vormärz und der Deutschen Revolution waren die in der Stadt vertretenen bürgerlichen Milieus mit den Persönlichkeiten Lorenz Cantador, Ferdinand Freiligrath, Ferdinand Lassalle und Hugo Wesendonck ein Brennpunkt der sich formierenden demokratischen und Arbeiterbewegung.

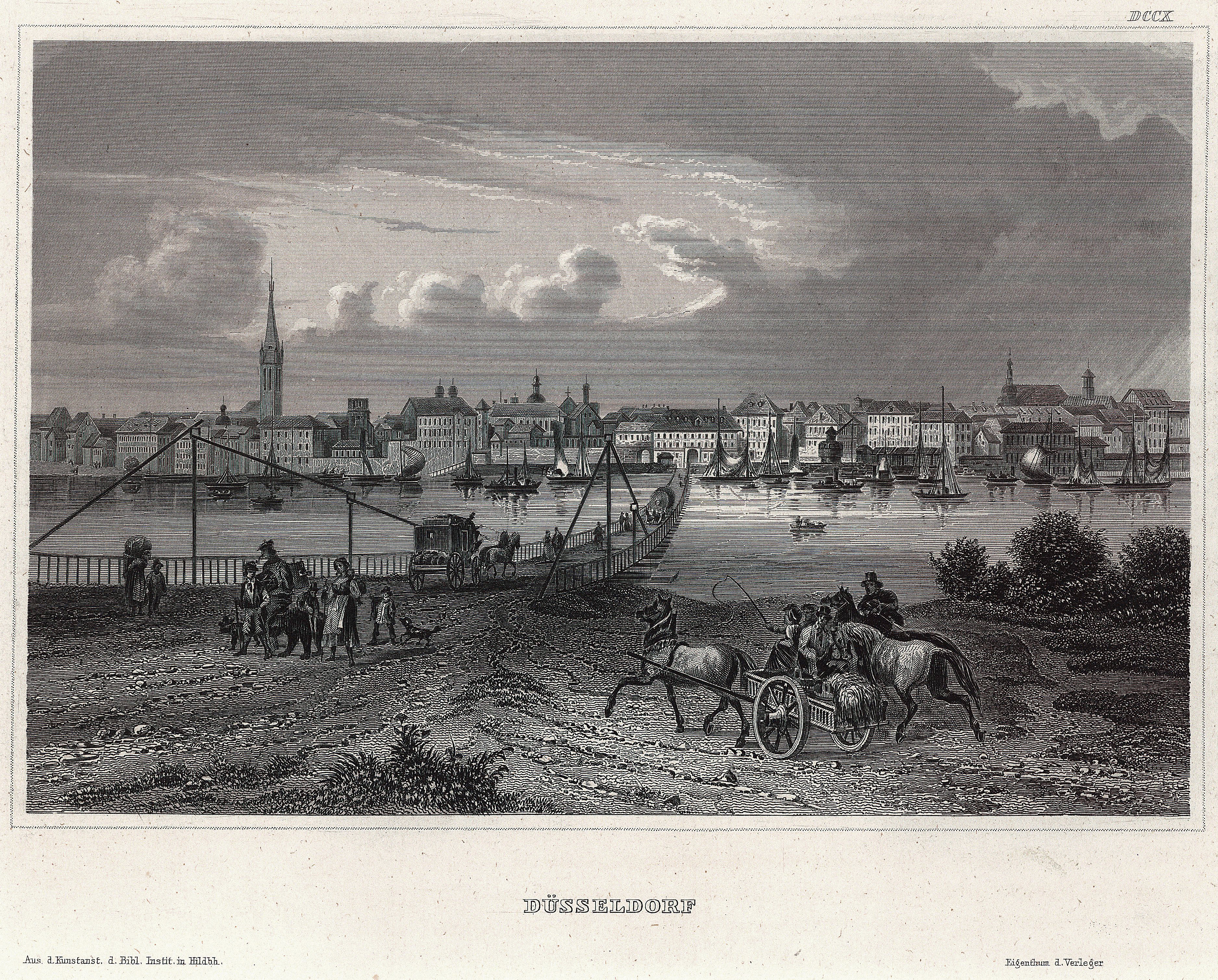
Stich von Düsseldorf um 1850 mit Darstellung der seit 1839 bestehenden Schiffbrücke

Ab Mitte der 1830er Jahre erfasste der durch die Industrialisierung ausgelöste gesellschaftliche und wirtschaftliche Umbruch die kleine preußische Provinzstadt. Die Ablösung des Kölner Stapelrechts durch die Mainzer Akte (1831), die Dampfschifffahrt auf dem zunehmend regulierten Rhein, die Einrichtung eines Freihafens (1831) sowie die Anlage der ersten westdeutschen Eisenbahnstrecken (1838) schufen die Voraussetzungen für die Entwicklung Düsseldorfs zur Industriestadt. Die zwischen Rotterdam und Mannheim verkehrende Dampfschiffahrts-Gesellschaft für den Nieder- und Mittelrhein wurde 1836 in Düsseldorf gegründet. 1837 fand die erste Gewerbeausstellung in der Flinger Straße statt, neben der 1852 durchgeführten Provinzial-Gewerbe-Ausstellung für Rheinland und Westphalen eine Grundlage für die spätere Entwicklung zur Messestadt. Ab 1850 siedelten sich die ersten Stahlwerke unter anderem in Oberbilk an. Es folgten zahlreiche weitere Industriebetriebe wie beispielsweise die Gerresheimer Glashütte. Allerdings dominierte bis 1870 noch das Textilgewerbe. Eine Berufsfeuerwehr hat Düsseldorf seit 1872.

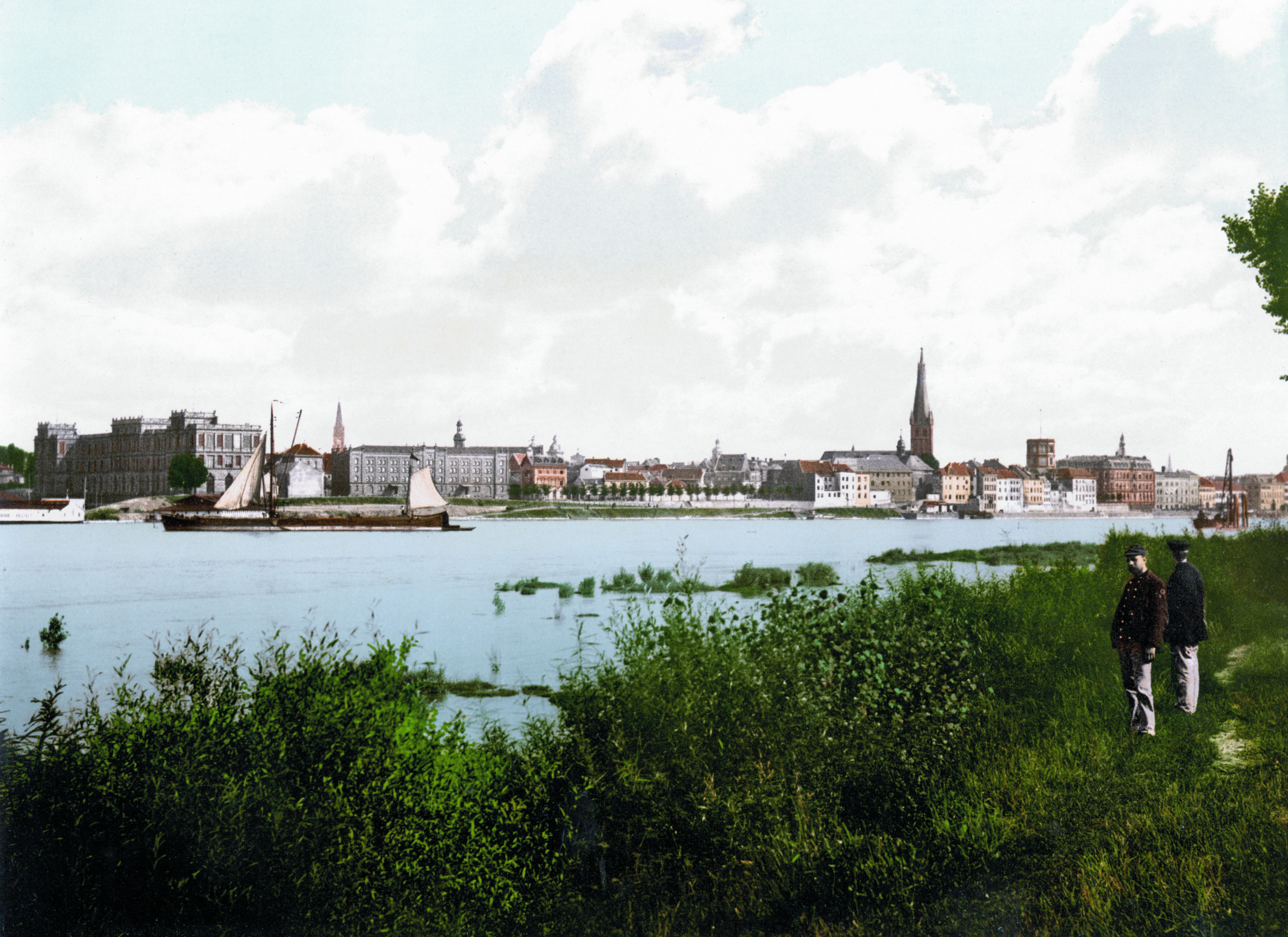
Düsseldorf am Rhein vor 1898

1872 wurde Düsseldorf erneut kreisfrei. Um 1880 bestand es aus sechs Stadtteilen: der Altstadt (dem ursprünglichen Düsseldorf) mit engen und unregelmäßigen Straßen sowie den beiden Mündungen der nördlichen und der südlichen Düssel, der Carlstadt an der Südseite der Altstadt (1767 angelegt), der in einiger Entfernung liegenden Neustadt, die 1690 bis 1716 erbaut wurde, der Friedrichstadt am Südostende, der Königstadt und schließlich Pempelfort im Norden und Nordosten. 1880 fand in Düsseldorf die Gewerbe-Ausstellung für Rheinland, Westfalen und benachbarte Bezirke statt, die über eine Million Besucher anzog und der Stadt weitere Wachstumsimpulse gab. Nach der Volkszählung vom 1. Dezember 1880 lebten in der Stadt auf 49 Quadratkilometern Fläche 95.458 Menschen. Die verkehrsgünstig und wirtschaftsgeografisch zentral gelegene preußische Stadt, die 50 Jahre zuvor aus politischer und wirtschaftlicher Sicht nur wenig Bedeutendes vorzuweisen hatte, stand dank fortschreitender Industrialisierung, ausgebauter Verkehrsinfrastrukturen, rapidem Bevölkerungswachstums und des Fortfalls von Zollschranken, der sich mit der Verwirklichung des Deutschen Zollvereins ab 1834 ergeben hatte, an der Schwelle der Entwicklung zu einer der bedeutenden Groß- und Industriestädte des 1871 gegründeten Nationalstaats Deutsches Reich, dessen bundesstaatlicher Rahmen Preußen nunmehr als einen Gliedstaat umfasste. In der Zeit von 1880 bis 1900 stieg die Bevölkerung auf mehr als das Doppelte an, 215.000 Einwohner.

### Aufstieg zur Wirtschaftsmetropole und Niedergang

Erste Rheinuferpromenade nach der Rheinufervorschiebung (1898–1902), im Hintergrund die 1898 eröffnete Oberkasseler Brücke, Postkarte um 1909

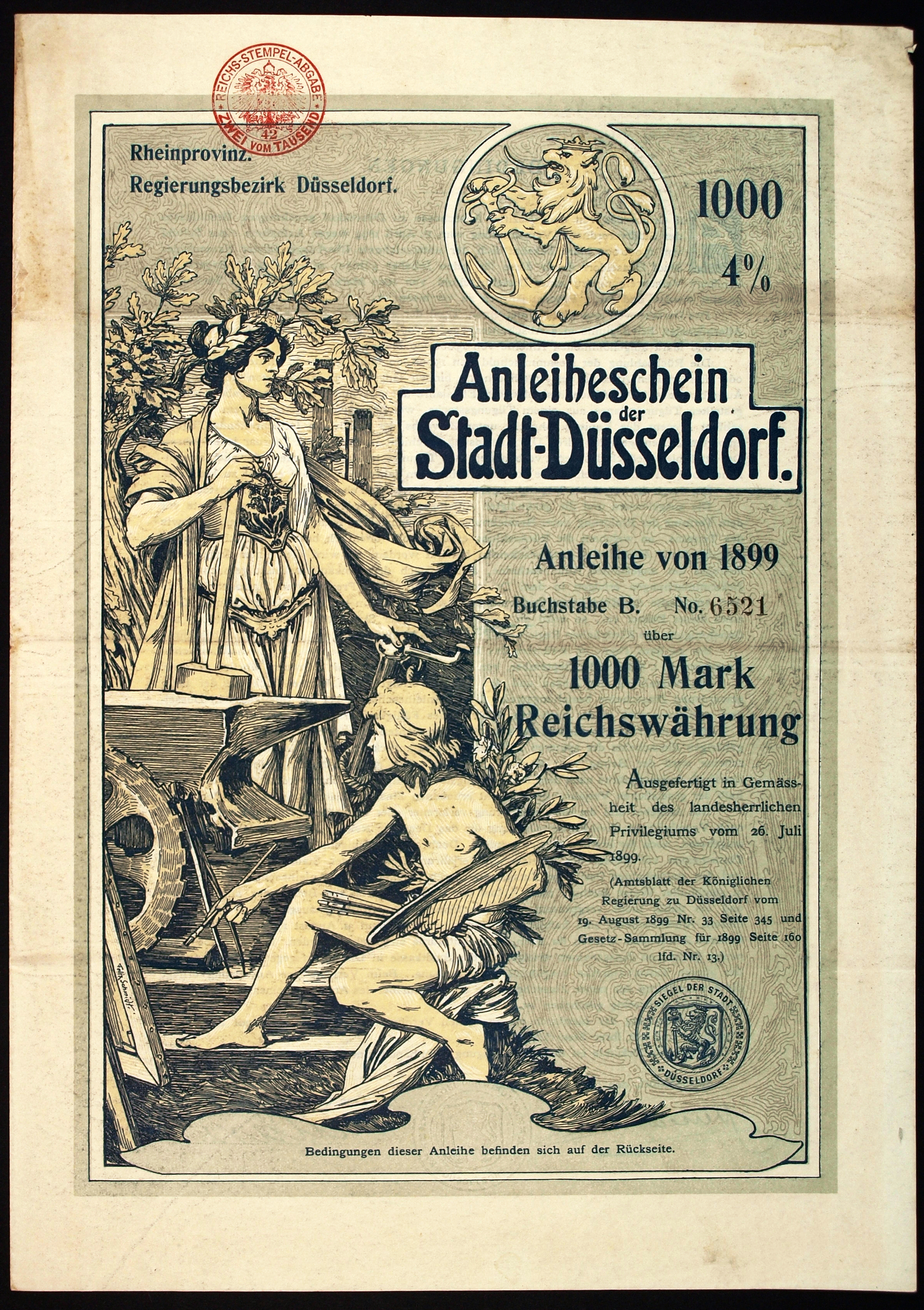
Anleihe über 1000 Mark der Stadt Düsseldorf vom 26. Juli 1899 – Darstellung der Stadt Düsseldorf durch Allegorien der Industrie und der Malerei, Illustration von Felix Schmidt

An der Wende zum 20. Jahrhundert war Düsseldorf eine geschäftige und aufstrebende Industriestadt. Nach der Rheinufervorschiebung wurde 1902 eine große Gewerbe-, Industrie- und Kunstausstellung mit über 2500 Ausstellern auf einem 70 Hektar großen Gelände am Rheinufer organisiert, die weltweit Beachtung fand. Eine gute Finanzverfassung, niedrige Steuern und städtebauliche Anreize zogen vermögende Leute und Unternehmen aus dem ganzen Reich an. Dank der Konzentration von Verwaltungen und unternehmensnahen Dienstleistungen sowie dank der Ansiedlung einer Börse, großer Bankhäuser und einer Reihe wichtiger Zusammenschlüsse der Industrie etablierte sich die Stadt schon zu Beginn des 20. Jahrhunderts als „Schreibtisch des Ruhrgebiets“. 1909 wurde ein Zeppelinflugfeld auf der Golzheimer Heide eingerichtet. Im gleichen Jahr erfolgten die ersten großen Eingemeindungen seit dem Mittelalter. Dadurch wuchs die Stadt um 62,5 km² und erreichte mit einem Zuwachs von rund 63.000 Personen eine Gesamteinwohnerzahl von 345.000. Ihren neuen Zuschnitt nahm die Stadt zum Anlass, im August 1910 eine Internationale Städtebau-Ausstellung abzuhalten, zu deren Gelingen neben deutschen Großstädten auch Chicago, Boston, London, Zürich, Kopenhagen, Stockholm und Helsinki stadtplanerische Exponate beitrugen. In der 1912 folgenden Städte-Ausstellung Düsseldorf für Rheinland, Westfalen und benachbarte Gebiete wurden Pläne für die „Millionenstadt Düsseldorf“ vorgestellt. Der US-amerikanische Publizist und Reformer Frederic C. Howe pries Düsseldorfs Stadtentwicklung als vorbildlich. Das Wachstum der Stadt schien den Zeitgenossen unaufhaltsam zu sein. Der Ausbruch des Ersten Weltkrieges traf Düsseldorf vollkommen unvorbereitet.
Am 31. Juli 1914 übernahm das Militär die Exekutive und am folgenden Tag wurde die allgemeine Mobilmachung verkündet. Schon bald veränderte sich das Leben in der Stadt merklich. Die Düsseldorfer Industrie stellte auf Kriegsproduktion um und wurde eine der größten Waffenschmieden des Reiches. Die Stadt wandelte sich zu einem Nachschubzentrum und Lazarettstandort. 1915 waren 46.000 Reservisten in Düsseldorf stationiert, 1917 gab es rund 8.000 Lazarettbetten. Durch den wirtschaftlichen Niedergang sank der Hafenumschlag auf unter 30 % des Vorkriegsniveaus. Die Geburtenzahlen verringerten sich um 42 Prozent; es herrschte Mangel an Lebensmitteln und Kleidung; die Sterberaten stiegen massiv an; über 10.000 Soldaten kehrten nicht mehr zurück. Im Juni 1917 kam es wegen des Hungers in der Bevölkerung zu Protesten und zu Plünderungen von Läden. Mehrfach wurde der Belagerungszustand verkündet.
Am 8. November 1918 trugen aus Köln kommende Matrosen die Novemberrevolution in die Stadt. Es bildete sich ein provisorischer Arbeiter- und Soldatenrat, der in Zusammenarbeit mit der Stadtverwaltung zunächst die öffentliche Ordnung aufrechterhalten konnte. Infolge des Waffenstillstandes von Compiègne, der Beendigung des Ersten Weltkrieges, besetzten am 4. Dezember 1918 belgische Truppen die linksrheinischen Stadtteile. Himmelgeist und das damals noch selbständige Benrath waren britisch besetzt. Der Rest der Stadt lag in der entmilitarisierten Zone entsprechend Artikel 42, 43 des Versailler Vertrages. Die Soldaten schieden formell aus dem Arbeiter- und Soldatenrat aus, der Arbeiterrat formierte sich neu.

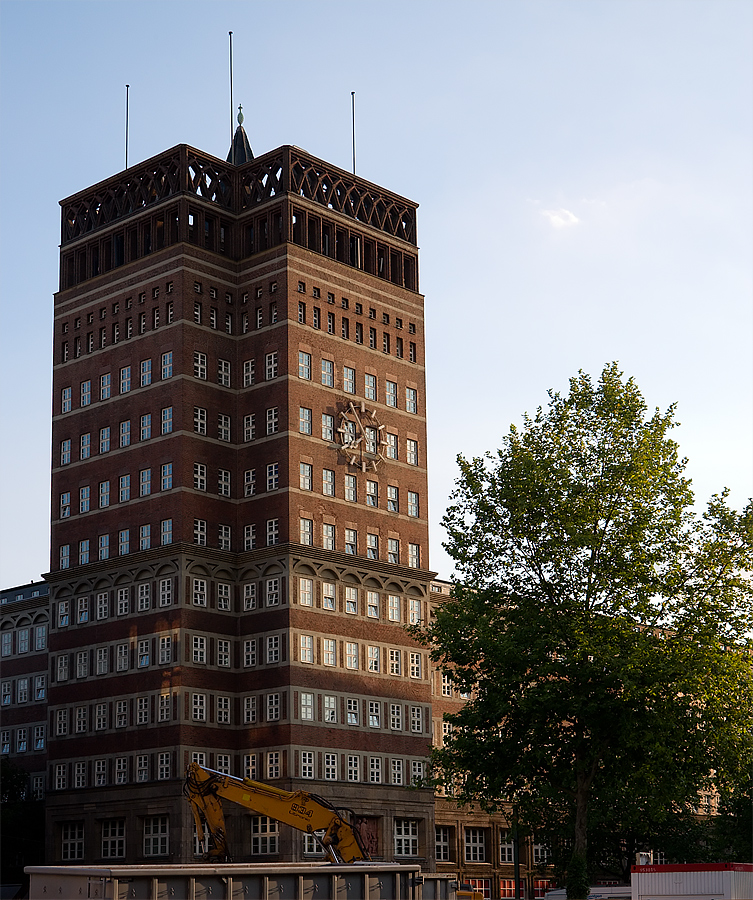
Das in den 1920er Jahren erbaute Wilhelm-Marx-Haus war das erste Hochhaus Westdeutschlands.

Vom 7. bis zum 9. Januar 1919 übernahm nach Streiks, Besetzung von Zeitungsredaktionen und einer Massendemonstration gegen die Regierung Ebert-Scheidemann ein Vollzugsrat des Arbeiterrates aus Mitgliedern des Spartakusbundes und der USPD die Macht. Ziel dieser Gruppen war eine Revolution nach russischem Vorbild. Der Hauptbahnhof, das Polizeipräsidium und das Fernsprechamt wurden besetzt. Aus dem Gefängnis Ulmer Höh wurden rund 150 Insassen befreit. Oberbürgermeister Oehler, Regierungspräsident Kruse und einige andere Personen des öffentlichen Lebens konnten sich ins belgisch besetzte Oberkassel retten, andere angesehene Bürger wurden als Geiseln genommen. Aus Protest legten am 10. Januar die städtischen Beamten die Arbeit nieder. Ein Vollzugsrat des Arbeiterrates erklärte die Einsetzung Karl Schmidtchens als Oberbürgermeister. Es kam zu Streiks und blutigen Zusammenstößen mit zahlreichen Toten und Schwerverletzten in der Graf-Adolf-Straße. Nach fünf Wochen, am 28. Februar 1919, wurde die Stadt vom Freikorps Lichtschlag erobert und der Vollzugsrat abgesetzt. Dennoch kam es bis Mitte April 1919 immer wieder zu bewaffneten Auseinandersetzungen zwischen Spartakisten und den reaktionären Freikorpstruppen, insbesondere während der Generalstreiksbewegung an der Ruhr vom 8. bis zum 13. April. Heftig umkämpft war der Stadtteil Oberbilk, der nur mit Artillerieunterstützung erobert werden konnte. Bis 1933 blieb Düsseldorf in weiten Teilen dennoch eine „rote“, von der Arbeiterbewegung geprägte, Stadt in Preußen, das 1918 durch den Sturz der Hohenzollern-Monarchie als Freistaat Preußen eine Republik im Deutschen Reich geworden war.
Am 8. März 1921 rückten gegen Mittag französische und belgische Truppen in Düsseldorf und anderen Ruhrgebietsstädten ein und besetzten sie. Hintergrund war die Weigerung der Reichsregierung, Reparationszahlungen aus dem Versailler Vertrag in Höhe von 269 Milliarden Goldmark anzuerkennen. Zwei Jahre später begannen die Franzosen von ihren Brückenköpfen Duisburg und Düsseldorf aus mit der Besetzung des Ruhrgebiets. Mit Annahme des Dawes-Plans am 1. September 1925 durch die deutsche Regierung endete die Besetzung. Aus diesem Anlass kam Reichspräsident Paul von Hindenburg nach Düsseldorf und hielt im Rheinstadion vor rund 50.000 Zuhörern eine patriotische Rede.
1926 fand mit der GeSoLei die mit 7,5 Millionen Besuchern größte Messe der Weimarer Republik im und am dafür konzipierten Ehrenhof statt.
1929 ging der Landkreis Düsseldorf größtenteils im neuen Landkreis Düsseldorf-Mettmann auf, der nördliche Teil wurde den Städten Duisburg und Mülheim zugeschlagen. Düsseldorf-Mettmann wurde bei der Kreisreform 1975 in Kreis Mettmann umbenannt.
Am 13. April 1931 begann in Düsseldorf der Strafprozess zu einem der spektakulärsten Kriminalfälle der Weimarer Republik. Zu Gericht saß der schon von 1894 bis 1921 und seit 1925 wieder in Düsseldorf wohnende Serienmörder Peter Kürten, den die Boulevardpresse wegen seiner Vorliebe für das Blut seiner zahlreichen Opfer den „Vampir von Düsseldorf“ nannte. Der Prozess, der auch große internationale Beachtung fand – an die neunzig Auslandskorrespondenten hatten sich angesagt –, endete am 21. April 1931 mit einem Todesurteil, das am 2. Juli 1931 in Köln vollstreckt wurde. In Deutschland löste das Ereignis eine erneute Debatte über die Zulässigkeit der Todesstrafe aus. Der Kriminalfall inspirierte den Regisseur Fritz Lang zu seinem Streifen M – Eine Stadt sucht einen Mörder, einem der ersten Tonfilme.

### Die Zeit des Nationalsozialismus und Zweiter Weltkrieg
Nach der Machtübergabe an die Nationalsozialisten kam es schon am 11. April 1933 in Düsseldorf zur ersten Verbrennung „unerwünschter Literatur“ durch die Deutsche Studentenschaft, unter anderem von Büchern Heinrich Heines. Der NSDAP-Gauleiter Friedrich Karl Florian förderte das massenwirksame Gedenken an Albert Leo Schlageter am Schlageter-Nationaldenkmal, das bereits 1931 errichtet worden war, sowie die personelle Umstrukturierung von Stadtverwaltung und Behörden. Der bisherige Polizeipräsident Hans Langels (Zentrumspartei) wurde abgesetzt und durch den SS-Gruppenführer Fritz Weitzel ersetzt. Zahlreiche Regimegegner wurden verhaftet, misshandelt oder getötet. Düsseldorf war als Hauptstadt des Gaus Düsseldorf (1930–1945) Sitz zahlreicher NS-Verbände und sicherheitspolizeilicher Institutionen: der Staatspolizeileitstelle Düsseldorf, des Höheren SS- und Polizeiführers West (ab 1938), des Inspekteurs der Sicherheitspolizei und des SD, des SS-Oberabschnitts West, des SD-Oberabschnitts West, der SA-Gruppe Niederrhein, der 20. SS-Standarte, eines HJ-Banns (Nr. 39, Obergebiet West, Gebiet Ruhr-Niederrhein), ab 1936 einer Heeresstandortverwaltung und eines Wehrbezirkskommandos der Wehrmacht. Zu den kulturpolitischen „Höhepunkten“ zählten die Propagandaschauen Reichsausstellung Schaffendes Volk (1937) und Entartete Musik (1938).
1937 wurden im Rahmen der Aktion „Entartete Kunst“ aus der Kunstsammlung der Stadt Werke beschlagnahmt und vernichtet. Am 10. November 1938 wurden in der Pogromnacht die Synagogen auf der Kasernenstraße und in Benrath niedergebrannt, die jüdische Bevölkerung der Stadt wurde verfolgt und mindestens 18 Personen wurden ermordet. Die Deportation von fast 6000 Juden aus dem gesamten Regierungsbezirk lag in den Händen des „Judenreferats“ der Staatspolizeileitstelle Düsseldorf. Am 27. Oktober 1941 fuhr der erste Zug mit insgesamt 1003 Düsseldorfer und niederrheinischen Juden vom Güterbahnhof Derendorf in die deutschen Konzentrationslager im besetzten Polen (siehe Jüdisches Leben in Düsseldorf). Über 2200 Düsseldorfer Juden wurden ermordet. 1944 lebten in den etwa 400 Lagern Düsseldorfs rund 35.000 ausländische Zivilarbeiter, mehrere tausend Kriegsgefangene sowie KZ-Häftlinge, die Zwangsarbeit leisten mussten.
An die Opfer des Nationalsozialismus in Düsseldorf erinnert seit 1987 die Mahn- und Gedenkstätte Düsseldorf im ehemaligen Polizeipräsidium an der Mühlenstraße (Stadthaus). Es gibt darüber hinaus zahlreiche Düsseldorfer Gedenkorte für Opfer des Nationalsozialismus.
Im Zweiten Weltkrieg fielen 1940 die ersten Bomben auf Düsseldorf. Den ersten Großangriff erlebten die Düsseldorfer in der Nacht zum 1. August 1942. Die alliierten Luftangriffe forderten bis 1945 mehr als 5000 Tote unter der Zivilbevölkerung. Etwa die Hälfte der Gebäude wurde zerstört, rund 90 Prozent wurden beschädigt. Alle Rheinbrücken, die meisten Straßen, Hochwasserdeiche, Unter- und Überführungen sowie das städtische Entwässerungsnetz waren größtenteils zerstört. Die Trümmermenge wurde auf etwa zehn Millionen Kubikmeter geschätzt. Ab dem 28. Februar 1945 wurde Düsseldorf im Zuge der Bildung des Ruhrkessels für sieben Wochen zur Frontstadt mit amerikanischem Dauerbeschuss vom linken Rheinufer und im März immer mehr eingekreist.
Im April versuchten einige Düsseldorfer Bürger des Widerstands um Rechtsanwalt Karl August Wiedenhofen bei Schutzpolizei-Kommandeur Franz Jürgens die Festsetzung des Polizeipräsidenten August Korreng zu erwirken, um die Stadt kampflos an die Alliierten zu übergeben. Der Putschversuch gelang zunächst, wurde dann aber verraten. Nach der Befreiung Korrengs durch linientreue Kräfte von Gauleiter Friedrich Karl Florian, der fünf der Widerstandsmitglieder standrechtlich erschießen ließ (darunter Jürgens), gelang es den beiden letzten Mitgliedern Rechtsanwalt Wiedenhofen und Architekt Aloys Odenthal zu entkommen, die im Osten der Stadt heranrückenden amerikanischen Streitkräfte zu erreichen und die endgültige Zerstörung der Stadt durch einen bereits vorbereiteten großen Luftangriff abzuwenden.

### Wiederaufbau und Entwicklung zur Landeshauptstadt Nordrhein-Westfalens

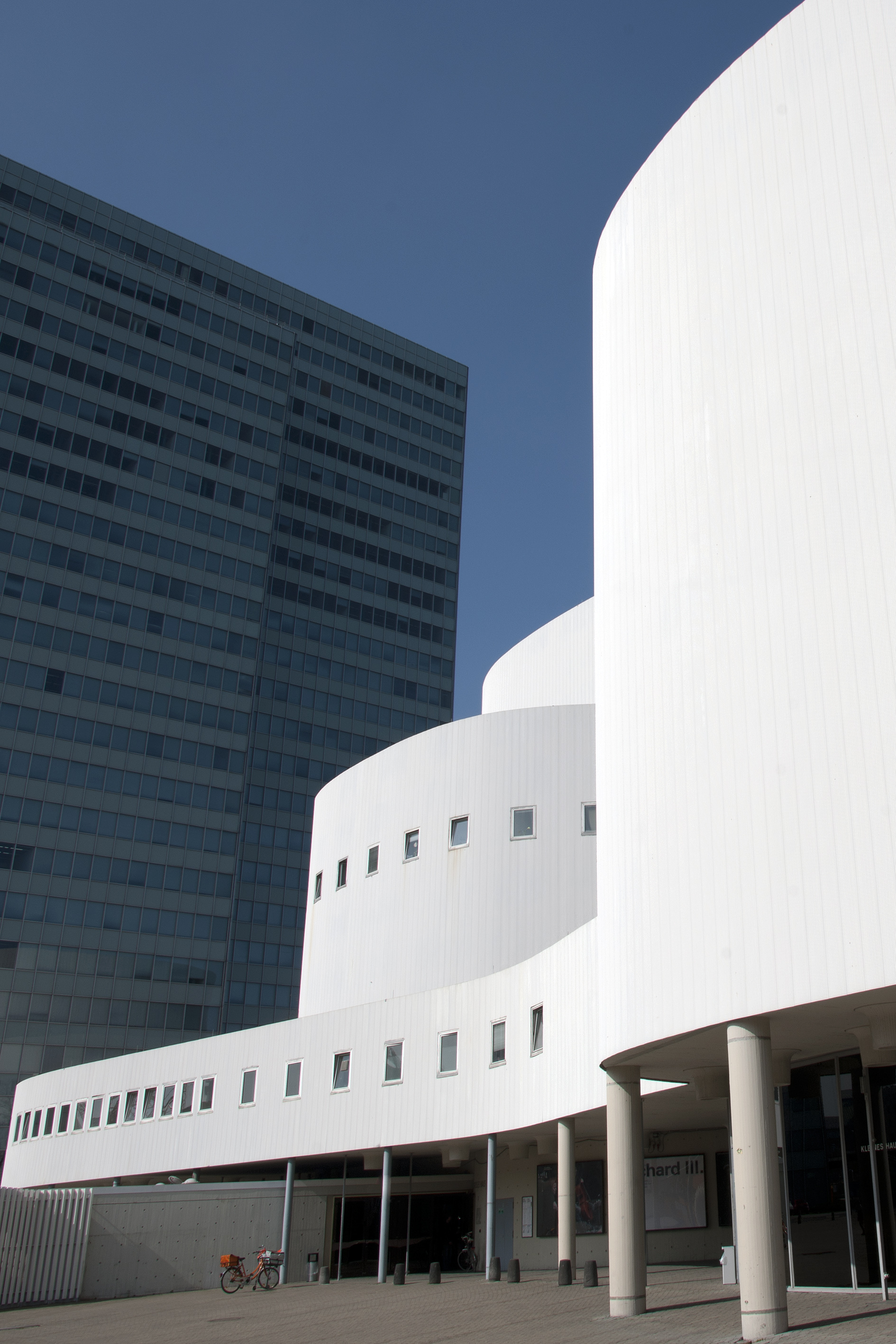
Das Düsseldorfer Schauspielhaus und im Hintergrund das Dreischeibenhaus sind beispielhafte Bauten der 1950er und 1960er Jahre.

Aus Richtung Mettmann kommende Einheiten der U.S. Army besetzten Düsseldorf am 17. April 1945 nahezu kampflos. Nur noch etwa die Hälfte der Bewohner lebte in der in weiten Teilen zerstörten Stadt, die im Zuge der Einteilung Deutschlands in Besatzungszonen unter britische Militärverwaltung kam, die bereits im Juni 1945 eine deutsche Kommunalverwaltung einsetzte. Zum Ende der Kampfhandlungen befanden sich noch etwa 235.000 Menschen in Düsseldorf, zum Jahresende 1945 lebten bereits wieder 394.765 Einwohner in der Stadt. Nach Vorentscheidungen an der Londoner Außenministerkonferenz gründeten die Briten am 23. August 1946 als einen Nachfolgestaat des nur noch de jure existierenden Freistaats Preußen das Land Nordrhein-Westfalen mit Düsseldorf als Hauptstadt, um die bedeutenden industriellen Ressourcen des Landes der politischen Einflussnahme der Sowjetunion und Frankreichs zu entziehen. Die geografische Zentralität, insbesondere die gewachsene Funktion als wirtschaftliches Entscheidungszentrum („Schreibtisch des Ruhrgebiets“), und das Bestehen unzerstörter Verwaltungsbauten gaben den Ausschlag für die Bestimmung Düsseldorfs zum politischen Zentrum des neuen Landes. Mit Wohnungsnotprogrammen konnten bis 1947 etwa 70.000 Wohnungen zur Verfügung gestellt werden. 1947 fand bereits wieder eine erste Messe in Düsseldorf statt. 1949, im Gründungsjahr der Bundesrepublik Deutschland, erreichte die Einwohnerzahl Düsseldorfs schon fast wieder Vorkriegsniveau, der systematische Wiederaufbau setzte Anfang der 1950er Jahre ein. Von 1949 bis 1952 war Düsseldorf Sitz der Internationalen Ruhrbehörde, einer Vorläuferin der Europäischen Gemeinschaft für Kohle und Stahl. Dank des Marketingverbundes Igedo und wegen der Nähe zur Textilindustrie konnte sich das Messe- und Ausstellungsgelände am Ehrenhof in dieser Zeit mit der Verkaufs- und Modewoche Düsseldorf als neuer deutscher Standort des Modehandels durchsetzen.
Mit dem Neuordnungsplan von 1950 wurden die Grundlagen für die weitere Stadtentwicklung der nächsten Jahrzehnte geschaffen, die das Stadtbild und die Verkehrsführung entscheidend verändern sollte, weitgehend nach dem Leitbild der Autogerechten Stadt. Zahlreiche Straßen wurden verbreitert und zerstörte Gebäude um zwei bis drei Geschosse höher wieder aufgebaut. Ab Mitte der 1950er Jahre entstanden die ersten Hochhäuser. Düsseldorf entwickelte sich zur Verwaltungsstadt. Dennoch blieb Düsseldorf bis in die 1980er Jahre ein bedeutender Industriestandort. Aufgrund der Nähe zum Ruhrgebiet sowie zur damaligen Bundeshauptstadt Bonn ließen sich zahlreiche Verbände und Interessensvertretungen aus dem Stahlbereich in der Stadt nieder. Die 1960er und 1970er Jahre brachten große Veränderungen. Die Stadt hatte in dieser Zeit den höchsten Bevölkerungsstand ihrer Geschichte. Ab 1961 entstand mit Garath ein völlig neuer Stadtteil in Form einer Trabantenstadt am südlichen Stadtrand. 1965 wurde Düsseldorf Universitätsstadt. Es folgten 1970 die Eröffnung des neuen Schauspielhauses, 1971 der Neuen Messe und 1978 der neuen Tonhalle. 1975 erfolgte die größte Eingemeindung seit 1929. Es entstanden zwei neue Rheinbrücken und es wurde mit dem Bau einer U-Stadtbahn begonnen, deren erste Strecke 1981 eingeweiht werden konnte.
In den 1980er Jahren wurde mit weiteren städtebaulichen Projekten das Stadtbild abermals nachhaltig verändert, dem Neubau des Landtages, der Entwicklung des Medienhafens und dem Bau des Rheinufertunnels, dessen Fertigstellung sich bis in die 1990er Jahre hinzog. Seit 1993 fließt der Autoverkehr unterirdisch und die Altstadt ist mit der Rheinuferpromenade wieder an den Rhein gerückt. In den 1990er Jahren entwickelte sich im Medienhafen ein neues Büro-, Geschäfts- und Freizeitviertel. 1996 vernichtete ein Großbrand ein Terminal des Düsseldorfer Flughafens. Der Flughafen und die Anbindung an die Stadt wurden komplett umgeplant. Die Arbeiten waren 2003 abgeschlossen.
Bei einem Sprengstoffanschlag am Bahnhof Düsseldorf-Wehrhahn wurden am 27. Juli 2000 zehn Menschen zum Teil lebensgefährlich verletzt, eine schwangere Frau verlor ihr ungeborenes Kind. Nach einem Brandanschlag auf die Neue Synagoge in Düsseldorf am 2. Oktober 2000 wandte sich der damalige Bundeskanzler Gerhard Schröder mit einem Appell an die deutsche Öffentlichkeit, in dem er zum „Aufstand der Anständigen“ aufforderte. Am 25. Mai 2009 erhielt die Stadt den von der Bundesregierung verliehenen Titel „Ort der Vielfalt“.

### Eingemeindungen
Nachdem 1384 bereits Bilk, Derendorf und Golzheim, 1394 Hamm und 1487 Volmerswerth nach Düsseldorf eingemeindet wurden, gab es im letzten Jahrhundert 1909, 1929 und 1975 Gebietsreformen, welche eine städtebauliche Weiterentwicklung und effizientere Verwaltung der aufgrund der in der zweiten Hälfte des 19. Jahrhunderts einsetzenden Industrialisierung und nochmals in den 1950er bis 1970er Jahren stark wachsenden und zusammenwachsenden Region Düsseldorf gewährleisten sollten. Im Einzelnen wurden ab 1908 folgende Städte, Gemeinden und Gemeindeteile nach Düsseldorf eingegliedert (die Zahlen in Klammern geben den Flächenzuwachs an):
- am 1. April 1908
  - Wersten, zuvor Teil der Landgemeinde Himmelgeist-Wersten (3,57 km²);
- am 1. April 1909
  - Stockum, zuvor Teil der Landgemeinde Lohausen (3,72 km²),
  - Landgemeinde Rath (14,23 km²) mit den Ortsteilen Rath, Unterrath und Lichtenbroich,[111]
  - Stadt Gerresheim (5,35 km²),
  - Eller (10,68 km²),
  - Himmelgeist (7,04 km²),
  - Heerdt einschließlich der Wohnplätze Oberkassel, Niederkassel und Lörick (13,52 km²) und
  - Teile der Landgemeinde Ludenberg (4,37 km²);
- am 1. August 1929
  - Stadt Kaiserswerth (3,27 km²),
  - Lohausen (10,57 km²),
  - Benrath einschließlich der Wohnplätze Itter, Holthausen, Hassels, Reisholz, Urdenbach und Garath mit dem 1971 abgespalteten neuen Stadtteil Hellerhof (26,63 km²),
  - Teile von Wittlaer (41 ha),
  - Teile von Kalkum (91 ha),
  - Teile von Eckamp (90 ha),
  - Teile von Schwarzbach (70 ha),
  - Teile von Ludenberg (4,44 km²),
  - Teile von Erkrath (2 ha) und
  - Teile von Büderich (1 ha)
- am 1. Januar 1975
  - Wittlaer einschließlich Kalkum (23,17 km²),
  - Stadt Angermund (8,32 km²),
  - Hubbelrath mit den Siedlungsbereichen Dorf, Stratenhof und Rotthäuser Weg (11,92 km²),
  - Stadt Monheim ohne Hitdorf (26,69 km²),
  - Teile der Gemeinde Hasselbeck-Schwarzbach mit dem Siedlungsbereich Knittkuhl (2 km²),
  - Ortsteil Unterbach der Stadt Erkrath (4,98 km²) und
  - das Gebiet um den Elbsee der Stadt Hilden (5,53 km²)
- am 1. Januar 1980
  - Teile der Stadt Ratingen (48 ha)

Der Monheimer Stadtteil Hitdorf (5,30 km²) wurde nach Leverkusen eingegliedert. Aufgrund des Gesetzes über Gebietsänderungen im Neugliederungsraum Düsseldorf wurde Monheim mit Wirkung vom 1. Juli 1976 wieder ausgegliedert und zur eigenständigen Stadt erklärt. Lediglich ein kleiner kaum bewohnter Teil der Urdenbacher Kämpe verblieb bei Düsseldorf. Der ehemalige Stadtteil Hitdorf verblieb weiterhin bei Leverkusen.

## Bevölkerung

### Demografie
| Rang | Staat               | Bevölkerung |
| ---- | ------------------- | ----------- |
| 1.   | Türkei              | 12.619      |
| 2.   | Griechenland        | 10.073      |
| 3.   | Polen               | 8.666       |
| 4.   | Italien             | 7.903       |
| 5.   | Syrien              | 7.101       |
| 6.   | Japan               | 5.695       |
| 7.   | Rumänien            | 5.149       |
| 8.   | Volksrepublik China | 4.995       |
| 9.   | Russland            | 4.681       |
| 10.  | Spanien             | 4.678       |
| 11.  | Marokko             | 4.469       |
| 12.  | Nordmazedonien      | 4.015       |
| 13.  | Indien              | 3.780       |
| 14.  | Kroatien            | 3.743       |
| 15.  | Iran                | 3.687       |
| 16.  | Serbien             | 3.440       |
| 17.  | Irak                | 3.412       |
| 18.  | Ukraine             | 3.317       |
| 19.  | Frankreich          | 3.296       |
| 20.  | Niederlande         | 2.532       |

Einwohnerentwicklung Düsseldorfs von 1871 bis 2019

Am 31. Dezember 2022 betrug die „amtliche Einwohnerzahl“ für Düsseldorf basierend auf dem Statistikabzug des Einwohnermelderegisters 653.253 Einwohner. Davon waren 335.490 Frauen (51,4 Prozent) und 317.763 Männer (48,6 Prozent). Der Anteil der deutschen Bevölkerung betrug 489.366 Einwohner d. h. 74,9 Prozent, der Ausländeranteil (Einwohner ohne deutsche Staatsangehörigkeit) betrug demnach 25,1 Prozent, d. h. 163.887 Einwohner. Nach Zählung der Stadt stellten 2006 die Türken mit 15.191 Personen die größte Gruppe der Ausländer, gefolgt von den Griechen mit 10.591 und den Italienern mit 6.890 Personen. Von den außereuropäischen Herkunftsländern stellen die Asiaten (ohne Türken) mit 14.639 die größte Gruppe, darunter Japaner mit 4951, Iraner mit 1419, Chinesen mit 1375 und Koreaner mit 1003 Personen. Stark ansteigend ist die Zahl chinesischer Einwohner der Landeshauptstadt infolge der Ansiedlung von etwa 300 chinesischen Unternehmen (Stand 2011). Zum Stichtag 31. Dezember 2010 hatte Düsseldorf im Vergleich zu den anderen Städten und Gemeinden in Nordrhein-Westfalen den größten Ausländeranteil. Nach Angaben des Statistischen Landesamts hatten 19,3 Prozent der Einwohner Düsseldorfs eine ausländische Staatsbürgerschaft. In Düsseldorf lebten die meisten Japaner (nämlich 59 Prozent aller Japaner in Nordrhein-Westfalen), die meisten Schweden, Ghanaer, Südkoreaner, Iren, Franzosen und Marokkaner des Landes.
Mit Beginn der Industrialisierung im 19. Jahrhundert setzte in Düsseldorf ein starkes Bevölkerungswachstum ein. Lag die Einwohnerzahl der Stadt 1834 bei rund 20.000, so überschritt sie schon 1882 die Grenze von 100.000, wodurch Düsseldorf zur Großstadt wurde. 1905 hatte die Stadt 250.000 Einwohner, bis 1933 verdoppelte sich diese Zahl auf 500.000. Im Jahre 1962 erreichte die Bevölkerungszahl mit 705.391 ihren historischen Höchststand. In den folgenden Jahren sank die Zahl jedoch wieder stark. Dieser Trend konnte auch durch die kommunale Neugliederung in den 1970er Jahren, in deren Folge einige umliegende Gemeinden nach Düsseldorf eingegliedert wurden, nicht gedreht werden. Der Wegzug in die Umlandgemeinden führte dazu, dass sich die Einwohnerzahlen in den 1980er und auch 1990er Jahren bei 570.000 Einwohnern einpendelten. Erst zur Jahrtausendwende kehrte sich der Trend um. So betrug am 30. Juni 2005 die „amtliche Einwohnerzahl“ für Düsseldorf nach Fortschreibung des Landesbetriebs Information und Technik Nordrhein-Westfalen 573.449 (nur Hauptwohnsitze und nach Abgleich mit den anderen Landesämtern).
Am 20. Juli 2014 wurde die 600.000. Einwohnerin Düsseldorfs geboren. Laut dem Amt für Statistik leben erstmals seit 1978 mehr als 600.000 Einwohner in Düsseldorf. Bei der Bevölkerungsdichte rangiert Düsseldorf unter den Städten Nordrhein-Westfalens mit 2.846 Einwohnern pro Quadratkilometer hinter Herne und vor Oberhausen auf Platz zwei (Stand: 31. Dezember 2024).
Nach dem Einwohnermelderegister der Stadt Düsseldorf, das seit 2016 seine Bevölkerungszahl aus dem Statistikabzug des Einwohnermelderegisters statt aus der Fortschreibung der Volkszählung von 1987 generiert, ergab sich zum 31. Dezember 2016 eine Zahl von 635.704 Einwohnern. Zum selben Stichtag ermittelte das statistische Landesamt die amtliche Einwohnerzahl von 613.230, mithin 22.474 weniger als das Einwohnermelderegister ausweist. Laut Einwohnermelderegister ergab sich zum 31. Dezember 2018 eine Einwohnerzahl von 642.304. Zum 31. Dezember 2020 nannte dieselbe Quelle 640.280 Menschen.

### Mundart
Der in Düsseldorf nur noch in wenigen Milieus gesprochene Dialekt zählt zum Limburgischen. Die Benrather Linie (Maache-maake-Grenze) läuft durch den gleichnamigen Stadtteil Düsseldorfs und grenzt das Limburgische vom Ripuarischen ab. Durch die Uerdinger Linie (Ich-ick-Grenze) im Norden wird es vom Nordniederfränkischen unterschieden. Platt wird heutzutage zumeist nur noch von der älteren Generation gesprochen bzw. verstanden. Anstelle des originalen Düsseldorfer Platt wird in neuerer Zeit häufig ein sogenannter Regiolekt benutzt, Rheinisches Deutsch genannt.

### Religionen
Bereits 2006 gehörten in Düsseldorf 35,5 % der Einwohner keiner organisierten Religionsgemeinschaft an. Damit stellten schon zu dem Zeitpunkt die Konfessionslosen vor der katholischen und der evangelischen Kirche die größte Gruppe in der Bevölkerung der Stadt.
Ende Februar 2025 gehörten der evangelischen Kirche 85.269 Mitglieder und Ende 2024 der katholischen Kirchen 147.648 Mitglieder an, was nur noch etwas mehr als ein Drittel der 658.245 Einwohner ausmachte.
Im Jahr 1987 waren 44,4 % der 563.531 Einwohner katholische Mitglieder und 30,5 % evangelische. 25 % gehörten entweder einer anderen Glaubensgemeinschaft an oder waren konfessionslos. Der Anteil der evangelischen und katholischen Kirchenmitglieder an der Gesamtbevölkerung ist seitdem jährlich um 1 Prozentpunkt gesunken. Ende 2024 waren 22,7 % der Einwohnet Mitglied der katholische Konfession und 13,6 % waren Mitglied der evangelische Kirche. 63,7 % gehörten entweder einer anderen Glaubensgemeinschaft an oder waren konfessionslos.
Düsseldorf hat mit rund 7000 Mitgliedern nach Berlin und München bundesweit die drittgrößte jüdische Gemeinde. Nach einer Berechnung aus den Zensuszahlen für die Personen mit Migrationshintergrund lag der Bevölkerungsanteil der Muslime in Düsseldorf 2011 bei 8,3 % (rund 48.900 Personen).
Weitere Angaben für Sonstige Glaubensgemeinschaften sind laut den Ergebnissen des Zensus am 9. Mai 2011 das zu der Zeit 2.900 Eineohner evangelisch-freikirchlich, 20.260 orthodox und 4.560 jüdisch waren.

#### Christentum

##### Römisch-katholisch

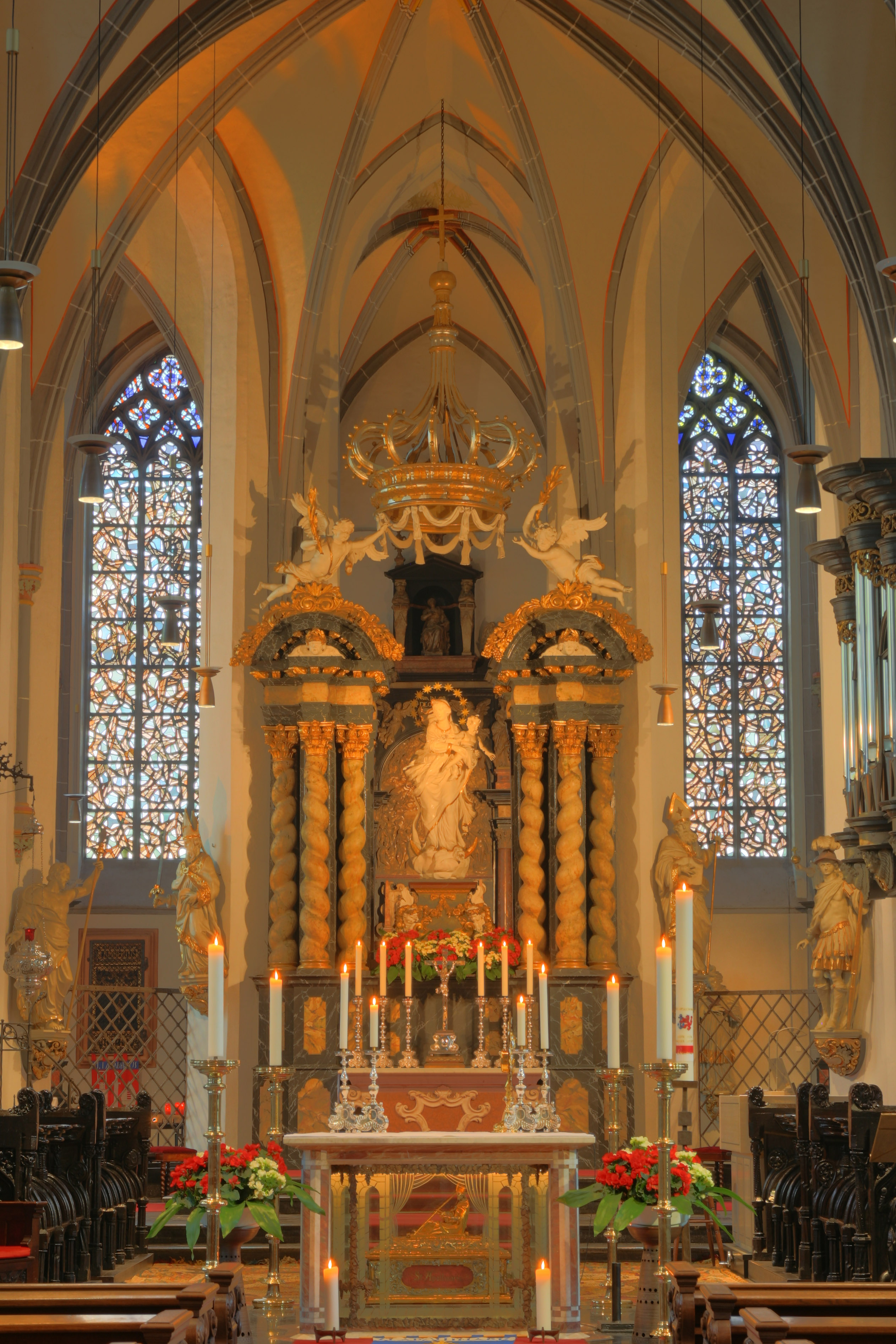
St. Lambertus mit Apollinarisschrein

Kirchlich gehörte Düsseldorf von Anfang zum Erzbistum Köln und war dem Archidiakonat des Domdechanten unterstellt. Obwohl die Reformation anfangs mehrheitlich Fuß fassen konnte, verblieben auch weiterhin Katholiken in der Stadt. Sie gehörten bis 1627 zum Dekanat Neuss, ehe Düsseldorf selbst Sitz eines Dekanats wurde. Der frühzeitige Untergang des Großherzogtums Berg im Jahre 1813 verhinderte die von Napoléon angeregte Gründung eines Bistums Düsseldorf. Ein solches hatte bereits Herzog Wolfgang Wilhelm von Pfalz-Neuburg für seine Hauptresidenz angestrebt.
Seit 1394 wird Apollinaris von Ravenna, dessen Reliquien im Apollinarisschrein der Stadtkirche St. Lambertus ruhen, als Schutzheiliger und Stadtpatron Düsseldorfs verehrt. Anlässlich seines Namenstages am 23. Juli findet das Düsseldorfer Schützenfest mit der Größten Kirmes am Rhein statt. Ein weniger bekannter Höhepunkt dieser Feierlichkeiten ist die Prozession mit dem Apollinarisschrein. Deutlich mehr Menschen beteiligen sich an der zentralen Fronleichnamsprozession aller Düsseldorfer Pfarrgemeinden (außer Dekanat Benrath) durch die Altstadt und Carlstadt.
In Düsseldorf lebten 2013 etwa 191.000 Katholiken, was einem Bevölkerungsanteil von etwa 32 Prozent entsprach. Ende 2018 waren 28,6 Prozent der Einwohner römisch-katholisch. Wegen des Priestermangels und Rückgangs der Kirchenmitglieder begann in den 1980er Jahren die Kooperation mehrerer Pfarreien in Seelsorgebereichen. Heute existieren in Düsseldorf die Pfarrverbände
- Kath. Pfarreien-Gemeinschaft Angerland/Kaiserswerth mit den Pfarreien St. Agnes, St. Lambertus, St. Remigius und St. Suitbertus,
- Kirchengemeindeverband Flingern/Düsseltal mit St. Elisabeth und Vinzenz, St. Maria Himmelfahrt und St. Paulus,
- Seelsorgebereich Unter- und Oberbilk, Friedrichstadt und Eller-West mit St. Antonius, St. Apollinaris, St. Josef, St. Martin, St. Peter und St. Pius X.,
- Pfarreiengemeinschaft Eller-Lierenfeld mit St. Gertrud, St. Michael und St. Augustinus,
- Seelsorgeeinheit Düsseldorfer Rheinbogen mit St. Maria Rosenkranz, St. Maria in den Benden, St. Nikolaus, St. Joseph und St. Hubertus und
- Kirchengemeindeverband Benrath-Urdenbach mit St. Cäcilia und Herz-Jesu.

Weitere neun der insgesamt 33 Düsseldorfer Pfarreien, also St. Lambertus Düsseldorf, Hl. Dreifaltigkeit, St. Antonius und Benediktus, Heilige Familie, St. Franziskus Xaverius, St. Margareta, St. Bonifatius, St. Antonius und Elisabeth sowie St. Matthäus, entstanden durch Fusion benachbarter Pfarrgemeinden und erstrecken sich wie die Seelsorgebereiche über mehrere Stadtteile.
Alle Pfarreien bis auf eine gehören einem der fünf Dekanate Nord, Mitte/Heerdt, Ost, Süd und Benrath im Stadtdekanat Düsseldorf an. Stadtdechant ist in der Regel der Pfarrer von St. Lambertus. Einen Sonderfall bildet die nicht zum Stadtdekanat gehörige Pfarrei St. Mariä Himmelfahrt in Unterbach, die eine Dependance im benachbarten Erkrath-Unterfeldhaus unterhält und mit St. Johannes der Täufer in Erkrath seit dem 1. Januar 2010 eine Seelsorgegemeinschaft im Dekanat Hilden, Kreisdekanat Mettmann des Erzbistums Köln bildet.
Seit 2006 unterhält der katholische Stadtverband in der Carlstadt neben der Maxkirche das Maxhaus als katholisches Begegnungs- und Veranstaltungszentrum mit religiösen sowie kulturellen und musikalischen Angeboten.

##### Evangelisch-uniert

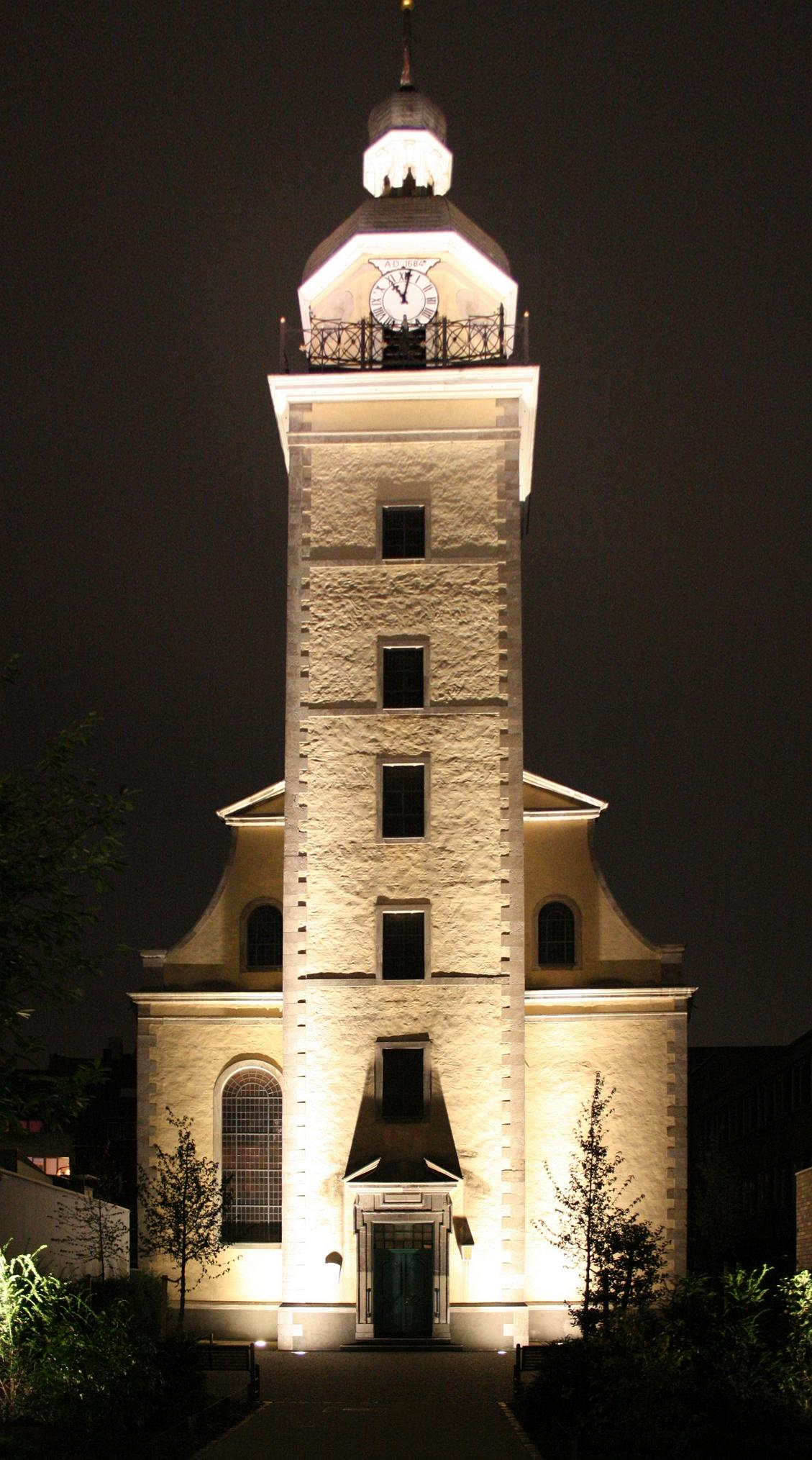
Neanderkirche

Die Reformation konnte sich ab 1527 teilweise durchsetzen, begünstigt vor allem durch den Reformkatholizismus von Herzog Wilhelm V. Neben dem Psalmengesang wurde die Kommunion in beiderlei Gestalt in der Stiftskirche St. Lambertus eingeführt. Dies war die Gründung der lutherischen Gemeinde. 1571 gab es einen erneuten Umschwung am Hofe, dem zufolge die Protestanten unterdrückt wurden. Die lutherische und die 1573 gegründete reformierte Gemeinde trafen sich danach heimlich, bis die Unterdrückung ab 1590 beendet wurde. Ab 1609 konnten die Protestanten zunächst ihre Gottesdienste öffentlich abhalten: die Reformierten in ihrem Predigthaus an der Andreasstraße, die Lutheraner an der Berger Straße. 1614 setzte unter dem römisch-katholischen Herrscher Wolfgang Wilhelm wieder die Unterdrückung ein. Bis Mitte des 17. Jahrhunderts konnten die Protestanten nur heimlich ihre Gottesdienste abhalten. Dann erhielten sie das Recht zur freien Religionsausübung. Die erste überlieferte evangelische Predigt in Düsseldorf wurde im Predigthaus an der Bolkerstraße gehalten, das aus dem Jahr 1651 erhalten ist. 1683 konnte sich die reformierte Gemeinde ihre eigene Kirche bauen, die 1916 den Namen Neanderkirche erhielt. Der Turm wurde 1687 fertiggestellt. Im selben Jahr entstand die lutherische Kirche an der Berger Straße. Gehörte die protestantische Gemeinde Düsseldorfs zunächst zur kölnischen Klasse, später zur Bergischen Synode (1589), so wurde Düsseldorf 1611 Sitz einer eigenen Klasse (Kirchenverwaltungsbezirk).
Nach dem Übergang an Preußen vereinigten sich 1825 (→ über die Vereinigung zur Union in Preußen: Agendenstreit) die beiden protestantischen Kirchengemeinden zur „Evangelischen Gemeinde Düsseldorf“, die zur Synode Düsseldorf (heute Kirchenkreis Düsseldorf) gehörte. Bereits 1815 war Düsseldorf Sitz des preußischen Oberkonsistoriums der Provinz Jülich-Kleve-Berg geworden, doch zog dieses schon 1816 nach Köln um. 1827 gab es in Düsseldorf eine Synode.
Die protestantische Gemeinde Düsseldorfs wuchs damals und weitere Kirchen wurden gebaut, so etwa die Johanneskirche am Martin-Luther-Platz (1881), die Christuskirche (1899), die Friedenskirche (1899) und die alte Matthäikirche (1899) sowie die Kreuzkirche (1910). 1905 entstand aus Teilen der Gemeinden Urdenbach und Gerresheim die Kirchengemeinde Eller-Wersten. Durch Eingemeindungen gab es weitere Kirchengemeinden im Stadtgebiet. Am 1. Oktober 1934 wurde der Sitz des Konsistoriums der rheinischen Provinzialkirche Preußens beziehungsweise der Evangelischen Kirche im Rheinland von Koblenz nach Düsseldorf verlegt. Die heutige Kirchenverwaltung ist in der Hans-Böckler-Straße im Stadtteil Golzheim. Weiterhin gibt es ein „Haus der Kirche“ in der Bastionstraße in der Carlstadt. 1936 wurde für alle Düsseldorfer evangelischen Gemeinden ein Gesamtverband gegründet. 1948 wurde die Kirchengemeinde Düsseldorf aufgeteilt. Auch in den Außenbezirken gab es Veränderungen in den Kirchengemeinden.
1964 wurde der Kirchenkreis Düsseldorf in die Kirchenkreise Düsseldorf-Mettmann, Düsseldorf-Nord, Düsseldorf-Ost und Düsseldorf-Süd aufgeteilt, wobei der Kirchenkreis Düsseldorf-Mettmann vor allem Kirchengemeinden außerhalb der Stadt Düsseldorf umfasst. Die drei Kirchenkreise im Stadtgebiet bildeten bis Mitte 2007 den Kirchenkreisverband Düsseldorf innerhalb der Evangelischen Kirche im Rheinland. Es repräsentierte damals 24 evangelische Gemeinden die 2013 rund 20 % der Bevölkerung ausmachten. Ende 2023 waren es nur noch 14 %.
Wegen des Rückgangs der Kirchenmitglieder und -besucher werden zunehmend Kirchen geschlossen, seit 2001 haben die Protestanten 20 der 49 Kirchen entwidmet. Die Zahl der evangelischer Kirchenglieder verkleinert sich kontinuierlich und aus die derzeit (2024) übergebliebene 17 evangelische Gemeinden soll „Eine Gemeinde 2028“ werden.

##### Evangelisch-lutherisch

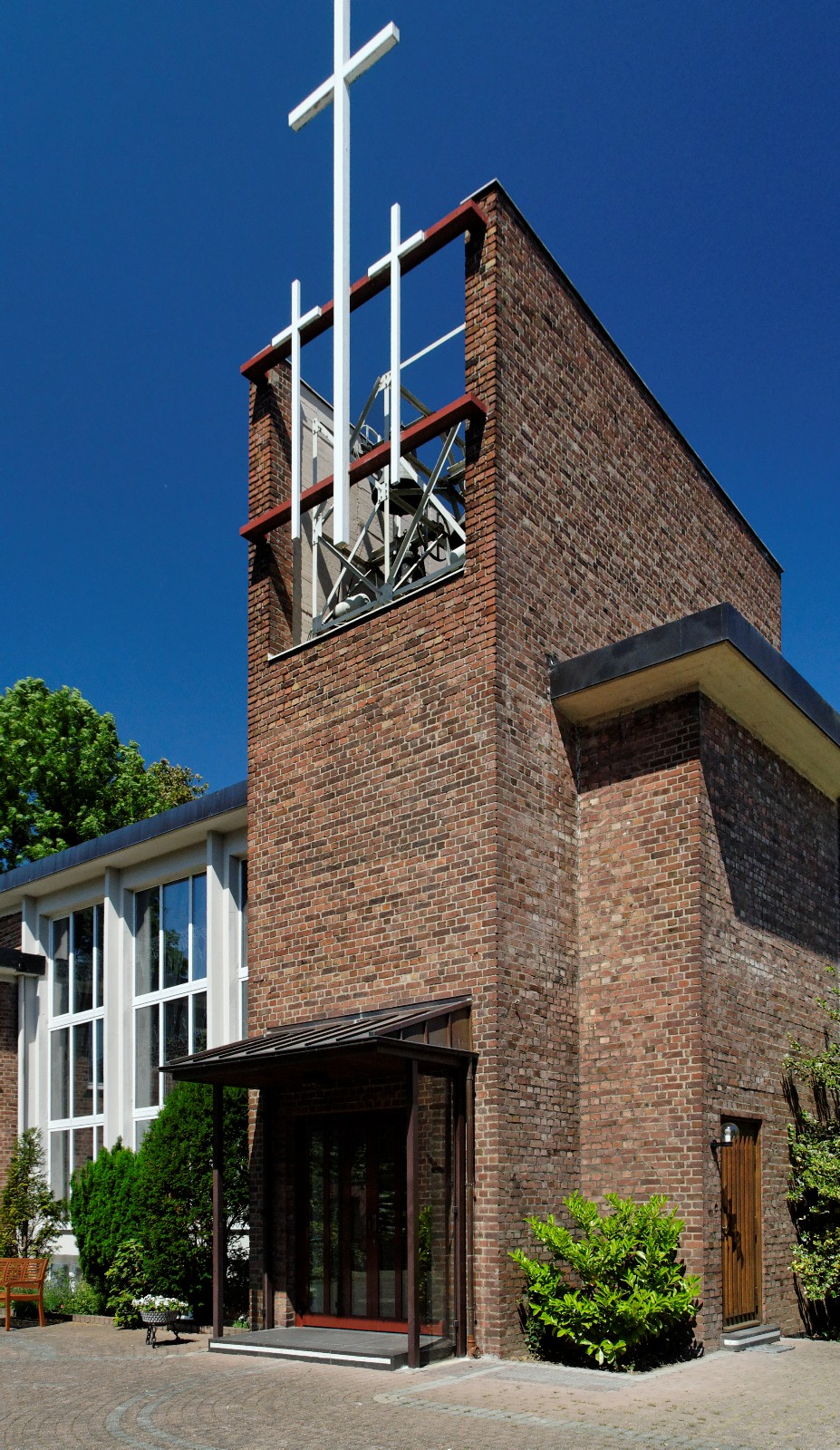
Erlöserkirche in Stockum

Als Reaktion auf die Vereinigung der Evangelisch-Lutherischen Kirche in Preußen und einiger reformierter Gemeinden zur unierten Evangelischen Kirche in Preußen durch Kabinettsorder von König Friedrich Wilhelm III. 1817 und 1830 bildete sich die Evangelisch-Lutherische (altlutherische) Kirche Preußens. Die Altlutheraner bestanden auf die Anerkennung des lutherischen Bekenntnisses. Sie forderten uneingeschränkte lutherische Gottesdienste, Verfassung und Lehre. Nach harter Verfolgungszeit seitens des Staates und unter Billigung der neuen evangelischen Kirche der Union konnten sie sich 1841 unter König Friedrich Wilhelm IV. konstituieren und wurden anerkannt. Ab 1844 wurden in Düsseldorf wieder lutherische Gottesdienste gefeiert in einer Gemeinde aus Lutheranern der Gemeinde vor der Zwangsvereinigung sowie Zugewanderten aus Sachsen und Bayern. 1882 weihte die Gemeinde ein eigenes Gotteshaus in der Kreuzstraße, das am 12. Juni 1943 einem Luftangriff zum Opfer fiel. 1884 wurde die Gemeinde vom preußischen Staat als juristische Person anerkannt. Da das Grundstück in der Kreuzstraße nach dem Krieg aus stadtplanerischen Gründen nicht mehr bebaut werden durfte, erwarb die Gemeinde ihr jetziges Grundstück und weihte am 2. April 1956 in der Eichendorffstraße in Stockum ihre Erlöserkirche. Die Kirchengemeinde gehört heute zum Kirchenbezirk Rheinland der Selbständigen Evangelisch-Lutherischen Kirche (SELK). In dieser Kirchengemeinde wurde auch Silvia Sommerlath, die spätere Königin Silvia von Schweden, durch Superintendent Nagel konfirmiert.

##### Orthodoxe Kirchen
In Düsseldorf ist die Kommission der orthodoxen Kirche in Düsseldorf beheimatet mit Gemeinden der
- griechisch-orthodoxen Kirche in Hassels, Am Schönenkamp,
- georgisch-orthodoxen Kirche in Hamm an der Fährstraße, sie ihre Gottesdienste in der Jan-Wellem-Kapelle feiert,
- deutschsprachigen Orthodoxen Parochie zu den heiligen Erzengeln in Wersten, Werstener Feld,
- russisch-orthodoxen Kirche,
- rumänisch-orthodoxen Kirche und serbisch-orthodoxen Kirche,
- koptischen Kirche in Grafenberg auf dem Pöhlenweg und
- ukrainisch-orthodoxen Kirche.

##### Anglikaner und Alt-Katholiken
Die Anglikanische Kirche, die mit der alt-katholischen Kirche in voller Kirchengemeinschaft steht, ist mit einer Gemeinde in der Rotterdamer Straße am Nordpark ansässig. Die Pfarrkirche der alt-katholischen Gemeinde Düsseldorf ist die Thomaskirche, die vormalige Klarenbachkapelle in der Steubenstraße in Reisholz.

##### Freikirchen

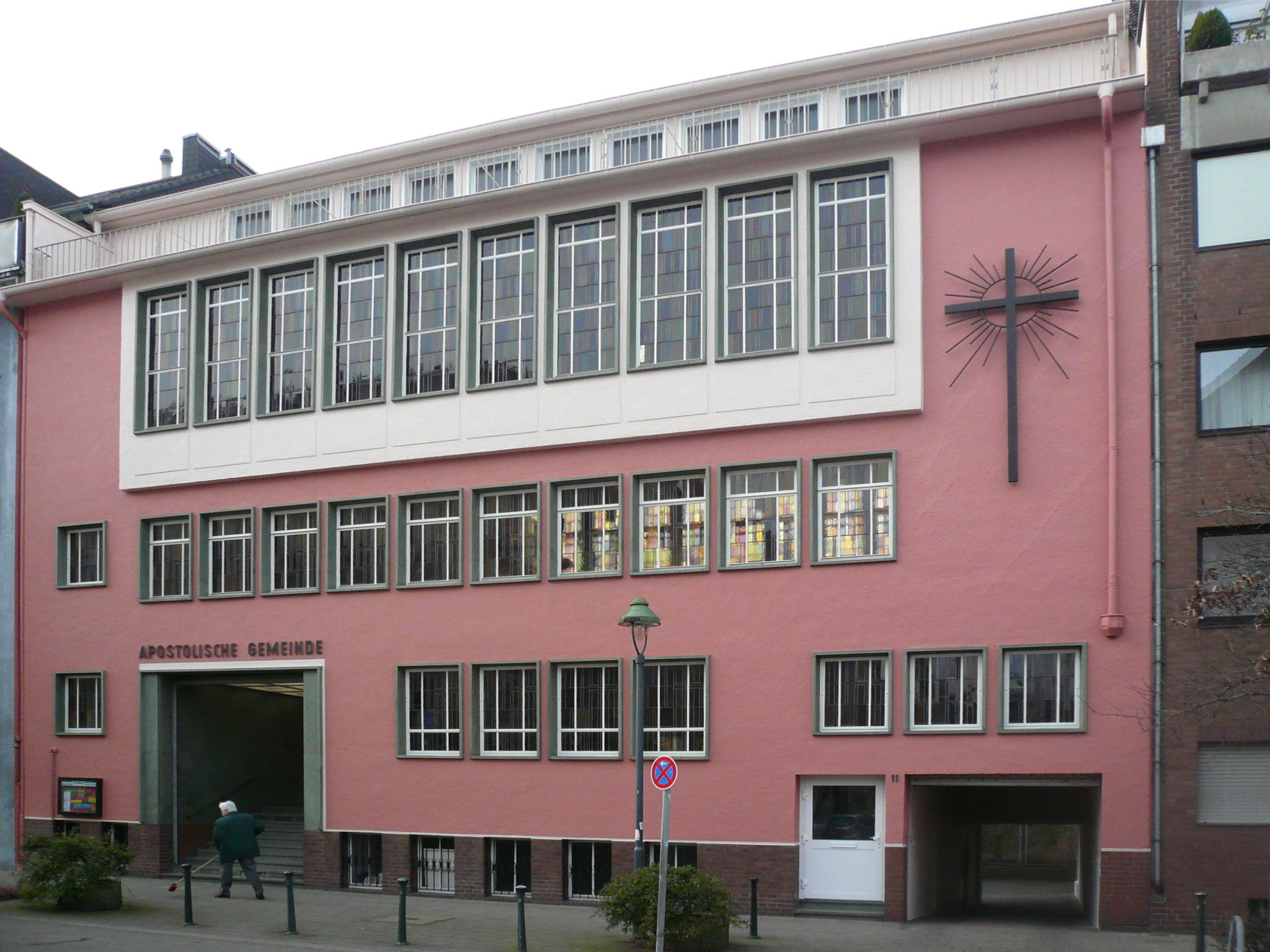
Apostolische Gemeinde

Neben den großen christlichen Konfessionen sind in Düsseldorf auch zahlreiche Freikirchen mit Gemeinden vertreten. Dazu gehören die
- Apostolische Gemeinschaft mit ihrem Deutschlandsitz und der Hauptgemeinde in der Stadtmitte auf der Cantadorstraße sowie der Gemeinde in Eller (Klein Eller)
- Pfingstgemeinden im Christlichen Zentrum Düsseldorf auf der Bruchstraße in Flingern und im Jesus-Haus auf der Grafenberger Allee
- Baptisten mit den Gemeinden auf der Luisenstraße in der Friedrichstadt und der Ackerstraße in Flingern sowie der Rheinkirche, die auch die Räume der Gemeinde in der Luisenstraße nutzt
- Evangelisch-methodistische Kirche in der Matthiaskirche in Lichtenbroich,
- Freie evangelische Gemeinde in der Stadtmitte auf der Bendemannstraße,
- Heilsarmee,
- Herrnhuter Brüdergemeine in Heerdt,
- Mosaik-Gemeinde derzeit in Derendorf.

Die Düsseldorfer Gemeinden veranstalteten 1990 im Robert-Schumann-Saal und 2001 im Südpark einen Freikirchentag.

##### Zeugen Jehovas
Zu den christlichen Sondergemeinschaften gehören auch Zeugen Jehovas, die mit 18 Versammlungen (Gemeinden) und vier Gruppen in Düsseldorf vertreten sind. Die Zusammenkünfte (Gottesdienste) werden in vier Königreichssälen im Düsseldorfer Stadtgebiet abgehalten. Das größte Saalzentrum (mit vier Sälen) befindet sich in Flingern-Süd. Hier werden neben mehreren Zusammenkünften in Deutsch (zwei Versammlungen), auch Zusammenkünfte in Englisch, Russisch, Polnisch, Griechisch, Italienisch, Rumänisch, Kroatisch/Serbisch, Tagalog, Chinesisch und deutscher Gebärdensprache abgehalten. Im Königreichssaalzentrum Eller (mit zwei Sälen) werden die Zusammenkünfte, neben Deutsch, auch in Russisch, Spanisch, Hindi und Twi abgehalten. Weitere Königreichssäle befinden sich in Pempelfort und Hellerhof. Hier werden Zusammenkünfte in Deutsch (drei Versammlungen), Japanisch und Vietnamesisch abgehalten. Außerdem werden mehrere besondere Veranstaltungen, wie z. B. eine Bibelausstellung, vorzugsweise im Königreichssaal Flingern-Süd öffentlich zugänglich abgehalten.

##### Weitere Kirchen und christliche Sondergemeinschaften
Ferner sind in Düsseldorf die Christengemeinschaft, die Kirche Jesu Christi der Heiligen der Letzten Tage (Mormonen), die Neuapostolische Kirche mit fünf Gemeinden in Benrath, Derendorf, Eller, Flingern und Gerresheim vertreten. Daneben gibt es in Düsseldorf die russischsprachige jüdisch-messianische Gemeinde Beit Hesed, die auch die deutschsprachige Zeitschrift Kol Hesed herausgibt.

#### Judentum

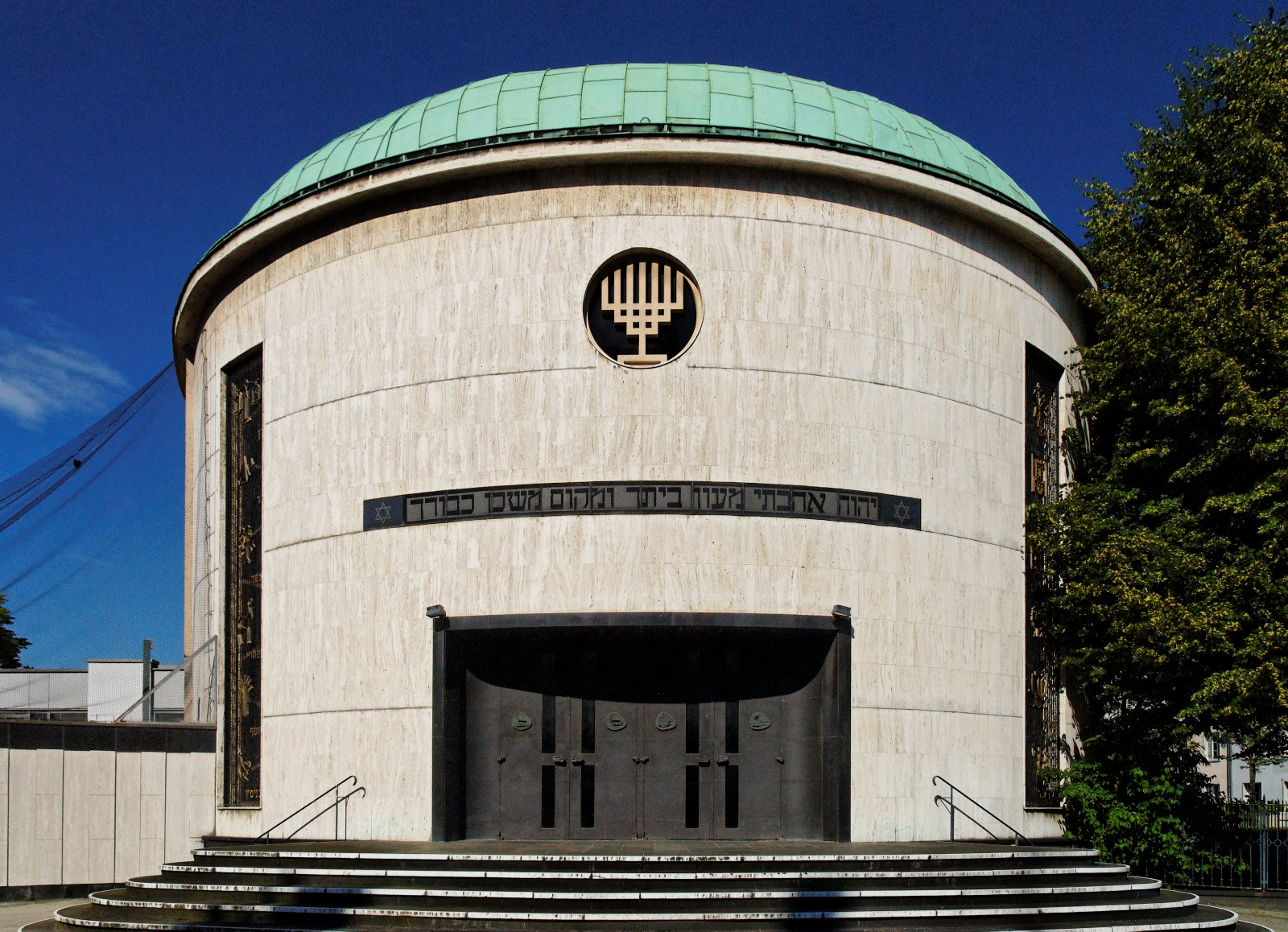
Die Neue Synagoge

Die jüdische Gemeinde Düsseldorf ist mit etwa 7500 Mitgliedern die größte in Nordrhein-Westfalen und die drittgrößte in Deutschland. Die neue Synagoge wurde 1958 eingeweiht und liegt in der Zietenstraße im Stadtteil Golzheim. Sie wird rund um die Uhr von der Polizei bewacht. Vorgängerbauten waren die alte Synagoge sowie die Große Synagoge in der Kasernenstraße auf dem heutigen Grundstück des Handelsblattverlages, die bei den Novemberpogromen 1938 in Brand gesteckt und danach abgebrochen wurde.
Die Gemeinde als Körperschaft des öffentlichen Rechts ist gemäß ihrer Satzung eine Einheitsgemeinde. Das bedeutet, dass alle religiösen Richtungen respektiert werden. Die Gottesdienste entsprechen dem orthodoxen Ritus. Rabbiner war bis Juli 2011 Julien Chaim Soussan, einer der jüngsten Gemeinderabbiner in Deutschland. 90 Prozent der Gemeindemitglieder stammen aus der ehemaligen Sowjetunion. Zur Gemeinde gehören u. a. ein Kindergarten und eine Grundschule, die Yitzhak-Rabin-Schule. Sie ist eine staatlich anerkannte Grundschule und eine jüdische Konfessionsschule, die für die koschere Ernährung der Kinder sorgt. In einer landesweiten Vergleichsarbeit stellte sich heraus, dass die Schule zu den 25 besten Grundschulen des Landes Nordrhein-Westfalen gehört. Die Gemeinde verfügt auch über einen Sportverein (Makkabi), ein Jugendzentrum und einen Friedhof.

#### Islam
In der Landeshauptstadt gibt es eine Reihe muslimischer Gemeinden. Diese bilden jedoch keinen einheitlichen Verband, sondern sind gemäß der nationalen Zugehörigkeit ihrer Mitglieder als türkische, bosnische, marokkanische und sonstige Moscheevereine organisiert. Die größte türkische Vereinigung, die Türkisch-Islamische Union der Anstalt für Religion e. V., besitzt in Düsseldorf drei Moscheen. Sie befinden sich in Lörick, Eller und Derendorf. Insgesamt gibt es in Düsseldorf rund 20 Moscheen. Die Freitagsgebete werden nach Angaben der verschiedenen Trägervereine von rund 4000 Gläubigen besucht, wobei die beiden größten Moscheen in Derendorf und Flingern bis zu 1000 Teilnehmern Platz bieten. Gepredigt wird u. a. auf Türkisch, Arabisch, Berberisch, Bosnisch, Albanisch, Romani und Deutsch.
Auch Aleviten sind in Düsseldorf mit einer Gemeinde im Stadtteil Eller vertreten. Das Herkunftsland fast aller Aleviten ist die Türkei. In der Düsseldorfer Gemeinde werden neben religiöser Arbeit auch kulturelle und musikalische Projekte umgesetzt. In Nordrhein-Westfalen besitzt die Alevitische Gemeinde Deutschland den Status einer nach dem Grundgesetz anerkannten eigenständigen Religionsgemeinschaft und koordinieren den Alevitischen Religionsunterricht als ordentliches Lehrfach mit. Auch die Aleviten in Düsseldorf gehören diesem Dachverband an.

#### Buddhismus

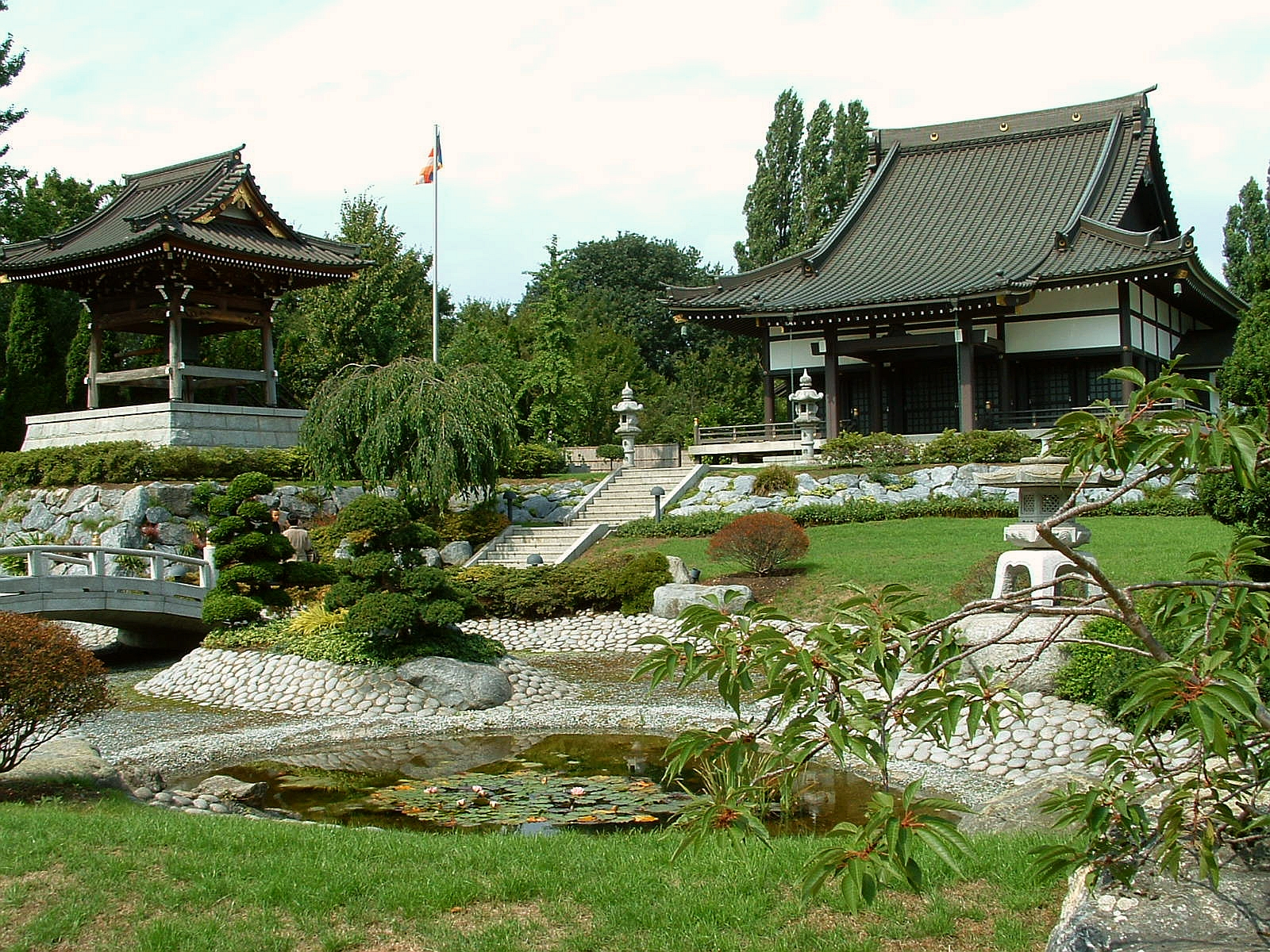
Ekō-Haus

Im linksrheinischen Stadtteil Niederkassel liegt der einzige buddhistische Tempel in der Tradition der Jōdo-Shinshū Europas, auf dem Grundstück des japanischen Ekō-Hauses. Er ist im japanischen Stil als Betonkonstruktion errichtet und von einem japanischen Garten umgeben. Die Japaner in Düsseldorf gründeten 1993 das japanische Kulturzentrum mit dem Ekō-Haus. Es ist außerdem ein traditionelles japanisches Haus für Teezeremonien, verfügt über eine Bibliothek und einen Kindergarten.
Ferner gibt es eine Anzahl buddhistischer Zentren in Düsseldorf aller namhaften Traditionen des Buddhismus. Eine Auswahl: Rigpa (tibetischer Buddhismus, Lehrer Sogyal Rinpoche), Amitabha-Stiftung (ebenfalls tibetischer Buddhismus) sowie Kanzeon Sangha (Zen-Tradition) und Diamantweg-Buddhismus (Lama Ole Nydahl) sowie weitere buddhistische Gruppen und Zentren. Somit offerieren die buddhistischen Gruppen in Düsseldorf ein großes Angebot in Nordrhein-Westfalen.

## Politik
An der Spitze der Stadt Düsseldorf standen im 13. Jahrhundert die Schöffen, die bis 1806 die oberste und mächtigste Klasse in der Stadtverwaltung darstellten. Seit 1303 ist ein Bürgermeister genannt, der anfangs ebenso ein Schöffe war. Daneben gab es ab 1358 auch einen Rat, der sich teilweise in einen Alten und einen Jungen Rat aufteilte. Die Mitglieder wurden entweder auf Lebenszeit gewählt (Alter Rat), oder aber auch jährlich bestimmt (Junger Rat). Als herzoglicher Vertreter war ferner ein Schultheiß an der Verwaltung der Stadt beteiligt, der den Titel „Amtmann“ führte. Etwa seit dem 15. Jahrhundert gab es neben den genannten Gremien auch einen Gemeindeausschuss von 12 Personen („Zwölfer“), der an der Wahl des Bürgermeisters teilnahm und zu wichtigen Beschlussfassungen herangezogen wurde, eigentlich aber keine wirkliche Bürgerbeteiligung darstellte. Erst in französischer Zeit gab es einen Munizipalrat, ab 1815 einen Gemeinderat mit 30 Mitgliedern. Seit 1856 waren es die „Stadtverordneten“, später Ratsherren, deren Gesamtzahl sich mehrmals veränderte. Die Leitung der Stadt übernahm in französischer Zeit Maximilian August von Scharfenstein genannt von Pfeil als Maire, der von drei Beigeordneten unterstützt wurde. Seit preußischer Zeit trug das Stadtoberhaupt den Titel Oberbürgermeister. 1856 wurde die Rheinische Städteordnung eingeführt.
Während der Zeit der Nationalsozialisten wurde der Oberbürgermeister von der NSDAP eingesetzt. Nach dem Zweiten Weltkrieg setzte die Militärregierung der Britischen Besatzungszone einen neuen Oberbürgermeister ein und führte 1946 die Kommunalverfassung nach britischem Vorbild ein. Danach gab es einen vom Volk gewählten „Rat der Stadt“, dessen Mitglieder man als „Stadtverordnete“ bezeichnete. Der Rat wählte anfangs aus seiner Mitte den Oberbürgermeister als Vorsitzenden und Repräsentanten der Stadt, der sein Amt ehrenamtlich ausübte. Des Weiteren wählte der Rat ab 1946 einen hauptamtlichen Oberstadtdirektor als Leiter der Stadtverwaltung. 1999 wurde die Doppelspitze in der Stadtverwaltung aufgegeben. Seither gibt es nur noch den hauptamtlichen Oberbürgermeister. Dieser ist Vorsitzender des Rates, Leiter der Stadtverwaltung und Repräsentant der Stadt. Er wurde 1999 erstmals direkt von den Bürgern gewählt.
Als erster hauptamtlicher Oberbürgermeister amtierte Joachim Erwin, der 1999 eine schwarz-gelbe Ratsmehrheit anführte und 2008 im Amt verstarb. Ihm folgte Dirk Elbers, welcher mit gleicher Mehrheit bis 2014 regierte. Nach den Kommunal- und Oberbürgermeisterwahlen 2014 bildete sich erstmals in Düsseldorf eine Ampel-Kooperation unter seinem Nachfolger Thomas Geisel. Aufgrund der Harmonisierung von Kommunal- und Oberbürgermeisterwahlen in Nordrhein-Westfalen dauerte die Sitzungsperiode des Stadtrats sodann sechs statt fünf Jahre. Nach der Wahl im September 2020 bildeten CDU und Grüne im Januar 2021 eine neue Koalition unter Stephan Keller.

### Oberbürgermeister seit 1815
Der Oberbürgermeister wird von den Bürgern in allgemeiner, unmittelbarer, freier, gleicher und geheimer Wahl nach den Vorschriften der Gemeindeordnung für das Land Nordrhein-Westfalen gewählt. Seit dem 1. Oktober 1999 steht der hauptamtliche Oberbürgermeister an der Spitze der Stadt, er ist Vorsitzender und Repräsentant des Rates der Gemeinde. Amtsinhaber ist seit 1. November 2020 Stephan Keller (CDU), der sich zuvor in der Stichwahl gegen den bisherigen Amtsinhaber Thomas Geisel (SPD) durchsetzen konnte. Der Oberbürgermeister leitet die Stadtverwaltung, dabei unterstützen ihn der Stadtdirektor, der Kämmerer sowie fünf hauptamtliche Beigeordnete.
Der Stadtrat wählt drei ehrenamtliche Stellvertreter, die die Bezeichnung Bürgermeister führen. Der allgemeine Vertreter des Oberbürgermeisters führt in Düsseldorf die Bezeichnung Stadtdirektor.
- 1815–1820: Engelbert Schramm
- 1820–1822: Lambert Josten
- 1822–1824: Joseph Molitor
- März–Oktober 1824: Leopold Custodis
- 1824–1828: Friedrich Adolf Klüber
- 1828–1833: Philipp Schöller
- 1833–1848: Joseph von Fuchsius
- 1848–1849: Wilhelm Dietze
- 1849: Ludwig Viktor von Villers
- 1849–1876: Ludwig Hammers
- 1876–1886: Wilhelm von Becker
- 1886–1899: Ernst Heinrich Lindemann
- 1899–1910: Wilhelm Marx
- 1911–1919: Adalbert Oehler
- 1919–1924: Emil Köttgen (vertretungsweise Karl Geusen)
- 1924–1933: Robert Lehr, DNVP
- 1933–1937: Hans Wagenführ, NSDAP
- 1937: Otto Liederley, NSDAP
- 1937–1939: Helmut Otto, NSDAP
- 1939–1945: Carl Haidn, NSDAP
- 3.–17. April 1945: Werner Keyßner, NSDAP
- 17. April – 18. September 1945: Wilhelm Füllenbach
- 1945–1946: Walter Kolb, SPD
- 1946–1947: Karl Arnold, CDU
- 1947–1956: Josef Gockeln, CDU
- 1956–1959: Georg Glock, SPD
- 1960–1961: Willi Becker, SPD
- 28. März – 17. November 1961: Fritz Vomfelde, CDU
- 1961–1964: Peter Müller, CDU
- 1964–1974: Willi Becker, SPD
- 1974–1979: Klaus Bungert, SPD
- 1979–1984: Josef Kürten, CDU
- 1984–1994: Klaus Bungert, SPD
- 1994–1999: Marie-Luise Smeets, SPD
- 1999–2008: Joachim Erwin, CDU
- 2008–2014: Dirk Elbers, CDU
- 2014–2020: Thomas Geisel, SPD
- seit 2020: Stephan Keller, CDU

| Wahl des Düsseldorfer Oberbürgermeisters 2020in Prozent %6050403020100 34,226,317,412,52,72,21,20,90,80,50,41,0 Keller (CDU)Geisel (SPD)Engstfeldl (Grüne)Strack-Zimmermann (FDP)Hoffmann (AfD)Bonn (Linke)Mirus (PARTEI)Schenk (Volt)Krüger (Tier!)Grumbach (FW)Coldewe (Klima)Sonst. |  | Stichwahlin Prozent %6050403020100 56,044,0 Keller (CDU)Geisel (SPD) |

### Oberstadtdirektoren 1946–1999
- 1946: Walter Kolb
- 1946–1964: Walther Hensel
- 1964–1976: Gilbert Just
- 1976–1987: Gerd Högener
- 1987–1994: Karl Ranz
- 1994–1999: Peter Hölz

### Stadtrat

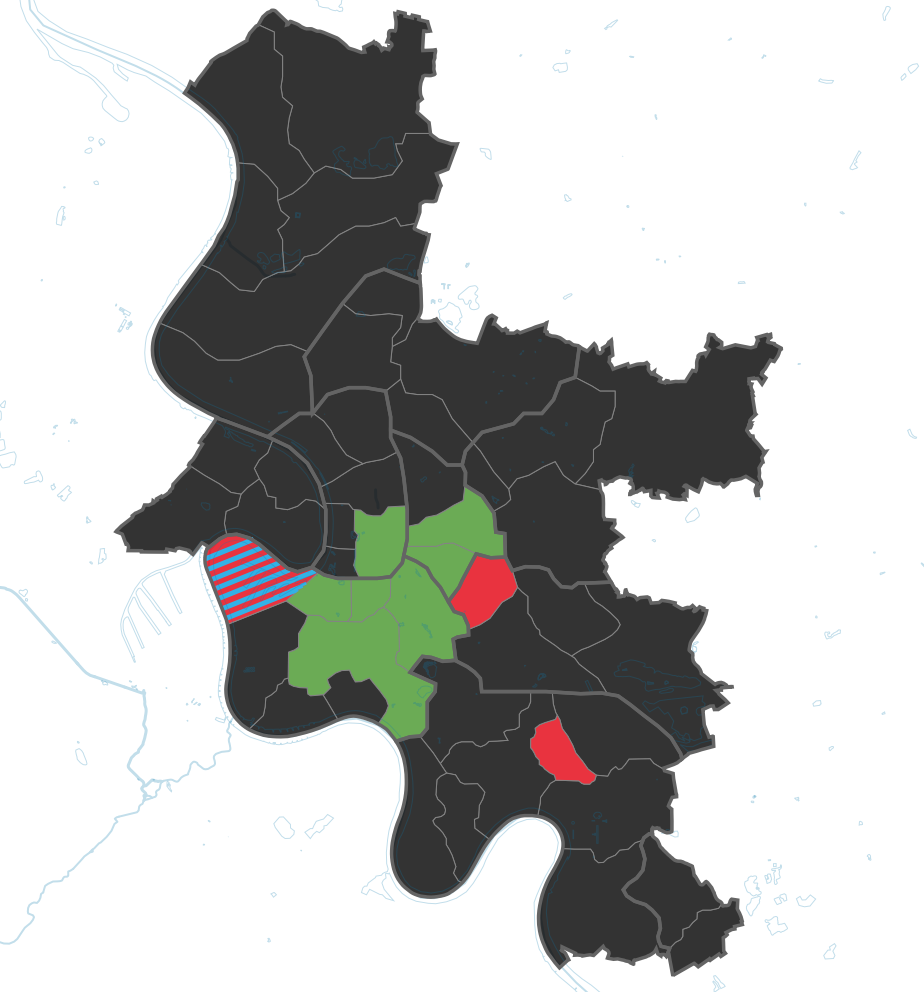
Stärkste Partei bei der Kommunalwahl 2020 nach Stadtteil:
CDU
Grüne
SPD
AfD

| Wahl des Düsseldorfer Stadtrates 2020Wahlbeteiligung: 52,57 % 403020100 33,424,017,99,24,13,61,81,40,91,1 CDUGrüneSPDFDPLinkeAfDVoltPARTEITierschutzFWKlimaSonst.Gewinne und Verlusteim Vergleich zu 2014 %p 12 10 8 6 4 2 0 −2 −4 −6 −8−10−12−3,3+10,2−11,4+2,2−1,1+0,6+1,8+1,4−0,3+0,9−2,8CDUGrüneSPDFDPLinkeAfDVoltPARTEITierschutzFWKlimaSonst. |  | Sitzverteilung im Düsseldorfer Stadtrat 2020Insgesamt 90 Sitze - Linke: 4 - PARTEI: 2 - Klima: 1 - Grüne: 22 - SPD: 16 - Volt: 2 - FW: 1 - Tier!: 1 - FDP: 8 - CDU: 30 - AfD: 3 |

### Weitere Wahlen
In der folgenden Tabelle sind die Ergebnisse von Bundestags-, Landtags- und Europawahlen in Düsseldorf dargestellt (Angaben der Wahlbeteiligungen und der Parteien in Prozent).
| Jahr | Wahl           | Wahlbeteiligung | CDU  | Grüne | SPD  | FDP  | AfD | BSW | Linke | Sonstige |
| ---- | -------------- | --------------- | ---- | ----- | ---- | ---- | --- | --- | ----- | -------- |
| 2024 | Europawahl     | 63,9            | 24,9 | 19,4  | 14,3 | 11,2 | 8,4 | 4,8 | 2,8   | 13,9     |
| 2022 | Landtagswahl   | 58,5            | 32,9 | 24,3  | 21,7 | 8,2  | 4,1 | —   | 2,4   | 6,4      |
| 2021 | Bundestagswahl | 77,2            | 24,2 | 22,5  | 23,4 | 14,3 | 5,1 | —   | 4,3   | 6,2      |
| 2019 | Europawahl     | 63,5            | 24,7 | 29,2  | 15,2 | 8,5  | 6,9 | —   | 4,8   | 10,7     |
| 2017 | Bundestagswahl | 76,5            | 30,4 | 10,0  | 21,2 | 17,6 | 8,0 | —   | 9,2   | 3,7      |
| 2017 | Landtagswahl   | 67,7            | 30,9 | 8,1   | 26,6 | 17,4 | 6,3 | —   | 6,2   | 4,5      |
| 2014 | Europawahl     | 53,8            | 33,3 | 12,7  | 30,7 | 6,2  | 5,7 | —   | 5,2   | 6,3      |
| 2013 | Bundestagswahl | 73,3            | 38,8 | 9,6   | 28,2 | 7,6  | 4,2 | —   | 7,0   | 4,6      |

### Stadtverwaltung
Die Stadtverwaltung ist mit allen öffentlichen Aufgaben der Stadt betraut und wird vom Oberbürgermeister geleitet. Die hauptamtlichen Beigeordneten und Kämmerin bilden zusammen mit dem Bürgermeister den Verwaltungsvorstand. Der Bürgermeister führt den Vorsitz und entscheidet bei Meinungsverschiedenheiten. Die Beigeordneten unterstehen direkt dem Bürgermeister, sie vertreten ihn in ihrem Dezernat. Die Beigeordneten sind kommunale Wahlbeamte. Sie werden vom Rat für die Dauer von acht Jahren gewählt.
Die Verwaltung betreibt das operative Geschäft und setzt die politischen Ziele in eigener Verantwortung um. Dabei sind Berechenbarkeit, Kontinuität und Einheitlichkeit der Entscheidungen und des Verwaltungshandelns zu gewährleisten. Die Spitzen der Verwaltung müssen dem gewählten Stadtrat gegenüber Rechenschaft ablegen. Die Abgrenzung der Kompetenzen ist in der Stadtverfassung festgelegt.
Die Düsseldorfer Verwaltung gliedert sich in neun Fachbereiche (Dezernate). Den Dezernaten sind verschiedene Ämter zugeordnet. Die Ämter sind die untersten Organisationseinheiten der Verwaltung. Die größten Standorte, an denen die viele Ämter ihre Dienste versehen, sind der Rathauskomplex rund um den Marktplatz in der Altstadt, das Dienstleistungszentrum an der Willi-Becker-Allee am Hauptbahnhof und das Technische Rathaus im Stadtteil Bilk.

### Bezirksvertretung
In jedem Stadtbezirk gibt es eine Bezirksvertretung mit 19 Mitgliedern. Der oder die Vorsitzende führt die Bezeichnung Bezirksbürgermeister. In 1975 wurden diese „Stadtteilparlamente“ ins Leben gerufen um die Einfluss- und Gestaltungsmöglichkeiten der Bürger zu erhöhen. Die Bezirksvertretungen werden bei jeder Kommunalwahl auf die Dauer von fünf Jahren von den Bezirksbewohnern neu gewählt.
Die Bezirksvertretungen sind zu wichtigen, den Stadtbezirk betreffenden Angelegenheiten zu hören. In Angelegenheiten des Stadtbezirkes, die kein Geschäft der laufenden Verwaltung sind und für die nicht der Rat der Stadt ausschließlich zuständig ist, entscheiden die Bezirksvertretungen nach der Gemeindeordnung unter Beachtung der Belange der gesamten Stadt und im Rahmen der vom Rat erlassenen allgemeinen Richtlinien.

### Haushalt
Die Gesamtsumme der Verschuldung der Stadt Düsseldorf (des öffentlichen Bereichs) belief sich zum Jahresende 2012 auf 872,2 Millionen Euro. Das waren 1478 Euro pro Einwohner. Von den 103 kreisfreien Städten in Deutschland lag Düsseldorf damit auf Platz 100 bei der Pro-Kopf-Verschuldung; das heißt, nur in drei anderen kreisfreien Städten war die Pro-Kopf-Verschuldung geringer.
Für das Haushaltsjahr 2014 hat die Stadt Düsseldorf im Gesamtergebnisplan einen Haushaltsüberschuss in ordentlichen Erträgen und Aufwendungen (einschließlich Finanzerträgen und -aufwendungen) in Höhe von 3,1 Millionen Euro (5 Euro je Einwohner) veranschlagt. Die Stadt Düsseldorf ist damit (neben Krefeld und Münster) eine von nur drei kreisfreien Städten in Nordrhein-Westfalen, die im Jahr 2014 kein Haushaltsdefizit im Gesamtergebnisplan aufweist.
Seitens der städtischen Verwaltung wurde Düsseldorf im Jahr 2014 als schuldenfrei erklärt, was jedoch vom Land Nordrhein-Westfalen und dessen Statistikamt in Frage gestellt wurde. Die unterschiedlichen Auffassungen ergaben sich aus unterschiedlichen Bewertungen und waren auf Landes- und Stadtebene auch parteipolitisch motiviert. Zum Stichtag 31. Dezember 2013 hatte die Stadt Verbindlichkeiten in Höhe von insgesamt 383 Millionen Euro. Damit war Düsseldorf allerdings die am wenigsten verschuldete kreisfreie Stadt Nordrhein-Westfalens.
Der Haushaltsplan für das Jahr 2023 sieht Erträge (Einnahmen) in Höhe von 3,5 Milliarden Euro und Aufwendungen (Ausgaben) von 3,7 Milliarden Euro vor. Die Höhe des Gesamtbetrages für Kredite, die für Investitionen erforderlich sind, wurden mit dem Haushaltsplan für das Haushaltsjahr 2023 in Höhe von 348,8 Millionen Euro festgesetzt. Die Landeshauptstadt Düsseldorf hat für das Haushaltsjahr 2023 die Grundsteuer A auf 156 Prozent, die Grundsteuer B auf 440 Prozent und die Gewerbesteuer auf 440 Prozent festgesetzt.

### Wappen und Flagge

Hissflagge
Bannerflagge

| Wappen der Landeshauptstadt Düsseldorf | Blasonierung: „Im silbernen Schilde der aufgerichtete, doppelgeschwänzte, blaugekrönte und -bewehrte rote Löwe der Herzöge von Berg, der einen gesenkten blauen Anker in seinen Pranken hält.“ |
| Wappen der Landeshauptstadt Düsseldorf | Wappenbegründung: Das ursprüngliche Wappen der Stadt Düsseldorf – nur mit dem Anker – ist zugleich mit der Stadterhebung entstanden. Der Anker weist auf die Beziehung der Stadt und ihrer Bürger zum Rhein sowie zur Rheinschifffahrt und zum mittelalterlichen Fähramt hin. Seit dem Ende des 17. Jahrhunderts trat neben dieses einfache Wappen ein zweites, das dem seit Mitte des 16. Jahrhunderts auf Anordnung des Landesherrn verwendeten Siegel des Düsseldorfer Schöffenkollegiums nachgebildet war. Es zeigt den Bergischen Löwen, das Wappentier der bergischen Herzöge, der den Anker in seinen Pranken hält. Um die Mitte des 18. Jahrhunderts begann dieses neue Wappenbild das ältere Stadtwappen endgültig zu verdrängen. Nach zahlreichen Abwandlungen im 19. und 20. Jahrhundert befreite der Heraldiker Otto Hupp das Wappen 1938 von späteren Zutaten und gab ihm die heute gebräuchliche Form. |

Die zugehörige Stadtflagge ist rot-weiß, belegt mit dem Wappen. Das Stadtwappen findet sich auch auf der Medaille der Amtskette des Oberbürgermeisters.

#### Wappenzeichen

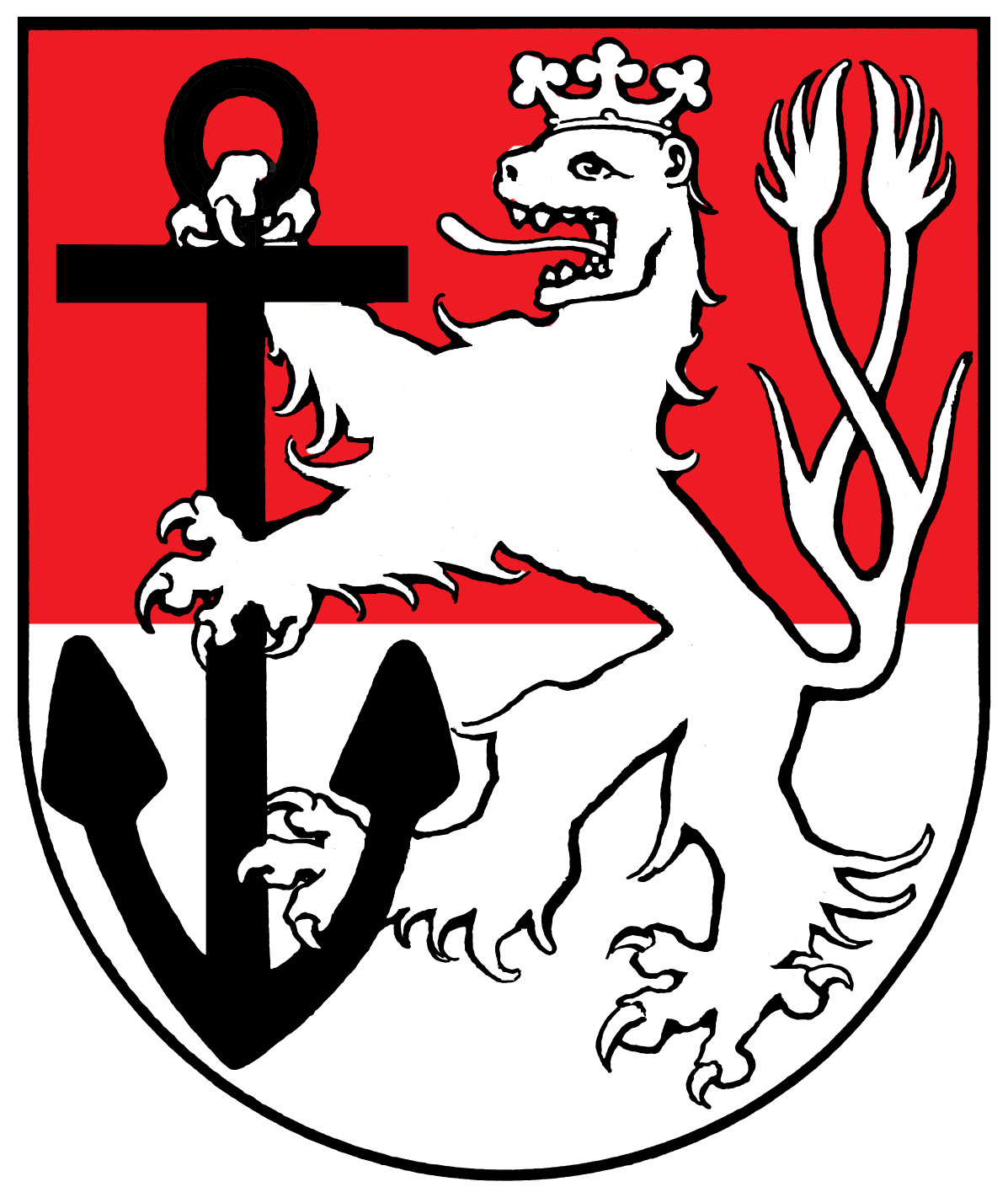
Wappenzeichen für Jedermann

Für private und geschäftliche Zwecke entstand im Februar 2002 ein Stadtwappen, das von den offiziellen Stadtfarben abweicht und ohne Genehmigung der Stadtverwaltung benutzt werden kann. In dem rot-weiß geteilten Schild befindet sich ein silberner doppelgeschwänzter, aufgerichteter, silbernbekrönter und -bewehrter Löwe mit gesenktem schwarzem Anker in den Pranken.

#### Stadtlogo

Logo der Landeshauptstadt Düsseldorf

Die Stadt Düsseldorf verwendet in offiziellen Schreiben und Publikationen ein Logo, das in einem Quadrat in der linken Hälfte die Rheinschleifen im Düsseldorfer Stadtgebiet andeutet und im rechten oberen Quadranten den Bergischen Löwen mit Anker zeigt. Das Stadtlogo wird in verschiedenen Farben verwendet, wobei jedem der derzeit acht Dezernate jeweils ein Farbton zugeordnet ist.

### Dachmarke
2011 startete die Stadt zur Verbesserung ihrer Vermarktung und ihrer öffentlichen Wahrnehmung einen Prozess der Entwicklung einer Dachmarke. Nach einer Markenkernanalyse folgte ein öffentlicher Wettbewerb, der über 2000 Foto-, Video- und Textbeiträge ergab. Im März 2012 begann ein Verfahren der Interessenbekundung zu einem Wettbewerb von Kreativagenturen. Den sich anschließenden Wettbewerb zur Entwicklung der Dachmarke gewann die Agentur BBDO Proximity, die das Logo der neuen Dachmarke, das Emoticon: D, am 26. November 2012 der Öffentlichkeit vorstellte. Das Düsseldorfer smiling :D ist in Rot, der Farbe des Bergischen Löwen, und in der Schriftart Helvetica ausgeführt. Es hat insbesondere die Aufgabe, „das emotionale, sympathische Düsseldorf“ zu transportieren. Die Verfahren bei der Einführung der neuen Dachmarke und ihres Logos waren begleitet durch eine öffentliche Kontroverse. Aufgrund der fortwährenden mangelnden Popularität kam es 2017 zu einem erneuten Wechsel des Markenauftritts, welcher mit dem Motto „Nähe trifft Freiheit“ und den Farben Rot, Blau und Weiß als Erkennungsfarben analog zum historischen Stadtwappen angenommen wurde.

### Städtepartnerschaften
Düsseldorf unterhält acht klassische Städtepartnerschaften:
- Reading (Vereinigtes Königreich), seit 1947/1988[176]
- Chemnitz (Deutschland), seit 1988
- Haifa (Israel), seit 1978/1988
- Warschau (Polen), seit 1989[177]
- Chongqing (China), seit 2004
- Palermo (Italien), seit 2016[178]
- Chiba (Japan), seit 2019[179]
- Czernowitz (Ukraine), seit 2022[180]

Düsseldorf pausiert seit Februar 2022 die 1992 begonnene Städtepartnerschaft mit Moskau, nach dem im selben Monat stattgefundenen russischen Überfall auf die Ukraine und beschloss eine Partnerschaft mit Czernowitz, die im August 2022 besiegelt wurde.
Freundschaftliche Beziehungen gibt es weiterhin zu:
- Toulouse (Frankreich)
- Teneriffa (Spanien)
- Montreal (Kanada)
- Guangzhou (China)
- Shenyang (China)

## Kultur und Sehenswürdigkeiten

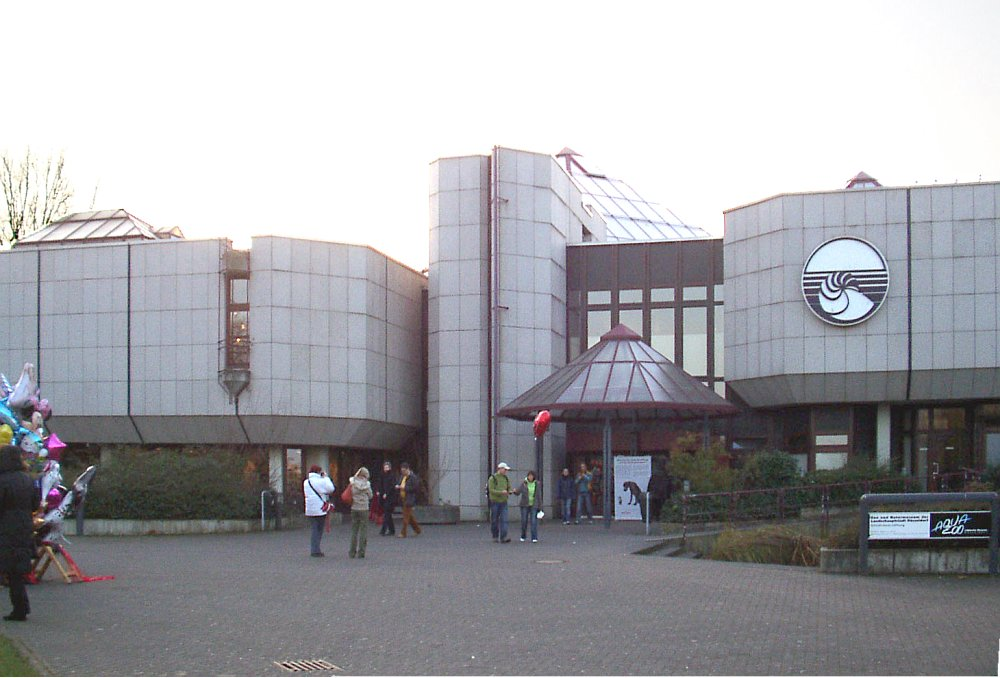
Gebäude des Aquazoo – Löbbecke Museums

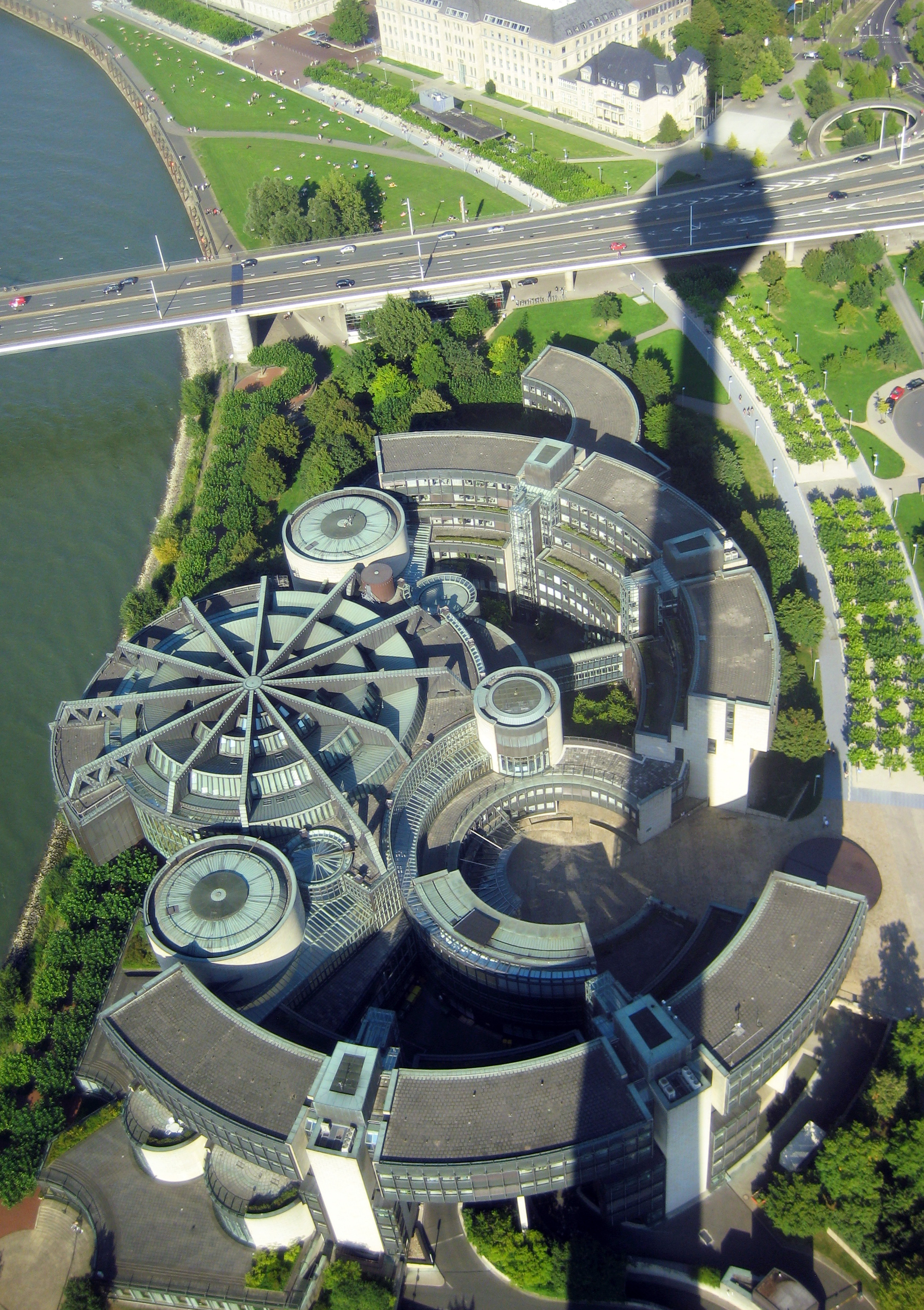
Landtag Nordrhein-Westfalen

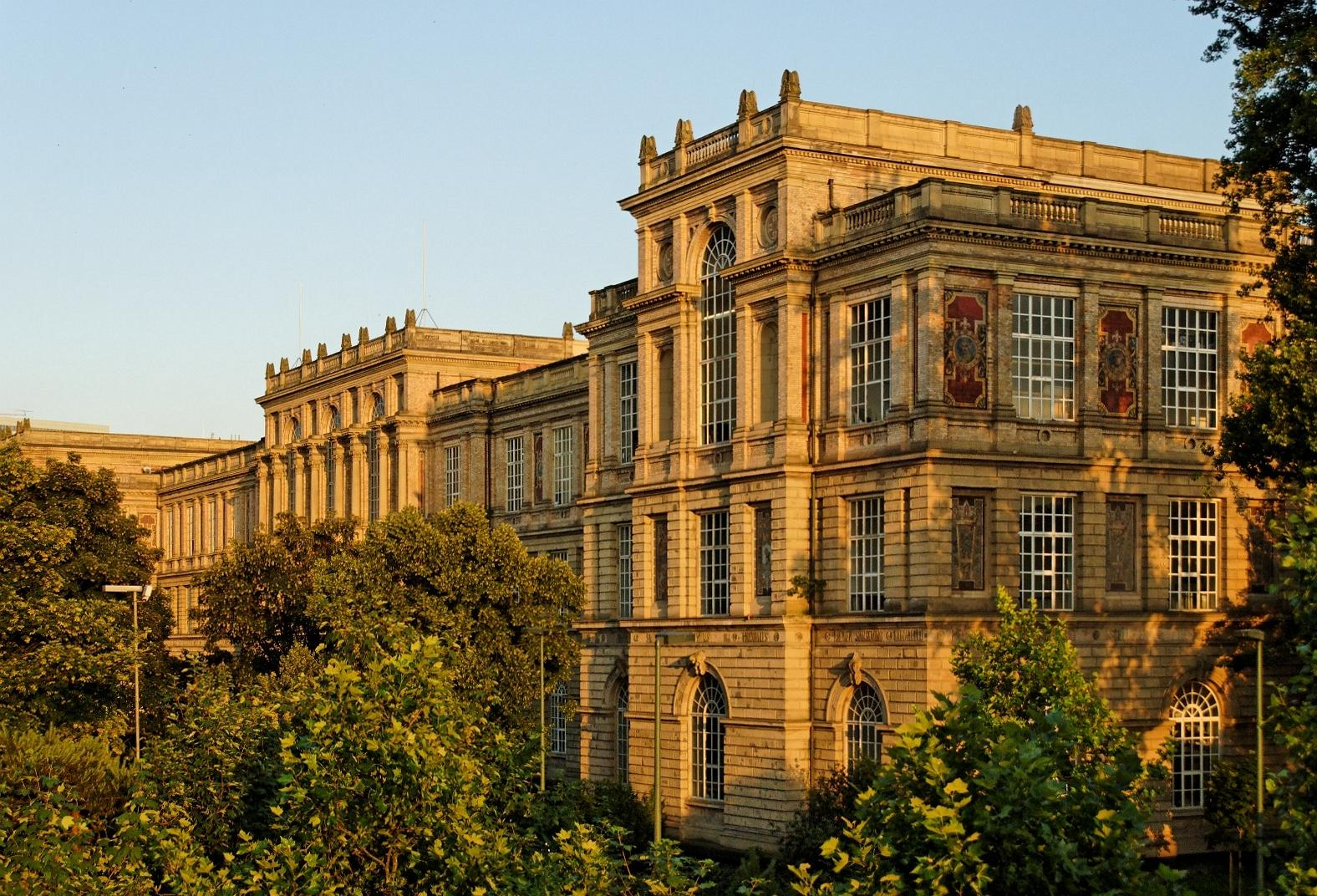
Kunstakademie Düsseldorf

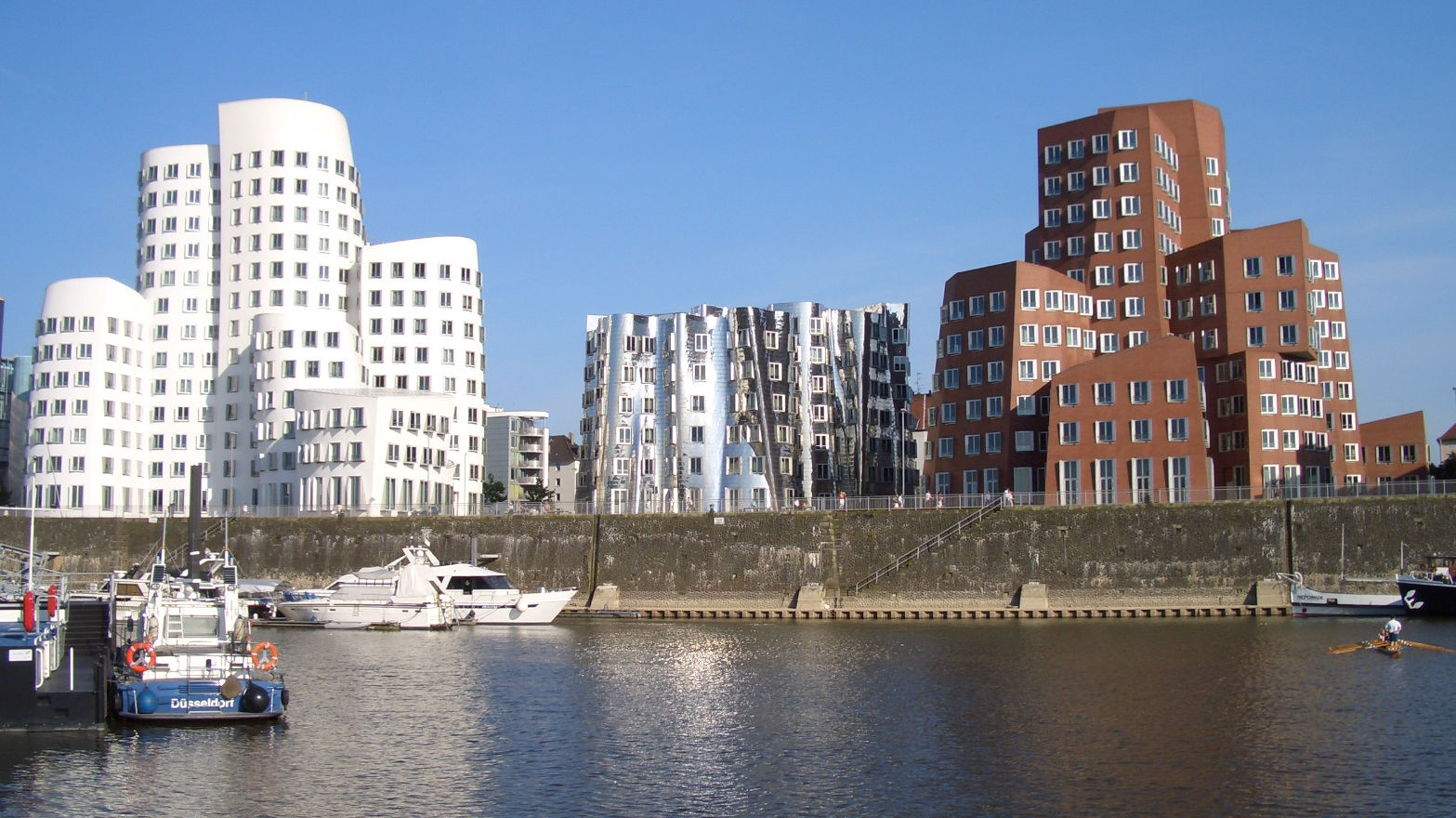
Neuer Zollhof im Medienhafen von Düsseldorf

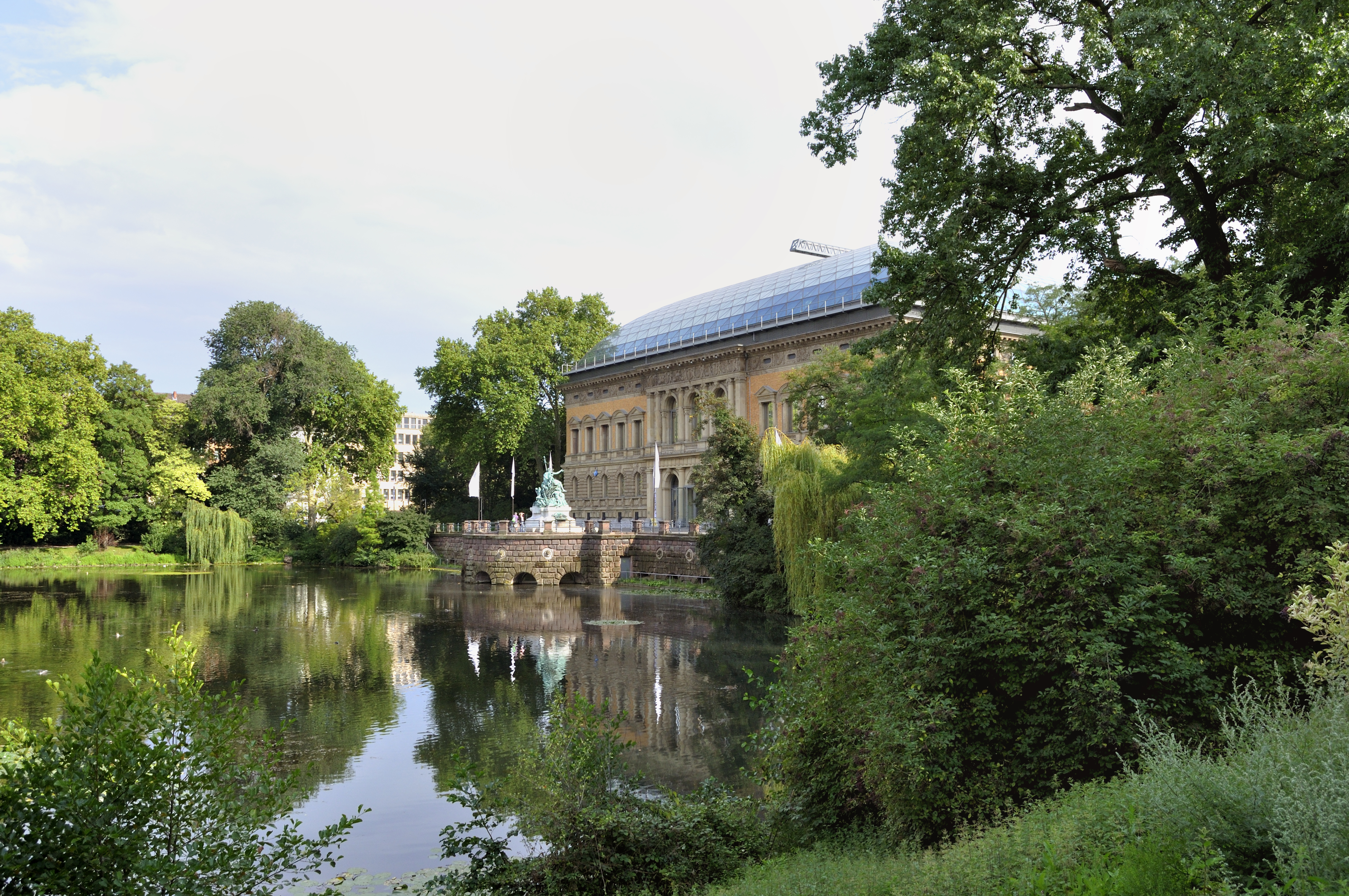
Das Ständehaus mit Park

Ansehen genießt Düsseldorf zudem hinsichtlich Kultur, Kunst und moderner Architektur. So gibt es neben der großen Kunstsammlung Nordrhein-Westfalen und einer Menge weiterer Museen und Galerien auch die international renommierte Kunstakademie Düsseldorf, die im 19. Jahrhundert die Düsseldorfer Malerschule und im 20. Jahrhundert die Düsseldorfer Photoschule hervorgebracht hat. Bekannte Bühnen sind mit dem Schauspielhaus und dem Kom(m)ödchen in der Stadt vertreten. Zudem sind einige der populären Musiker und Dichter Deutschlands in der Stadt geboren oder waren dort beheimatet. Bedeutende Architekten haben nicht nur im Medienhafen ihre Projekte verwirklicht.

### Theater

#### Klassisches und modernes Sprechtheater
Düsseldorf hat eine Theatertradition, die sich bis in das 16. Jahrhundert zurückverfolgen lässt. Die ersten theatralischen Veranstaltungen werden auf das Jahr 1585 datiert. Das heutige Düsseldorfer Schauspielhaus mit seiner modernen geschwungenen Architektur wurde 1970 fertiggestellt. Es ist am Gustaf-Gründgens-Platz, der nach dem ehemaligen Intendanten benannt ist, gelegen. Die größte Düsseldorfer Bühne hat eine große Bekanntheit im deutschsprachigen Raum.
Weitere größere Theater in der nordrhein-westfälischen Metropole sind das Forum Freies Theater, das Bühnenkunst bietet, die Komödie Düsseldorf, ein klassisches Boulevardtheater, das Theater an der Kö, das vor allem Komödien und moderne Theaterstücke zu bieten hat und von der bekannten Theaterfamilie Heinersdorff geführt wird, das Theater an der Luegallee in Oberkassel, das KaBARett FLiN in Grafenberg sowie das Savoy-Theater. Im Juta gastiert häufig das Theater der Klänge. Es ist ein seit 1987 bestehendes Tourneetheater, das unter der Leitung von Jörg Udo Lensing jährlich mit einer Neuproduktion auf zumeist kurze Tourneen geht.
Für Kinder ist das Theateratelier Takelgarn mit Comedy, Kabarett, Figuren- und Kindertheater besonders interessant.
Das Puppentheater an der Helmholtzstraße richtet sich ebenso wie das Düsseldorfer Marionetten-Theater an Kinder und Erwachsene gleichermaßen. Letzteres wurde 1956 gegründet und befindet sich im Palais Wittgenstein, das daneben noch weitere kulturelle Projekte beheimatet.

#### Oper, Musiktheater und Varieté
Sehr traditionsreich ist auch die Deutsche Oper am Rhein. Sie zeigt an ihren beiden Standorten Düsseldorf und Duisburg Oper, Operette und Ballett.
Das Apollo Varieté unterhalb der Rheinkniebrücke am carlstädtischen Rheinufer bietet klassisches Varieté-Theater im Stil des frühen 20. Jahrhunderts.
Die 1925 als Planetarium errichtete Tonhalle Düsseldorf ist Veranstaltungsort für Konzerte und sonstige musikalische Veranstaltungen aus den Bereichen Klassik, Jazz, Pop und Kabarett.
Das Capitol Theater ist das größte Theater der Landeshauptstadt und bietet eine Bühne für wechselndes Musical- und Live-Entertainment.

#### Kabarett
Das Kom(m)ödchen ist die älteste noch bestehende Kabarettbühne Deutschlands. Gegründet wurde es 1946 von Kay und Lore Lorentz. Viele später bedeutende Kabarettisten konnten sich hier erstmals bewähren.

#### Tanzhaus NRW
In Düsseldorf ist das Tanzhaus NRW ansässig, die Institution bietet neben einem Bühnenprogramm auch zahlreiche Kurse an.

### Museen, Ausstellungsinstitute und Bibliotheken
Die Stadt verfügt über ein vielfältiges Ausstellungsangebot. Allein die 18 städtischen Museen zogen seit 2001 jährlich regelmäßig über eine Million Besucher an, im Jahr 2006 waren es 1,34 Millionen Menschen. Daneben empfangen mehrere private Museen, Sammlungen und zahlreiche Galerien Besucher. Meistbesucht ist das Aquazoo – Löbbecke Museum im Nordpark.

#### Kunstmuseen
Düsseldorf hat eine lange Tradition als Kunststadt. Die erste große Gemäldesammlung legten bereits der Kurfürst Johann Wilhelm zu Pfalz-Neuburg, kurz Jan-Wellem, und seine Frau Anna Maria de Medici an. Untergebracht wurde die Sammlung in der 1709 bis 1714 errichteten Gemäldegalerie Düsseldorf, einem der frühesten selbständigen Museumsbauten der Welt. Unter Kurfürst Maximilian IV., dem späteren König Maximilian I. Joseph, wurde die Sammlung 1805 zum großen Teil nach München verbracht und bildete dort den Grundstock zur Alten Pinakothek.
Die Kunstakademie Düsseldorf erlangte bereits im 19. Jahrhundert unter dem Begriff Düsseldorfer Malerschule als eine der wichtigsten Ausbildungsstätten von Landschafts- und Genremalern Bedeutung. Der Kunstverein für die Rheinlande und Westfalen wurde im Jahre 1829 gegründet, um den in Düsseldorf ausgebildeten Malern eine Möglichkeit der Präsentation ihrer Werke in wechselnden Ausstellungen zu bieten.
Einige in Düsseldorf verbliebenen Exponate der kurfürstlichen Gemäldegalerie sowie etliche Werke der Düsseldorfer Malerschule wurden in das Museum Kunstpalast übernommen. Es beinhaltet darüber hinaus Graphiken, Zeichnungen, Gemälde und Skulpturen aus allen Stilepochen von der Antike bis ins 21. Jahrhundert. Neben europäischen Exponaten sind weitere Schwerpunkte der Sammlung japanische Holzschnitte und Netsuke. Es ist im Ehrenhof-Komplex integriert, der auch das NRW-Forum beheimatet.
Der zweite Höhepunkt in der Entwicklung Düsseldorfs als Kunststadt folgte in der zweiten Hälfte des 20. Jahrhunderts, als u. a. Joseph Beuys an der Kunstakademie unterrichtete. Als Landeshauptstadt Nordrhein-Westfalens beherbergt Düsseldorf die Kunstsammlung Nordrhein-Westfalen. Sie ist gegliedert in das K20 am Grabbeplatz, das K21 im Ständehaus und das Schmela-Haus in der Mutter-Ey-Straße. Sie hat sich vor allem auf Kunst des 20. und 21. Jahrhundert spezialisiert, entsprechend der Namensgebung der Teilsammlungen aufgeteilt auf die Standorte. Die Kunsthalle Düsseldorf befindet sich gegenüber dem K20 am Grabbeplatz und hat ihren Schwerpunkt auf zeitgenössischer nationaler und internationaler Gegenwartskunst. Einen sehr ungewöhnlichen Standort hat hingegen das KIT (Kunst im Tunnel), das der Kunsthalle Düsseldorf angegliedert ist. Es befindet sich am Mannesmannufer und ist ein unterirdischer Ausstellungsraum für zeitgenössische Kunst.

#### Museen zu Literatur, Theater und Film
Zwei Düsseldorfer Museen widmen sich Dichtern. Mit Johann Wolfgang von Goethe befasst sich das Goethe-Museum, das sich im Schloss Jägerhof im nordöstlichen Teil des Hofgartens befindet. Die sehr umfangreiche, inzwischen deutlich erweiterte Sammlung aus Privatbesitz ist in mehreren Stockwerken untergebracht. Sie enthält unter anderem die Originalreinschrift von Goethes bekanntem Gedicht Gingo biloba.
Heinrich Heine, dem wohl berühmtesten Sohn der Stadt, gilt das Heinrich-Heine-Institut in der Carlstadt. Es zeigt u. a. Originaldokumente und -schriften von und über Heine, Stücke aus seinem Nachlass sowie seine Totenmaske.
Ebenfalls in der Carlstadt gelegen ist das Filmmuseum mit seinem angeschlossenen Kino. Das Theater-Museum mit dem Dumont-Lindemann-Archiv befindet sich im Hofgärtnerhaus im Hofgarten.

#### Naturkunde und Gartenkunst
Das meistbesuchte Museum Düsseldorfs, mit über 400.000 Besuchern pro Jahr, ist der Aquazoo. Es befindet sich seit den späten 1980er Jahren im Norden der Stadt im Nordpark. Zuvor war es in einem Bunker gegenüber dem Zoopark untergebracht. Neben Wasserlebewesen werden dort auch Weichtiere und geologische Exponate gezeigt. Der Zoologische Garten Düsseldorf wurde im Zweiten Weltkrieg zerstört und nicht wiederaufgebaut.
Eine weitere Attraktion des Nordparks ist der von der japanischen Gemeinde gestiftete Japanische Garten, der 1976 eröffnet wurde. Allerdings bekam Düsseldorf bereits 1904 als erste deutsche Stadt einen Japanischen Garten, der sich etwa an der Stelle des ebenfalls am Rhein gelegenen Ehrenhofs befand.
Auf das ganze Stadtgebiet verteilt, ist Düsseldorf von Gartenanlagen durchzogen, was auf das Leitbild der Stadtentwicklung während der Industrialisierung zurückzuführen ist, die wiederum die gärtnerischen Anlagen des 18. und 19. Jahrhunderts weiterentwickelte und Düsseldorfs Ruf als Gartenstadt begründete. Dem trägt das Museum für Europäische Gartenkunst Rechnung, das zur Stiftung Schloss und Park Benrath gehört, ebenso wie das Naturkundliche Heimatmuseum, in dem in Dioramen die verschiedenen Lebensräume der Region, vom Rhein bis zur Lösshochfläche, dargestellt werden.
Im Jahre 1987 fand die Bundesgartenschau (BUGA) in Düsseldorf statt, deren Gelände heute den Südpark bildet.

#### Geschichtliche Dauerausstellungen
Das Stadtmuseum in der Altstadt besitzt eine große Ausstellung, die die Entwicklung der Stadt Düsseldorf historisch-chronologisch nachvollzieht. Die Mahn- und Gedenkstätte Düsseldorf erinnert an die Opfer der Naziherrschaft im 20. Jahrhundert. Sie befindet sich in historischen Räumen, die in der NS-Zeit als Büros, Vernehmungsräume und Haftzellen der Polizei genutzt wurden, und beinhaltet die Dauerausstellung „Verfolgung und Widerstand in Düsseldorf 1933–1945“.

#### Brauchtum, Technik und Alltägliches im Museum

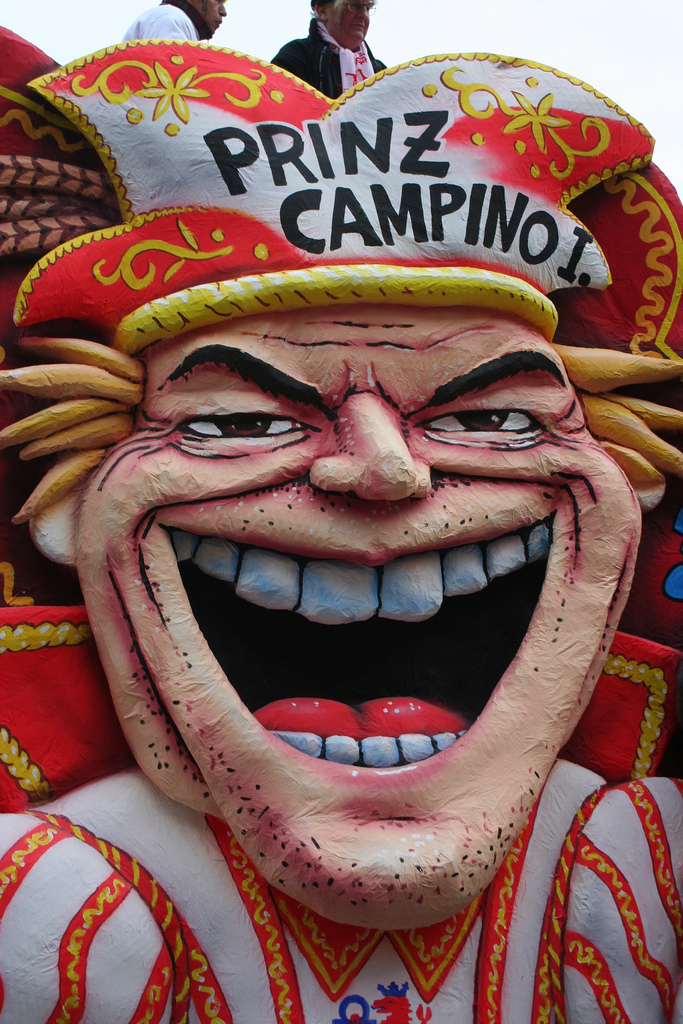
Sänger Campino als Motiv beim Rosenmontagszug

Zum klassischen Brauchtum in Düsseldorf gehört der Karneval. Ihm widmet sich im Haus des Karnevals das Karnevalmuseum in der Altstadt. Ebenfalls in der Altstadt gelegen ist das Schifffahrtsmuseum im Schlossturm. Es befindet sich im Schlossturm am Rheinufer und zeigt die Entwicklung der Rheinschifffahrt von der Antike bis in die Neuzeit. Das Senfmuseum würdigt die Tradition der fast 300-jährigen Senfherstellung. Das Hetjens-Museum (Deutsches Keramikmuseum) hat seinen Sitz im Palais Nesselrode in der Carlstadt und zeigt als einziges Institut weltweit Keramikprodukte verschiedener Kulturen aus sämtlichen Epochen in einer Dauerausstellung. Im Ehrenhof-Komplex ist das NRW-Forum beheimatet, das Ausstellungen zu verschiedenen Themen befristet zeigt, insbesondere fotografische Werke.

#### Quadriennale
Zum dritten und vorläufig letzten Mal fand vom 5. April bis 10. August 2014 die Quadriennale statt. Unter dem Leitmotiv Über das Morgen hinaus präsentierten mehrere Kulturinstitute ein Kulturfestival mit Sonderausstellungen und Begleitprogramm.

#### Bibliotheken

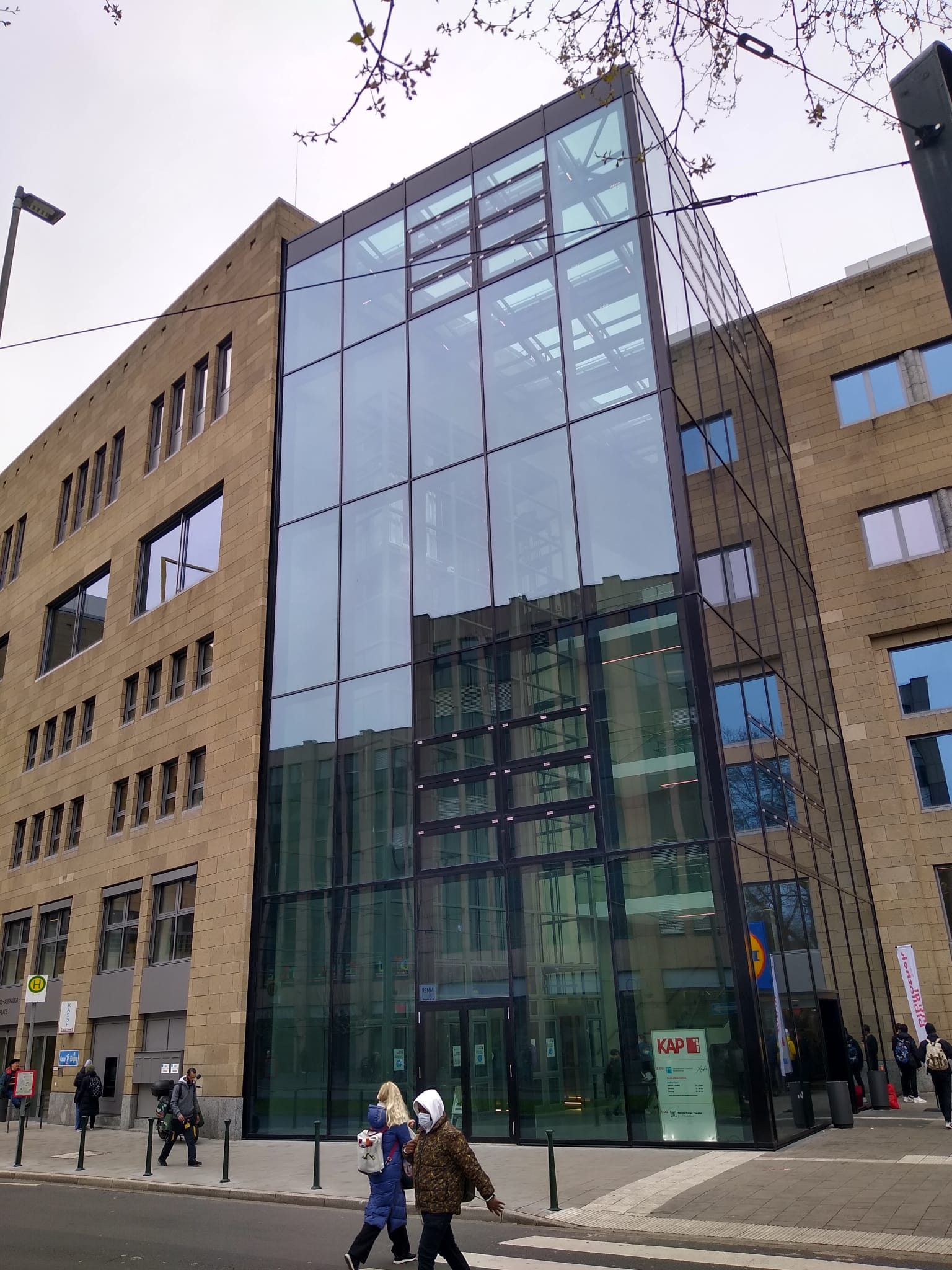
Zentralbibliothek Düsseldorf

Die Universitäts- und Landesbibliothek (ULB) Düsseldorf entstand 1965 bis 1969 aus der Bibliothek der Medizinischen Akademie und wurde 1970 gegründet. Die ULB verfügt über eine Zentralbibliothek und fünf weitere Standorte, die insgesamt rund 2,4 Millionen Medien vorhalten. Es gibt rund 23.000 regelmäßige Nutzer.
Die Stadt Düsseldorf unterhält eine Stadtbücherei mit einer Zentralbibliothek und 14 Stadtteilbibliotheken (eine Autobücherei wurde 2014 eingestellt). Insgesamt werden rund 800.000 Medien angeboten. Die über 1,4 Millionen Besucher liehen im Jahr über 4,7 Millionen Medien aus.
Die Zentralbibliothek Düsseldorf befindet sich seit Ende 2021 am Konrad-Adenauer-Platz 1. Sie wurde 2023 vom Deutschen Bibliotheksverband und der Deutschen Telekom Stiftung als „Bibliothek des Jahres“ ausgezeichnet.

### Musik

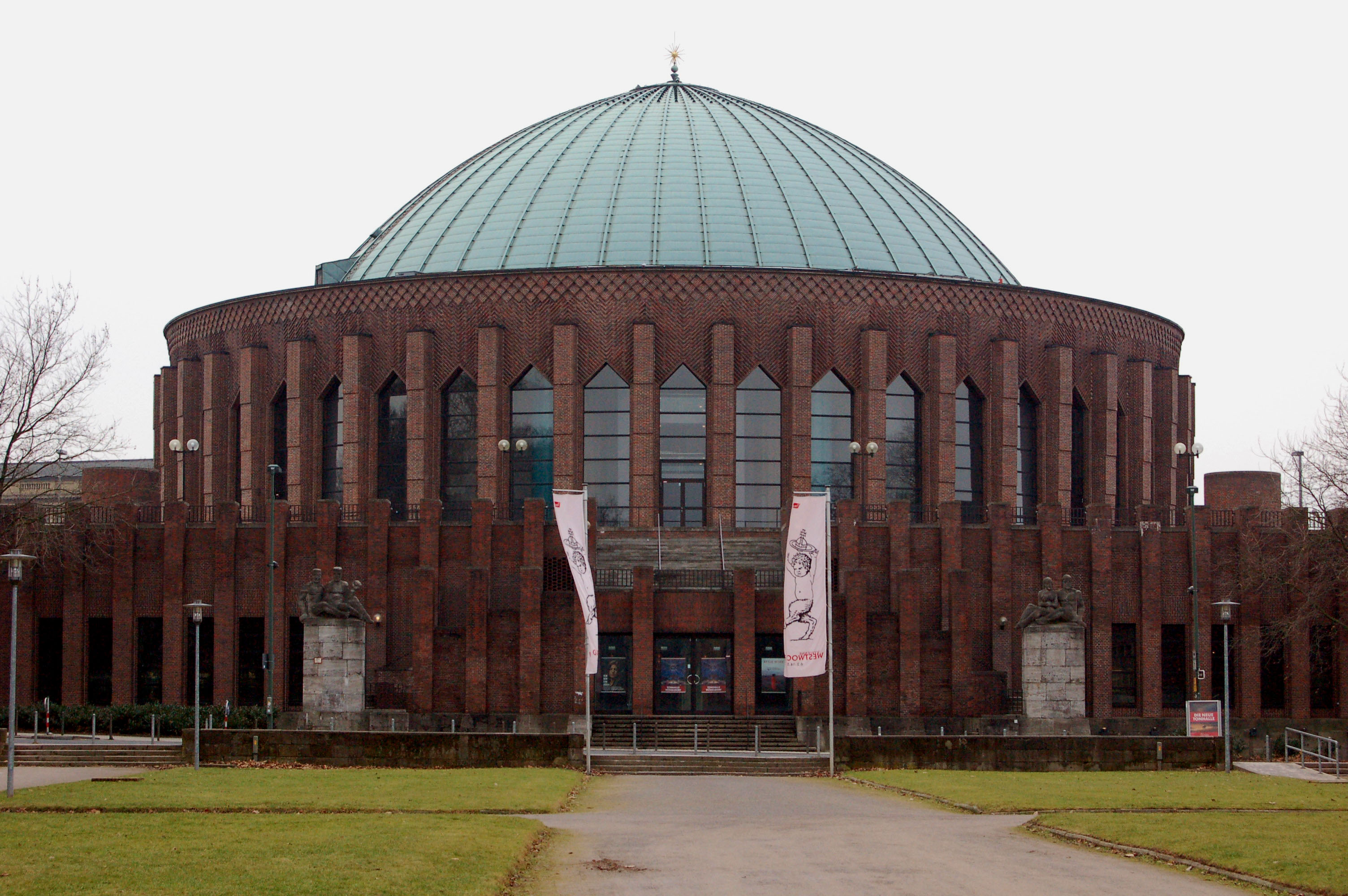
Tonhalle

Düsseldorf hat eine reichhaltige Musiktradition, die bereits vor dem 19. Jahrhundert einsetzte. Bedeutende Musiker wie Johann Hugo von Wilderer, Friedrich August Burgmüller, Felix Mendelssohn Bartholdy und das Ehepaar Clara und Robert Schumann hatten zeitweise ihre Wirkungsstätte in der Stadt gefunden.
Auch im 20. und 21. Jahrhundert hatte Düsseldorf in so unterschiedlichen Stilrichtungen wie dem Jazz, der Neuen Deutschen Welle oder dem Punkrock eine führende Rolle. Bekannte, aus Düsseldorf stammende Musiker der Zeit sind der Rapper NMZS, Marius Müller-Westernhagen und die in ihren Texten kritisierten Farid Bang und Kollegah sowie der Oscar prämierte Filmmusikkomponist Volker Bertelmann.

#### Klassische Musik
Das bedeutendste Konzerthaus der Landeshauptstadt ist die Tonhalle Düsseldorf mit mehr als 200 Veranstaltungen im Jahr. Die Tonhalle ist auch der Sitz der Düsseldorfer Symphoniker, die als Konzertorchester der Landeshauptstadt und als Opernorchester der Deutschen Oper am Rhein fungieren. Das Konzerthaus, ein ehemaliges Planetarium, wurde im Jahre 2005 aufwändig saniert und weist seither eine gute Akustik auf.
Bereits die Düsseldorfer Höfe des 16., 17. und 18. Jahrhunderts brachten ein reges musikalisches Leben hervor. Es ist verbunden mit den Namen Martin Peudargent, Giacomo Negri, Egidio Hennio, Giovanni Battista Mocchi, Georg Andreas Kraft, Sebastiano Moratelli, Stefano Pallavicini, Valeriano Pellegrini, Giorgio Maria Rapparini, Agostino Steffani und Francesco Maria Veracini. Seit 1807 wirkte in Düsseldorf die Familie des Musikers Friedrich August Burgmüller, die mit Friedrich und Norbert Burgmüller zwei bekannte Komponisten der Romantik hervorbrachte. In Düsseldorf komponierte Felix Mendelssohn Bartholdy 1833 den Vespergesang, 1834 bis 1836 das Oratorium Paulus, 1850 Robert Schumann seine berühmte dritte Sinfonie („die Rheinische“).
1818 gründete sich der Städtische Musikverein zu Düsseldorf und veranstaltete das erste von vielen Niederrheinischen Musikfesten, die im 19. Jahrhundert, auch durch die Mitwirkung der Düsseldorfer Musikdirektoren Mendelssohn Bartholdy und Schumann, internationale Bedeutung erlangten. Der Städtische Musikverein kann auf eine ungebrochene und musikhistorisch außerordentliche Geschichte bis heute verweisen und gilt als musikalische Botschafter der Stadt in allen großen Konzertsälen Deutschlands und Europas. Der Düsseldorfer Musiktradition ist außerdem das Kammerorchester Neue Düsseldorfer Hofmusik verbunden.
Außerdem gibt es in Düsseldorf eine lebendige und breitgefächerte Chorszene, darunter sind beispielsweise der Bachverein Düsseldorf mit einer ebenfalls langen Tradition oder Chöre und Chorschule an St. Margareta in Gerresheim.
Mit der Maxkirche befindet sich in der Düsseldorfer Altstadt ein kirchenmusikalischer Standort, dessen Geschichte bis ins 17. Jahrhundert zurückreicht und an dem im 19. Jahrhundert u. a. Norbert Burgmüller, Felix Mendelssohn Bartholdy und Robert Schumann wirkten.
Von 1982 bis 1987 wurde mit Neue Töne eine Konzertreihe für Neue Musik veranstaltet.

#### Jazz

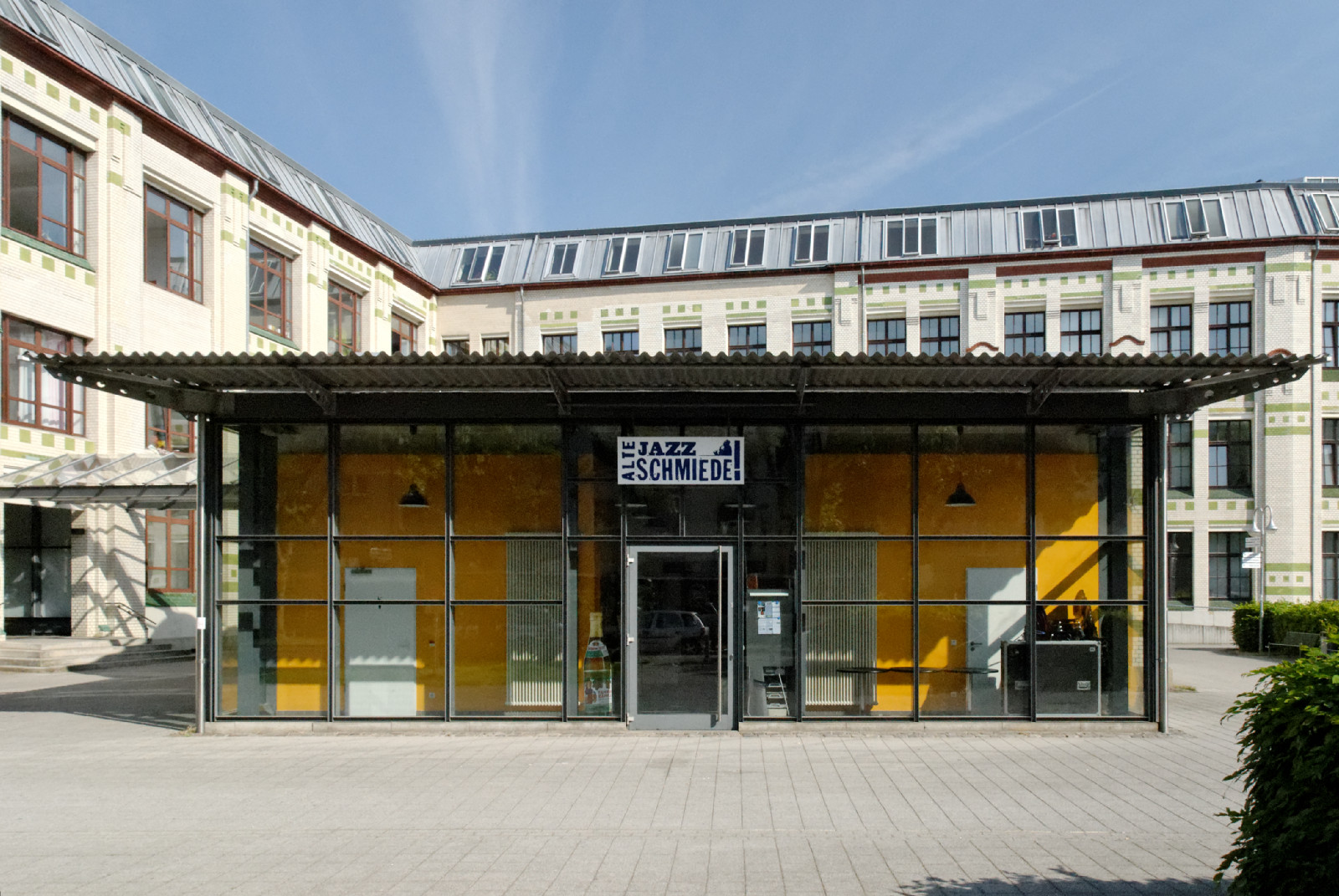
Die Jazz-Schmiede, im Hintergrund der Salzmannbau

Einer der bekanntesten Jazz-Musiker mit Wurzeln in Düsseldorf ist Klaus Doldinger, der auch als Komponist von Filmmusik (Das Boot, Tatort) bekannt ist. Für einige Jahre war er Schirmherr des Festivals Düsseldorfer Jazz-Rally. Es wurde seit 1993 – zunächst als Brussels Jazz Rally – in Düsseldorf durchgeführt und fand 2023 zum 29. und letzten Mal statt.
1994 gründete sich der Jazz in Düsseldorf e. V., der den modernen Jazz durch Konzerte in der Jazz-Schmiede mit Musikern aus der ganzen Welt präsentiert. Mit der Jazz-Schmiede hat der Jazz wieder einen festen Veranstaltungsort in Düsseldorf. Zu den Hofgarten-Konzerten der Jazz-Schmiede im Sommer an vier Samstagen kommen jedes Jahr viele hundert Besucher.

#### Unterhaltungsmusik
Der Volkssänger Heino ist im Düsseldorfer Stadtteil Oberbilk geboren und aufgewachsen.
Auf dem Sektor der Unterhaltungsmusik war Düsseldorf ab den 1970er Jahren ein führendes Zentrum der elektronischen Popmusik. International bekannt waren und sind vor allem Kraftwerk, deren historisches Kling-Klang-Studio in der Düsseldorfer Friedrichstadt lag, aber auch Neu! und La Düsseldorf. In ihrem Titel Trans-Europa-Express und dem dazugehörigen Musikvideo thematisiert die Gruppe Kraftwerk auf avantgardistische Weise das Lebensgefühl Düsseldorfer Geschäftsleute, die dank transnationaler Eisenbahnnetze einen Lebensstil mit wechselnden Aufenthalten in europäischen Metropolen genießen. In der Tradition dieser „Düsseldorfer Schulen“ der 1970er Jahre steht heute noch die international viel beachtete Band Kreidler. Im Sektor Elektropop macht derzeit die im Raum Düsseldorf beheimatete Band Susanne Blech auf sich aufmerksam, im Genre Deep House der Düsseldorfer Künstler Loco Dice, im Indie-Rock die Band PDR. Ein bekannter DJ aus Düsseldorf ist Lukas Langeheine, alias DJ Rafik.
Anfang der 1980er Jahre war Düsseldorf neben West-Berlin und Hamburg Hochburg der deutschen Punkmusik und der Neuen Deutschen Welle. Die wichtigsten Bands waren und sind Die Toten Hosen, Broilers, Deutsch Amerikanische Freundschaft, Propaganda, Rheingold, Die Krupps, Fehlfarben, Der Plan, KFC, Male, Mittagspause, Asmodi Bizarr, Tommi Stumpff, Family 5 und Nachzehrer. Cryssis ist die Band des Schlagzeugers der Toten Hosen, vom Ritchie. Die „Beatlesons“ bieten Trash-Polka, ausdrücklich ohne Beatles-Lieder.
Marius Müller-Westernhagen ist in Düsseldorf geboren und zur Schule gegangen (Humboldt-Gymnasium). In seinem Titel Mit 18 wird der Hühner-Hugo aus der Düsseldorfer Altstadt genannt. Neben Heino, den Toten Hosen und Kraftwerk gehört er zu den erfolgreichsten und bekanntesten Musikern Düsseldorfer Herkunft.
Eine Reihe teils international bekannter Metal-Bands stammt ebenfalls aus Düsseldorf: Warlock (mit Doro Pesch, die ab 1989 solo unter Doro weitermachte), Stormwind, Callejon, Warrant und Falkenbach.
Die Düsseldorfer Mundartband Alt Schuss ist eine der bekannten im Großraum Düsseldorf. Ebenfalls zu diesem Musikgenre gehört die Band Halve Hahn. Die Wurzeln beider Gruppen liegen im Unterbacher Karneval.
Mit Farid Bang, Blumio, Antilopen Gang, NMZS, Plattenpapzt, Toony, Al-Gear und vielen anderen hat Düsseldorf eine bedeutende Szene des deutschsprachigen Rap (Gangsta-Rap, Hip-Hop) hervorgebracht. Im Album Asphalt Massaka 2 erwies Farid Bang seiner Heimatstadt mit dem Titel Ich bin Düsseldorf die besondere Ehrerbietung. Auch sein Kollege Kollegah, bekannt durch seinen „Zuhälter-Rap“, ist in Düsseldorf zuhause. Im Sektor des Elektro-Rap ist JayJay ein bekannter, im Milieu Düsseldorfer Fortunafans beheimateter Künstler, der im Titel Knüppel Klopp seinen Sprechgesang weitgehend auf Düsseldorfer Rheinisch darbietet. Tbo und Glenn A. von D.I.U gehen über das Schema des Gangsta-Rap hinaus, indem sie soziale Probleme wie Diskriminierung, Gewalt, Hass, Armut, Ungerechtigkeit, Arbeitslosigkeit, Materialismus und Stigmatisierung differenziert behandeln. DTC (D-Town Chillaz) vertreten eine englischsprachige Variante des Düsseldorf Rap. Nabil M. mixt in seinem Rap Deutsch, Arabisch und Französisch. Wurzeln des deutschsprachigen Rap liegen unweit in Ratingen-West, wo die Gruppe Fresh Familee den Titel Ahmet Gündüz um 1990 kreierte und ihn als ersten Rap-Song in deutscher Sprache in den Handel brachte. Mit Selfmade Records, Banger Musik und Alpha Music Empire sind in Düsseldorf drei der wichtigsten HipHop Labels Deutschlands zu Hause.
Thematisiert wurde die Stadt 1968 im Schlager und Evergreen Wärst du doch in Düsseldorf geblieben, mit dem die deutsch-dänische Sängerin Dorthe Kollo eine Goldene Schallplatte gewann.
Am 10., 12. und 14. Mai 2011 fand der Eurovision Song Contest in der ESPRIT arena statt. Es war die 56. Ausgabe dieses Liedwettbewerbs, der zum dritten Mal seit Bestehen in Deutschland ausgetragen wurde.

### Bildende Kunst

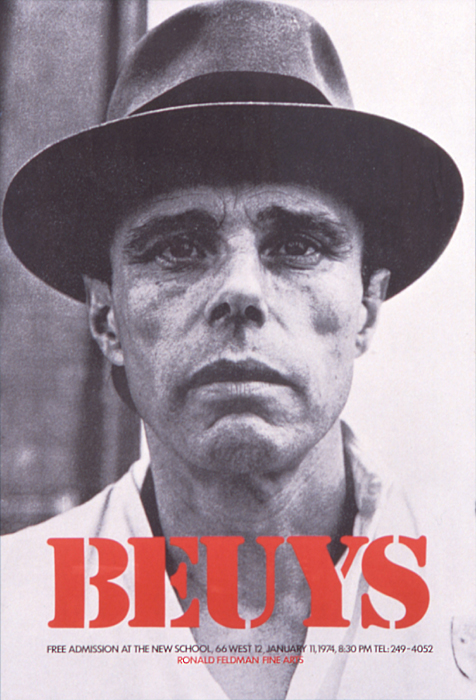
Joseph Beuys

Die Stadt Düsseldorf war als Aufenthaltsort und Studienort für Künstler ebenso beliebt wie als Standort für Kunstsammlungen und Museen. Vor allem der Kunst des 19. und 20. Jahrhunderts widmen sich einige Museen in Düsseldorf.

#### Begründung der Kunsttradition durch die kurfürstliche Sammlung
Die vorhandene kleine kurfürstliche Gemäldesammlung in Düsseldorf wurde unter Kurfürst Johann Wilhelm von der Pfalz und seiner Ehefrau Anna Maria Luisa de’ Medici zu einer berühmten Kunstgalerie ausgebaut. Im frühen 19. Jahrhundert wurde die Sammlung, darunter bedeutende Werke von Rubens, jedoch nach München abtransportiert, wo sie den Kernbestand der heutigen Alten Pinakothek bildet.

#### Von der Düsseldorfer Schule zum Malkasten
Im 19. Jahrhundert hatte die Düsseldorfer Malerschule, aus der u. a. Oswald Achenbach hervorging, wichtigen Einfluss auf die Malerei. Gegründet wurde die Akademie 1810 von Peter von Cornelius, der sie zunächst leitete; ab 1826 war Wilhelm von Schadow Direktor. Die Akademie diversifizierte sich und brachte insbesondere sozialkritische Genremalerei und bedeutende Landschaftsmaler hervor. Ihre Schüler kamen nicht nur aus dem Rheinland, aus Westfalen und Altpreußen, sondern auch aus den übrigen deutschen Ländern sowie Polen, Russland, den skandinavischen Ländern und den Vereinigten Staaten von Amerika. In der finnischen Kunst gibt es eine eigene Düsseldorfer Epoche.
Nach der Revolution von 1848 fanden Künstler und Gelehrte im Kunstverein Malkasten in Düsseldorf zusammen. 1846 wurde der Verein zur Errichtung einer Gemäldegalerie zu Düsseldorf, der vor allem Werke der Düsseldorfer Malerschule ankaufte, gegründet. Aus der Initiative dieses Vereins gingen der Kunstpalast und schließlich das Museum Kunstpalast hervor.

#### Vom Rheinischen Expressionismus zum Zentrum der Moderne
Nach dem Ersten Weltkrieg war die Gruppe Das Junge Rheinland die aktivste Künstlergruppe in der Stadt. Zu ihr gehörten u. a. Otto Dix, Max Ernst und Walter Ophey. Den Mittelpunkt der Künstlergruppe bildete die Altstadt-Galerie Junge Kunst – Frau Ey, die von der noch heute in Düsseldorf bekannten Mutter Ey geführt wurde. Viele der Künstler der Vereinigung waren dem Rheinischen Expressionismus verbunden.
Nach dem Zweiten Weltkrieg war Joseph Beuys prägend und Düsseldorf galt, nicht nur aufgrund seines Wirkens an der Kunstakademie Düsseldorf, in den 1970er und 1980er Jahren als eine „Weltkunsthauptstadt“. Heute haben einige Beuys-Schüler wie Katharina Sieverding und Anselm Kiefer Einfluss auf Entwicklung der internationalen Kunstszene. Der Fotograf Bernd Becher, der 1976 eine Professur an der Kunstakademie Düsseldorf übernahm, bildete zusammen mit seiner Frau Hilla Becher viele fotografische Persönlichkeiten aus, die heute aus internationaler Sicht herausragende Vertreter der deutschen Fotografie sind. Zu dieser „Düsseldorfer Photoschule“ zählen insbesondere Boris Becker, Laurenz Berges, Elger Esser, Andreas Gursky, Candida Höfer, Axel Hütte, Simone Nieweg, Thomas Ruff, Jörg Sasse, Thomas Struth und Peter Wunderlich.

#### Kunst im Öffentlichen Raum
Neben traditionellen Denkmälern und Statuen, wie der Mariensäule oder dem Schadow-Denkmal, hat Düsseldorf zahlreiche weitere Kunstobjekte im Öffentlichen Raum zu bieten. So beherbergt der Südpark viele künstlerische Brunnen, Skulpturen und sonstige Kunstobjekte, von denen das bekannteste das Zeitfeld von Klaus Rinke sein dürfte. Auffällig sind in der Innenstadt auch die sogenannten Säulenheiligen, Plastiken realistisch nachgebildeter Alltagsbürger auf Litfaßsäulen von Christoph Pöggeler. Einige Kunstwerke waren lange umstritten, beispielsweise das Heine-Monument von Bert Gerresheim. Zur Kunst im Öffentlichen Raum tragen auch die Bahnhöfe der Wehrhahn-Linie bei, jeweils mit ihrer eigenen künstlerischen Gestaltung.

### Bauwerke und Architektur

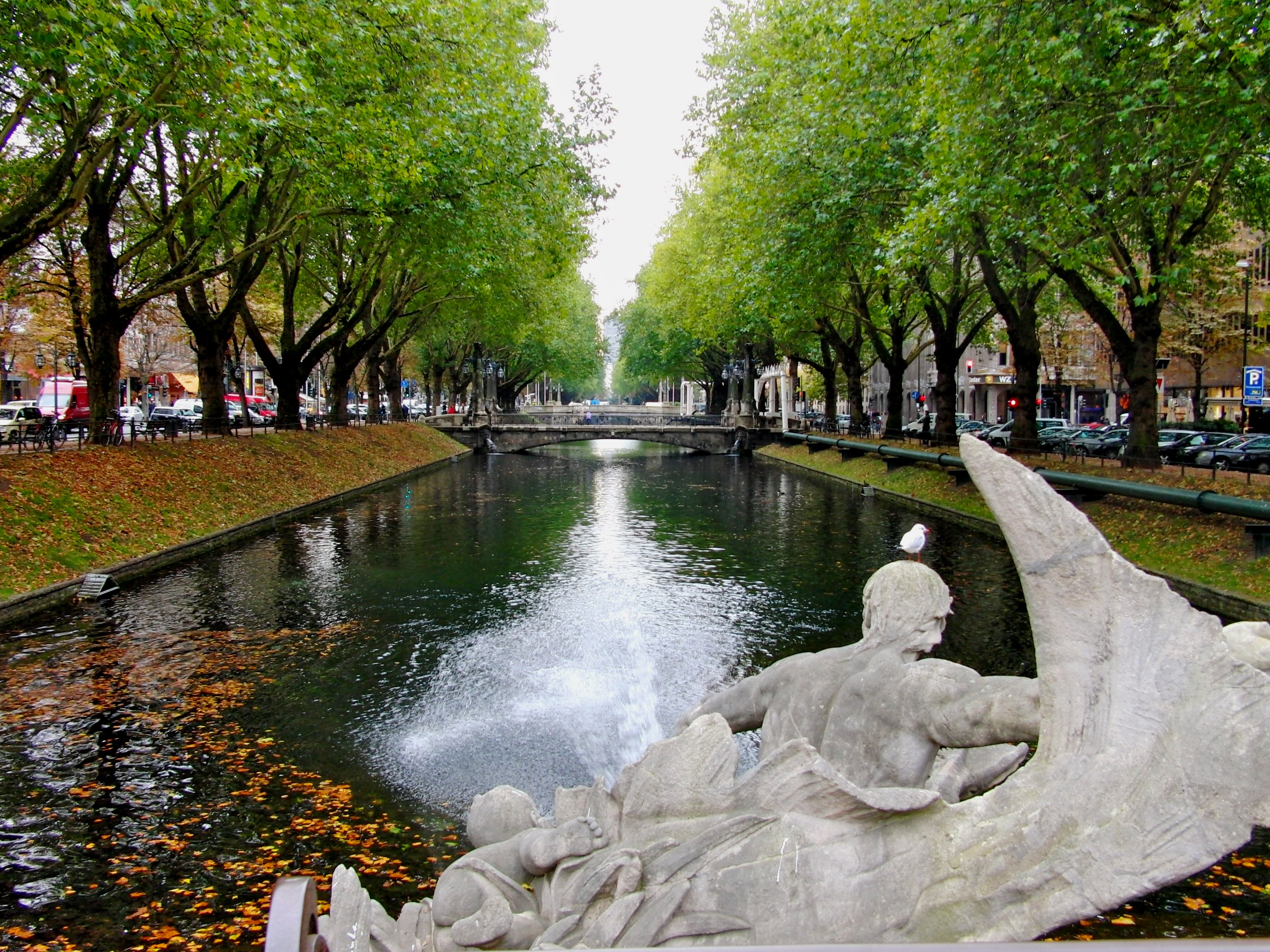
Stadtgraben der Königsallee (2009)

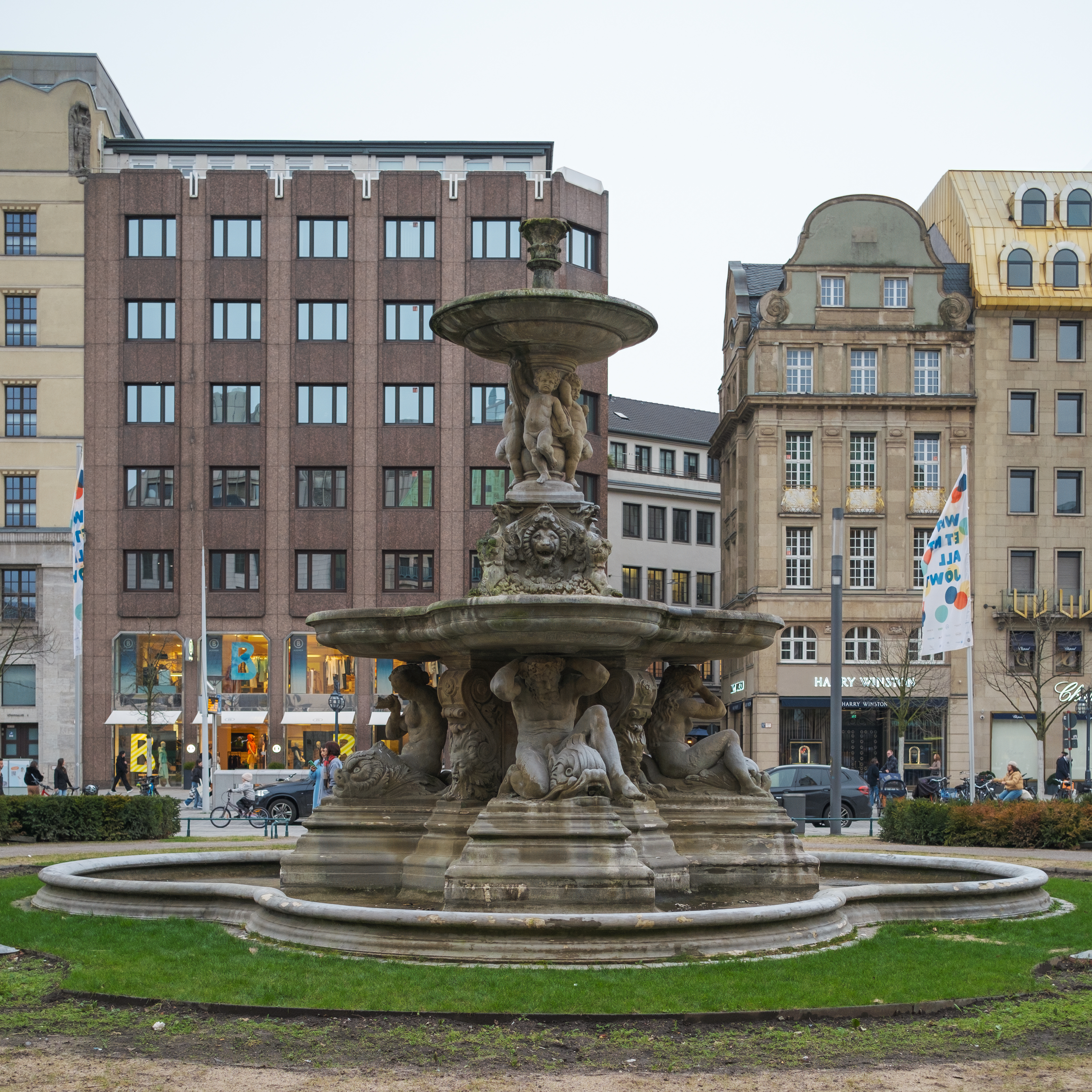
Schalenbrunnen auf dem Corneliusplatz (2024)

Die umsatzstärkste Geschäftsstraße und eine der bedeutendsten Einkaufsstraßen Deutschlands ist die Schadowstraße. Ihrer städtebaulichen Anlage und ihrer exklusiven Läden wegen bekannter ist allerdings die Königsallee, kurz „die Kö“. In ihrer Mitte verläuft der Stadtgraben, an dessen Nordende sich als Wahrzeichen der „Kö“ die Tritonengruppe, ein Brunnen aus dem Jahre 1902, befindet.
In der Altstadt sind viele Häuser, die unter Denkmalschutz stehen, zu finden. Weitere erhaltene historische Ortskerne können die Stadtteile Kaiserswerth und Gerresheim vorweisen. Der dörfliche Charakter der Ortskerne von Angermund, Kalkum, Oberlörick, Heerdt, Hamm, Himmelgeist und Urdenbach ist weitgehend erhalten geblieben.

#### Burgen und Schlösser

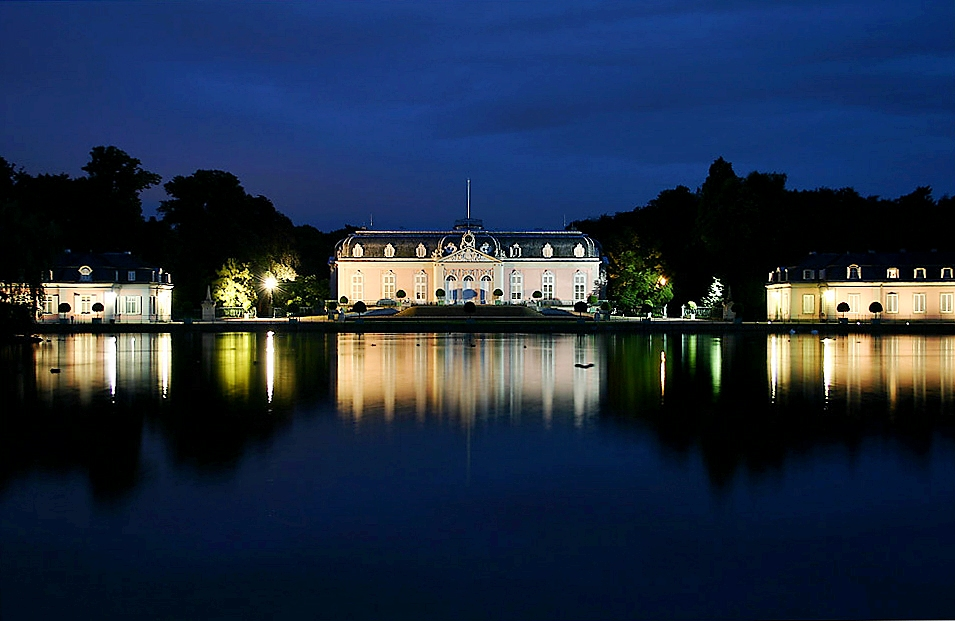
Schloss Benrath

Das möglicherweise älteste Gebäude im Stadtgebiet ist die Ruine der Kaiserpfalz in Kaiserswerth.
Sie geht auf eine Burg zurück, die im Jahr 1016 errichtet wurde. Diese wiederum ist auf ein Kloster zurückzuführen, das um das Jahr 700 entstand. Um 1193 zur Festung ausgebaut, wurde sie 1702 von französischen Truppen im Spanischen Erbfolgekrieg zerstört.
Ebenfalls sehr alt ist das ursprüngliche Schloss Kalkum. Die Burg entwickelte sich aus einem Fronhof, der erstmals im 9. Jahrhundert erwähnt wurde. Sie wurde 1810 bis 1819 umgebaut. Die Ursprünge des Schlosses Heltorf in Angermund sollen auf das 11. Jahrhundert zurückgehen. Ein Umbau erfolgte in den Jahren 1822 bis 1827.
Der Schlossturm am Burgplatz in der Altstadt war ursprünglich Teil des Düsseldorfer Schlosses, eines der Wahrzeichen der Stadt, das im 13. Jahrhundert errichtet und bis ins 16. Jahrhundert immer weiter ausgebaut wurde. Der Turm wurde 1845 von dem Düsseldorfer Architekten Rudolf Wiegmann im Stil der italienischen Neorenaissance umgebaut. Der Turm ist der einzige noch stehende Rest des Düsseldorfer Schlosses, das durch einen Brand im Jahr 1872 zerstört wurde.

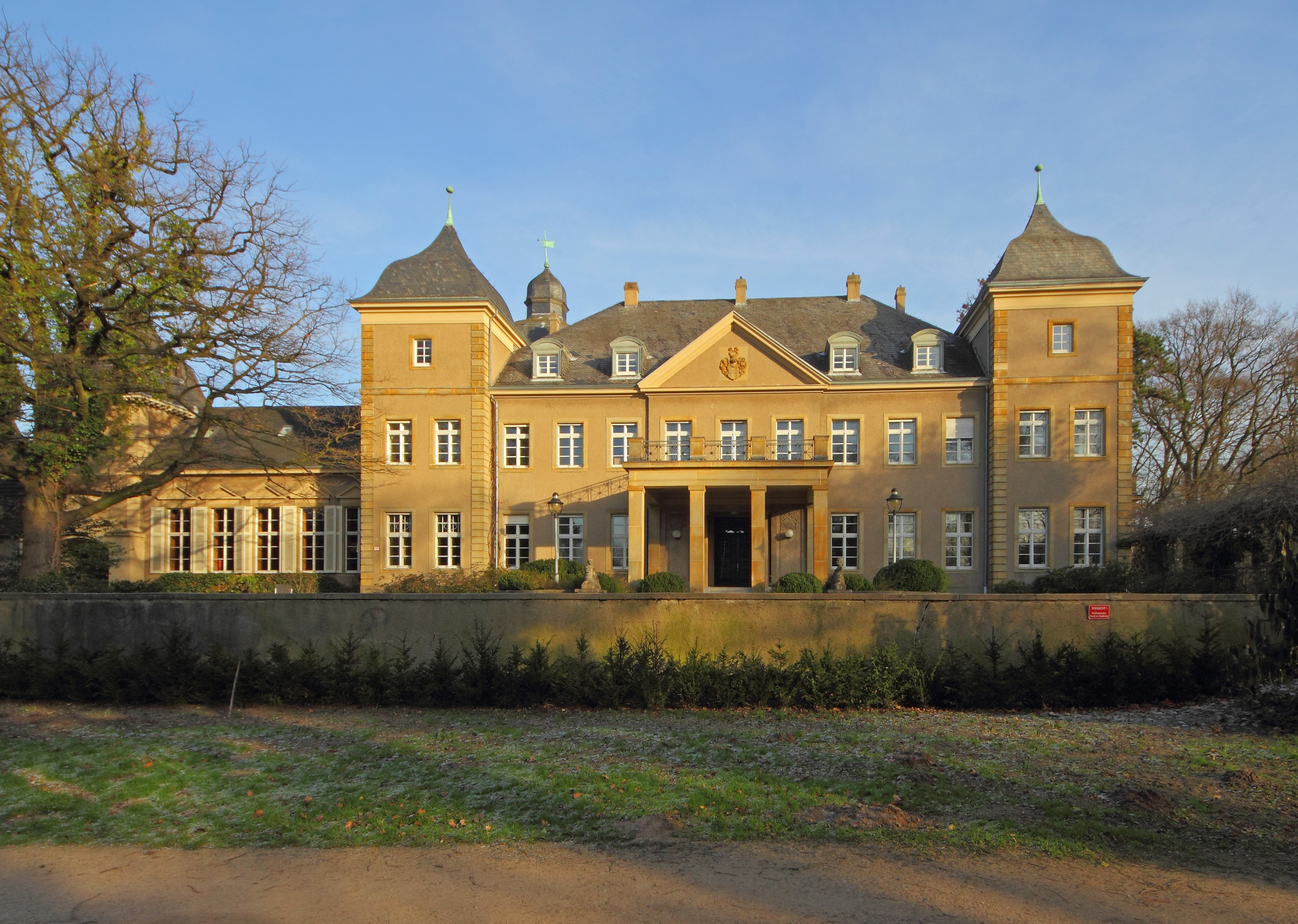
Schloss Garath

Im 14. Jahrhundert wurden die Burg Angermund als nördlichste Bastion der Grafen von Berg ebenso wie der Vorgänger des Schlosses Eller erbaut. Das heutige Schloss Eller hingegen wurde 1826 errichtet und 1902 um- und ausgebaut.
Die Zeitalter des Barock und des Rokoko haben in Düsseldorf im Gartenbau sowie in Form von Schlössern ihre Spuren hinterlassen. Zu Beginn des Barock-Zeitalters entstand Schloss Garath. Sein Bau erfolgte im 16. Jahrhundert, Umbauten und Ergänzungen erfolgten bis ins 18. Jahrhundert. Nördlich des Hofgartens entstand zwischen 1752 und 1763 das Schloss Jägerhof. Es wurde erbaut von dem Architekten Johann Joseph Couven. Heute beherbergt es das Goethe-Museum. Einen ähnlichen Baustil hat auch das Hofgärtnerhaus vorzuweisen, das sich im Hofgarten befindet und das Theatermuseum beinhaltet. Architekt des Hofgärtnerhauses war Nicolas de Pigage.
Ebenfalls auf de Pigage geht das Schloss Benrath zurück. Erbaut wurde es 1755 bis 1773 im Auftrag von Kurfürst Karl Theodor von der Pfalz. Das denkmalgeschützte Ensemble von Lustschloss, Jagdpark, Weihern und Kanalsystem gilt als bedeutsamstes architektonisches Gesamtkunstwerk von Düsseldorf und wurde von der Stadt 2012 zur Aufnahme in die UNESCO-Liste des Weltkulturerbes vorgeschlagen, von der Jury allerdings nicht weiter berücksichtigt.
Das 1843 errichtete Schloss Mickeln in Himmelgeist hingegen wurde nach dem Vorbild von Renaissance-Villen erbaut.
Nicht zum Stadtgebiet zählt hingegen das Haus Unterbach, obwohl es die Urzelle von Unterbach ist, seit der Gebietsreform 1975 ein Stadtteil der Landeshauptstadt Düsseldorf. Das Haus Unterbach liegt im Gegensatz zum Stadtteil Unterbach östlich der Einmündung der Erkrather Straße (Kreisstraße 7) in die Gerresheimer Landstraße, an der Nordostseite letzterer. Da entlang dieser beiden Straßen(abschnitte) die heutige Stadtgrenze verläuft, liegt das Haus Unterbach immer noch auf dem Gebiet der Stadt Erkrath. Das vor der Gebietsreform 1975 zu Unterbach gehörende Unterfeldhaus, das erst einige Jahre zuvor umfassend neu gestaltet und ausgebaut worden war, blieb bei der Stadt Erkrath und wurde zu einem ihrer Stadtteile, zu diesem gehört seitdem auch das Haus Unterbach.

#### Historische Kirchen

##### Altstadt und Carlstadt

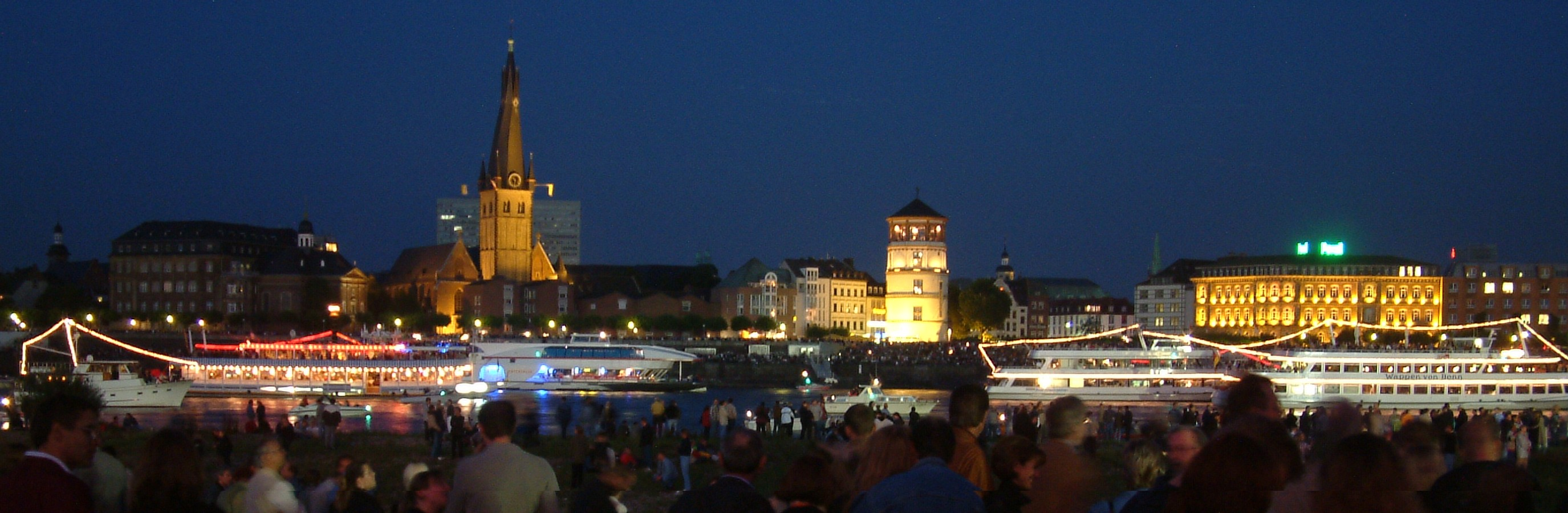
Altstadtpanorama mit St. Lambertus und Schlossturm

Innerhalb der Düsseldorfer Altstadt ist St. Lambertus am Stiftsplatz 1 die älteste Kirche. Erbaut wurde sie 1288 bis 1394 im gotischen Stil, die Kirchweihe war am 13. Juli 1394. Seit 1974 ist St. Lambertus päpstliche Basilica minor. Wesentlich jünger ist die Kreuzherrenkirche in der Ursulinengasse, die von 1445 bis 1455 erbaut wurde.
Die ebenfalls katholische Kirche St. Andreas in der Andreasstraße ist hingegen ein Barockbau, der im Zuge der Gegenreformation zwischen 1622 und 1629 als Hof- und Jesuitenkirche entstanden ist.
Die erste Kirche der Lutherischen Gemeinde in Düsseldorf war die Berger Kirche in der Berger Straße, die von 1683 bis 1687 errichtet wurde. Zur selben Zeit baute die Reformierte Gemeinde ihre erste Kirche in Düsseldorf, die Neanderkirche in der Bolkerstraße 36. Katholisch ist hingegen St. Maximilian, meist kurz „Maxkirche“ genannt, in der Schulstraße, Ecke Citadellstraße, erbaut in den Jahren 1735 bis 1743.

##### Im übrigen Stadtgebiet

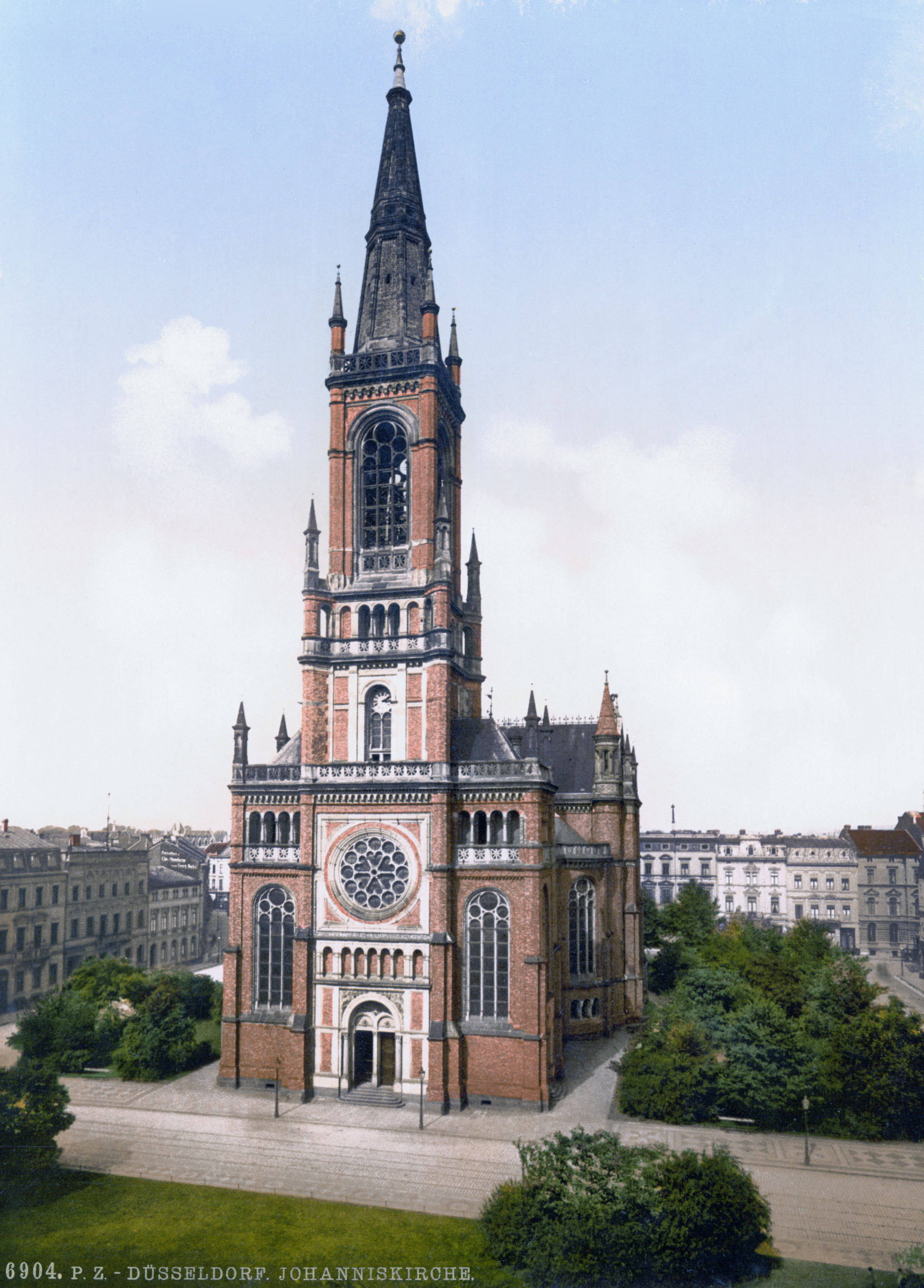
Johanneskirche um 1900

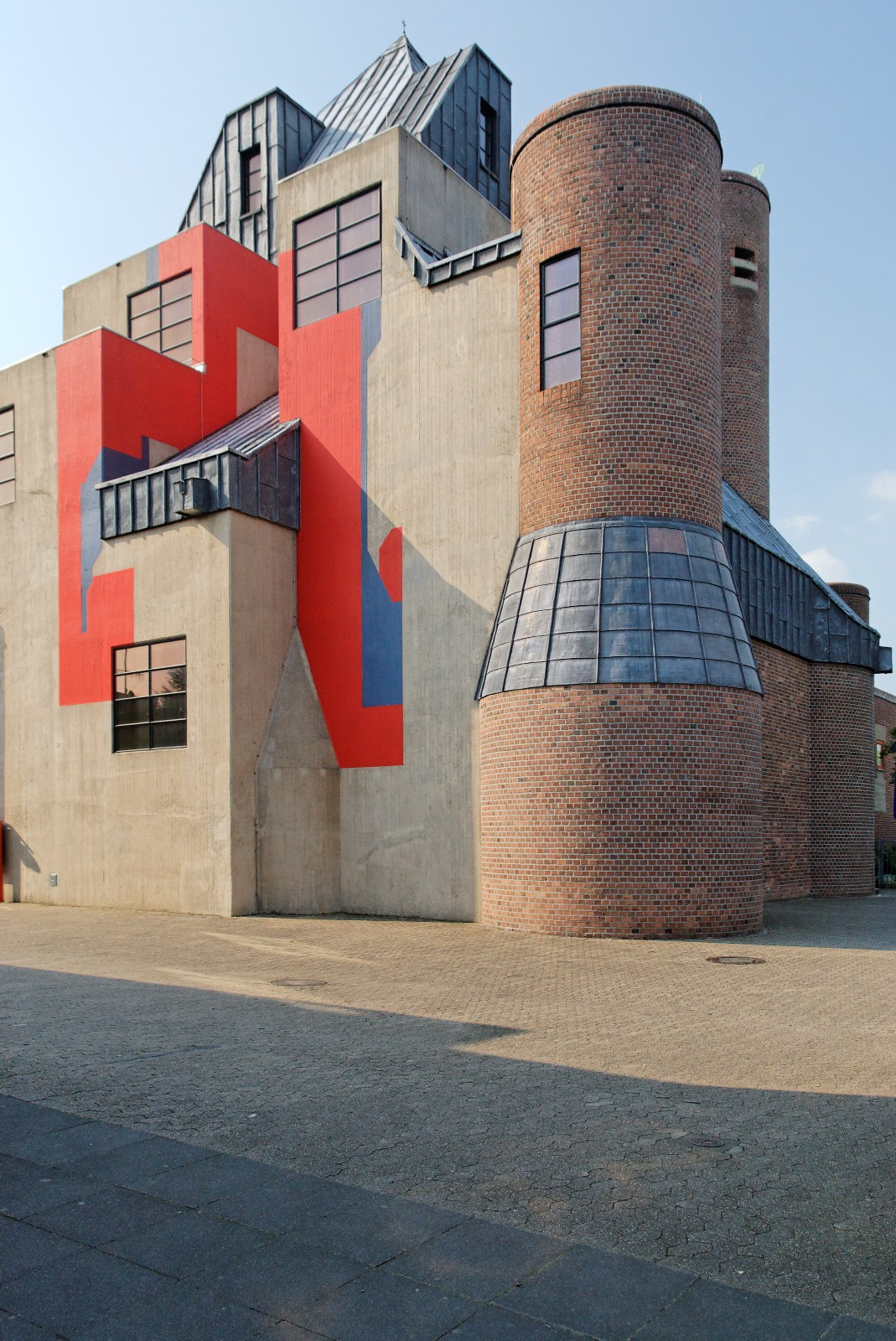
St. Matthäus in Düsseldorf-Garath

Die ältesten Kirchen der Stadt befinden sich nicht in der Altstadt, sondern in den alten Stadtteilen Bilk und Kaiserswerth:
Als älteste Kirche Düsseldorfs gilt die im 12. Jahrhundert erbaute Pfarrkirche Alt St. Martin in Bilk, auch Alte Bilker Kirche genannt. Entsprechend ihrer Errichtungszeit ist sie im romanischen Stil erbaut. Alt St. Martin war auch die Pfarrkirche des Dorfes Düsseldorf vor der Errichtung von St. Lambertus.
Als zweitälteste Kirche kann St. Suitbertus in Kaiserswerth, erbaut 11. bis 13. Jahrhundert, gelten, seit 1967 päpstliche Basilica minor. St. Suitbertus ist eine romanische Kirche mit zwei gotischen Erweiterungen, der Apsis und dem seitlichen Eingang. Ebenso alt ist St. Nikolaus in Himmelgeist, ebenfalls erbaut 11. bis 13. Jahrhundert. Die Basilika St. Margareta in Gerresheim ist seit 1982 die dritte päpstliche Basilica minor in Düsseldorf. Errichtet wurde sie 1220 bis 1240 als Stiftskirche des Gerresheimer Stifts. Das Stiftsgebäude stammt aus derselben Epoche. Bei beiden Kirchen handelt es sich ebenfalls um Beispiele romanischer Architektur.
Die größte protestantische Kirche im Stadtgebiet ist die evangelisch-lutherische Johanneskirche in der Stadtmitte. Sie wurde in den Jahren 1875 bis 1881 im neugotischen Stil erbaut.
Linksrheinisch ist die katholische Kirche St. Antonius in Oberkassel mit ihrem neoromanischen Stil besonders interessant, erbaut wurde sie 1909 bis 1911. Architekturgeschichtlich interessant ist ferner die evangelische Oberkasseler Auferstehungskirche von 1913 bis 1914 in rheinischer Backsteinarchitektur mit Jugendstilelementen.
Zentral auf dem Kirchplatz gelegen ist St. Peter (katholisch) in Friedrichstadt. Diese Kirche hat neugotische und neoromanische Elemente. Erbaut wurde sie zwischen 1887 und 1898.
Weitere interessante Kirchen finden sich in vielen Stadtteilen, so zum Beispiel St. Paulus (katholisch) in Düsseltal, St. Maria Rosenkranz (katholisch) von 1908 in Wersten und die St.-Josef-Kirche in Oberrath, alle im neoromanischen Stil errichtet.
St. Paulus und St. Josef gehen auf den Düsseldorfer Architekten Josef Kleesattel zurück, ebenso St. Blasius in Hamm, die Häuserzeilenkirche St. Elisabeth und St. Vinzenz in der Stadtmitte, Heilig Geist in Pempelfort, Herz Jesu in Derendorf und St. Ursula in Grafenberg. Weitere neuromanische Kirchen im Stadtgebiet entwarfen die Architekten Caspar Clemens Pickel (z. B. St. Adolfus und St. Apollinaris), Paul und Wilhelm Sültenfuß. Aus älteren Zeiten stammen St. Agnes in Angermund, St. Hubertus in Itter, St. Lambertus in Kalkum und St. Cäcilia in Hubbelrath.
Als architektonische Besonderheiten aus der Zeit des Wiederaufbaus nach dem Zweiten Weltkrieg sind zwei Kirchen hervorzuheben: die Bunkerkirche Sankt Sakrament in Heerdt, die in einem Luftschutzbunker errichtet wurde, und die Rochuskirche in Pempelfort. Die Rochuskirche war bis zu ihrer Zerstörung im Zweiten Weltkrieg eine sehr große und prächtige neoromanische Kirche, die 1897 von Josef Kleesattel errichtet worden war. Nach verheerenden Bombardierungen war sie eine Ruine. 1950 wurde entschieden, nur den Turm zu retten, das Kirchenschiff jedoch durch einen Neubau zu ersetzen. Dieser hat die Form eines Kuppeldachs und wurde von Paul Schneider-Esleben entworfen.
Weitere herausragende Beispiele moderner Kirchenarchitektur sind die katholischen Kirchen St. Bruno, St. Franziskus Xaverius, St. Matthäus, die Altenheimkapelle St. Hildegardis und die im parabolischen Grundriss angelegte Katharinenkirche in Gerresheim aus den 1960er Jahren sowie die evangelische Matthäikirche aus der Zwischenkriegszeit der Weimarer Republik.

#### Sonstige historische Gebäude (vor 1945)

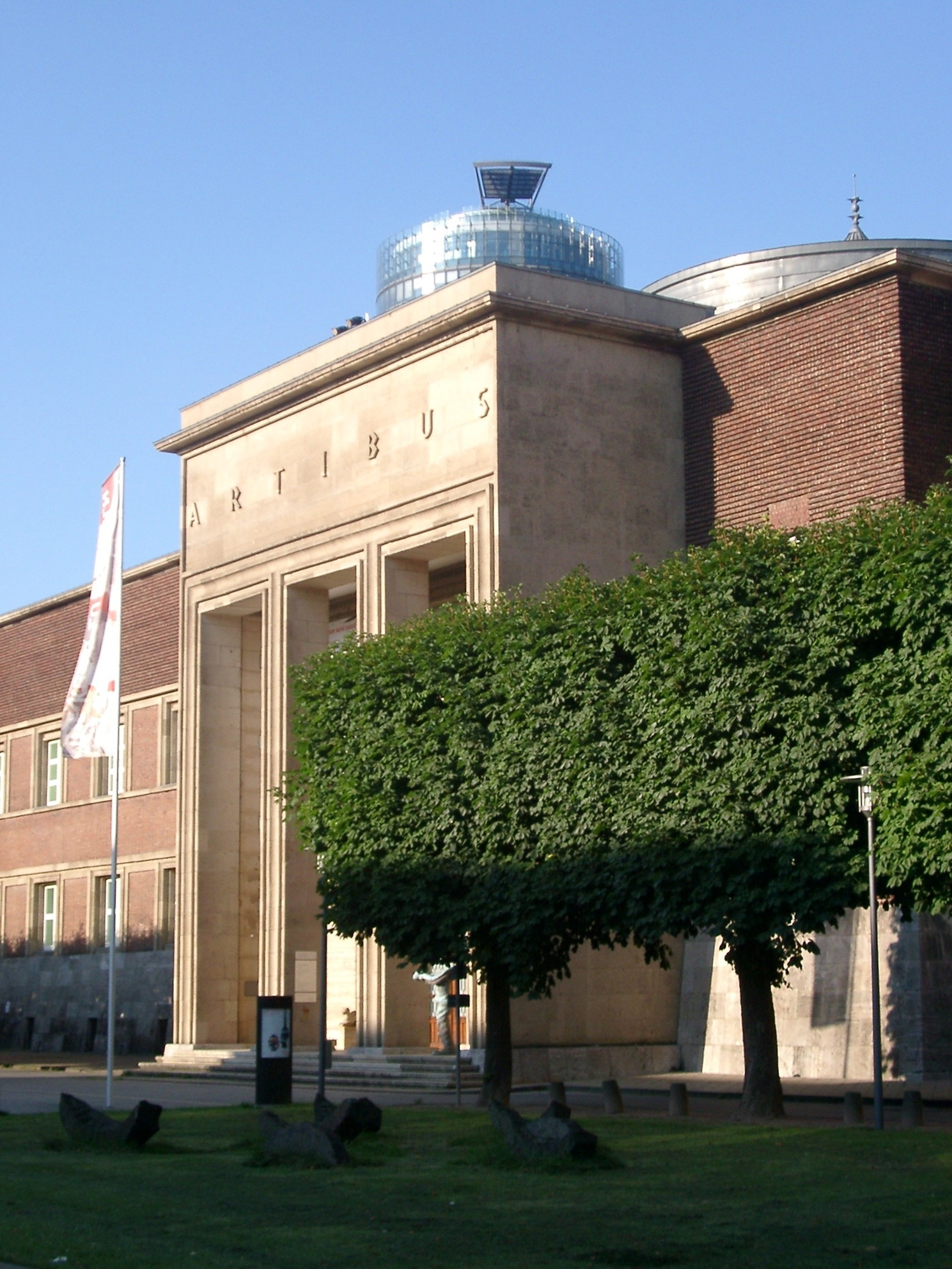
Ehrenhof

Von Burgen und Kirchen abgesehen, finden sich die ältesten Gebäude Düsseldorfs in der Altstadt:
Das älteste Profangebäude der Stadt ist das Löwenhaus in der Liefergasse in der Altstadt. Es stammt aus dem Jahr der Stadterhebung 1288. Das Düsseldorfer Rathaus hingegen geht auf das 16. Jahrhundert zurück. Der älteste Teil wurde 1570 bis 1573 durch Heinrich Tussmann erbaut. In späteren Jahrhunderten kamen weitere Gebäudetrakte hinzu. Vor dem Rathaus erstreckt sich der Marktplatz mit dem Jan-Wellem-Reiterstandbild, das 1712 von Gabriel de Grupello gegossen wurde.
An der Grenze der Altstadt wurde 1811 bis 1815 das Ratinger Tor durch Adolph von Vagedes errichtet. Südlich der Altstadt, zwischen Carlstadt, Friedrichstadt und Unterbilk gelegen, befindet sich das Ständehaus. Es wurde 1876 bis 1880 von Julius Raschdorff erbaut und diente zunächst dem Preußischen Provinzialparlament als Sitz, von 1949 bis 1988 beherbergte es schließlich den Landtag Nordrhein-Westfalen. Heute befindet sich dort die Kunstsammlung Nordrhein-Westfalen K21.
Die Expansion und der ökonomische Aufstieg der Stadt bis zum Ausbruch des Ersten Weltkriegs führten auch zu Kaufhausgründungen, so dass mit Kaufhof an der „Kö“, ehemals Leonhard Tietz AG, erbaut 1906 bis 1908 von Joseph Maria Olbrich, und dem Carsch-Haus, erbaut von 1914 bis 1916 durch Otto Engler, zwei heute noch genutzte Kaufhäuser, entstanden.
Das ehemalige Verwaltungsgebäude der Mannesmannröhren-Werke AG am Mannesmann-Ufer wurde 1912 durch den Architekten Peter Behrens erbaut.
Direkt daneben am Rheinufer errichtete der Architekt Hermann vom Endt zwischen 1909 und 1911 im Auftrag des Rheinischen Provinzialverbandes das Landeshaus und die nach dem späteren Landeshauptmann benannte Villa Horion.
Eines der ersten Hochhäuser Deutschlands ist das an der heutigen Heinrich-Heine-Allee befindliche Wilhelm-Marx-Haus, das zwischen 1922 und 1924 durch Wilhelm Kreis errichtet wurde. Ebenfalls von Kreis stammt der Ehrenhof-Komplex einschließlich der ursprünglich als Planetarium gedachten Tonhalle und auch die in der Nähe gelegene Rheinterrasse. Der Ehrenhof ist heute Heimstatt mehrerer Museen und Ausstellungsinstitute, u. a. des NRW-Forums und des Museum Kunstpalast. Errichtet wurde der Komplex im Rahmen der Großen Ausstellung für Gesundheitspflege, soziale Fürsorge und Leibesübungen, kurz „GeSoLei“ im Jahre 1926. Die Skulptur „Aurora“ über dem Nordportal stammt von Arno Breker.
Der Hauptbahnhof wurde 1932 bis 1936 von den Architekten Krüger und Eduard Behne errichtet, nachdem der zentrale Eisenbahnhaltepunkt der Stadt vom Graf-Adolf-Platz weg zu einer am Rande der innerstädtischen Bezirke gelegenen Stelle verlegt worden war. Der Umbau und die Modernisierung erfolgte in den 1980er Jahren. Weitere Modernisierungen waren für das Jahr 2021 eingeplant. Zukünftig ist der Umbau des Hauptbahnhofes und die Neugestaltung des Vorplatzes, dem Konrad-Adenauer-Platz, geplant.

#### Moderne und postmoderne Gebäude

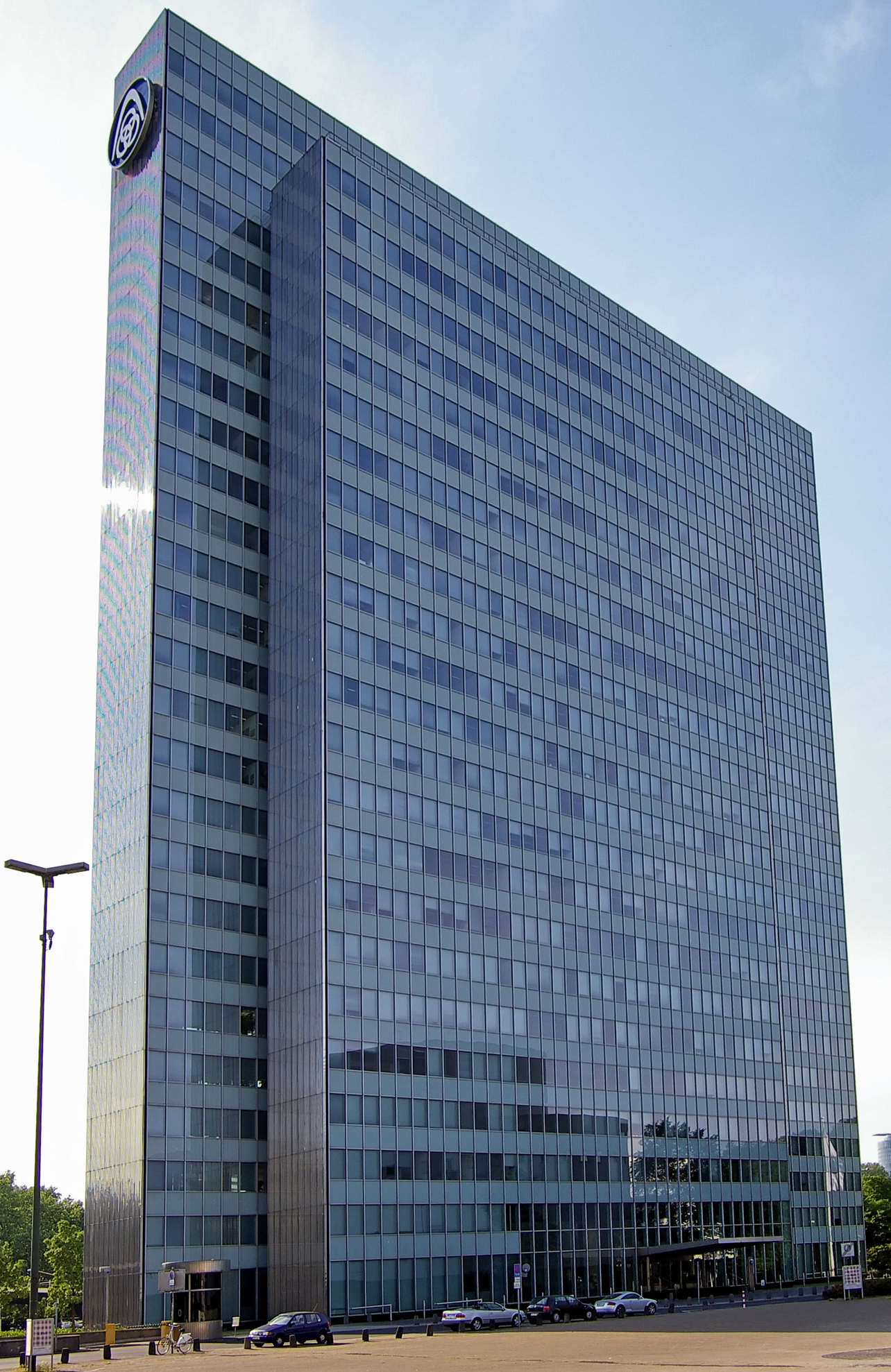
Dreischeibenhaus am Hofgarten

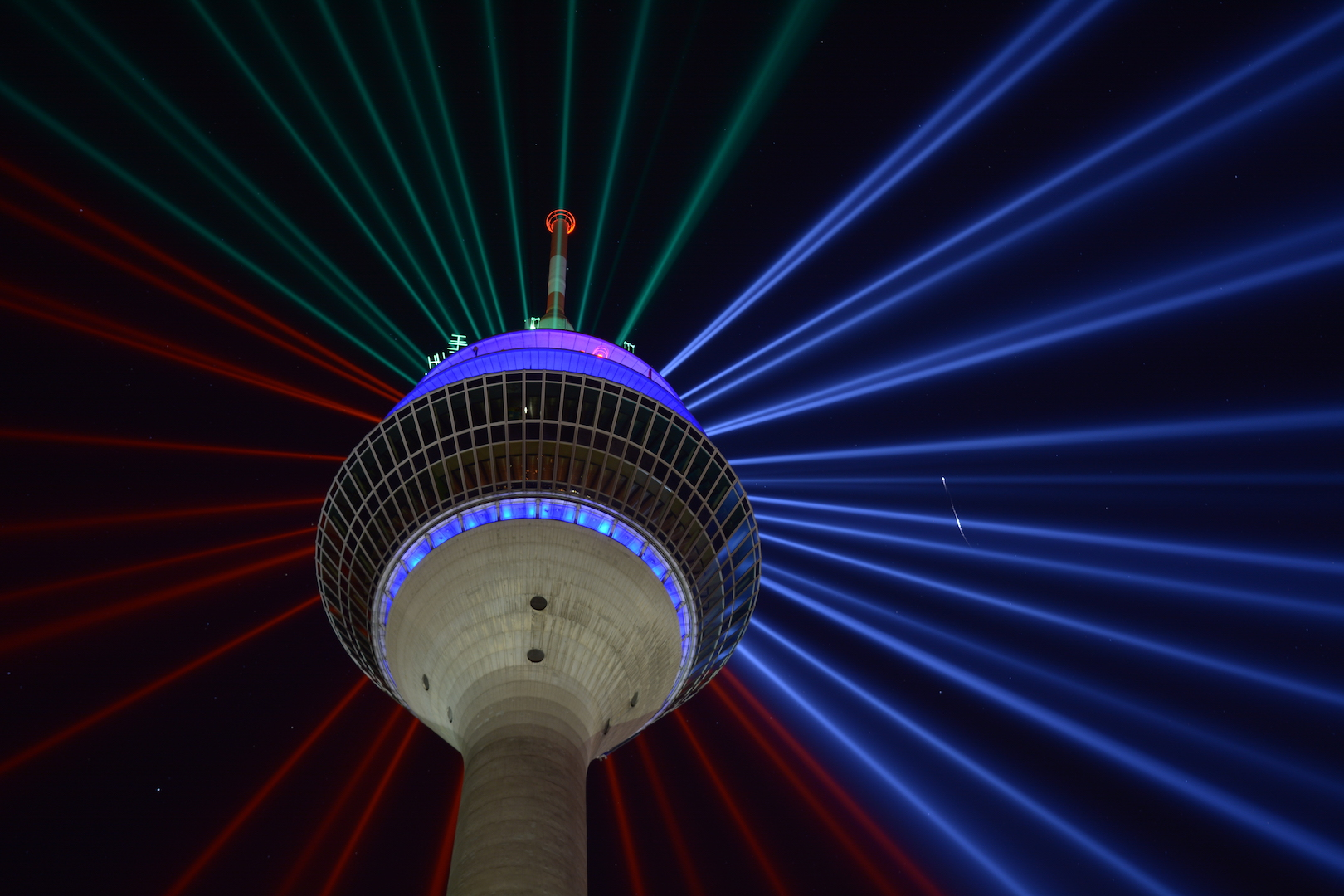
Rheinturm Düsseldorf – Beleuchtung zur 70-Jahr-Feier des Landes Nordrhein-Westfalen (Rheinkomet)

Düsseldorf wurde nach dem Zweiten Weltkrieg teilweise wiederaufgebaut, an vielen Stellen wurde jedoch zugunsten moderner Bauten entschieden.
Als Planungsdezernent wirkte Friedrich Tamms maßgeblich an der Neugestaltung der Stadt in den 1950er bis 1960er Jahren mit und war u. a. für die Neuanlage der Berliner Allee verantwortlich. Architektonisch ragt hier einerseits das Hochhaus der Stadtsparkasse Düsseldorf heraus, andererseits das Ensemble aus dem Thyssen-Hochhaus („Dreischeibenhaus“), erbaut 1957 bis 1960 von den Architekten Helmut Hentrich und Hubert Petschnigg, dem Düsseldorfer Schauspielhaus, errichtet 1965 bis 1970 durch den Architekten Bernhard Pfau, und den im April 2013 abgerissenen Tausendfüßler. Die Neuordnung des innerstädtischen Bereichs war seinerzeit hoch umstritten, die Personalpolitik des Dezernenten Tamms führte zudem zum Düsseldorfer Architektenstreit. Heute wird der Bereich wieder überplant, in seinem Zentrum befindet sich nunmehr der Kö-Bogen von Daniel Libeskind.
Mitprägend für das Stadtbild an der Rheinfront wurde das Mannesmann-Hochhaus in der Carlstadt, erbaut 1956 bis 1958 durch Paul Schneider-Esleben, der zudem für die Haniel-Garage, Deutschlands erste Hochgarage nach dem Krieg, erbaut 1949 bis 1950, sowie auch das inzwischen wieder abgerissene ARAG-Terrassenhaus in Mörsenbroich verantwortlich zeichnet.
Neben den historischen Gebäuden, den Schrägseilbrücken und dem Mannesmann-Hochhaus formen weitere Gebäude die Rheinfront, deren Gesamtbild einen hohen Wiedererkennungswert aufweist. Besonders markant sind dabei der Rheinturm (erbaut 1979 bis 1982) des Architekten Harald Deilmann, mit 240,5 Metern höchstes Wahrzeichen der Stadt und das Landtagsgebäude Nordrhein-Westfalen (erbaut 1980 bis 1988). Die Zeitanzeige des Rheinturms gilt als weltweit größte Digitaluhr. An den Rheinturm schließt seit den 1990er Jahren der Rheinpark Bilk an. Hinter dem Rheinpark entstand ab dieser Zeit unter der Bezeichnung Medienhafen im vorderen Teil des alten Rheinhafens an der Lausward eine städtebauliche und architektonische Collage aus Neubauten und umgebauten Altbauten, von denen der Neue Zollhof mit den drei Gehry-Bauten, benannt nach ihrem Architekten Frank Gehry (erbaut 1996 bis 1999), sowie das Colorium, ein 17-geschossiges Bürogebäude (fertiggestellt 2001), besonders ins Auge fallen. Das so entstandene Gesamtensemble, das durch maßstäbliche Sprünge, Formen- und Materialvielfalt sowie funktionale und ästhetische Gegensätze gekennzeichnet ist, bildet nicht nur einen begehrten Büro- und Hotelstandort in der Landeshauptstadt, sondern fungiert auch als neue Tourismusdestination.

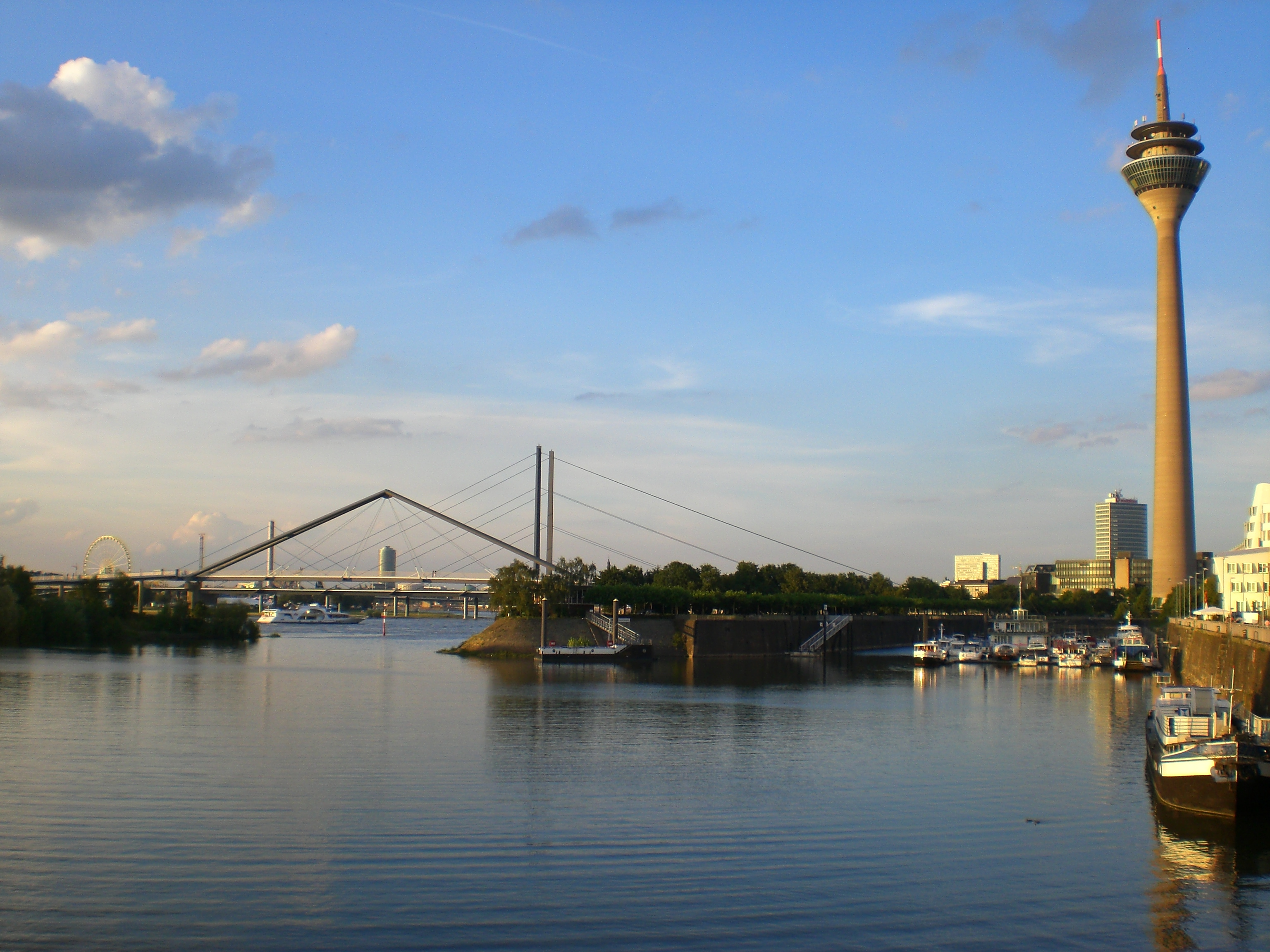
Medienhafen mit Rheinkniebrücke im Hintergrund

Der Neubau des Sendehauses und Landesstudios des Westdeutschen Rundfunks an der Stromstraße ist ein weiteres markantes postmodernes Gebäude, das an den Rheinpark angrenzt. Die Stromstraße führt dann weiter über den Tunnel Gladbacher Straße, über dem das international ausgezeichnete Stadttor thront, das u. a. als Sitz der Staatskanzlei des Landes Nordrhein-Westfalen dient.
Weiter Richtung Innenstadt fällt am Graf-Adolf-Platz die ovale Hochhausarchitektur des 89 m hohen GAP 15 ins Auge, das 2005 nach Plänen der Architekten J. S. K. erbaut wurde. In der Nähe des Graf-Adolf-Platzes, an der Friedrichstraße, befindet sich das Hochhaus der Deutschen Rentenversicherung. Es ist 120 Meter hoch, hat eine typische 1970er-Jahre-Architektur und wurde 1978 fertiggestellt. Verantwortlicher Architekt war Harald Deilmann. Die Fassade wurde 2006/2007 neu gestaltet. Einen vollständigen Umbau erlebte hingegen das Gebäude der WestLB am Kirchplatz, Ecke Fürstenwall/Friedrichstraße. Der ursprüngliche Bau aus den späten 1960er Jahren, erbaut für die Bausparkasse Rheinprovinz, überragte die Kirche St. Peter, sein Nachfolger hingegen hat eine geringere Traufhöhe. Das andere in der Nähe befindliche Gebäude der WestLB ist ein Hochhauskomplex, dessen Ausführung für die 1970er Jahre typisch ist.
Nördlich der Oberkasseler Brücke erscheint hinter dem neoklassizistischen Oberlandesgericht deutlich der Victoria-Turm als höchstes Gebäude im postmodernen Gebäude-Komplex der Versicherungsgesellschaft an der Fischerstraße.
Im Norden der Stadt setzte die ARAG-Versicherung ihre Zeichen. Das sogenannte Mörsenbroicher Ei war und ist umgeben von Gebäuden dieser Gesellschaft. Das alte Stufenhaus von Paul Schneider-Esleben ist dem 1998 bis 2000 erbauten, 125 Meter hohen ARAG-Turm des Architekten Sir Norman Foster gewichen, der das höchste Verwaltungsgebäude im Stadtgebiet darstellt.
Das 1968 bis 1975 erbaute Rheinstadion ist ebenfalls gewichen. An seiner Stelle steht nun die Merkur Spiel-Arena. Sie wurde zwischen 2002 und 2004 nach Plänen der Architekten J.S.K. erbaut. Ebenfalls im Norden der Stadt, in Rath, befindet sich der ISS-Dome. Erbaut wurde er in den Jahren 2005 bis 2006 von den Architekten Rhode Kellermann Wawrowsky (RKW).
Im Süden Düsseldorfs ist das Kuppelgewächshaus im Botanischen Garten Düsseldorf erwähnenswert. Die Heinrich-Heine-Universität selbst ist in einer für 1960er und 1970er Jahren typischen Bauweise mit etlichen Hochgebäuden für die Institute in Sichtbeton mit großen Glasfenstern, Hörsaalgebäuden mit Sichtbeton und teilweise roter Verklinkerung und weiteren teils rot verklinkerten, teils mit Sichtbeton errichteten Gebäuden gebaut worden. Etwas untypisch ist die verstreute Lage der Gebäude entlang einer geschwungenen Hauptachse des Geländes.

#### Düsseldorfer Brückenfamilie

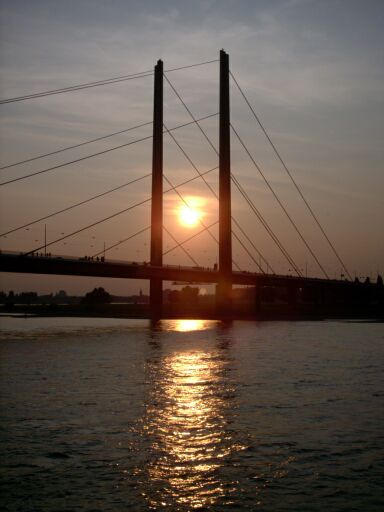
Rheinkniebrücke

Die Düsseldorfer Brückenfamilie war ursprünglich ein Sammelbegriff für die drei zentralen Schrägseilbrücken Theodor-Heuss-Brücke, Oberkasseler Brücke und Rheinkniebrücke, die die Entwicklung dieses Brückentyps weltweit für viele Jahre maßgeblich beeinflusst hatten.
Die zwischen Golzheim und Niederkassel liegende Theodor-Heuss-Brücke, früher auch Nordbrücke genannt, gilt als die erste Schrägseilbrücke Deutschlands. Sie wurde 1952 im Auftrag des Düsseldorfer Stadtplanungsamtes unter Leitung des Architekten Friedrich Tamms von einer Gruppe um den Bauingenieur und Tragwerksplaner Fritz Leonhardt entworfen. Ihre schlanken, freitragenden Pylonstiele und die harfenförmige, parallele Anordnung der Seile wurden von Tamms veranlasst. Bald nach ihrer Fertigstellung im Jahr 1957 beauftragte Tamms auch die Planung der Oberkasseler Brücke und der Rheinkniebrücke, wobei Fritz Leonhardt für die Rheinkniebrücke, Hans Grassl für die Oberkasseler Brücke federführend war.
Die ein kleines Stück weiter südlich stehende Oberkasseler Brücke zwischen der Innenstadt und Oberkassel war die älteste und lange auch die einzige Düsseldorfer Straßenbrücke. Sie ersetzte ab 1898 die Pontonbrücke von 1839, die bis dahin die einzige Verbindung mit dem linken Rheinufer darstellte, und wurde 1924 erweitert. Nach der Zerstörung 1945 wurde ab 1948 erneut eine Behelfsbrücke errichtet. Aus verkehrstechnischen Gründen konnte erst 1973 die von Hans Grassl entworfene Schrägseilbrücke neben ihr errichtet werden. 1976 erfolgte der vielbeachtete endgültige Verschub der neuen Brücke an die historische Stelle. Sie leistet die Verbindung von der Altstadt nach Oberkassel und trägt die Stadtbahnlinien, die von der Heinrich-Heine-Allee ins Linksrheinische führen.
Die noch weiter südlich stehende Rheinkniebrücke verbindet die Friedrichstadt mit Oberkassel. Sie musste aus verkehrstechnischen Gründen vor dem Neubau der Oberkasseler Brücke gebaut werden. Sie wurde zwischen 1965 und 1969 nach den Plänen von Leonhardt errichtet und ist genauso wie die Theodor-Heuss-Brücke und die nach ihr gebaute Oberkasseler Brücke eine Schrägseilbrücke.
Diese drei Schrägseilbrücken zeichnen sich durch die gleichen Stilelemente aus – ein flaches stählernes Brückendeck, schlanke senkrechte Pylone und wenige, harfenförmig angeordnete Schrägseile. Aufgrund ihrer Lage in kurzer Entfernung voneinander konnten sie außerdem schon vor ihrer Fertigstellung in Modellen und Zeichnungen gemeinsam dargestellt werden. Die Düsseldorfer Brückenfamilie wurde 2007 für die Auszeichnung als Historisches Wahrzeichen der Ingenieurbaukunst in Deutschland nominiert.
Weiter südlich verbinden drei ganz anders konstruierte Brücken Düsseldorf mit der Nachbarstadt Neuss. Zunächst kommt von Nord nach Süd vorgehend die Hammer Eisenbahnbrücke, eine an einem Stahlbogen abgehängte Fachwerkbrücke, deren Vorgänger aus dem Jahre 1870 stammt. Reste dieser alten Brücke sind in Form der Türme an den Ufern noch zu sehen. Die heutige Brücke wurde 1987 direkt neben der historischen Trasse im Zuge des Baues der Ost-West-S-Bahnlinie S8 errichtet. Im Gegensatz zu ihrem Vorgänger trägt sie vier Eisenbahngleise. Einen Fuß- oder Radweg gibt es ebenso wenig wie eine Fahrbahn für Autos.
In Sichtweite steht die Josef-Kardinal-Frings-Brücke, vormals Südbrücke, ein Neubau der Jahre 1950 bis 1951, nachdem die alte Brücke von 1929 im letzten Kriegsjahr 1945 zerstört worden war. Sie ist die erste Hohlkasten-Balkenbrücke, die in Schweißtechnik ausgeführt wurde. Über die Josef-Kardinal-Frings-Brücke führen die Bundesstraße 1 und eine Straßenbahnlinie.
Die südlichste Düsseldorfer Rheinbrücke ist die Fleher Brücke, eine Schrägseilbrücke mit dem höchsten Brückenpylon in Deutschland und einer Vielzahl von fächerförmig angeordneten Seilen. Erbaut wurde sie von 1976 bis 1979. Auf ihr verläuft die Bundesautobahn 46.
Im Norden der Stadt steht die Flughafenbrücke, eine Schrägseilbrücke mit zu Dreiecken verkürzten Pylonen, die von Düsseldorf-Stockum nach Meerbusch führt und dabei den Verlauf der Bundesautobahn 44 vorgibt. Sie ist die jüngste Düsseldorfer Rheinbrücke, sie wurde zwischen 1998 und 2002 gebaut.

### Historische Gaslaternen

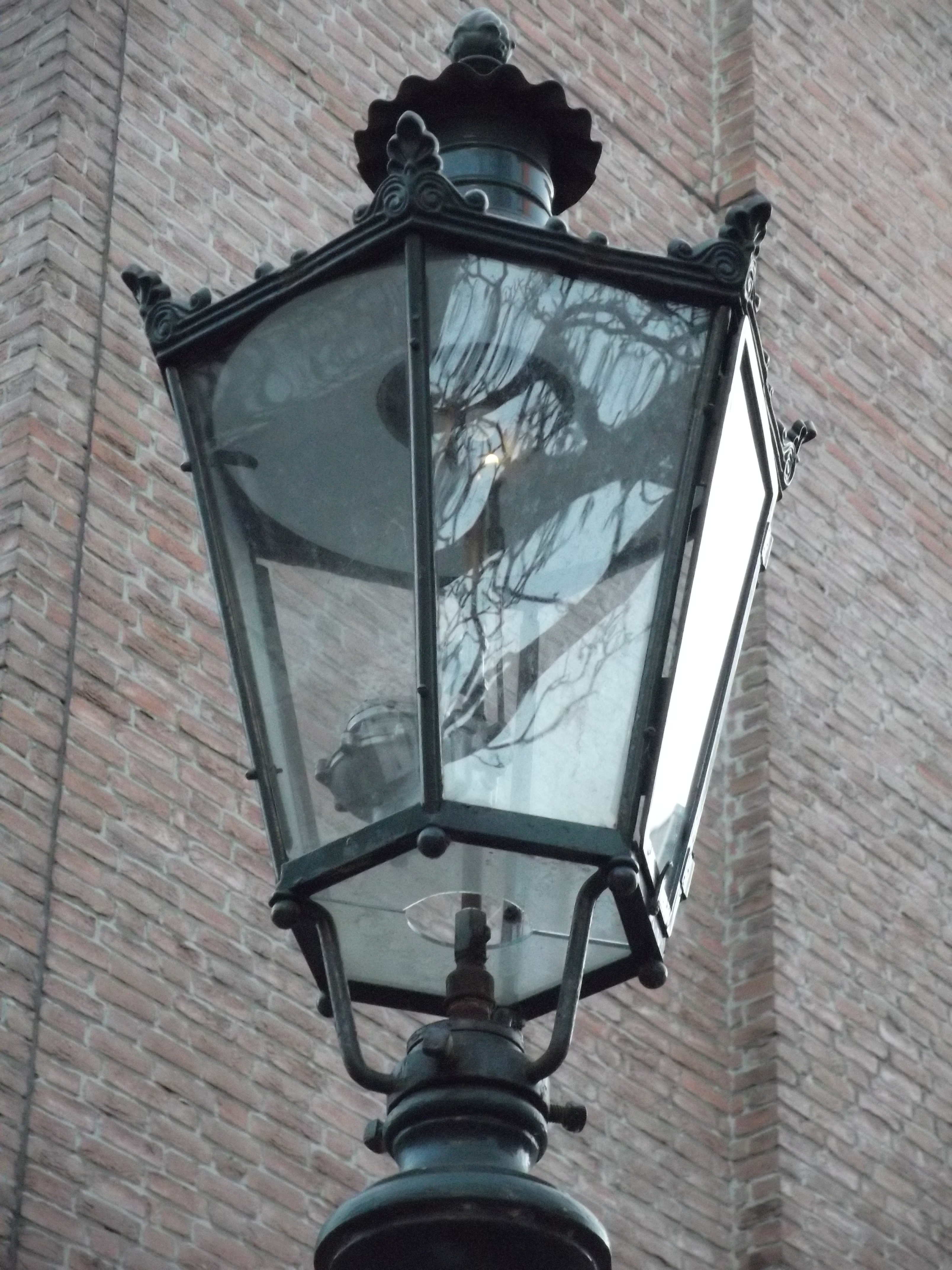
Gaslaterne Alt-Duesseldorf

Düsseldorf ist eine der letzten Städte weltweit, in denen es ein großflächiges und intaktes Netz von Gaslaternen gibt (14.000 – mit fallender Tendenz, Stand 2018). Seit 1848 prägen die Laternen mit ihrem goldgelben Licht die Atmosphäre der Stadt. Die Gasbeleuchtung ist auf vielfältige Weise mit der Stadtgeschichte verbunden. So schrieben die Gebrüder Mannesmann im 19. Jahrhundert im Rheinland mit dem Patent für nahtlose Stahlrohre ein wichtiges Stück Industriegeschichte. Auch die Technik der hängenden Glühkörper wurde von Mannesmann entwickelt. Bereits Clara Schumann schrieb über die Düsseldorfer Gaslaternen.

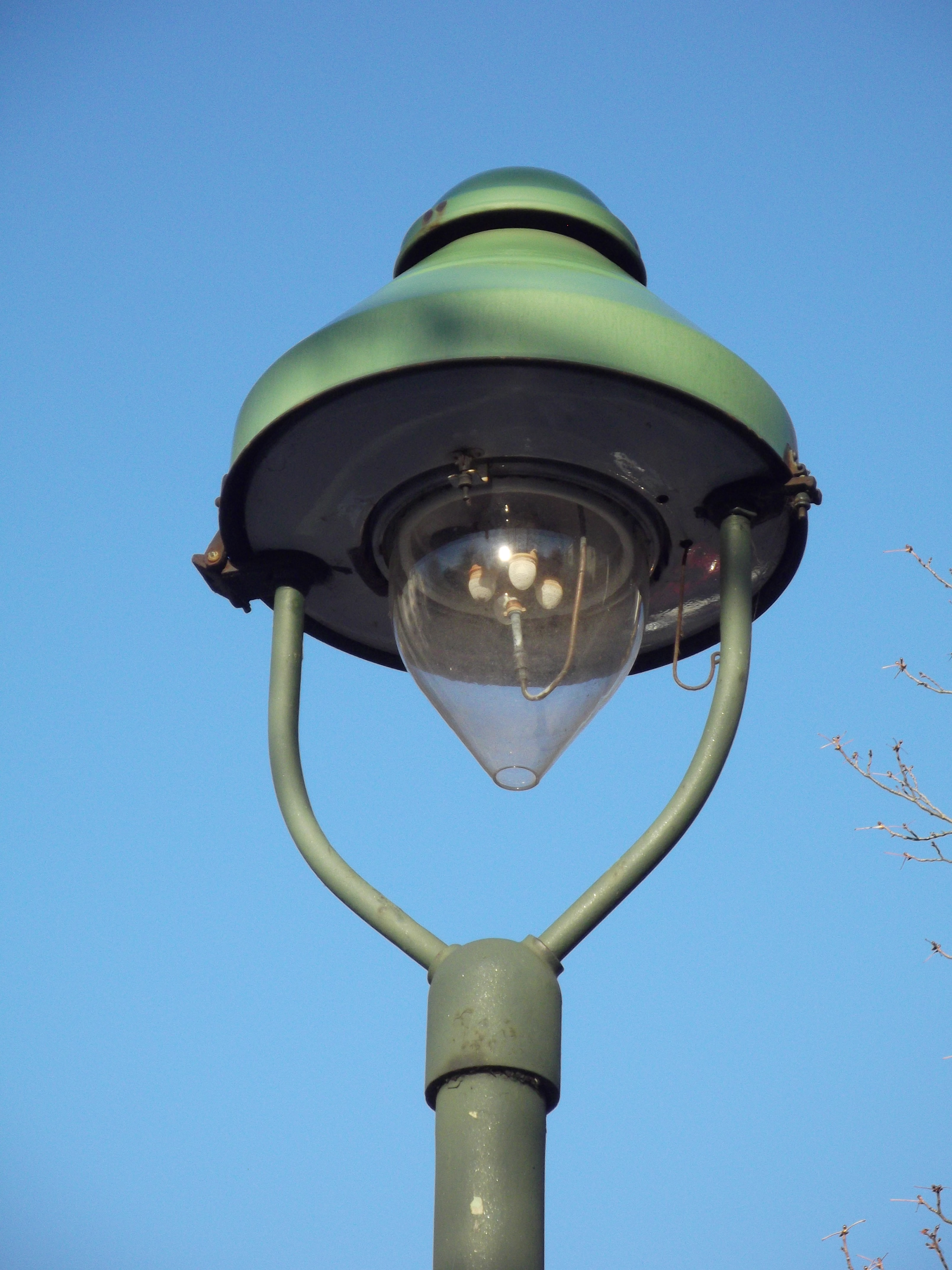
Gas-Aufsatzleuchten prägen das Bild vieler Wohnstraßen in Düsseldorf.

Die Gaslaternen sind wichtige Zeitzeugen der historischen Stadtentwicklung und selbst die jüngsten sind bereits über ein halbes Jahrhundert alt. Sie beleuchten bis heute große Teile der Wohngebiete. Bekannte Gaslaternentypen sind unter anderem die „Alt-Düsseldorfer“, die seit den 1920er Jahren eingesetzten Ansatz- und Aufsatzleuchten im Stil „form follows function“ sowie Reihenleuchten.
Der berühmte und denkmalgeschützte Düsseldorfer Hofgarten wurde bis zum Sturm „Ela“ im Jahr 2014 durch Gaslaternen beleuchtet. Das Modell „Frankfurt“, das dort in den 1950ern aufgestellt wurde, gilt heute als vermutlich einzigartig in ganz Europa. Unzählige Bäume wurden durch den Sturm zerstört und auch viele Gaslaternen, aber sie überstanden den Sturm ohne jegliche Gefährdung durch austretendes Gas. Provisorisch wurde eine Elektrobeleuchtung an Holzpfeilern errichtet. 2017 wurde mit dem Wiederaufbau der Gasbeleuchtung begonnen.
Die Stadtverwaltung Düsseldorf beabsichtigt den Austausch fast aller historischen Gaslaternen gegen LED-Leuchten. Eine Petition der Düsseldorfer Bürger sammelte über 10.000 Stimmen für den Erhalt und war die bislang erfolgreichste Petition der Stadtgeschichte. Eine Bürgerinitiative fordert die Anerkennung der Gasbeleuchtung als „Weltkulturerbe“ und Industriedenkmal.
Nach Auffassung der Bürgerinitiative sprechen sowohl kulturelle als auch finanzielle Gründe für den großflächigen Erhalt des Gaslaternennetzes. Sie wird dabei unter anderem vom Bund der Steuerzahler unterstützt, der sich in einer Presseerklärung dazu äußerte. Selbst der BUND für Umwelt und Naturschutz hält den Ersatz der Gaslaternen nicht für ein wirksames Mittel zur Reduzierung des Kohlenstoffdioxidausstoßes.
Mit einem Beschluss vom 10. Dezember 2015 hat der Rat der Stadt Düsseldorf erstmals die Gaslaternen als Kulturgut anerkannt. Für den Hofgarten ist die Verwaltung aufgefordert worden, einen Ausführungs- und Finanzierungsbeschluss zur Wiederherstellung der Gasbeleuchtung vorzubereiten. Im übrigen Stadtgebiet sollen mindestens 4000 Gaslaternen erhalten bleiben. Die Festlegung der Erhaltungsgebiete wurde den Bezirksvertretungen übertragen.
Die Stadtwerke Düsseldorf haben im August 2016 erklärt, dass sie in der Lage sind, den dauerhaften Betrieb der Gaslaternen rechtlich und technisch einwandfrei sicherzustellen.
Am 14. Mai 2020 stimmte der Rat der Stadt dafür, etwa 10.000 Gaslaternen zu erhalten, im September 2020 wurde die Gasbeleuchtung von der Stadt unter Denkmalschutz gestellt. Die Aufnahme in die Antragsliste des Landes Nordrhein-Westfalen zum UNESCO-Weltkulturerbe wurde hingegen im Juni 2021 abgelehnt. Die Jury sah den außergewöhnlichen universellen Wert noch nicht gegeben. Dies könnte sich jedoch ändern, wenn Berlin und Frankfurt am Main an bereits beschlossenen Abbaumaßnahmen festhalten.
Am 7. September 2023 nahm der Stadtrat die Entscheidung von 2020 zurück und entschied sich für den großflächigen Abriss der Beleuchtung; nur etwa 200 Laternen im Hofgarten sollen erhalten bleiben, wobei diese bereits vor der Beschlussfassung nummeriert waren.
Im Mai 2024 ging in Eller eine Musterstrecke in Betrieb, für die Gaslaternen durch elektrische Nachbauten ersetzt worden waren. In Form eines Pilotprojektes sollen 250 Gaslaternen in Heerdt und Lörick ersetzt werden. Im Oktober 2024 lehnte das LVR-Amt für Denkmalpflege im Rheinland einen Antrag der Stadt zum Umbau von rund einem Drittel der Gasbeleuchtung ab und schrieb in der Stellungnahme von einem „außerordentlichen Denkmalbestand von nationaler Bedeutung“, der „[a]us denkmalfachlicher Sicht […] unbedingt in seiner weiten räumlichen Ausdehnung und der besonderen Typen- und Variantenvielfalt zu schützen [ist]“, und dass die Elektrifizierung einen Verlust des Denkmalwertes zur Folge hätte. Damit lag die Entscheidung beim Heimatministerium, das den Umbauplänen im Dezember zustimmte.
In Düsseldorf sind fünf Typen von Gaslaternen verbreitet:
- Alt-Düsseldorf, seit ca. 1850, vier- oder sechsflammig
- Aufsatzleuchte, seit ca. 1920, vier-, sechs- oder neunflammig
- Ansatzleuchte, seit ca. 1920, vier- oder sechsflammig, gebogener Mast bringt den Lampenkopf näher zur Straßenmitte
- Reihenleuchte, seit ca. 1950, vier- oder achtflammig
- Frankfurter, seit ca. 1950, vier-, sechs- oder achtflammig

### Parks und Grünflächen

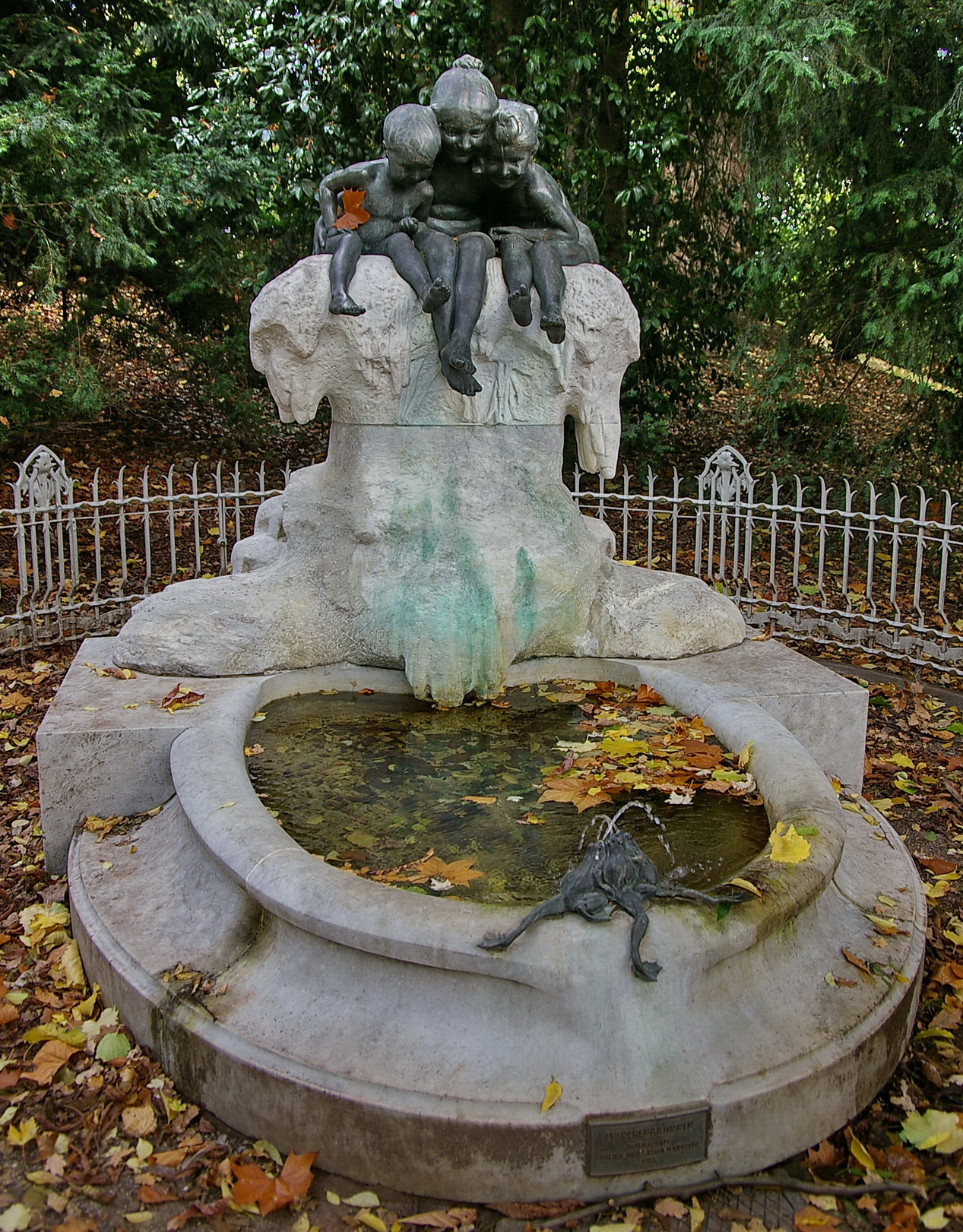
Märchenbrunnen im Hofgarten

Düsseldorf, das oft den Beinamen Gartenstadt erhielt, verfügt heute über 1238 Hektar öffentliche Grünflächen, davon 641 Hektar Parks, die sich über das Stadtgebiet verteilen. Der Rhein bildet mit seinen in großen, in weiten Teilen unbebauten Uferzonen ein grünes Band, das verschiedene Parks in nordsüdlicher Richtung miteinander verbindet. Am östlichen Stadtrand befinden sich zudem mit 2180 Hektar ausgedehnte Stadtwaldflächen.

#### Der Hofgarten
Der Ruf als Gartenstadt geht auf die zweite Hälfte des 18. Jahrhunderts zurück. 1769 ließ der Statthalter des Kurfürsten Karl-Theodor den „Alten Hofgarten“ als ersten Volksgarten Deutschlands nach den Plänen von Nicolas de Pigage im Rahmen von Arbeitsbeschaffungsmaßnahmen anlegen. Die Anlage wurde richtungsweisend für ähnliche Parks in anderen Städten. Nach der Schleifung der Festungswerke 1801 wurde der Park durch Maximilian Friedrich Weyhe umgestaltet und in Form einer offenen Gartenlandschaft weiterentwickelt. Dieser „Neue Hofgarten“ mit seinen Gartenlokalen und Unterhaltungsangeboten war gesellschaftlicher Treffpunkt und eine Besonderheit Düsseldorfs. Der Hofgarten blieb bis 1875 die einzige Grünfläche innerhalb des bebauten Stadtgebietes.

#### Die Gärten der Großstadt
Die durch die Industrialisierung hervorgerufene starke städtische Expansion lieferte die Grundlage für die Anlage neuer Parks. So entstanden in privater Initiative 1875 der Florapark und 1876 der Zoologische Garten, beide mit durch die Düssel gespeisten Teichanlagen. Einen großen Einfluss auf die Gestaltung der Grünflächen hatte Heinrich Hillebrecht, der von 1879 bis 1910 Stadtgärtner von Düsseldorf war. Seit Mitte der 1880er Jahre verfolgte die Stadt Düsseldorf das Ziel, Grundstücke für die Anlage von Parks und Erholungsflächen zu erwerben. 1892 wurde der Oberbilker Volksgarten, heute Teil des Südparks, angelegt. Es folgte 1898 der Ostpark. 1903 übernahm die Stadt den Florapark und 1905 den Zoologischen Garten.

#### Ausstellungsgärten
1904 fand die große Gartenbauausstellung in Düsseldorf statt, in deren Fokus die Reform des Gartenbaus hin zu einer architektonischen Gestaltung stand. Verfechter dieser Reformen waren Peter Behrens und Walter von Engelhardt aus dem Umfeld der Düsseldorfer Kunstgewerbeschule. Nach ihren Ideen plante Reinhold Hoemann den Kaiser-Wilhelm-Park am Rhein. Im Rahmen der GeSoLei 1926 wurden Teile der Rheinufers aufgeschüttet und gärtnerisch gestaltet. Aus dem Kaiser-Wilhelm-Park und den neuen, aufgeschütteten Flächen wurde der heutige Rheinpark Golzheim, der über den Komplex des Museum Kunstpalast mit dem Hofgarten verbunden ist. Im Rahmen der Reichsausstellung Schaffendes Volk entstand zwischen Rheinufer und der Kaiserswerther Straße der Nordpark. Der Volksgarten und der Südpark waren Teil des Geländes der Bundesgartenschau 1987. Südlich hiervon befindet sich der Botanische Garten.

#### Herrensitze
Die Parks mehrerer Schlösser und Herrensitze, die heute zum Stadtgebiet gehören, sind für die Öffentlichkeit zugänglich. Der bekannteste ist der Park von Schloss Benrath im Süden der Stadt. Ferner sind dies in den südlichen Stadtteilen der Park Elbroich sowie die Parks der Schlösser Eller, Mickeln und Garath. Im Norden der Stadt liegen der Park von Schloss Kalkum sowie der Lantz’sche Park. Zwischen der Carlstadt und der Friedrichstadt liegen der Ständehauspark mit dem Spee’schen Graben, Kaiserteich und Schwanenspiegel. In Pempelfort schließt sich an den Hofgarten das Gelände des Künstlervereins Malkasten mit dem Jacobigarten an.

#### Liste der Düsseldorfer Parks

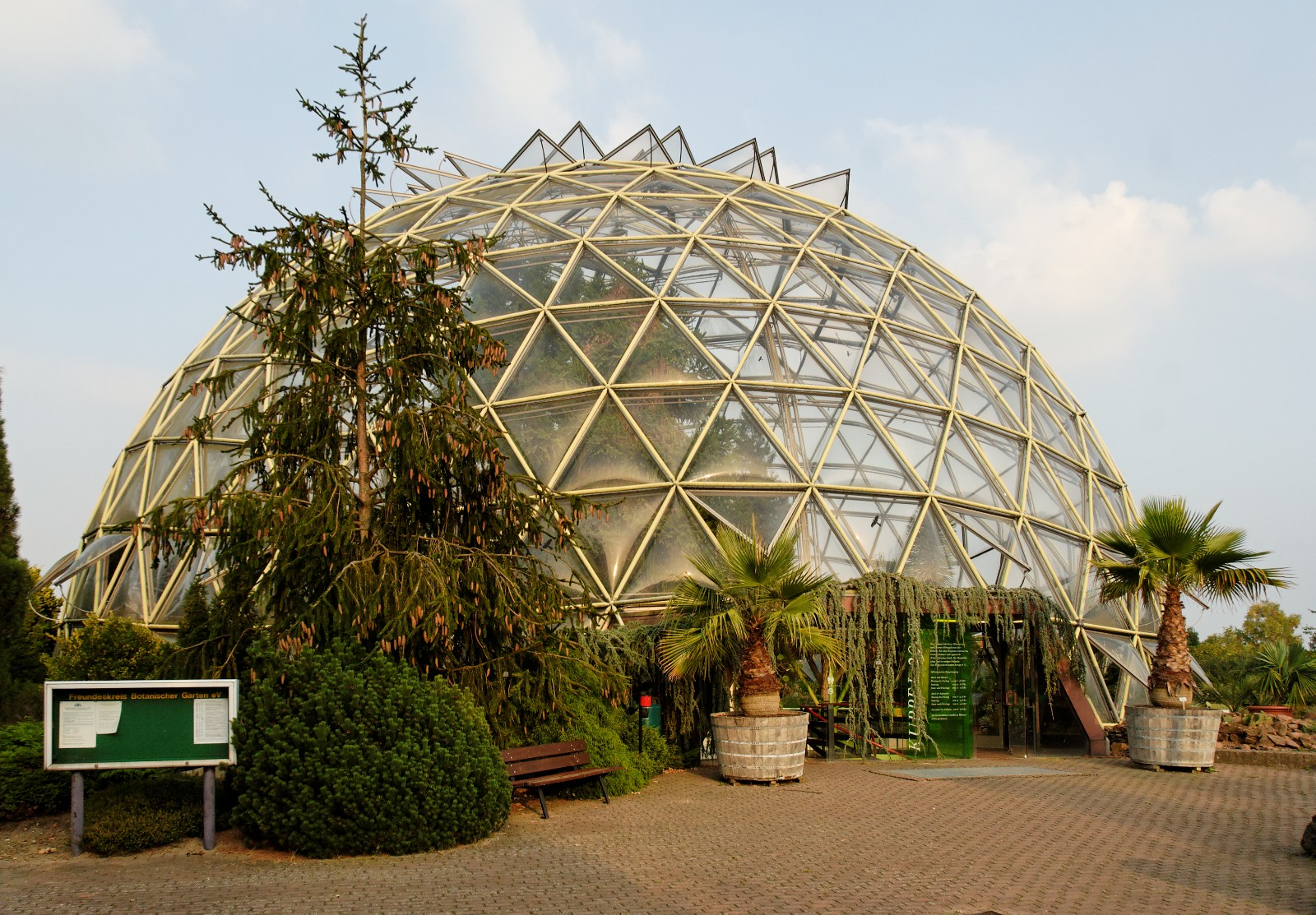
Kuppelgewächshaus im Botanischen Garten

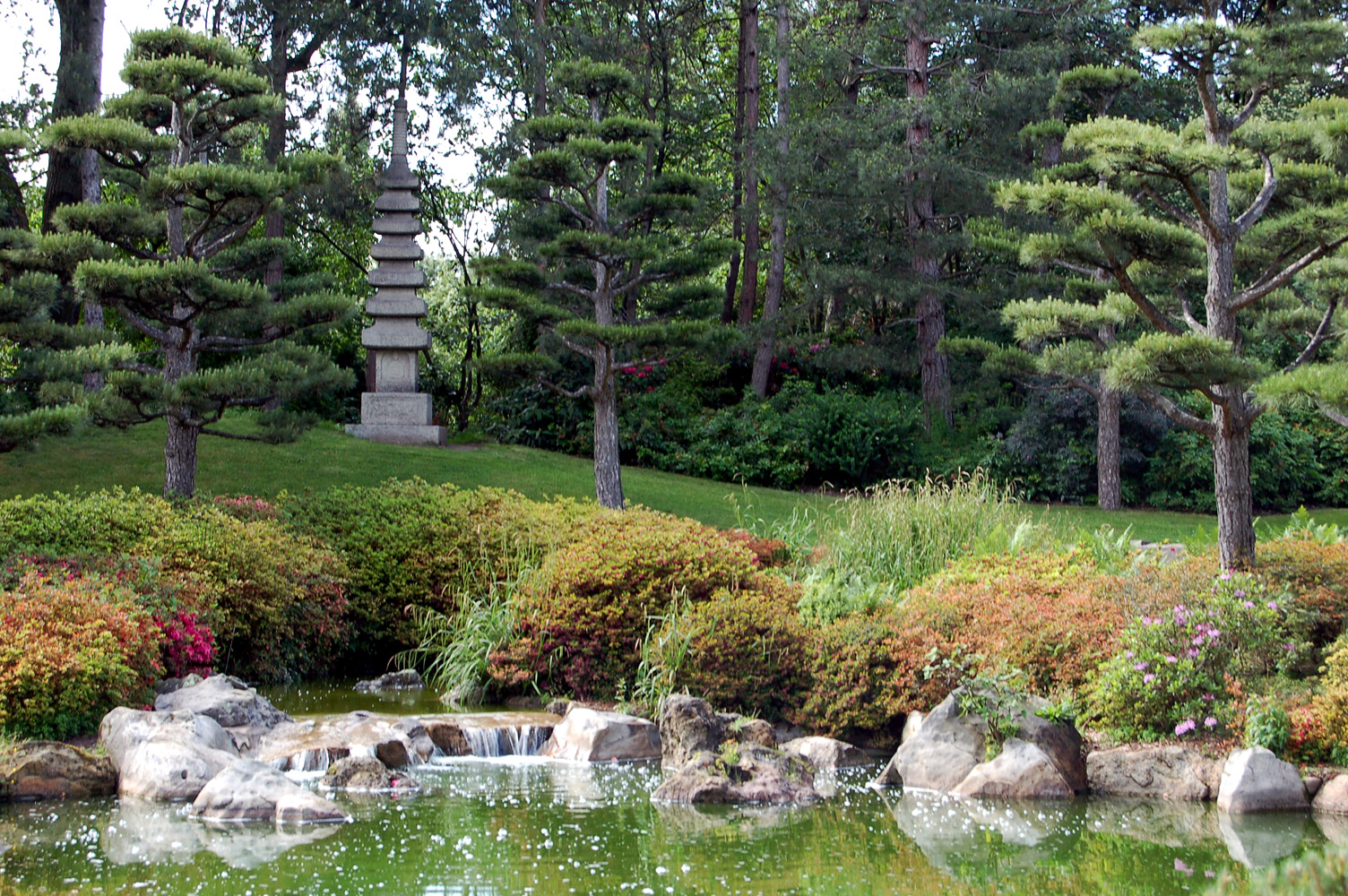
Japanischer Garten Im Nordpark

Von den Düsseldorfer Parkanlagen wurden allein neun wegen ihrer Qualität und Bedeutung 2004 in die Straße der Gartenkunst zwischen Rhein und Maas aufgenommen. Sie sind in der folgenden Liste durch ein Sternchen (*) hervorgehoben.
- Alter Bilker Friedhof
- Belsenpark
- Botanischer Garten der Universität
- Florapark
- Golzheimer Friedhof*
- Hanielpark
- Hofgarten*
- IHZ Park (Handelszentrum)
- Kögraben
- Lantz’scher Park
- Malkastenpark/Jacobigarten*
- Maurice-Ravel-Park
- Nordfriedhof
- Nordpark* mit Japanischem Garten
- Ostpark
- Park Elbroich/Heyepark
- Park am Ständehaus* mit dem Kaiserteich und dem Schwanenspiegel
- Rheinpark Bilk
- Rheinpark Golzheim
- Schlosspark Benrath*
- Schlosspark Eller
- Schlosspark Garath
- Park Heltorf*
- Schlosspark Kalkum
- Schlosspark Mickeln
- Spee’scher Graben*
- Stadt-Natur-Park Flingern
- Stadtwerkepark
- Sternwartpark (ehem. Bilker Friedhof, inoffiziell auch Cola-Park)
- Südfriedhof
- Südpark mit Volksgarten*
- Wildpark im Grafenberger Wald
- Zoopark

#### Landschafts- und Naturschutzgebiete

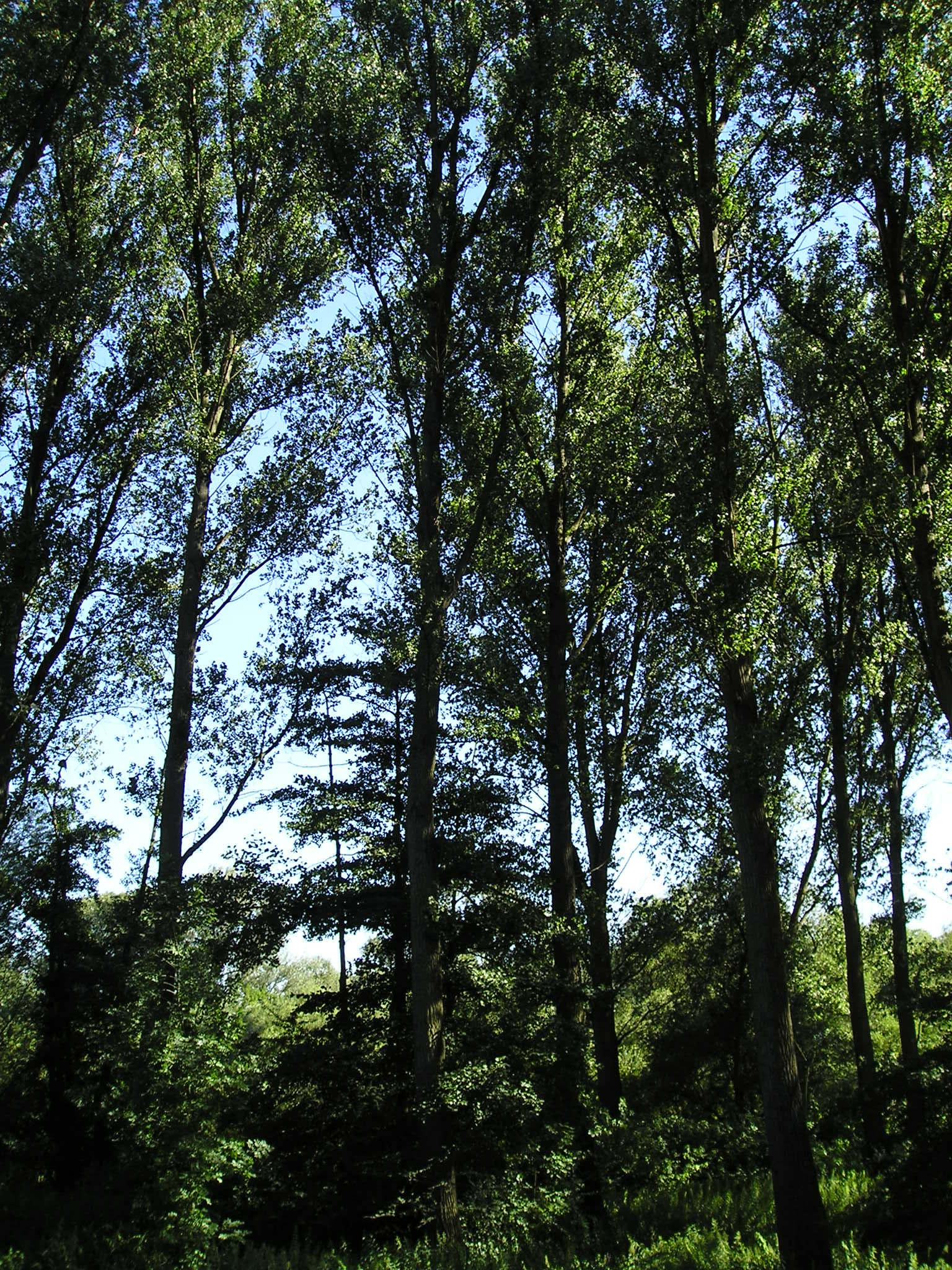
Bäume in der Urdenbacher Kämpe

Düsseldorf hat im Stadtgebiet 43 Naturdenkmäler und zwölf Naturschutzgebiete mit einer Gesamtfläche von 1435 Hektar.
In der Vergangenheit erstreckte sich im Südosten der Stadt durch das Mäandern des Rheins zwischen dem Altrhein und dem heutigen Flussverlauf ein großes Sumpf- und Moorgebiet, das große Teile der heutigen Stadtbezirke 8, 9 und 10 sowie der Nachbarstadt Hilden als auch einige der dort gelegenen Wälder umschloss. Viele der heutigen Naturschutzgebiete gingen aus den verschiedenen Ausprägungen dieses Sumpfes hervor. Der sandtragende Teil dieses In den Benden genannten Gebietes wurde inzwischen ausgekiest und hinterließ den Unterbacher See (vormals Bendensee), Elbsee, Menzelsee und Dreiecksweiher in Unterbach. Nässegebiete blieben die Urdenbacher Kämpe, der Eller Forst und der Himmelgeister Rheinbogen, die ebenso wie Teile des Elbsees und Dreiecksweiher unter Naturschutz gestellt wurden. Durch die Konzentration des Wassers konnten große Flächen des Sumpfgebietes unter anderem durch Torfbruch trockengelegt und kultiviert werden. Zuvor umging der historische Mauspfad dieses Gebiet als Höhenweg über die ersten Ausläufer des Bergischen Landes am Übergang zur niederrheinische Ebene.
Die Urdenbacher Kämpe bildet heute als Flussauenlandschaft mit einer Fläche von 316 Hektar das größte Naturschutzgebiet in Düsseldorf. Sie ist durch die in der Niederrheinregion häufigen Streuobste im Auwald geprägt und FFH-Gebiet. Im Osten der Stadt, übergehend in den Kreis Mettmann, befindet sich das Rotthäuser Bachtal, das ebenfalls FFH-Gebiet ist und in dem Teiche und Hecken sowie wiederum Auwälder die hügelige Landschaft prägen.
Das dritte FFH-Gebiet ist die Überanger Mark im Nordosten Düsseldorfs, das vor allem aus Erlen- und Hainbuchenbewaldung besteht.
Die übrigen Naturschutzgebiete innerhalb der Düsseldorfer Stadtgrenzen sind:
- die Rahmer Benden in Angermund
- das Hubbelrather Bachtal
- das Pillebachtal in Gerresheim
- die Tongruben in Gerresheim bzw. Grafenberg
- der Benrather Schlosspark

#### Naherholungsgebiete, Freizeitparks und Schwimmbäder

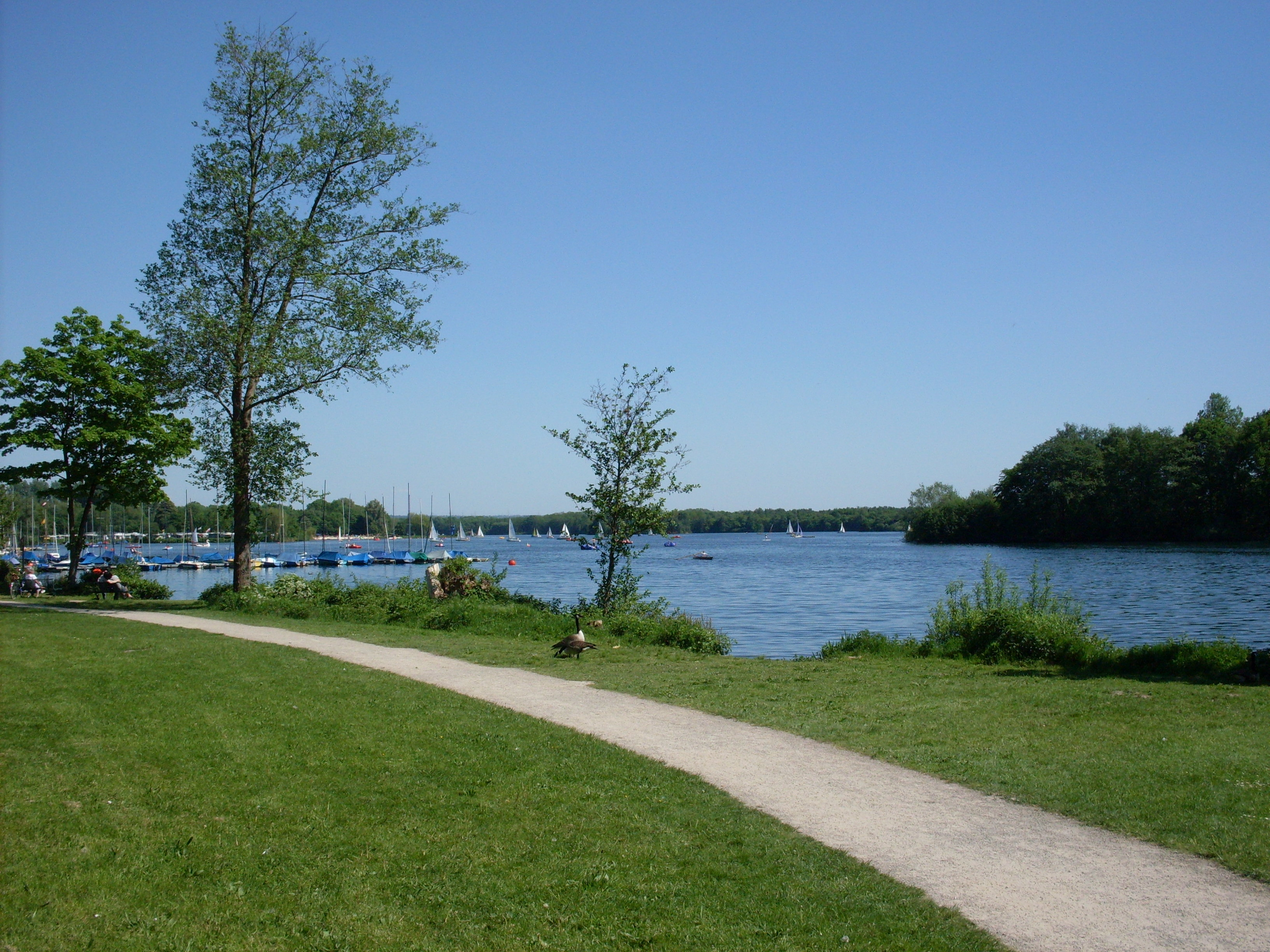
Unterbacher See

Beliebtestes Naherholungsgebiet der Stadt ist der Unterbacher See. Er ist an der Stadtgrenze zu Erkrath und Hilden gelegen und grenzt an den Eller Forst. An ihm sind zahlreiche Freizeit- und Sportmöglichkeiten von Segeln und Tretbootfahren bis Minigolf und Schwimmen möglich. Darüber hinaus existieren zwei Campingplätze. Das Gebiet um den See herum steht unter Naturschutz. Außerdem dient der Düsseldorfer Stadtwald als Teil der grünen Lunge zur Naherholung.
Die Stadt hat drei Freizeitparks für Kinder und Familien in den 1970er und 1980er Jahren eingerichtet, die seitdem modernisiert wurden.
Es handelt sich um den Freizeitpark Ulenbergstraße in Bilk, den Freizeitpark Heerdt im linksrheinischen Heerdt und den Freizeitpark Niederheid, der zudem einen Kinderbauernhof enthält.
Die Bädergesellschaft Düsseldorf betreibt in der Stadt und der unmittelbaren Umgebung 10 Hallenbäder und 4 Freibäder.
Seit dem 14. August 2025 ist in Düsseldorf das Baden im Rhein verboten. Besonders betroffen davon ist der stark frequentierte Paradiesstrand. Verstöße können mit einem Bußgeld in Höhe von bis zu 1000 Euro geahndet werden. Bereits das Betreten des Flusses in mehr als knöcheltiefes Wasser ist untersagt. Das Verbot ist vorerst befristet bis Ende 2026.

### Interkulturelle Bezüge, internationale Kultur

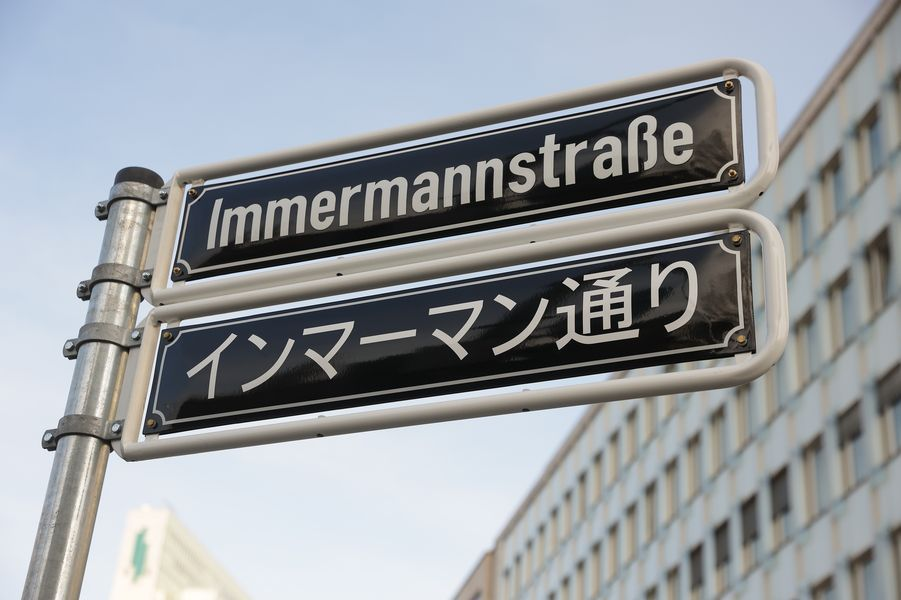
Seit 2021 gibt es zweisprachige deutsch-japanische Straßenschilder im Zentrum, Immermannstraße

In Düsseldorf leben insgesamt rund 110.000 Ausländer und es haben sich etwa 5000 ausländische Unternehmen angesiedelt, die die Stadt prägen. Unter anderem führen die Unternehmensniederlassungen zu einem außergewöhnlich hohen Anteil japanischer Einwohner, sowie zahlreicher Niederländer, US-Amerikaner, Briten, Franzosen, Chinesen und Koreaner. Daneben gibt es, wie in anderen vergleichbaren Städten, große türkische, griechische, marokkanische, serbische, italienische und polnische Gemeinden. In der Stadt befinden sich zahlreiche kulturelle und religiöse Einrichtungen der verschiedenen Nationalitäten und Glaubensrichtungen.
40 von 71 der in Nordrhein-Westfalen angesiedelten konsularischen Vertretungen und Zweigstellen lagen Anfang 2013 in Düsseldorf. Hinzu kommen 33 ausländische Handelskammern und Außenhandelsorganisationen. Die 2014 beim Staatsbesuch des chinesischen Staatspräsidenten Xi Jinping in Nordrhein-Westfalen angekündigte Eröffnung eines vierten chinesischen Generalkonsulats in Deutschland in Düsseldorf wurde am 19. Dezember 2015 in Gegenwart von Ministerpräsidentin Hannelore Kraft und Außenminister Wang Yi vollzogen.
Im Jahr 2015 wurde die englische Sprache neben Deutsch zur Verwaltungssprache erhoben. Die Zugänglichkeit und Attraktivität der Stadt für z. B. Expatriates, hochqualifizierte Einwanderer und internationale Wissenschaftler soll somit erhöht werden.
Düsseldorf hat eine englischsprachige internationale Schule im Norden der Stadt mit 950 Schülern aus 44 Nationen, im benachbarten Neuss befindet sich eine weitere internationale Schule. Im Stadtteil Düsseltal befindet sich eine französische Schule mit etwa 430 Schülern, linksrheinisch eine japanische internationale Schule mit etwa 650 Schülern und ein griechisches Lyzeum mit etwa 820 Schülern. Die Yitzhak-Rabin-Schule ist eine der wenigen jüdischen Grundschulen in Deutschland.
Als Kulturorganisationen sind u. a. das seit 1950 in Düsseldorf bestehende Institut français und das Instytut Polski zu erwähnen. Der Japanische Club ist mit 5000 Mitgliedern einer der größten Vereine der Stadt. An der Heinrich-Heine-Universität war ein Konfuzius-Institut angesiedelt. Der Vertrag der Heinrich-Heine-Universität mit dem Konfuzius-Institut wurde nicht mehr verlängert und lief im April 2020 aus.
Der jährlich stattfindende Japantag, wie auch das Frankreichfest im Juli, gehören zu den kulturellen Höhepunkten im Stadtleben. Außerdem werden alle vier Jahre die jüdischen Kulturtage im Rheinland mit unterschiedlichen Sparten durchgeführt.
Im Stadtteil Gerresheim gibt es einige Straßenzüge, die sehr stark süditalienisch geprägt sind, die griechische Gemeinde ist in Düsseldorf ebenfalls stark. Rund um die Ellerstraße in Oberbilk hat sich in den letzten Jahren ein marokkanisch-tunesisches Viertel gebildet. In Düsseldorf sind christliche Heimatgemeinden u. a. aus Südkorea, Polen und Vietnam verankert, die russisch-orthodoxe Kirche unterhält in Düsseldorf ein Patriarchat. Die koptisch-orthodoxe Kirche ist mit einer Gemeinde und einer Kirche in der Stadt vertreten. Ferner findet sich innerstädtisch das sogenannte „Maghreb-Viertel“. Es umfasst das Gebiet der am Hauptbahnhof zusammentreffenden Stadtteile (südöstliche) Stadtmitte, Friedrichstadt, Flingern-Süd und (nördliches) Oberbilk und ist durch eine nordafrikanische Bevölkerungsstruktur geprägt.
Für bundesweite Aufmerksamkeit sorgten Beschlüsse einzelner Stadtbezirke, ausgewählte Straßen mit fremdsprachigen Straßenschildern zu versehen. Diese wurden zusätzlich zur amtlichen deutschen Beschriftung meist unterhalb der regulären Schilder angebracht. Den Anfang machten im Dezember 2021 vier japanische Zusatzschilder an der Immermannstraße. Im März 2023 folgten zwei arabische Straßenschilder in der Ellerstraße sowie ein italienisches (Via della Vetreria) in der Glashüttenstraße. Ein hebräisches Schild für den Paul-Spiegel-Platz wurde im November 2023 vom Stadtrat beschlossen.

### Gastronomie
Die Düsseldorfer Altstadt wird wegen ihrer vielen Kneipen als die „längste Theke der Welt“ bezeichnet. Die Formulierung geht auf den Werbeschaffenden Carl Schweik in den 1960er Jahren zurück. Neben der Altbierkneipe Uerige gibt es die Häuser „Brauerei im Füchschen“, „Brauerei Schumacher“, „Brauerei zum Schlüssel“ und viele weitere. Es finden sich Hunderte Bars, Restaurants, Diskos und Kneipen auf einem engen Areal. Das Gebiet umfasst im Wesentlichen den historischen Teil der Altstadt, im Norden begrenzt von der Ratinger Straße, im Westen von der Rheinpromenade, im Osten von der Heinrich-Heine-Allee und im Süden vom Carlsplatz. In der Ratinger Straße Nr. 10 befindet sich der Ratinger Hof, eine Künstlerkneipe der 1970er und frühen 1980er Jahre und Szenetreffpunkt der Undergroundkultur in Deutschland. Im November 2009 ist die bisher geltende Sperrstunde in der Altstadt aufgehoben worden.

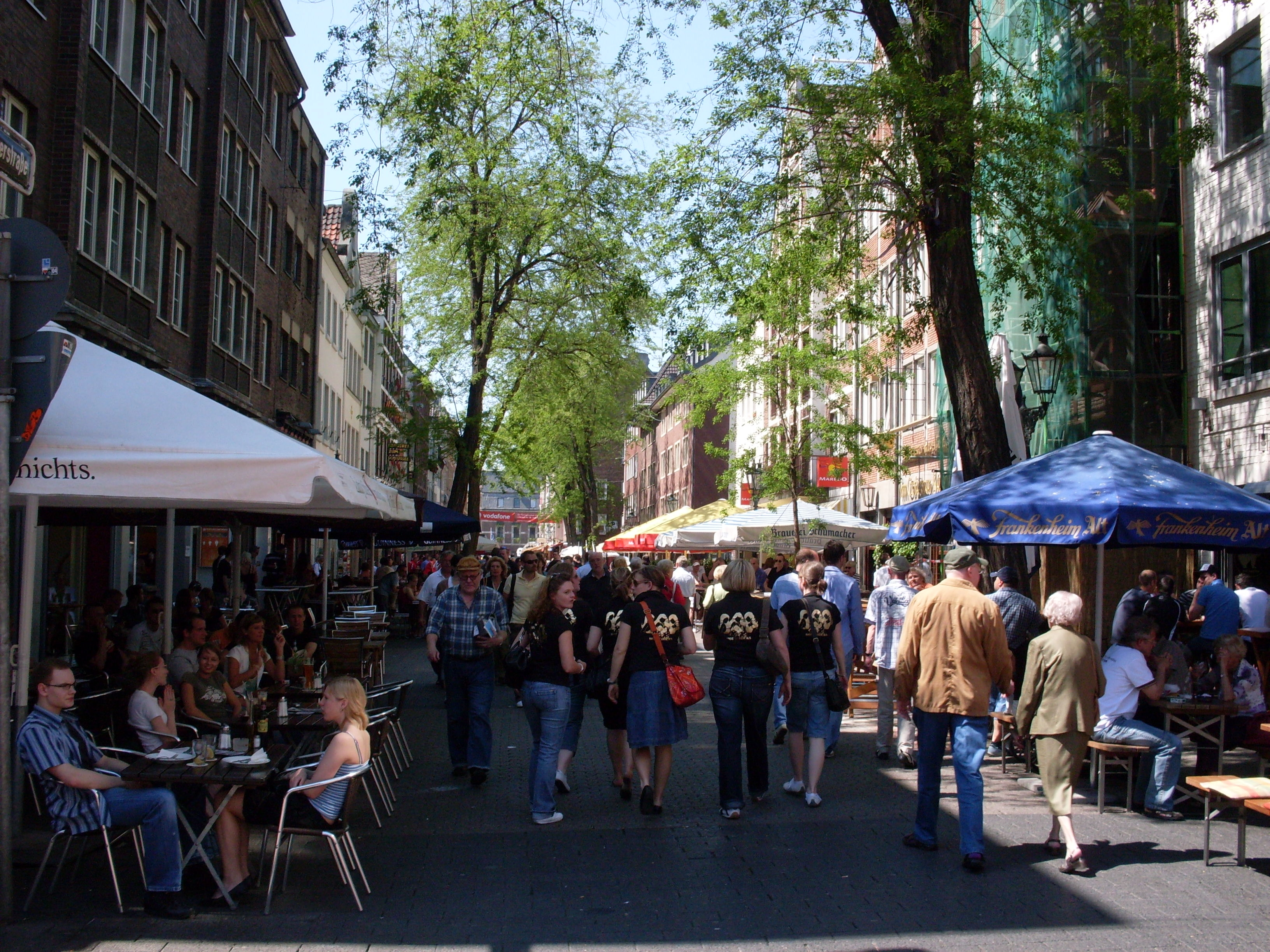
Die Bolkerstraße in der Altstadt

Konkurrenz bekommt die Altstadt durch den modernen Medienhafen mit den architektonisch bedeutsamen Gehry-Bauten.
Beliebt in gastronomischer Hinsicht ist auch die linke Rheinseite mit den Stadtteilen Oberkassel und Niederkassel. In Bilk hat sich in den letzten Jahrzehnten zaghaft eine studentische Kneipenkultur entwickelt. In den Stadtteilen Derendorf, Flingern und Pempelfort ist eher Szenepublikum unterwegs. Insbesondere in Pempelfort hat sich im Umfeld der Tußmannstraße und des ehemaligen Geländes des Güterbahnhofes Derendorf eine rege Kneipen- und Gastronomieszene entwickelt. In den genannten Vergnügungszentren und in den zahlreichen Kneipen der Stadtteile wird in erster Linie das obergärige Altbier ausgeschenkt. Fast alle Kneipen bieten aber auch andere Biersorten an. Neben dem Altbier gelten der Senf („Mostert“) der Marken Löwensenf und ABB-Senf sowie der Kräuterlikör Killepitsch als weitere Spezialitäten der lokalen Gastronomie.
Eine beliebte Flaniermeile ist die Königsallee („Kö“). Die zahlreichen Straßencafés des Boulevards laden zudem zum Verweilen ein. Auch die Rheinuferpromenade, die den Medienhafen mit der Altstadt verbindet, bietet eine Fülle an Cafés und Restaurants mit Außengastronomie.
Zu den lokalen Spezialitäten zählt der Düsseldorfer Senfrostbraten.

### Brauchtum

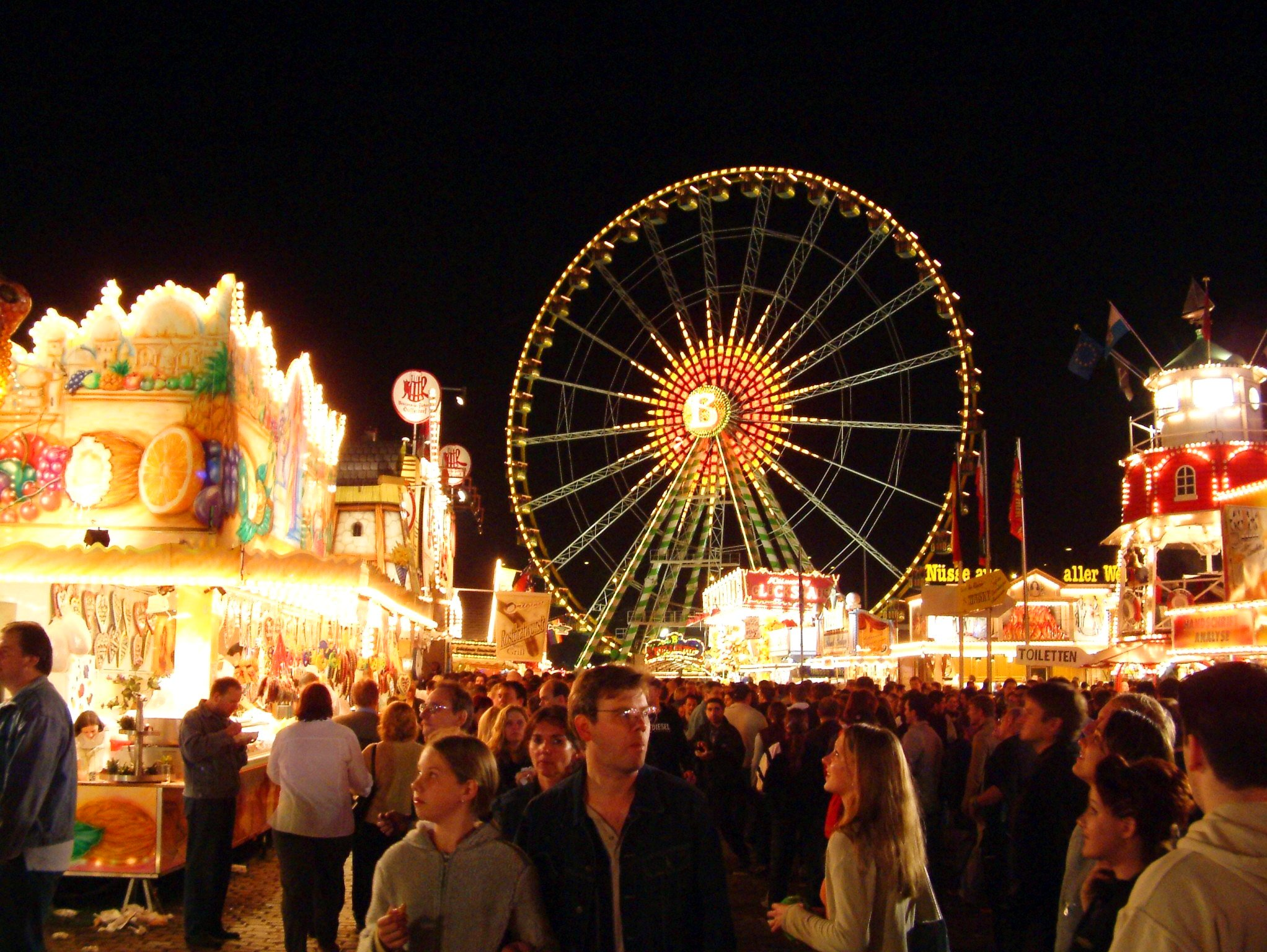
Größte Kirmes am Rhein

Die wichtigsten Elemente des Düsseldorfer Brauchtums sind der Karneval mit dem Rosenmontagszug als Höhepunkt, die Schützenfeste in den Stadtteilen und im Juli das große Düsseldorfer Schützenfest mit der Größten Kirmes am Rhein. Der St.-Sebastianus-Schützenverein besteht seit spätestens 1435, geht aber vermutlich auf das 14. Jahrhundert zurück. Eine alte Tradition ist auch das Radschlagen. Für „Eene Penning“ führten die Düsseldorfer Radschläger – meist schulpflichtige Knaben – ihre Kunst vor. Weniger touristisch und wirtschaftlich bedeutsam, für die Kinder Düsseldorfs aber umso wichtiger, sind die Martinsumzüge in der Altstadt und in den Stadtteilen. Zu Ehren des Heiligen Martin von Tours ziehen sie in der ersten Novemberhälfte mit selbst gebastelten Laternen singend hinter einem den Hl. Martin darstellenden Reiter her. Im Anschluss an die Umzüge „gripschen“ sie Süßigkeiten in Geschäften und an Haustüren als Gegenleistung für ein Ständchen. Neben den Karnevals- und Schützenvereinen pflegt der Heimatverein der Düsseldorfer Jonges in besonderem Maße Brauchtum und Tradition.

### Sport

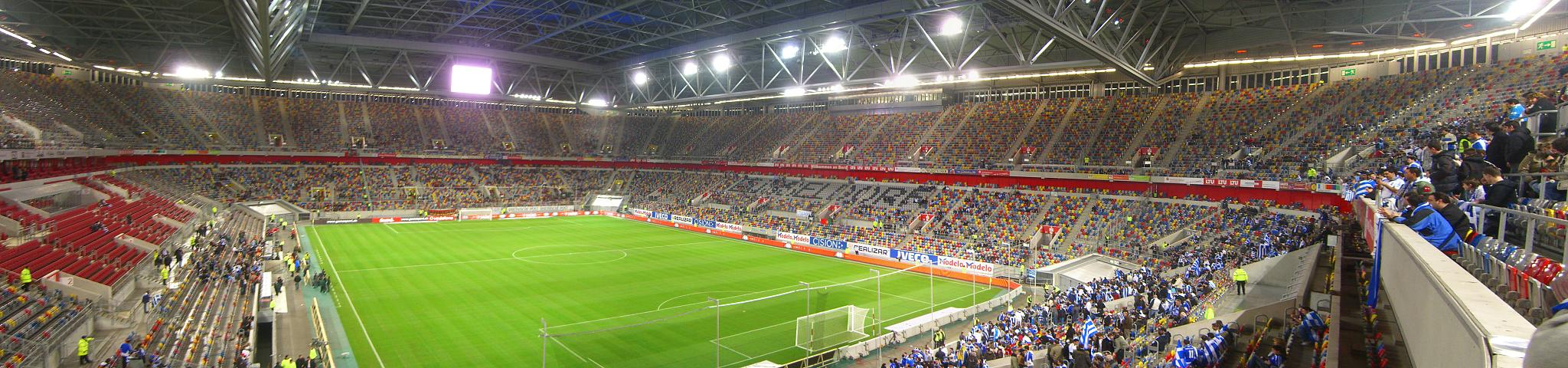
Die Merkur Spiel-Arena (früher Esprit Arena), in der Fortuna Düsseldorf seine Heimspiele austrägt

Rund 112.000 Menschen in Düsseldorf betreiben Breitensport in 369 Vereinen, deren Dachorganisation der Stadtsportbund Düsseldorf darstellt. 36 Vereine sind in ihrer jeweiligen Sportart mindestens in der Regionalliga vertreten und repräsentieren den Leistungssport. Die bekanntesten Düsseldorfer Profivereine sind im Fußball Fortuna Düsseldorf und im Eishockey die Düsseldorfer EG. Vor dem Hintergrund der letztlich erfolglosen Olympiabewerbung Düsseldorf/Rhein-Ruhr für das Jahr 2012 hat die Stadt Düsseldorf massiv in den Bau neuer Sportstätten sowohl für den Profi-, als auch den Breitensport investiert. Der Stadtvermarktung wurde eine Sportagentur angegliedert, die unter dem Motto „Sportstadt Düsseldorf“ nationale und internationale Sportereignisse in die Stadt zieht und vermarktet. Ab dem 1. Juli 2009 hieß die LTU Arena ESPRIT Arena, seit dem 3. August 2018 trägt sie den Namen Merkur Spiel-Arena.

#### Fußball
Bekanntestes sportliches Aushängeschild der Stadt ist der Traditionsverein Fortuna Düsseldorf. Die größten sportlichen Erfolge sind der Gewinn der deutschen Fußballmeisterschaft 1933, die DFB-Pokalgewinne 1979 und 1980 sowie der Finaleinzug im Europapokalturnier der Pokalsieger 1979.
Weitere bekannte Fußballvereine der Stadt sind die Fußballabteilung von TuRU Düsseldorf, die von der Saison 2004/2005 bis zur Saison 2007/08 in der Oberliga Nordrhein spielte, 2012/13 gelang der Wiederaufstieg in diese Liga, wo auch der SC Düsseldorf-West spielt, der BV 04 Düsseldorf, der seit 1963 regelmäßig zu Ostern ein internationales Junioren-Fußball-Turnier (U19 Champions Trophy) ausrichtet, sowie der VfL Benrath, der 1957 Deutscher Amateurmeister wurde und in den 1930er Jahren die beiden deutschen Nationalspieler Karl Hohmann und Josef Rasselnberg stellte.

#### Eishockey
Genauso bekannt wie die Fußballmannschaft von Fortuna ist die Düsseldorfer EG. Als achtfacher Deutscher Meister seit 1967 gehört die DEG zu den erfolgreichsten Clubs in Deutschland. 2006 wurden außerdem erstmals der deutsche Pokalsieg und die Vizemeisterschaft errungen. Erneut wurde die Vizemeisterschaft in der Saison 08/09 geholt.
Im Eisstadion an der Brehmstraße, Spielort der DEG von 1935 bis 2006, fanden mehrere europäische Eishockey-Wettbewerbe und Weltmeisterschaftsspiele statt. Seit September 2006 werden die Spiele der DEG im PSD Bank Dome ausgetragen.

#### American Football
Der älteste American-Football-Verein Düsseldorfs sind die Düsseldorf Panther, die seit ihrer Gründung 1978 sechsmal die deutsche Meisterschaft der German Football League gewannen, damit bis 2008 über lange Jahre deutscher Rekordmeister waren und als das älteste noch existierende deutsche American-Football-Team gelten.
Die Düsseldorf Bulldozer, gegründet 1979, blicken auch auf eine lange Tradition zurück und haben in den Anfangsjahren der deutschen Ligen ebenfalls in den oberen Klassen mitgespielt.
Die Mannschaft von Rhein Fire gehörte von 1994 bis zur Auflösung 2007 zu den sportlichen Glanzlichtern Düsseldorfs. Rhein Fire war 2006, wie schon 1999, 2002, 2004 und 2005, Gastgeber des World Bowls und konnte diesen nach fünf Finalteilnahmen auch in den Jahren 1998 und 2000 gewinnen. Im September 2021 wurde unter gleichem Namen ein neues Team vorgestellt, welches ab 2022 in der neuen European League of Football (ELF) antreten wird.

#### Tischtennis
Der Tischtennisverein Borussia Düsseldorf war zuletzt 2016 Deutscher Meister und hat neben 28 nationalen Meistertiteln auch 24-mal den deutschen Pokalsieg errungen. Die Borussia holte sechsmal den Europapokal der Landesmeister sowie zweimal den ETTU-Pokal und gewann 2000, 2009, 2010 und 2011 die Champions League im Tischtennis. Hinzu kommt ein 3. Platz bei der ersten Weltmeisterschaft für Vereinsmannschaften.
Der 1949 gegründete Lokalkonkurrent TuSa 06 Düsseldorf wurde zwischen 1962 und 1967 fünfmal Deutscher Mannschaftsmeister der Herren sowie von 1964 bis 1966 dreimal in Folge Deutscher Pokalmeister. Er gehörte zu den Gründungsmitgliedern der Tischtennis-Bundesliga, in der er bis 1971 verblieb.
Mit Eberhard Schöler, Jörg Roßkopf, Dimitrij Ovtcharov und Timo Boll spiel(t)en vier der erfolgreichsten deutschen Tischtennisspieler Jahre lang in Düsseldorf.
Außerdem finden in Düsseldorf jedes Jahr die „Kids Open“ statt, das größte Tischtennis-Jugendturnier Europas.

#### Tennis
Der erfolgreichste Tennisclub der Stadt sind die Herren des Rochusclubs in der 1. Bundesliga, bei den Damen hingegen erzielt der TC Benrath in der 1. Bundesliga die meisten Erfolge. Die Mannschaftsweltmeisterschaft World Team Cup wurde zwischen 1978 und 2012 jedes Jahr im Mai auf dem Gelände des Düsseldorfer Rochusclubs ausgetragen. Nach dem World Team Cup gab es 2013 und 2014 ein ATP 250 Tennis-Turnier.

#### Trampolinturnen
Der TV Unterbach 1905 wurde fünfmal zwischen 1978 und 1984 in der olympischen Disziplin Trampolinturnen deutscher Mannschaftsmeister. Dazu kamen viele Teilnahmen und Titel in den Einzelmeisterschaften auf Deutschland-, Europa- und Weltebene. Zudem stellte der Verein über Jahrzehnte einen Großteil der deutschen Nationalmannschaft und die Leitung der Trampolin-Bundesliga. Der größte Erfolg unter Vereinsbeteiligung gelang der Nationalmannschaft mit dem Gewinn der Weltmeisterschaft 1986 in Paris. Internationale Pionierarbeit leistete der Verein mit der Veranstaltung des Unterbach-Cup als erstem und höchststehendem europaweiten Wettkampf für Jugendliche, zuletzt mit weltweiter Beteiligung. Weiter gehört der Turnerbund Hassels 1925 zu den wenigen Sportvereinen, die in Düsseldorf Trampolinturnen anbieten.

#### Tanzsport

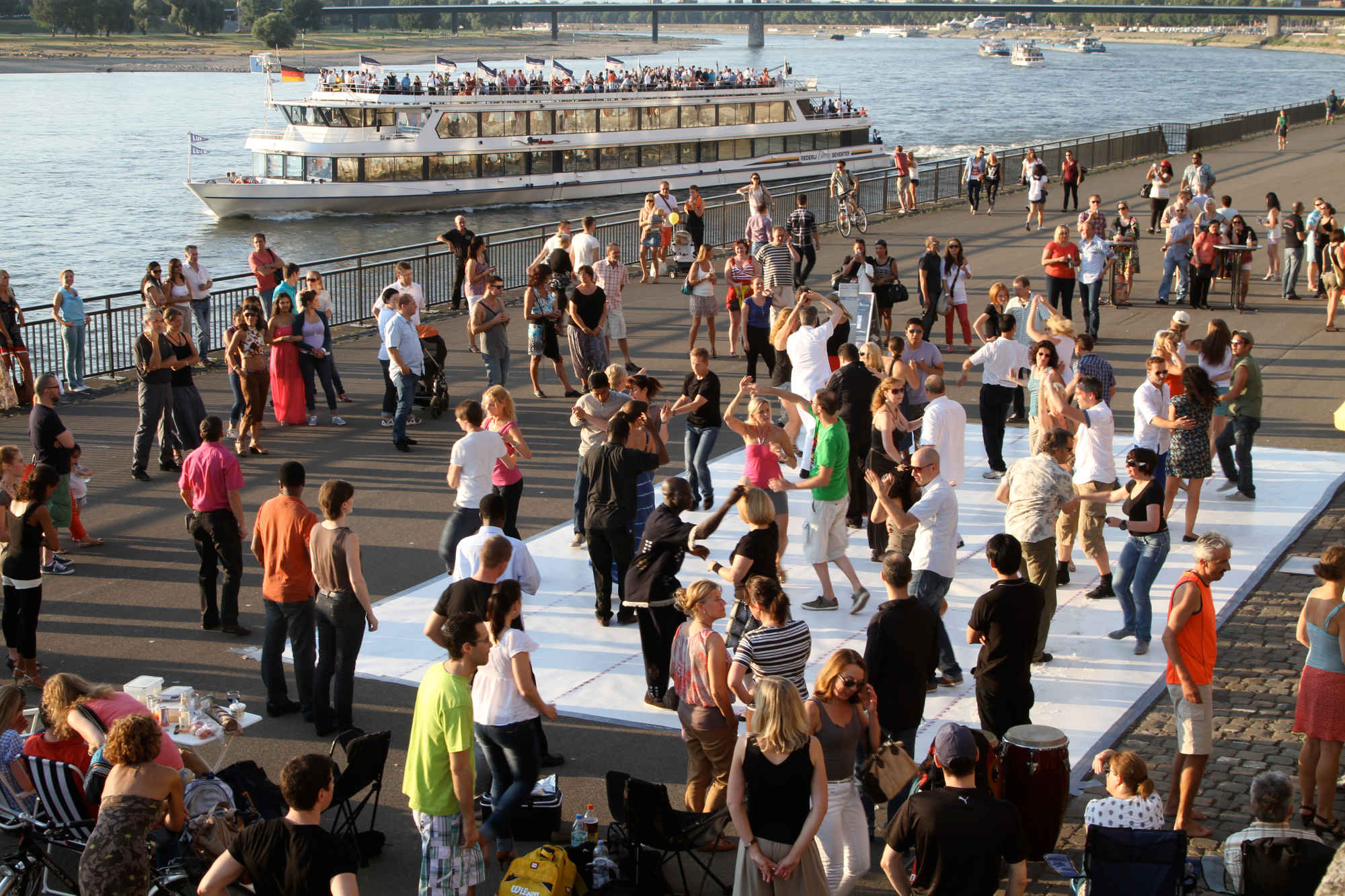
Tanzveranstaltung auf dem Unteren Rheinwerft

Das Ehepaar Anneliese und Siegfried Krehn betrieb über Jahrzehnte eine der ersten Tanzschulen in Düsseldorf. In den 1950er und 1960er Jahren errangen sie zahllose vordere Plätze bei Welt-, Europa- und deutschen Meisterschaften, zunächst als Amateure für den Boston Club Düsseldorf, später als Profis. Unter anderem gewannen sie die deutschen Meisterschaften in den Standardtänzen siebenmal in Folge sowie in den lateinamerikanischen Tänzen dreimal in Folge. Außerdem sicherten sie sich in diesen beiden Disziplinen gleichzeitig die Vize-Weltmeistertitel des Jahres 1966. Im Zuge dieser Erfolge standen sie und ihre Tanzschule seit 1962 im Mittelpunkt des ersten Tanzunterrichts im Deutschen Fernsehen. Ebenso gaben das Ehepaar Ernst und Helga Fern 1964–65 Kurse im Deutschen Fernsehen. Deren heute noch existierende Tanzschule hat zudem den Tanzsaal der ehemaligen Tanzschule Krehn an der Grafenberger Allee als zweiten Standort übernommen.

#### Basketball
Bekannte Düsseldorfer Basketballteams sind die Düsseldorf Baskets (bis 2012: Gloria Giants Düsseldorf), die in der zweiten Basketball-Bundesliga ProA spielten oder die Düsseldorf Magics (2002 bis 2008), die zuletzt ebenfalls in der ProA-Liga spielten.
In den 1980er Jahren war die Mannschaft DJK Agon 08 Düsseldorf im deutschen Basketball der Damen dominierend (neunmal deutscher Meister infolge von 1980 bis 1988, außerdem 1975 sowie in den Jahren 1990 und 1991) und auch in den europäischen Wettbewerben erfolgreich vertreten (zwei Finalteilnahmen 1983 und 1986). Außerdem wurde DJK Agon 08 Düsseldorf noch siebenmal Deutscher Pokalsieger der Damen.

#### Handball und weitere Sportarten
TuRU Düsseldorf, der HSV Düsseldorf bzw. die HSG Düsseldorf spielten von 1983 bis 2012 in der 1. und 2. Handball-Bundesliga. Nach dem Zusammenschluss des Neusser HV und ART Düsseldorf existiert seit der Saison 2017/2018 mit der HSG Neuss/Düsseldorf wieder eine Mannschaft, die in der 2. Handball-Bundesliga spielt. Die Mannschaft spielt dort unter dem Namen HC Rhein Vikings.
Weitere Sportarten, in denen Düsseldorf mit Mannschaften in den obersten Ligen vertreten ist, sind Hockey (1. und 2. Bundesliga), Lacrosse (1. Bundesliga), Baseball, Tanzsport, Kanusport und Faustball (2. Bundesliga).

#### Internationale Sportereignisse in Düsseldorf
Der Sport in Düsseldorf erlebte und erlebt Jahr für Jahr verschiedene Sportveranstaltungen mit bundesweiter und weltweiter Beachtung. Hier wären die bereits erwähnte Mannschaftsweltmeisterschaft im Tennis im Rochusclub, der METRO Group Marathon, der Skilanglauf-Weltcup am Rheinufer, das Jugendfußballturnier des BV 04, das Radrennen Rund um die Kö und der Kö-Lauf zu nennen.
Im internationalen Fußball war Düsseldorf mit seinem Rheinstadion Gastgeber mehrerer Spiele der Fußball-Weltmeisterschaft 1974 sowie des Eröffnungs- und mehrerer Gruppenspiele der Fußball-Europameisterschaft 1988. Das Eisstadion an der Brehmstraße war WM-Standort bei den Eishockey-Weltmeisterschaften 1955, 1975 und 1983. 1977 wurde im Rheinstadion der WorldCup, ein Vorläufer der heutigen Leichtathletik-Weltmeisterschaften, ausgetragen.
In der Leichtathletik war die Stadt Schauplatz der Crosslauf-Weltmeisterschaften 1977 und ist seit 2006 Gastgeber des Düsseldorfer Indoor-Meetings.
Zwischen 2000 und 2003 bewarb sich Düsseldorf auf nationaler Ebene um die Ausrichtung der Olympischen Spiele 2012. Im nationalen Vorentscheid wurde Düsseldorf hinter Leipzig und Hamburg Dritter.
Am 1. Juli 2017 startete die Tour de France mit einem Einzelzeitfahren in Düsseldorf. Den Grand Depart sahen trotz des schlechten Wetters nach offiziellen Angaben rund 500.000 Zuschauer an der Strecke. Am Tag darauf startete die zweite Etappe in Düsseldorf und endete in Lüttich. Eine Besonderheit der Etappe war, dass diese zuerst nach Osten durch Mettmann und schließlich zurück nach Düsseldorf führte, ehe der Tourtross die Stadt in Richtung Mönchengladbach endgültig verließ. Alleine auf dieser Etappe sollen auf dem Stadtgebiet von Düsseldorf rund 800.000 Zuschauer an der Strecke das Rennen verfolgt haben.

### Regelmäßige Veranstaltungen

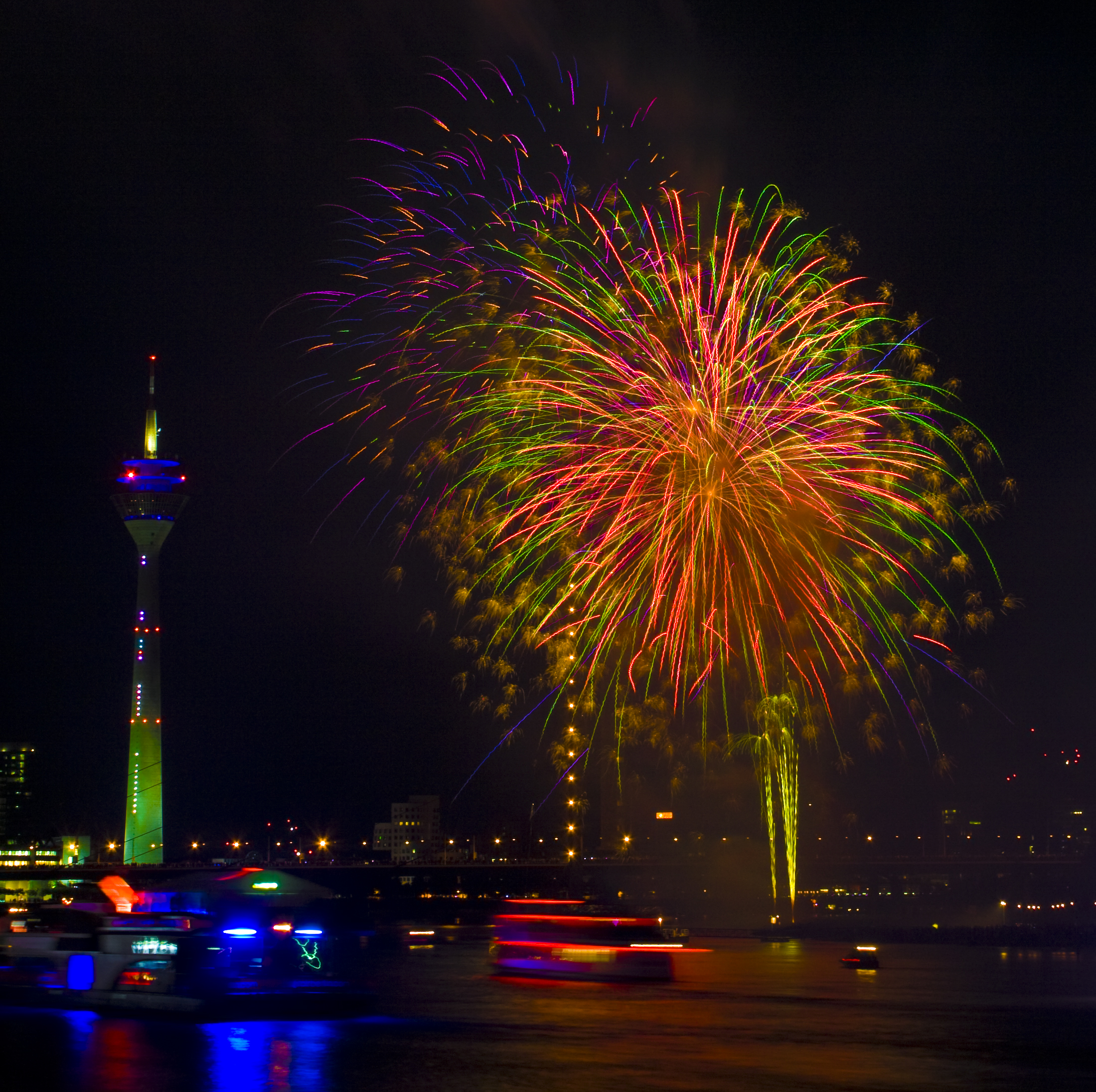
Feuerwerk zum Japan-Tag 2009

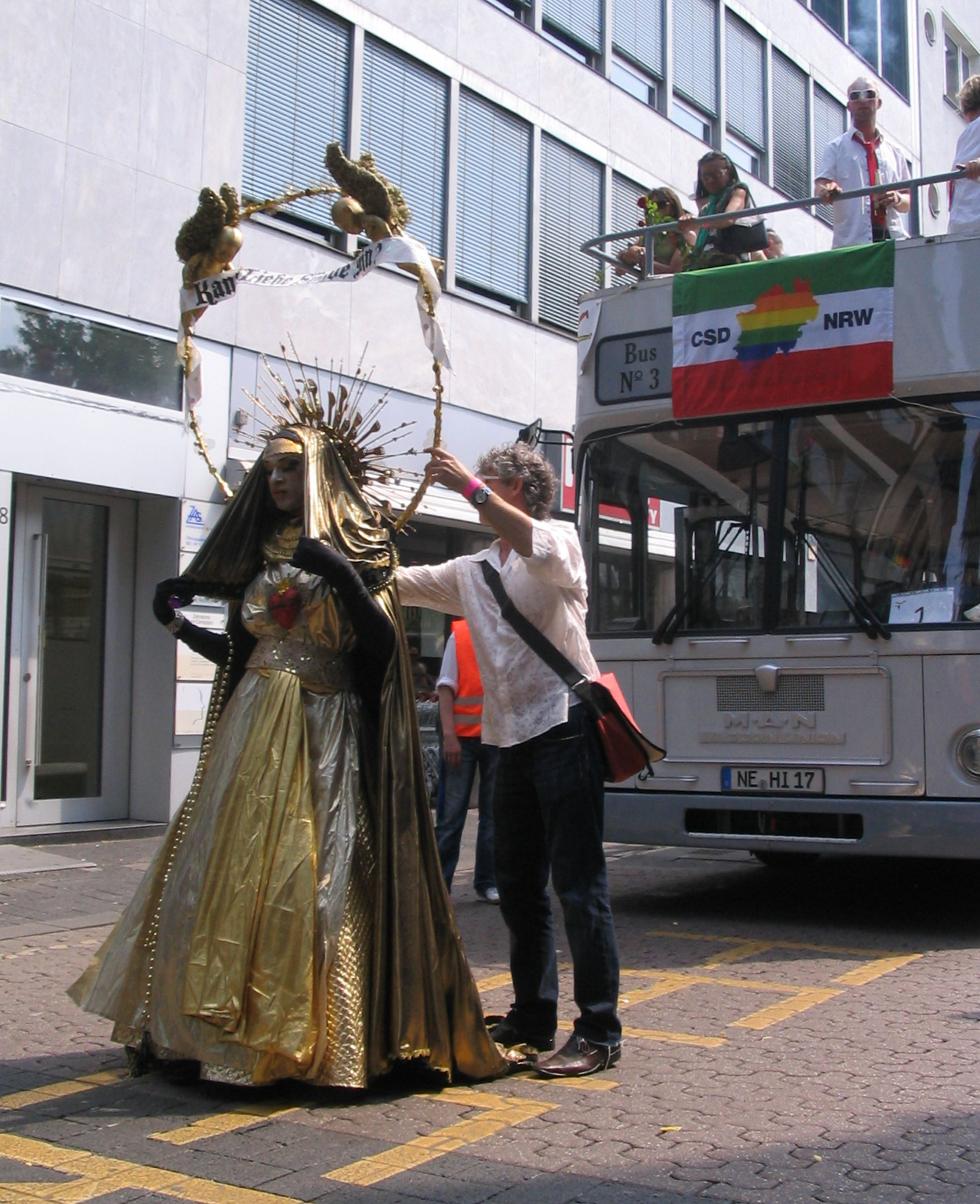
Christopher Street Day im Juni 2011

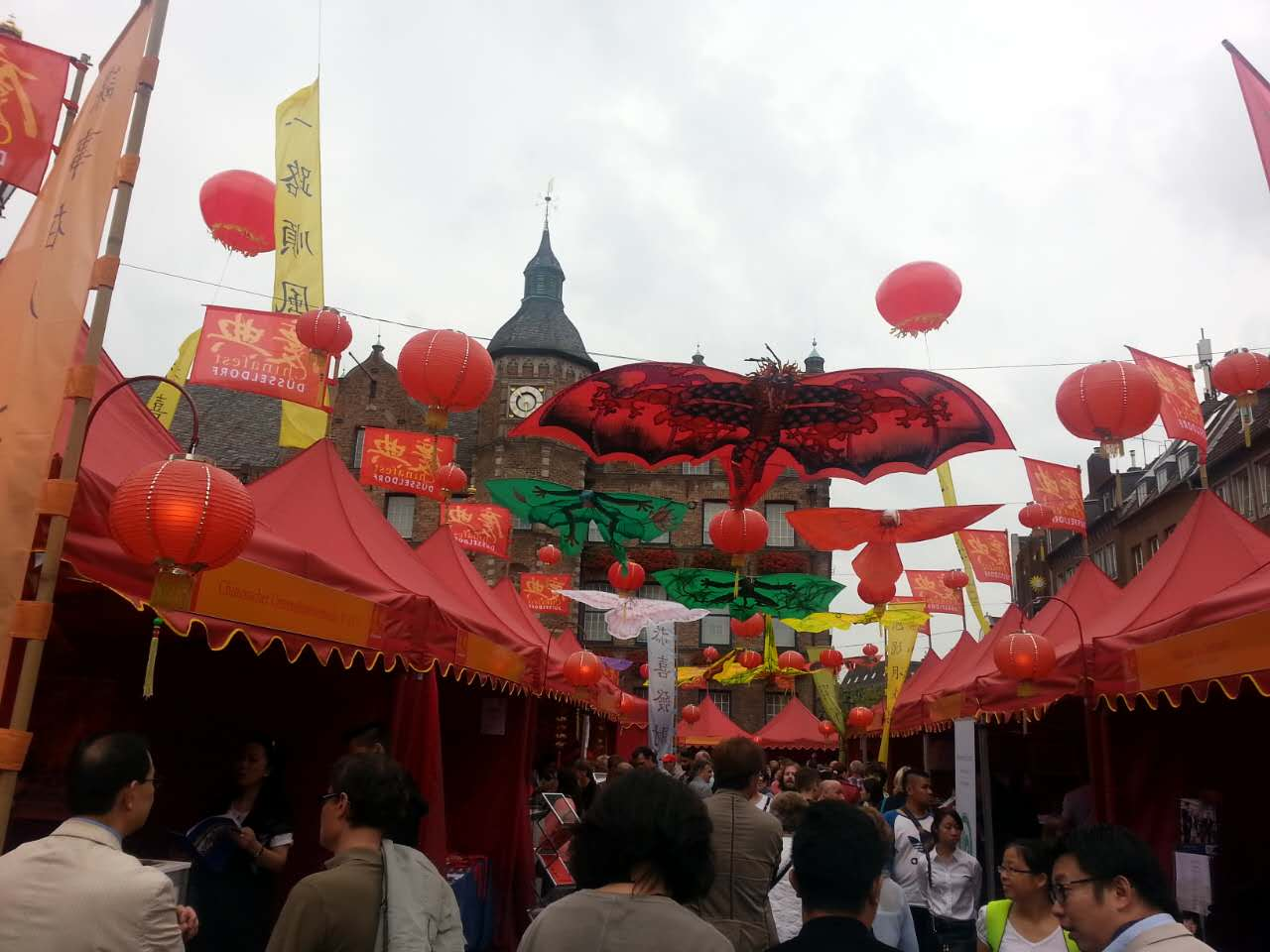
Chinafest im September 2016

| - Januar - Die Boot – Wassersportmesse - Februar - Rundgang in der Kunstakademie - Große Kunstausstellung NRW Düsseldorf - Karneval (Weiberfastnacht und Großer Rosenmontagszug) - März - ProWein – internationale Fachmesse für Weine und Spirituosen - Italienfest - tour de menu - April - Die Lange Nacht der Museen - Inlinehockey-Festival (seit 1997) - Mai - Düsseldorf-Marathon, auch Metro Group Marathon Düsseldorf, vormals Rhein-Marathon (seit 2003) - Japan-Tag mit großem japanischen Feuerwerk (seit 2002) - Juni - Christopher Street Day Düsseldorf - Festival de Pétanque - Bücherbummel auf der Kö - Lichterfest Schloss Benrath - Schumann-Fest - Düsseldorfer Jazz-Rally - Weinblütenfest - Drachenbootregatta (seit 1998) - Düsseldorfer Ballonfestival | - Juli - Schützen- und Heimatfest mit größter Kirmes am Rhein (Rheinkirmes) - Frankreichfest (seit 1999) - Frankenheim Open-Air-Kino - August - Benrather Bierbörse (Biere aus aller Welt) - kunstpunkte – offene Ateliers in Düsseldorf (an zwei Wochenenden) - Gourmet Festival Düsseldorf - September - Chinafest Düsseldorf (seit 2011) - Internationaler Kö-Lauf – Deutschlands größter Stadtlauf - altstadtherbst kulturfestival düsseldorf - Erntedankfest in Urdenbach (erster Sonntag nach dem 29. September) - Oktober - Rhein-Marathon-Rudern (von Köln nach Düsseldorf) seit 1971 - November - Art Düsseldorf, internationale Kunstmesse - St.-Martin-Umzüge mit Laternen und Gesang - Martinslauf in Düsseldorf-Hassels – größter Volkslauf in Düsseldorf - Beginn der Karnevalszeit – Hoppeditz-Erwachen am 11. November um 11:11 Uhr - Dezember - Adventsmarkt am 1. Advent in Benrath - Nikolaus- und Weihnachtsmärkte in der Altstadt, auf der Schadowstraße, dem Schadowplatz, der Nordstraße und in einigen anderen Stadtteilen |

## Wirtschaft und Infrastruktur

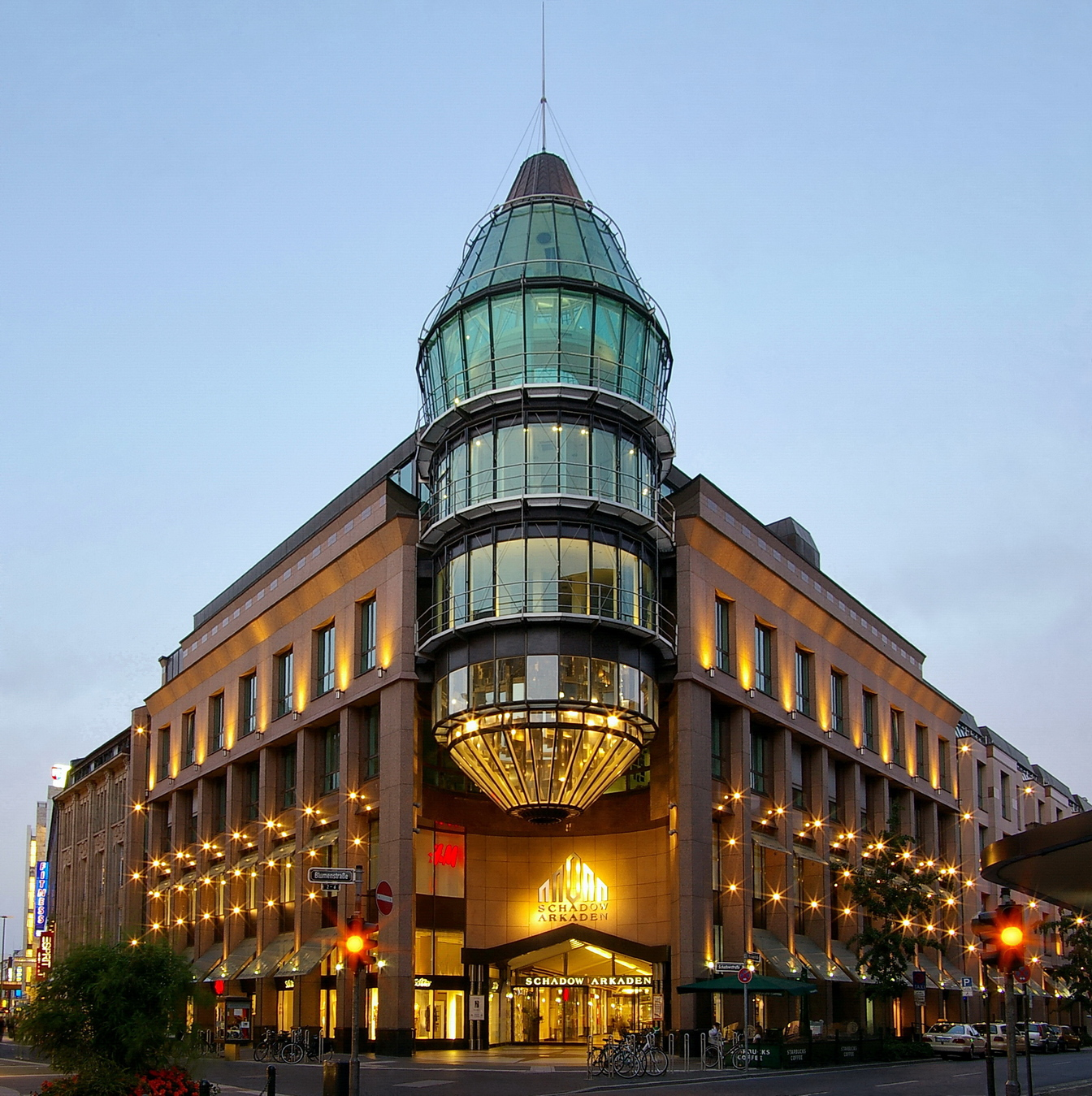
Schadow-Arkaden

Die Rheinmetropole gehört zu den fünf wichtigsten, international stark verflochtenen Wirtschaftszentren Deutschlands. Düsseldorf ist eine Messestadt und Sitz vieler börsennotierter Unternehmen, darunter die im DAX notierten Konzerne Henkel und Rheinmetall. Zudem ist sie der umsatzstärkste deutsche Standort für Wirtschaftsprüfung, Unternehmensberatung und Kleidermode sowie ein wichtiger Finanz- und Börsenplatz. Auch ist sie ein führender Standort des Kunsthandels in Deutschland.
Düsseldorf besitzt mehrere Rheinhäfen. Sein Flughafen ist das interkontinentale Drehkreuz Nordrhein-Westfalens. Die Stadt ist des Weiteren Sitz von 22 Hochschulen, darunter die Heinrich-Heine-Universität und die Kunstakademie Düsseldorf. Überregionale Bekanntheit genießt Düsseldorf außerdem durch seine Altstadt („längste Theke der Welt“), seinen Einkaufsboulevard Königsallee („Kö“), den Düsseldorfer Karneval, den Fußballverein Fortuna Düsseldorf und den Eishockeyverein Düsseldorfer EG. Weitere Anziehungspunkte sind zahlreiche Museen und Galerien sowie die Rheinuferpromenade und der moderne Medienhafen. Das Stadtbild wird auch durch zahlreiche Hochhäuser und Kirchtürme, den 240 Meter hohen Rheinturm, viele Baudenkmäler und sieben Rheinbrücken geprägt. Düsseldorf hat eine große Anzahl ostasiatischer Einwohner, darunter die japanische Gemeinde mit über 8400 Einwohnern, welche die größte japanische Gemeinde Deutschlands und die drittgrößte in Europa nach London und Paris ist. In Düsseldorf befindet sich zudem die einzige Japantown in Deutschland. In nationalen und internationalen Städtevergleichen gilt die Lebensqualität in Düsseldorf als hoch.
Im sogenannten „Zukunftsatlas“ aus dem Jahr 2016 belegte die kreisfreie Stadt Düsseldorf Platz 21 von 402 Landkreisen und kreisfreien Städten in Deutschland und zählt damit zu den Orten mit „sehr hohen Zukunftschancen“. In der Rangliste von 2019 verbesserte sie sich auf Platz 12 von 401.

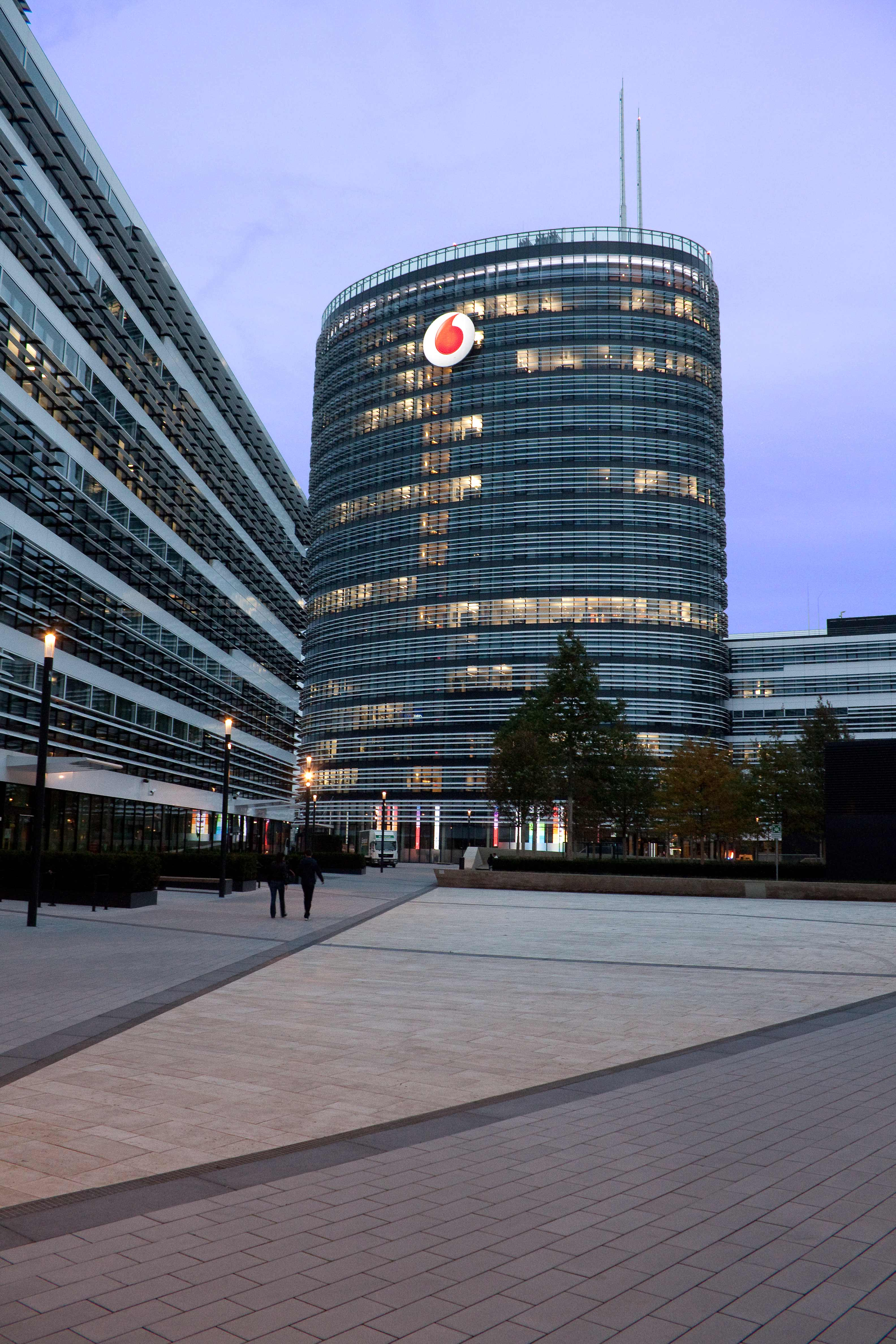
Vodafone-Campus

Düsseldorf ist eine wirtschaftsstarke, diversifizierte und global intensiv verflochtene Stadt in der Mitte der Metropolregion Rhein-Ruhr, in der sie eine funktionale Primatstellung innehat (vgl. Global City). Unter den Metropolfunktionen überragt der Sektor Entscheidungs- und Kontrollfunktionen alle Kreise und kreisfreien Städte in Nordrhein-Westfalen deutlich. In diesem Sektor rangiert Düsseldorf in Deutschland nach München und Berlin und vor Frankfurt am Main an dritter Stelle. Auch hinsichtlich seiner Ferninfrastrukturen und weltweiten Kontakte ist Düsseldorf von überragender Funktion in Nordrhein-Westfalen. Einerseits ist hierfür die zentrale Lage im bevölkerungsreichsten Ballungsraum Deutschlands ausschlaggebend. Andererseits stellen der Flughafen Düsseldorf als viertgrößter Flughafen Deutschlands sowie die Messe Düsseldorf mit 25 internationalen Leitmessen wichtige Faktoren für die wirtschaftliche Bedeutung der Stadt dar, insbesondere im Hinblick auf ihre internationale Verflechtung. Die starke Stellung des Düsseldorfer Arbeitsmarkts manifestiert sich in dem mit Abstand größten Einpendlerüberschuss unter den Kreisen und kreisfreien Städten Nordrhein-Westfalens (per Saldo +151.387 sozialversicherungspflichtige Beschäftigte). Das günstige Standortklima für wirtschaftliche Innovation und Unternehmensgründung ist an der relativ hohen Zahl neugegründeter Unternehmen ablesbar. 2009 war Düsseldorf bundesweit die führende Stadt bei Unternehmensneugründungen, geprägt durch Gründungen vor allem im Bereich forschungsintensiver Industrien. 2011 war die Stadt der deutsche Ort mit den meisten Direktinvestitionen aus dem Ausland. Die Zahl der durch Auslandsinvestitionen geschaffenen Stellen lag 2011 dreimal so hoch wie 2010 und innerhalb Deutschlands am höchsten. Damit war Düsseldorf auch nach diesem Parameter der beliebteste Standort für Auslandsinvestitionen in Deutschland. Nach einer Untersuchung des Beratungsunternehmens Ernst & Young war Düsseldorf 2013 – vor London und Paris – der Großraum mit der höchsten Zahl von Direktinvestitionen aus der Volksrepublik China in Europa. 2014 konnte die Region Düsseldorf nach London und vor Paris die meisten ausländischen Direktinvestitionen in Europa verbuchen. Das starke Wachstum chinesischer Investitionen wird einerseits mit den Standortvorteilen erklärt, die die in Nordrhein-Westfalen bestehenden Technikunternehmen, die zentrale Lage in Europa und der Messestandort bieten, andererseits mit der Eigendynamik einer bereits vorhandenen chinesischen Gemeinschaft, die sich einrichtet und engere Netzwerke knüpft. Zu bekannten chinesischen Firmen, die Sitze in Düsseldorf errichtet haben, gehören Huawei Europa, Oppo Europa, Vivo Deutschland und Xiaomi Deutschland.
Düsseldorf ist führender Standort in den Wirtschaftszweigen Werbung, europäisches Patentwesen, Telekommunikation, Unternehmensberatung und Kunsthandel sowie Deutschlands „Stadt der Mode“. Mit den Igedo Fashion Fairs und den Collections Premieren Düsseldorf (CPD) fanden sich hier führende Modemessen Europas. Mit dem neuen Format The Gallery Düsseldorf versucht der Messeveranstalter Igedo an frühere Erfolge anzuknüpfen. Über 600 Ausstellungsräume verschiedener Hersteller sowie große Textilhandelsfirmen konzentrieren sich in der Landeshauptstadt, über 1300 in der Agglomeration Düsseldorf. Den räumlichen Schwerpunkt bildet hierbei ein Cluster von Orderbüros rund um die Kaiserswerther Straße im Stadtteil Golzheim. Weiterhin ist Düsseldorf, gemessen am Umsatz, Deutschlands Modestandort Nummer eins: Mit rund 18 Milliarden Euro war der Modeumsatz in Düsseldorf nach einer Untersuchung des Kölner Instituts für Handelsforschung 2013 mehr als doppelt so hoch wie in München und Berlin zusammen. Geschätzt werden Nüchternheit und geschäftliche Effizienz des Modestandorts am Rhein.
Die Kultur- und Kreativwirtschaft der Stadt umfasste im Jahre 2011 rund 4.100 Unternehmen mit einem Jahresumsatz von etwa 7,4 Milliarden Euro, der Anteil der kreativen Klasse an den sozialversicherungspflichtig Beschäftigten ist nach einer Untersuchung für das Jahr 2008 unter den Kreisen und kreisfreien Städten Nordrhein-Westfalens in Düsseldorf am höchsten. Innerhalb Deutschlands gilt die eng verflochtene Metropolregion Rhein-Ruhr als führendes Zentrum der Kreativwirtschaft.
Zahlreiche internationale Firmen haben hier ihren Sitz: L’Oréal Deutschland, Komatsu Mining Germany, Air Liquide Deutschland, Nikon Deutschland, Vodafone Deutschland, die Metro AG, Rheinmetall, Henkel, Tata Steel mit Vallourec & Mannesmann Tubes, E-Plus und Qiagen. Die Mercedes-Benz Group produziert in Düsseldorf die geschlossenen Baureihen des Mercedes-Benz Sprinter sowie für Volkswagen den technisch verwandten Crafter. Zahlreiche Mittelstandsfirmen im Bereich Hochtechnologie, Medizintechnik, Sondermaschinen- und Anlagenbau sowie Antriebs- und Produktionstechnik und Nahrungsmittelsproduktion sind seit Jahrzehnten fester Bestandteil der Düsseldorfer Industrielandschaft. Dazu gehören unter anderem die Firmen Gerresheimer AG, Demag Cranes AG, Vossloh AG, GEA Group AG, A.u.K. Müller GmbH & Co. KG, Walter Flender Gruppe und Zamek. Die größte japanische Gemeinde in Kontinentaleuropa hat Düsseldorf den Beinamen „Nippon am Rhein“ eingebracht. So befinden sich in Düsseldorf rund 410 japanische Unternehmen. In der Stadt sind allerdings auch Unternehmen aus anderen Ländern in erheblichem Maße aktiv – besonders aus den Niederlanden, aus Großbritannien, Frankreich, Skandinavien und China. Wirtschaftliches Zentrum der japanischen Gemeinde ist die Immermannstraße, die mit ihren verschiedenen japanischen Restaurants, Geschäften und Supermärkten Einheimische und Touristen gleichermaßen anzieht.
Seit der Jahrtausendwende hat sich in Düsseldorf zudem eine lebendige Startup-Szene im Bereich der Internetwirtschaft entwickelt, die allerdings mit Städten wie Berlin, Hamburg und München noch nicht konkurriert. Zu den bekanntesten Düsseldorfer Start-up-Unternehmen zählen die Hotelsuchmaschine Trivago und im Bereich der FinTechs Auxmoney.
Die wirtschaftliche Stärke Düsseldorfs hat der Stadt zu soliden kommunalen Finanzen mit ausgeglichenen Haushalten seit 1999 verholfen. Im Jahre 2007 war die Stadt als zweite Großstadt Deutschlands schuldenfrei. Als erste deutsche Stadt hat sich Düsseldorf zudem 2005 einer Kreditbewertung unterzogen und wurde hierbei von der Bewertungsagentur Moody’s mit der Note „Aa1“ bewertet, der zweitbesten möglichen Wertung. Die Kreditwürdigkeit Düsseldorfs wurde damit höher eingeschätzt als etwa jene Nordrhein-Westfalens (Note „Aa2“), der Deutschen Bank („Aa3“) oder der Commerzbank („A2“).
2012 betrug das Bruttoinlandsprodukt (BIP) in Düsseldorf 41,5 Milliarden Euro. Das ist ein Anteil von 7,1 Prozent am BIP Nordrhein-Westfalens im Jahr 2012. Das BIP pro Erwerbstätigem in Düsseldorf betrug 2012 82.667 Euro – dies entspricht einem Kaufkraftindex von 125,3 des Werts in ganz Nordrhein-Westfalen. Im bundesweiten Städtevergleich liegt die Stadt damit zusammen mit Frankfurt am Main an der Spitze in Deutschland. Der Kaufkraftindex für die Landeshauptstadt liegt im langjährigen Vergleich rund 20 Punkte über dem Bundesdurchschnitt (100). Trotz der differenzierten Wirtschaft und der guten Rahmenbedingungen liegt die Arbeitslosigkeit seit Jahren höher als im Bundesdurchschnitt, was mit dem Wegfall von über 50.000 Arbeitsplätzen in der Industrie und dem verarbeitenden Gewerbe in den vergangenen 30 Jahren zusammenhängt. 2014 betrugen die Schulden der Stadt 383 Millionen Euro.
Die Wirtschafts-, Büro- und Verwaltungsstandorte der Stadt sind mit den stadtplanerischen Zielen der Entlastung der Innenstadt, der Entflechtung des Verkehrs, der Ausnutzung günstigerer Bodenpreise und der Schaffung städtebaulicher Entwicklungsimpulse über das gesamte Stadtgebiet verteilt worden. Neben der Innenstadt gelten folgende Bereiche als die wichtigsten Büro- und Verwaltungsstandorte:
- Medienhafen/Regierungsviertel
- Kennedydamm-Golzheim/nördliches Derendorf
- Oberkassel/Seestern
- Oberbilk/Internationales Handelszentrum
- Airport City
- Mörsenbroicher Ei und
- Grafenberger Allee.

Der Immobilienstandort Düsseldorf, der innerhalb der Metropolregion Rhein-Ruhr die Spitzenstellung einnimmt, zieht aufgrund seiner Werthaltigkeit sowie aufgrund seiner guten demografischen und wirtschaftlichen Aussichten hochwertige Immobilienentwicklungen und Investitionen an, sowohl im gewerblichen Bereich als auch auf dem Sektor der Wohnimmobilien. Das Beratungsunternehmen bulwiengesa stuft die Stadt aufgrund ihrer Bedeutung für den Immobilienmarkt neben sechs weiteren deutschen Metropolen in die Gruppe der sogenannten „A-Städte“ ein. Nach einer Untersuchung der CBRE gehörte Düsseldorf im ersten Halbjahr 2013 zu den zehn führenden Investmentmärkten für Gewerbeimmobilien in Europa. 2015 überstieg der Gesamtwert von verkauften Gewerbeimmobilien erstmals die Marke von drei Milliarden Euro. Die durch Individualisierung und Metropolisierung geförderte Gentrifizierung, die sich auf dem Wohnungsmarkt stark nachgefragter Stadtteile als Verdrängung einkommensschwacher Milieus durch Neubürger mit höherem Einkommen realisiert, führt in der Stadt zunehmend zu einer wohnungspolitischen Debatte. Der starken Nachfrage nach Wohnungen stehen eine geringe Zahl freier Wohnungen und eine geringe Zahl von Wohnungsneubauten gegenüber, was die Preise für Wohnraum verteuert. Im Niedrigzinsumfeld der 2010er Jahre führte die Situation nach Ansicht von Wohnungsmarktbeobachtern zu günstigen wirtschaftlichen Bedingungen für renditeträchtige Investitionen, insbesondere für Investitionen in den modern konzipierten, hochwertigen Geschosswohnungsneubau, zumal infolge geringer Neubautätigkeiten vorangegangener Jahrzehnte mittlerweile etwa 81 Prozent des Wohnungsbestandes älter als 30 Jahre war. Gemessen am durchschnittlichen Nettohaushaltseinkommen der Einwohner Düsseldorfs galten die Mietpreise in der Stadt im großstädtischen Vergleich allerdings als niedrig. Eine im Oktober 2012 veröffentlichte Untersuchung des Immobilienverbandes Deutschland ergab, in Bezug auf eine Dreizimmermietwohnung mit 70 Quadratmetern in mittlerer Wohnlage als Referenzgröße, dass ein Düsseldorfer Haushalt dafür im Durchschnitt 19,8 Prozent des Einkommens aufwendet, ein durchschnittlicher Berliner Haushalt 23,0 Prozent. 2013 berichtete die Deutsche Bundesbank, dass die Preisentwicklung auf Wohnungsmärkten in deutschen Großstädten, namentlich auch in Düsseldorf, möglicherweise zu „Übertreibungen“ geführt hätte. Als Folge der Finanz- und Weltwirtschaftskrise überlagerten sich in Düsseldorf in den letzten Jahren mehrere Trends, die bei Wohnimmobilien außergewöhnlich hohe Kauf- und Mietpreisanstiege erzeugten, vor allem in den innerstädtischen Lagen: ein Trend zurück in die Stadt (Reurbanisierung), kommunale Liberalisierungsbestrebungen, negative Realzinsen, die „Flucht“ von Privatanlegern in Sachwerte, schlechte Anlagealternativen für risikoarme Investitionen institutioneller Investoren und ein gewisses Bevölkerungswachstum. Die Volkszählung in Deutschland 2022 ermittelte für die Stadt Düsseldorf eine Gesamtzahl von 349.605 Wohnungen, davon waren 21,1 % von Eigentümern selbst bewohnt. Die Stadt hat somit die geringste Wohneigentumsquote in Nordrhein-Westfalen (Stand 2024). 265.530 waren Mietwohnungen (76 %) mit einer durchschnittlichen Kaltmiete von 9,24 Euro/m², davon 29.862 (11,2 %) mit einer günstigen Kaltmiete von unter 6 Euro/m². Somit war das Mieten zum Stichtag 15. Mai 2022 in der Stadt nach Köln in Nordrhein-Westfalen am teuersten. Bei einer durchschnittlichen Angebotsmiete von 12,12 Euro/m² kostete eine 80-m²-Wohnung in der Neuvermietung 970 Euro, über 230 Euro mehr als eine gleichgroße Bestandswohnung.

### Verkehr

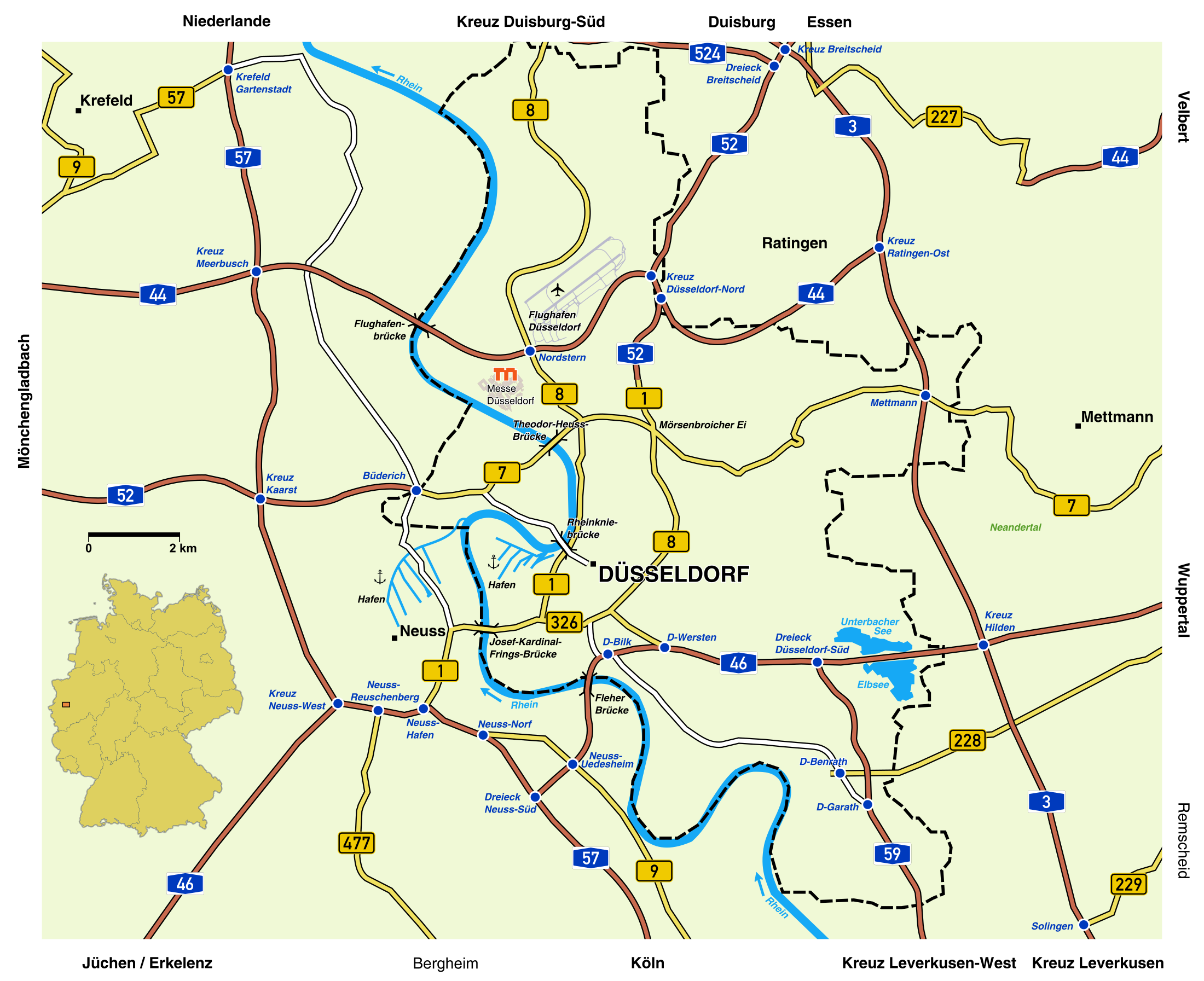
Netz der Autobahnen und Bundesstraßen in Düsseldorf und Umgebung

Düsseldorf weist eine dichte Verkehrsinfrastruktur auf. Hierzu trägt besonders die gute Ausstattung mit Anlagen des öffentlichen Personennahverkehrs (ÖPNV) und des motorisierten Individualverkehrs bei. Außerdem reduzieren die geringere Stadtgröße und die Lage in einer verkehrlich gut ausgebauten polyzentrischen Raumstruktur die Wahrscheinlichkeit von Verkehrsstaus erheblich. Im Hinblick auf Erreichbarkeitspotenziale im Straßen- und Schienenverkehr wies die Metropolregion Rhein-Ruhr, in deren Zentrum Düsseldorf liegt, 2001 die Spitzenposition der untersuchten Regionen in Nordwesteuropa auf. Dem gegenüber steht beispielsweise ein Vergleich der Unternehmensberatung Arthur D. Little, die Düsseldorf im Hinblick auf die Abstimmung und Vernetzung der ÖPNV-Systeme deutscher Großstädte auf dem letzten Platz sieht.

#### Flugverkehr

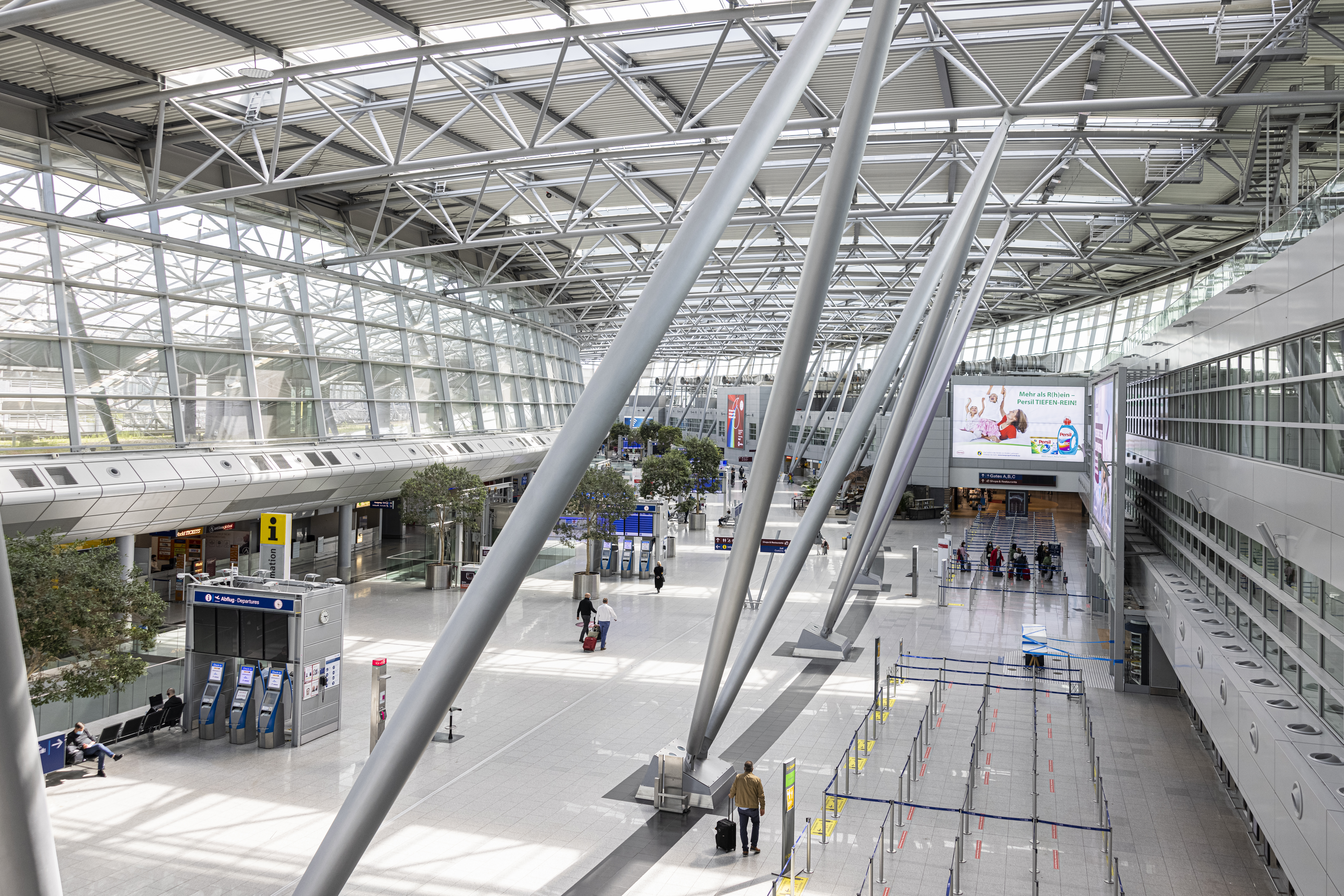
Abflugebene innerhalb des Flughafens Düsseldorf

Der Flughafen Düsseldorf ist gemessen an den Passagierzahlen nach dem Flughafen Frankfurt Main, dem Flughafen Berlin Brandenburg und dem Flughafen München der viertgrößte internationale Flughafen Deutschlands. Im Jahre 2012 flogen rund 20,8 Millionen Menschen mit 60 verschiedenen Fluggesellschaften von und zu weltweit 200 Zielen in über 50 Ländern. Der Flughafen zeichnet sich durch seine Nähe zum Stadtzentrum sowie zum Messegelände in Stockum, seinen direkten Anschluss an das Autobahnnetz und seiner sehr guten Anbindung an das Eisenbahnnetz aus, weshalb kurze Transferzeiten in das Stadtgebiet und die Region möglich sind.

#### Schiffsverkehr und Häfen

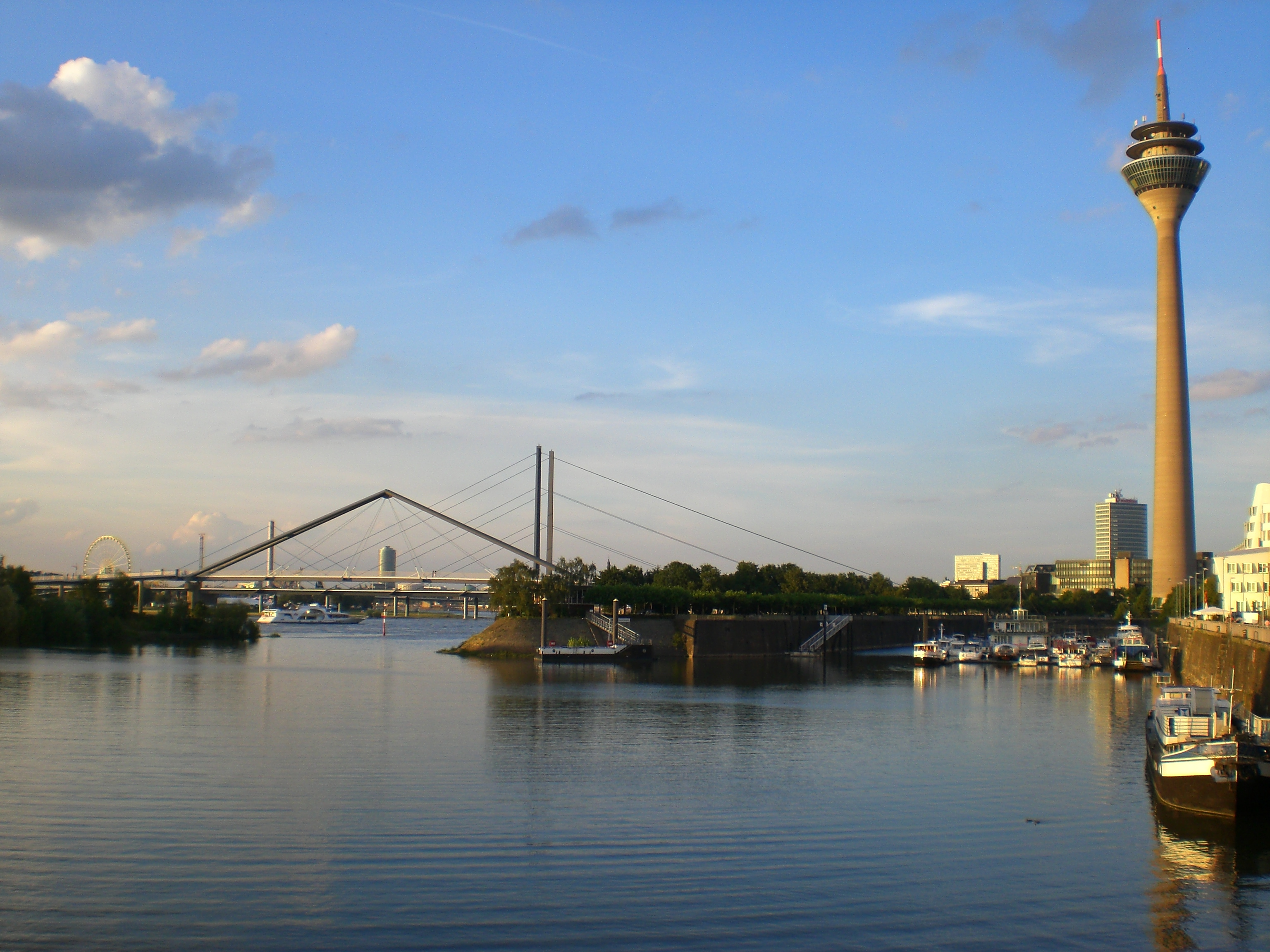
Düsseldorfer Hafen

Mit dem innenstadtnahen Hafen im gleichnamigen Stadtteil und dem Reisholzer Hafen, dessen Ausbau seit langer Zeit geplant ist, stehen der Rheinschifffahrt im Stadtgebiet zwei Umschlagplätze für Güter zur Verfügung. Über den Rhein, den damit verbundenen Kanälen und dem Main-Donau-Kanal ist Düsseldorf weitreichend an das europäische Binnenwasserstraßennetz – einschließlich Ems, Weser, Elbe, Oder und Donau – und mit wichtigen Seehäfen an der Nordsee und dem Schwarzen Meer verbunden. Für Wassersportler gibt es am Rheinpark Golzheim einen Sport- und Yachthafen.
Zwischen der Altstadt und Kaiserswerth verkehren regelmäßig Fahrgastschiffe der Weissen Flotte Düsseldorf, die vor 1993 von der Rheinbahn betrieben wurden. Die Köln-Düsseldorfer Rheinschifffahrts AG (kd) besitzt ebenfalls Anlegestellen im Stadtgebiet. Mit der Rheinfähre Langst–Kaiserswerth und der Fähre zwischen Urdenbach und Zons sind noch zwei Autofähren in Betrieb. Eine dritte Autofähre verkehrte bis zur Eröffnung der Fleher Brücke 1979 zwischen Himmelgeist und Uedesheim. Heute verkehrt hier sonntags bei günstigem Wetter eine Personenfähre mit Mitnahmemöglichkeit von Fahrrädern. Seit einigen Jahren verkehren zwischen der Rheinkirmes und der Altstadt ebenfalls Personenfähren.

#### Städtischer Straßenverkehr

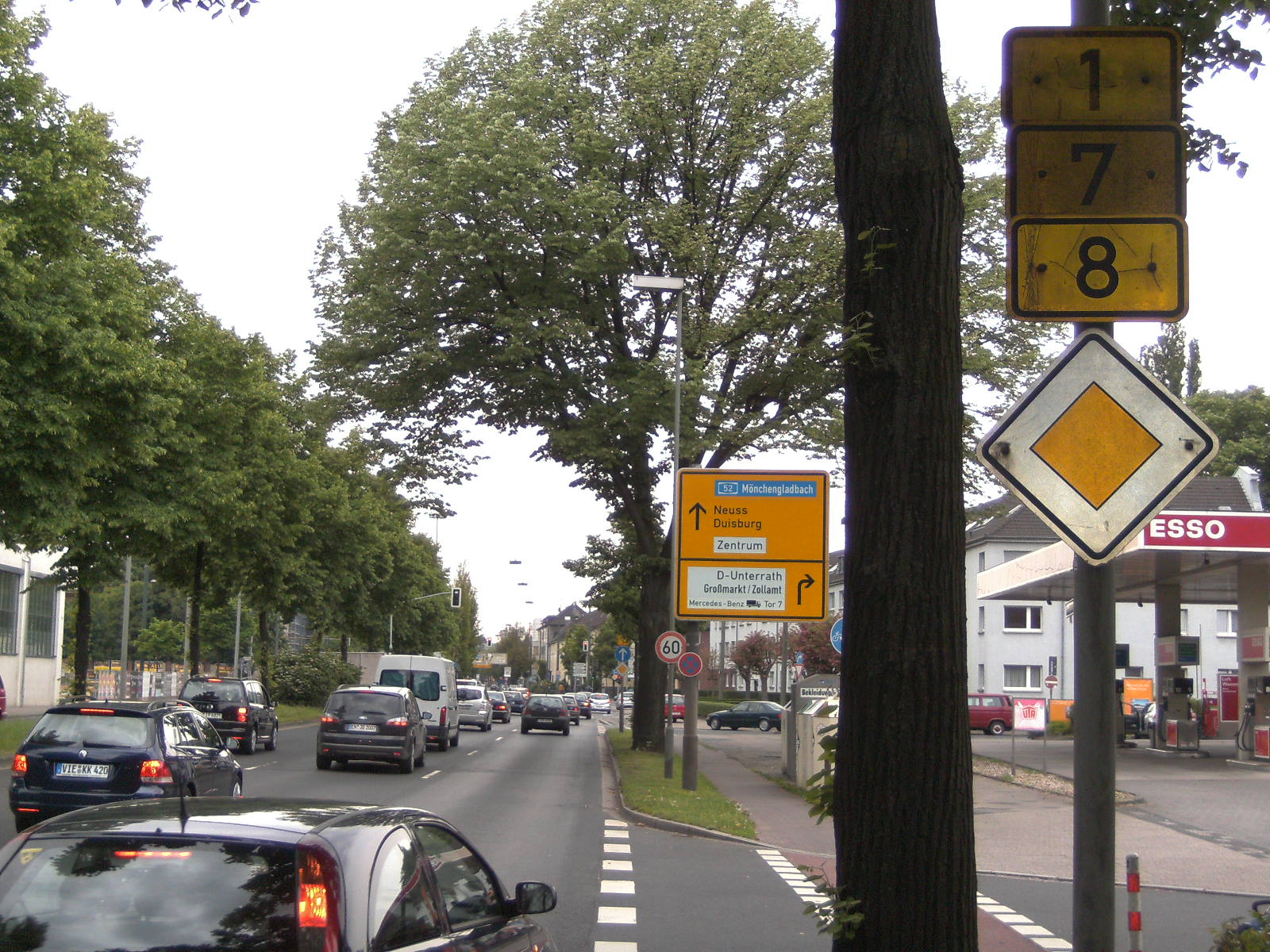
In Düsseldorf-Derendorf haben die B 1, B 7 und B 8 auf rund zwei Kilometern eine gemeinsam verlaufende Strecke.

Die Bundesstraßen B 1 und B 8 durchqueren das Stadtgebiet in Nord-Süd-Richtung und die Bundesstraße B 7 in Ost-West-Richtung. Einmalig in Deutschland nehmen hier drei einstellige Bundesstraßen einen gemeinsamen Verlauf. Ihren heutigen Verlauf und Charakter verdanken sie
- der 1957 fertiggestellten Theodor-Heuss-Brücke,
- ringförmig um die Innenstadt verlaufender Straßen zwischen dem Nord- und Südfriedhof, die zum sogenannten Lastring ausgebaut wurden,
- der neuen B 8 zwischen Golzheim und dem Autobahnkreuz Duisburg-Süd, die Danziger Straße heißt, und
- dem seit 15. Dezember 1993 in Betrieb befindlichen Rheinufertunnel.

Die B 228 verbindet Benrath mit Hilden, Haan und Wuppertal. Heute dienen alle Bundesstraßen im Stadtgebiet in erster Linie dem städtischen Durchgangsverkehr und dem Verkehr zu und von den Autobahnen, die außerhalb des Stadtgebietes die Rolle der Bundesstraßen im Fernstraßennetz übernommen haben. Bis auf die B 7 und B 228 nach Wuppertal endet deshalb die Kennzeichnung der Bundesstraßen noch im Stadtgebiet oder kurz dahinter. Ein Beispiel ist die ehemalige B 8 zwischen Wersten und Hellerhof und weiter bis Opladen. Parallel zu ihr verläuft mit der Münchener und Frankfurter Straße eine vierspurige Kraftfahrstraße zwischen Bilk und Garath. Mit ihrem Bau wurde schon in den 1960er Jahren begonnen um den sich vervielfachenden Autoverkehr in die stark wachsenden oder neuen Stadtteile im Düsseldorfer Süden bewältigen zu können.
Die Verkehrsplanung nach dem Zweiten Weltkrieg prägte zunächst Friedrich Tamms, ein Verfechter der autogerechten Stadt. Neben einigen der schon genannten Bauprojekte, der Rheinkniebrücke und der Oberkasseler Brücke plante er eine dritte leistungsfähige Nord-Süd-Verkehrsachse zwischen Golzheim und Wersten. Die Berliner Allee und die sich nördlich anschließende Hochstraße – auch Tausendfüßler genannt, im April 2013 abgerissen und durch Tunnelbauwerke unter dem Kö-Bogen ersetzt – waren die zentralen Vorhaben auf dieser Achse und wurden zwischen 1954 und 1962 gebaut.

#### Autobahnen
Die A 3 zwischen Frankfurt am Main und Oberhausen verläuft östlich außerhalb des Stadtgebietes und war bis Ende der 1960er Jahre die nächstgelegene Autobahn. Ihr erstes Teilstück zwischen Mettmann und Köln-Mülheim wurde bereits 1936 freigegeben. Erreichbar war sie zunächst nur über die heutige B 7. Der Nördliche Zubringer entstand von 1950 bis 1960 mit dem Neu- und Ausbau der B 1 zwischen dem heutigen Mörsenbroicher Ei und Kreuz Breitscheid zur Kraftfahrstraße. Der Südliche Zubringer – eine als B 326 gekennzeichnete Kraftfahrstraße zwischen Wersten und dem heutigen Kreuz Hilden – kam 1956 hinzu.
Die A 57 zwischen Köln und Nimwegen ist die zweite Nord-Süd-Verbindung in Reichweite der Stadt, existiert seit 1986, das Teilstück zwischen Neuss und Köln bereits seit 1966 (ab 1970 Autobahn) und war zunächst nur über die heutige Josef-Kardinal-Frings-Brücke erreichbar.
Die A 52 ist im Großraum Düsseldorf in zwei Abschnitte geteilt. Das nördliche Teilstück zwischen der Anschlussstelle Düsseldorf-Rath und dem Dreieck Essen-Ost entspricht bis zum Kreuz Breitscheid dem Nördlichen Zubringer, der 1971 zur Autobahn hochgestuft wurde. Das westliche Teilstück erstreckt sich heute zwischen der Anschlussstelle Büderich und Roermond, ist die Fortsetzung der B 7 in westlicher Richtung und bindet die Stadt über das Kaarster Kreuz an die A 57 an. Der erste Abschnitt bis zum Kreuz Neersen wurde 1971 freigegeben und 1973 zur Autobahn hochgestuft.
Die A 59 zwischen dem Dreieck Düsseldorf-Süd und Kreuz Leverkusen-West verläuft parallel zur A 3, entlastet diese, bindet aber auch Monheim, Langenfeld und Leverkusen besser an Düsseldorf an und wurde zwischen 1968 und 1973 gebaut.
Die A 46 zwischen Heinsberg und dem Kreuz Wuppertal-Nord tangiert die Innenstadt südlich, bindet die Heinrich-Heine-Universität an das Autobahnnetz an und stellt seit 1986 eine lückenlose Querverbindung zwischen der A 3, A 59 und A 57 her. Teilstücke wurden 1979 nach Fertigstellung der Fleher Brücke und 1983 mit der Eröffnung des Universitätstunnels freigegeben. Bereits 1972 wurde der Südliche Zubringer zur Autobahn hochgestuft.
Die A 44 zwischen Aachen und Velbert verläuft durch die nördlichen Stadtteile und stellt seit der Eröffnung der Flughafenbrücke 2002 eine lückenlose Querverbindung zwischen der A 3, A 52 und A 57 her. Der direkte Anschluss der Messe, ESPRIT arena und des Flughafens an das Autobahnnetz erfolgte bereits 1992, als ein wichtiges Teilstück der A 44 mit Anschluss an die A 52 im Kreuz Düsseldorf-Nord freigegeben wurde.
Die zuletzt gebauten Autobahnen A 44 und A 46 sind im Großraum Düsseldorf die einzigen überregionalen Autobahnen in Ost-West-Richtung. Sie durchqueren das Stadtgebiet ganz, weshalb sie die übrigen Rheinbrücken und städtischen Durchgangsstraßen entlasten aber auch vier Autobahntunnel gebaut werden mussten. Zusammen mit der A 3 und der A 57 bilden sie seit 2002 den Autobahnring Düsseldorf.

#### Fahrverbote
Am 13. September 2016 wurde die Bezirksregierung Düsseldorf vom Verwaltungsgericht Düsseldorf dazu verurteilt, den seit Anfang 2013 geltenden Luftreinhalteplan so zu ändern, dass dieser die erforderlichen Maßnahmen zur schnellstmöglichen Einhaltung des Grenzwertes für Stickstoffdioxid (NO2) enthält. Die staatliche Pflicht zum Schutz der Gesundheit fordere eine schnellstmögliche Einhaltung des Grenzwertes. Dem werde der aktuelle Luftreinhalteplan angesichts des großen Verursachungsanteils von Dieselfahrzeugen nicht mehr gerecht: Er müsse daher binnen eines Jahres fortgeschrieben werden. In diesem Rahmen müssten insbesondere auch Fahrverbote für Dieselfahrzeuge ernstlich geprüft und abgewogen werden.

#### Eisenbahnverkehr

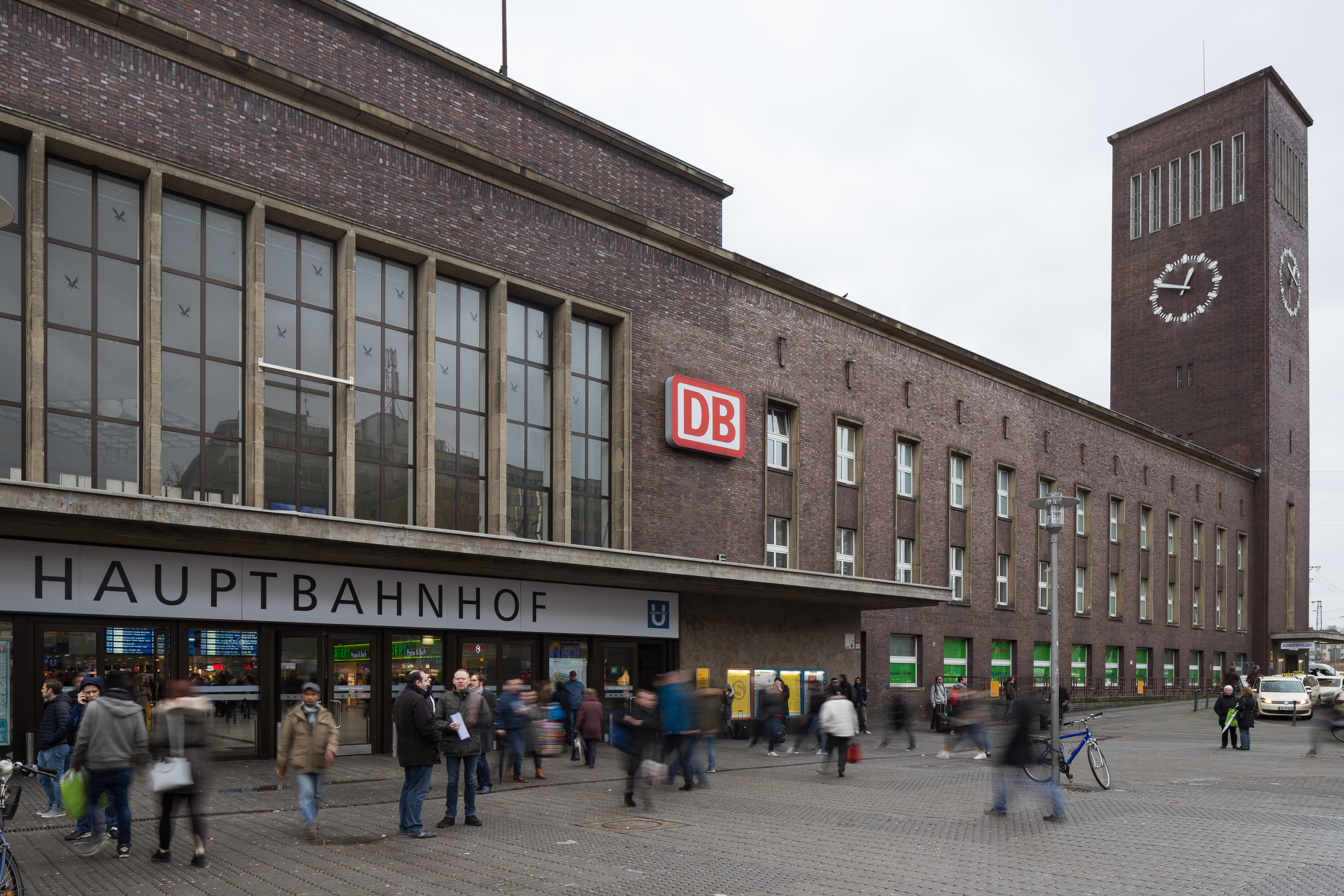
Düsseldorf Hauptbahnhof

Durch das Stadtgebiet führen die Bahnstrecken
- Köln–Duisburg (mit ICE und EC/IC-Verkehr)
- Mönchengladbach–Düsseldorf,
- Düsseldorf–Wuppertal,
- Düsseldorf–Essen (nur S-Bahn-Verkehr),
- Düsseldorf–Solingen (nur S-Bahn-Verkehr),
- Düsseldorf–Mettmann (nur S-Bahn-Verkehr) und
- Troisdorf–Mülheim-Speldorf (nur Güterverkehr)

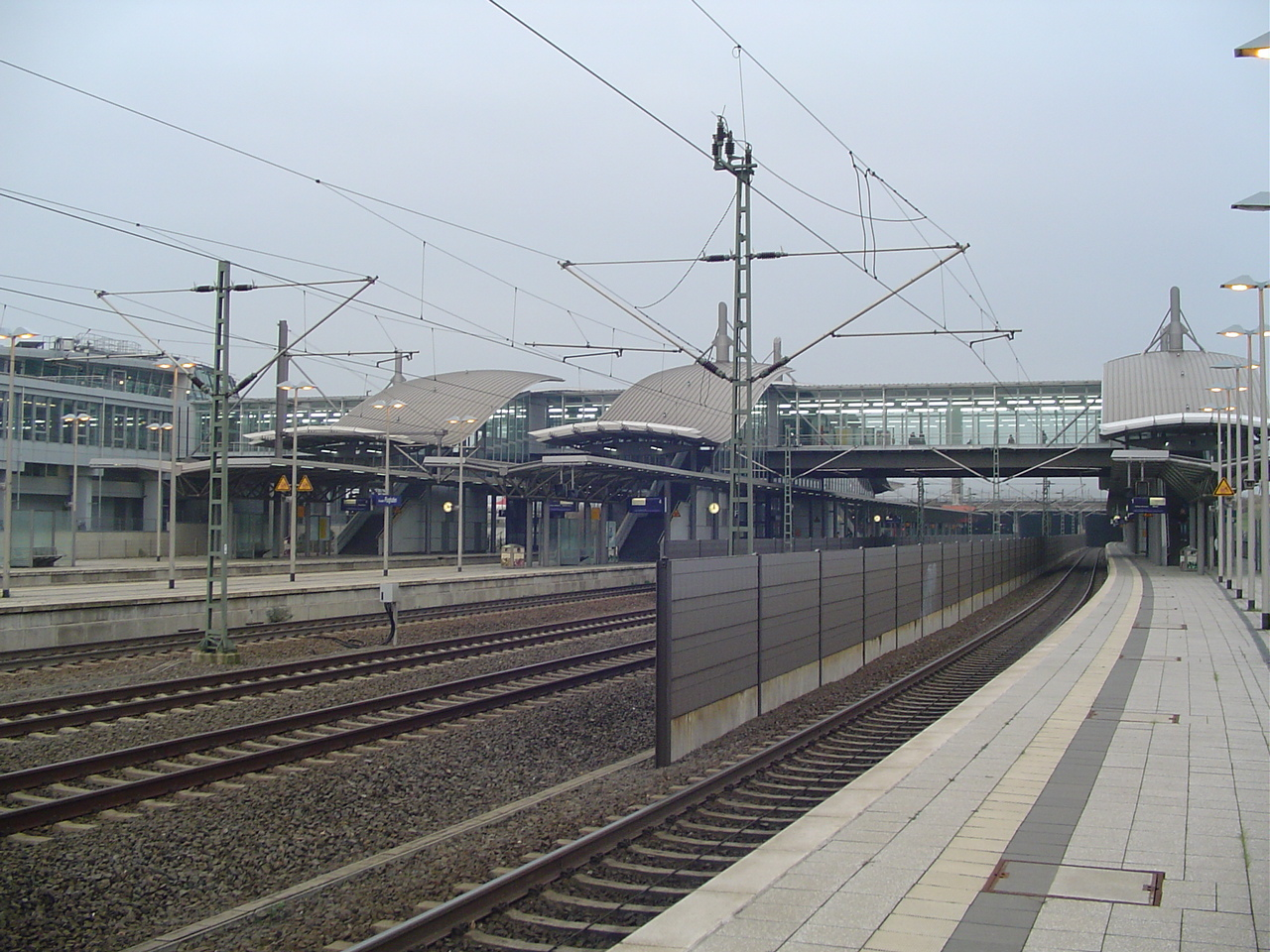
Bahnhof Düsseldorf Flughafen

Im Hauptbahnhof – dem zentralen und seit 1891 an seinem heutigen Standort gelegenen Fernbahnhof – sind diese Bahnstrecken bis auf die Güterbahnstrecke miteinander, mit der Stadtbahn und dem übrigen öffentlichen Personennahverkehr verknüpft.
Auf der Bahnstrecke Köln–Duisburg in der Nähe des Flughafens liegt der Bahnhof Düsseldorf Flughafen, an dem außer den Zügen einer S-Bahn- und aller sieben Regional-Express-Linien auch ein Teil der hier verkehrenden ICE- und EC/IC-Züge halten. Die knapp 2,5 Kilometer entfernten Terminals erreichen Passagiere und Besucher des Flughafens mittels des SkyTrains. Dort existiert über den unterirdischen Kopfbahnhof Düsseldorf-Flughafen Terminal eine zweite Anbindung des Flughafens an das Schienennetz, über die eine zweite S-Bahnlinie ganztägig verkehrt und nachts einzelne Fahrten mehrerer Regional-Express- und weiterer S-Bahn-Linien verlängert werden.
Ebenfalls an der Bahnstrecke Köln–Duisburg aber im Süden Düsseldorfs liegt der Regionalbahnhof Düsseldorf-Benrath, an dem zwei Regional-Express-Linien und eine S-Bahn-Linie ganztägig halten. Hervorzuheben ist auch der an der Bahnstrecke Mönchengladbach–Düsseldorf liegende Bahnhof Düsseldorf-Bilk, der eine stark frequentierte Umstiegshaltestelle zwischen vier Regional-Express-, einer Regionalbahn-, drei S-Bahn-Linien, den auf der Wehrhahn-Linie verkehrenden Stadtbahnen und den Busverbindungen zur Heinrich-Heine-Universität ist.
Einschließlich der vorgenannten Bahnhöfe liegen im Stadtgebiet 25 S-Bahn-Stationen.
Im Eisenbahngüterverkehr ist Düsseldorf jedoch nach Stilllegung und Abbruch seines Rangierbahnhofes Düsseldorf-Derendorf kein Eisenbahnknoten mehr, der größte Güterbahnhof des gesamten Düsseldorfer Eisenbahnkomplexes ist heute im Bahnhof des benachbarten Neuss.

#### Öffentlicher Personennahverkehr

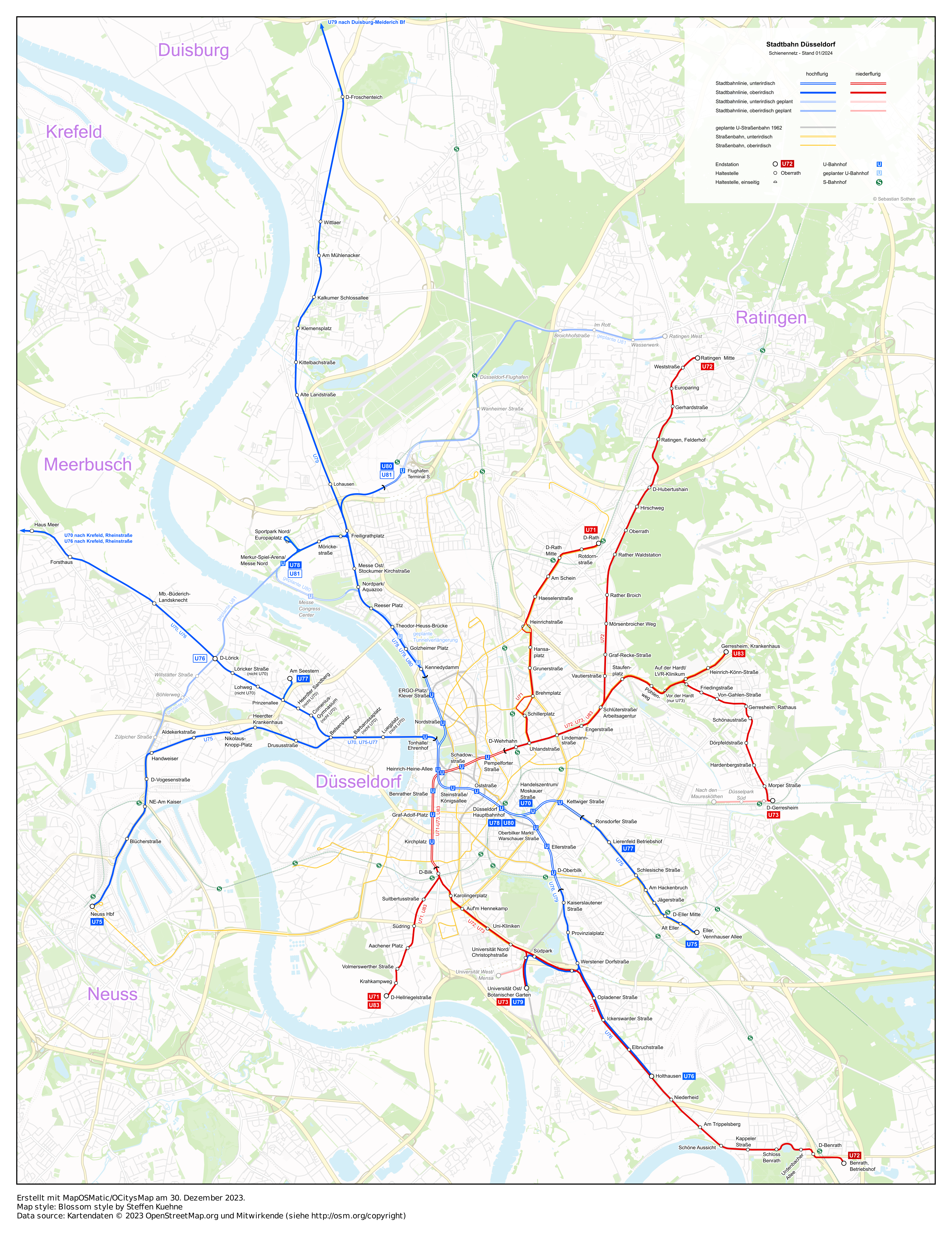
Straßen- und Stadtbahnnetz Düsseldorf

Düsseldorf verfügt über ein dichtes Netz an S-Bahn-, Stadtbahn-, Straßenbahn- und Stadtbuslinien, das Teil des Verkehrsverbundes Rhein-Ruhr (VRR) ist. Der öffentliche Personennahverkehr (ÖPNV) im Stadtgebiet wird durch die Rheinbahn, die Regiobahn und verschiedenen Unternehmen im Schienenpersonennahverkehr betrieben. Alle Linien können mit Tickets des VRR genutzt werden. Über dessen Tarifgebiet hinaus gilt der NRW-Tarif und bei Fahrten in den Großraum Köln auch der Tarif des Verkehrsverbundes Rhein-Sieg (VRS).
Ein Straßenbahnnetz wurde gegen Ende des 19. Jahrhunderts aufgebaut, zunächst mit Wagen, die von Pferden über die Gleise gezogen wurden, ab 1896 dann elektrisch.
Dieses Bahnnetz umfasste auch Überlandstrecken nach Krefeld (K-Bahn) und Duisburg (D-Bahn) sowie von Benrath nach Solingen-Ohligs. Die Verbindungen nach Krefeld und Duisburg bestehen bis heute als Stadtbahnlinien U70 und U76 (Krefeld) sowie U79 (Duisburg). Weitere ortsübergreifende Linien bestehen nach Neuss und Ratingen. Mit dem sukzessiven Ausbau des Stadtbahnnetzes verkleinerte sich das Straßenbahnnetz von 19 (1981) auf sieben (2018) Linien und auf eine Streckenlänge von 70,2 Kilometern.
Die Stadtbahn Düsseldorf umfasst derzeit elf Linien. Sieben von ihnen verlaufen durch den 1988 eröffneten Innenstadttunnel zwischen U-Bahnhof Heinrich-Heine-Allee und dem Hauptbahnhof. Eine weitere Tunnelstrecke für vier neue Stadtbahnlinien, die Wehrhahn-Linie, wurde am 20. Februar 2016 eröffnet. Der U-Bahnhof Heinrich-Heine-Allee ist der zentrale Umstiegspunkt zwischen allen Stadtbahnlinien. Alle Tunnelstrecken haben oberirdische Zulaufstrecken, die nur teilweise mit unabhängigen oder besonderen Bahnkörpern ausgestattet sind.
Seit 1924 verkehren auch Linienbusse in Düsseldorf. Neben Stadtbuslinien innerhalb des Stadtgebietes stellten Regionalbusse Verbindungen zu anderen Städten her, insbesondere nachdem der Betrieb auf einigen Überlandstraßenbahn-Linien eingestellt wurde. Inzwischen hat die Rheinbahn ihre Linie nach Jülich eingestellt und weitere Linien nach Essen, Velbert, Solingen, Leichlingen, Opladen und Moers verkürzt. Heute bestehen noch Verbindungen nach Mülheim an der Ruhr, Mettmann, Erkrath, Solingen-Ohligs, Langenfeld und Monheim; nach Haan fahren inzwischen sogar Schnellbusse. Heute verkehren im Stadtgebiet 42 Stadtbus- und sieben Schnellbuslinien. Buslinien sind auch ein wesentlicher Bestandteil des Nachtverkehrs in den Nächten von Freitag auf Samstag, Samstag auf Sonntag sowie in den Nächten auf Feiertage. Acht NachtExpress-Linien verkehren zwischen 0:00 und 5:00 Uhr im 30- oder 60-Minuten-Takt. Am 20. August 2018 wurde der Betrieb auf drei Metrobuslinien aufgenommen.
Die erste S-Bahn-Linie außerhalb der Großräume Berlin und Hamburg wurde 1967 zwischen Garath und Ratingen eröffnet. Es folgten der Anschluss des Flughafens an das S-Bahn-Netz 1975 mit der Eröffnung des Bahnhofs unter dem Terminal, die Inbetriebnahme der S8 – auch Ost-West-S-Bahn genannt – zwischen den Hauptbahnhöfen von Hagen und Mönchengladbach am 29. Mai 1988 und der S28 zwischen Kaarst und Mettmann am 26. September 1999. Nach Verlängerungen weiterer Linien verkehren im Stadtgebiet heute sieben S-Bahn-Linien.

#### Fahrrad- und Fußgängerverkehr

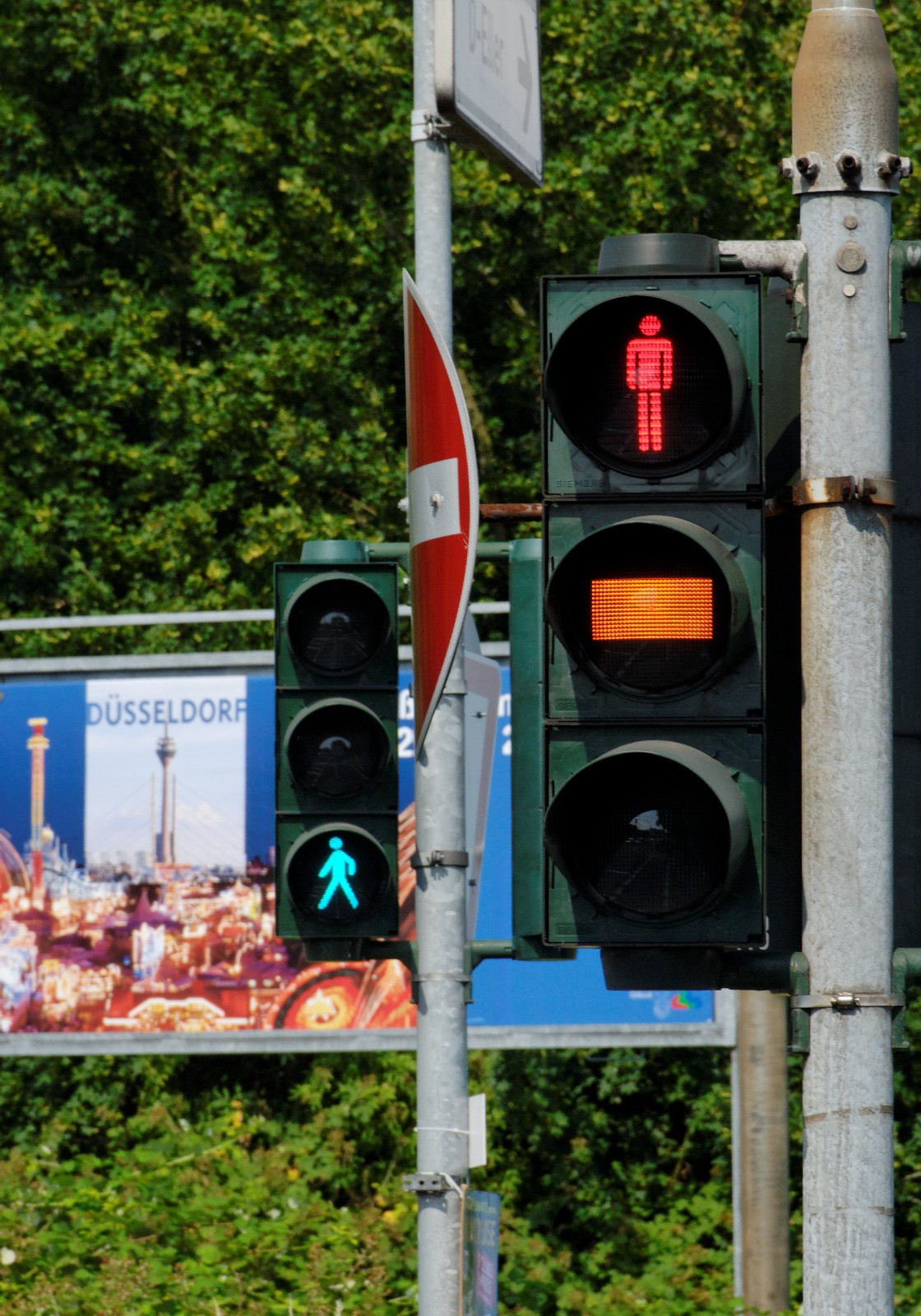
Fußgängerampel mit Gelbphase

Düsseldorf ist an einige nationale und internationale Fernradwege angeschlossen, u. a. an den Rheinradweg.
Seit dem Jahr 2008 verfügt die Innenstadt Düsseldorfs über ein Fahrradverleihsystem mit Netzcharakter, das auch für Einwegfahrten geeignet ist. Betreiber ist das Unternehmen nextbike. 2011 stehen 400 Mieträder an 58 markierten Stationen im Stadtgebiet zur Verfügung. Pedelecs werden an der Fahrradstation am Hauptbahnhof verliehen.
Die Stadt Düsseldorf ist Mitglied der Arbeitsgemeinschaft fußgänger- und fahrradfreundlicher Städte, Gemeinden und Kreise in Nordrhein-Westfalen, von der sie 2007 das Prädikat „fahrradfreundliche Stadt“ verliehen bekommen hat, auch wenn das Radwegenetz nach Ansicht vieler Bürger noch als sehr lückenhaft angesehen wird.
Düsseldorf ist die einzige Stadt in Deutschland, deren Lichtsignalanlagen für Fußgänger über eine separate Gelbphase verfügen. Hier wird das Gelbsignal durch einen rechteckigen gelben Balken gekennzeichnet. Während dieser Zeit haben die Fußgänger die Möglichkeit, die Kreuzung zu räumen, ohne – wie in anderen Städten – gegen Rot laufen zu müssen. Unmittelbar nachdem das Fußgängersignal von Gelb auf Rot wechselt, wird die Freigabe für den Querverkehr sofort eingeleitet. Auch vor der Grünphase gibt es für Fußgänger eine kurze Rot-Gelb-Phase von weniger als einer Sekunde Dauer. Vor vielen Lichtsignalanlagen für den motorisierten Verkehr sind zusätzliche Lichtzeichenanlagen vorzufinden, die den Kraftverkehr mittels abwechselnd blinkender Gelbphase vor roten Lichtsignalanlagen warnt.
Lichtsignalanlagen in Düsseldorf sind zu einem erheblichen Teil bereits auf Leuchtdiodentechnik umgestellt, was gegenüber Glühlampen niedrigeren Wartungsaufwand, deutlichere Erkennbarkeit und auch einen geringeren Energieverbrauch gewährleisten soll.
In Düsseldorf dürfen Mietfahrräder der Deutschen Bahn (Call a Bike) seit 2020 nicht weiter im öffentlichen Straßenraum, etwa auf Gehwegen, abgestellt werden. Die Stadt Düsseldorf hatte dem Betreiber per Ordnungsverfügung aufgegeben, die komplette Flotte aus dem öffentlichen Straßenraum zu entfernen und das Abstellen der Fahrräder in Zukunft zu unterlassen.

### Technik, Industrie und verarbeitendes Gewerbe

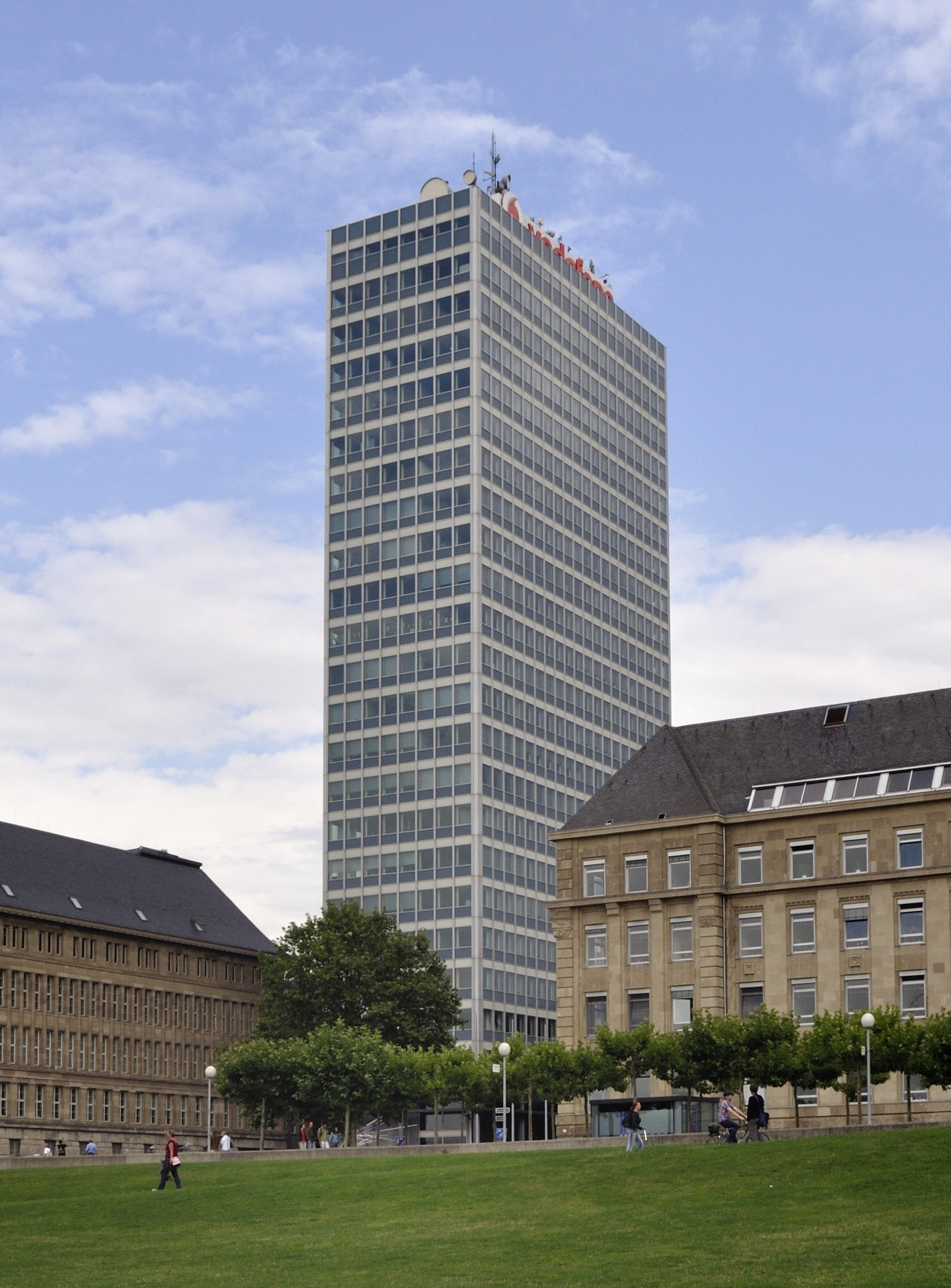
Mannesmann-Hochhaus, seit 2013 Sitz des nordrhein-westfälischen Wirtschaftsministeriums

Düsseldorfs stürmische Entwicklung zur Großstadt wurde durch die Ansiedlung von Industriebetrieben im 19. Jahrhundert vorangetrieben. Noch heute ist die nordrhein-westfälische Landeshauptstadt eine industriell geprägte Stadt. Die 1129 Betriebe des verarbeitenden Gewerbes (ohne Baugewerbe und Energie- und Wasserversorgung) erwirtschafteten 2005 etwa 29 Prozent des steuerbaren Umsatzes aller Unternehmen in der Stadt und damit nur etwas weniger als der Handel (etwa 32 Prozent), aber deutlich mehr als das Dienstleistungsgewerbe (etwa 9 Prozent). Allerdings ist die Bedeutung des verarbeitenden Gewerbes in den vergangenen Jahren deutlich zurückgegangen. Während die Düsseldorfer Industriebetriebe 1979 noch 90.000 Arbeitsplätze boten, ist die Beschäftigtenzahl in diesem Bereich bis 2006 auf nur noch 38.791 im Jahresmittel zurückgegangen mit fallender Tendenz.
Der größte und bekannteste Düsseldorfer Industriebetrieb ist der Henkel-Konzern, ein Chemieunternehmen, das Wasch- und Reinigungsmittel, Kosmetik und Körperpflegeprodukte sowie Klebstoffe, Dichtstoffe und Produkte für die Oberflächentechnik herstellt und bis heute im Stadtteil Reisholz produziert. Im Bereich Kosmetik und Hygienemittel sind in Düsseldorf die L’Oréal Deutschland GmbH, die Marbert AG sowie die Hakle-Kimberly Deutschland GmbH (Kimberly-Clark Corporation) tätig. Im Bereich Medizintechnik und Pharma ist die Firma Gerresheimer AG ansässig, ein MDAX-notiertes, weltweit tätiges Unternehmen für Hochleistungsgläser und biokompatible Kunststoffprodukte.
Das metallverarbeitende Gewerbe hat eine lange Tradition. Das bekannteste Unternehmen aus diesem Bereich war Mannesmann, das nach seiner Zerschlagung in Teilen in Düsseldorf weiter produziert, darunter die Vallourec & Mannesmann Tubes (Stahlröhren). Ebenfalls bekannt ist der Rheinmetall-Konzern, der größte rein deutsche Waffenproduzent mit Sitz in Düsseldorf-Derendorf. Weitere metallverarbeitende Unternehmen sind Schmolz + Bickenbach (Edelstahl-Langprodukte) und Hille & Müller GmbH. Seit 2011 hat die GEA Group AG, ein international tätiges Unternehmen im Bereich des Spezialmaschinenbaus, ihren Sitz in Düsseldorf.
Im Bereich Fahrzeugtechnik, Verkehr und Transport ist der größte Betrieb das Werk von Mercedes-Benz Vans in Derendorf, in dem Mercedes-Benz Sprinter und VW Crafter (2006–2016) montiert werden bzw. wurden sowie für die US-amerikanische Mercedes-Marke Freightliner CKD-Bausätze zusammengestellt werden. Demag Cranes produziert in Benrath Hafen-, Terminal- und Eisenbahnkräne sowie automatisch gesteuerte Transportfahrzeuge und entwickelt dazugehörige Management- und Navigationssoftware. Benachbart stellt die Komatsu Mining Germany GmbH Großhydraulik- und Minenhydraulikbagger her. Demag Cranes und Komatsu Mining Germany verbindet der gemeinsame Ursprung aus der Carlshütte AG. Weiterhin stellt die Vossloh Kiepe GmbH Steuerungs- und Antriebstechnik für Straßenbahnen und Oberleitungsbusse sowie Hybridantriebe und Spezialfahrzeuge her. Die Walther Flender Gruppe produziert Antriebs- und Fördertechnik. Aus der Vergangenheit sind die Schiess AG und die DUEWAG erwähnenswert.
Die Papierindustrie ist in der Stadt durch die Firmen Julius Schulte Söhne GmbH & Co. und den Stora-Enso-Konzern (ehemals Feldmühle) vertreten, der bis 2008 einen Produktionsstandort in Reisholz betrieb und heute seine Deutschlandzentrale in Düsseldorf unterhält. Guschky & Tönnesmann GmbH & Co. KG stellen Ausrüstungen für die Papier- und Verpackungsindustrie her.
Aus dem Bereich Nahrungsmittel sind Zamek Nahrungsmittel GmbH & Co. KG, die Teekanne GmbH, die Düsseldorfer Löwensenf GmbH sowie BASF Personal Care and Nutrition und die Fortin Mühlenwerke bekannt. Das traditionelle Düsseldorfer Altbier wird heute – außer in Hausbrauereien – jedoch nicht mehr in großen Brauereianlagen gebraut. Die großen Brauereistandorte in Derendorf und Heerdt sind stattdessen heute Konversionsflächen. Des Weiteren ist mit der Deutschen Tiernahrung Cremer ist Deutschlands größter Mischfutterhersteller in Düsseldorf beheimatet.
Weitere bekannte Betriebe sind die SMS Siemag, die Hütten- und Walzwerkstechnik herstellt, die TELBA AG im Bereich Telekommunikations- und Sicherheitstechnik, die behr Labor-Technik GmbH, die A.u.K. Müller GmbH & Co. KG, ein Unternehmen für Magnetventile, die MHG Strahlanlagen GmbH sowie die Carborundum-Dilumit Schleiftechnik GmbH (ehemals Carbo Group), die Schleifscheiben fertigt.

### Finanz- und Versicherungswirtschaft
Der Finanzplatz Düsseldorf gehört neben Frankfurt am Main, München und Stuttgart zu den größten Deutschlands. Außerdem ist Düsseldorf eine wichtige traditionsreiche deutsche Börsenstadt (Börse Düsseldorf). Als Bankenstandort mit nationaler und internationaler Bedeutung sind in Düsseldorf 83 Kreditinstitute mit einer Filiale oder ihrer Zentrale vertreten. Dazu zählt das traditionsreiche Bankhaus HSBC Trinkaus & Burkhardt, die NRW.Bank, Deutsche Apotheker- und Ärztebank, Deutsche Industriebank (IKB), DZ Bank, Helaba, Targobank, Sparda-Bank West, PSD-Bank Rhein Ruhr, Stadtsparkasse Düsseldorf, aber auch viele Auslandsbanken wie BBVA, Wells Fargo und Crédit Mutuel. Die japanischen Großbanken MUFG Bank, Mizuho Bank und Sumitomo Mitsui Banking Corporation haben ihre Deutschlandzentrale allesamt in Düsseldorf. Der Bankenverband Nordrhein-Westfalen und der Rheinische Sparkassen- und Giroverband haben ihren Sitz in Düsseldorf. Der Genoverband e. V. hat in der Stadt einen Verwaltungssitz.
Schließlich ist Düsseldorf Sitz einiger großer Versicherungen wie ERGO-Versicherungsgruppe, ARAG-Konzern, Provinzial Rheinland und Deutsche Rück. Zwei bekannte Unternehmen aus der Finanztechnologie sind Auxmoney und Compeon und befinden sich in Düsseldorf. Im Bereich Wirtschaftsprüfung ist Düsseldorf ein bedeutender Standort. Die großen, global tätigen Wirtschaftsprüfungsunternehmen PwC, KPMG, Deloitte und Ernst & Young unterhalten größere Standorte in der Landeshauptstadt. Warth & Klein Grant Thornton hat seinen deutschen Hauptsitz in Düsseldorf. Im Bereich der Unternehmensberatungen unterhält McKinsey seinen deutschen Hauptsitz in Düsseldorf, ebenso sind unter anderem Accenture, Boston Consulting Group, Kienbaum und Bain & Company in Düsseldorf vertreten. Insgesamt sind etwa 880 Wirtschaftsprüfungen mit rund 9900 Beschäftigten in Düsseldorf tätig.
Als Standort für Anwaltssozietäten vor allem mit dem Schwerpunkt Wirtschaftsrecht ist Düsseldorf einer der bundesweit bedeutendsten Standorte. Unter anderem Hengeler Mueller, Freshfield Bruckhaus Deringer, Clifford Chance und White & Case unterhalten Kanzleien in Düsseldorf. Taylor Wessing hat seinen Hauptsitz in Düsseldorf. Insgesamt unterhalten etwa 1300 Kanzleien einen Standort in Düsseldorf und beschäftigen etwa 6000 sozialversicherungspflichtig Beschäftigte. Dazu zählt auch die Intereurope, ein Rechtsdienstleister der VHV Gruppe, welcher auf die Regulierung von Versicherungsfällen spezialisiert ist.
Außerdem gilt Düsseldorf als wichtigster Gerichtsstandort für europäische Patentstreitigkeiten.

### Handel und Dienstleistungsgewerbe

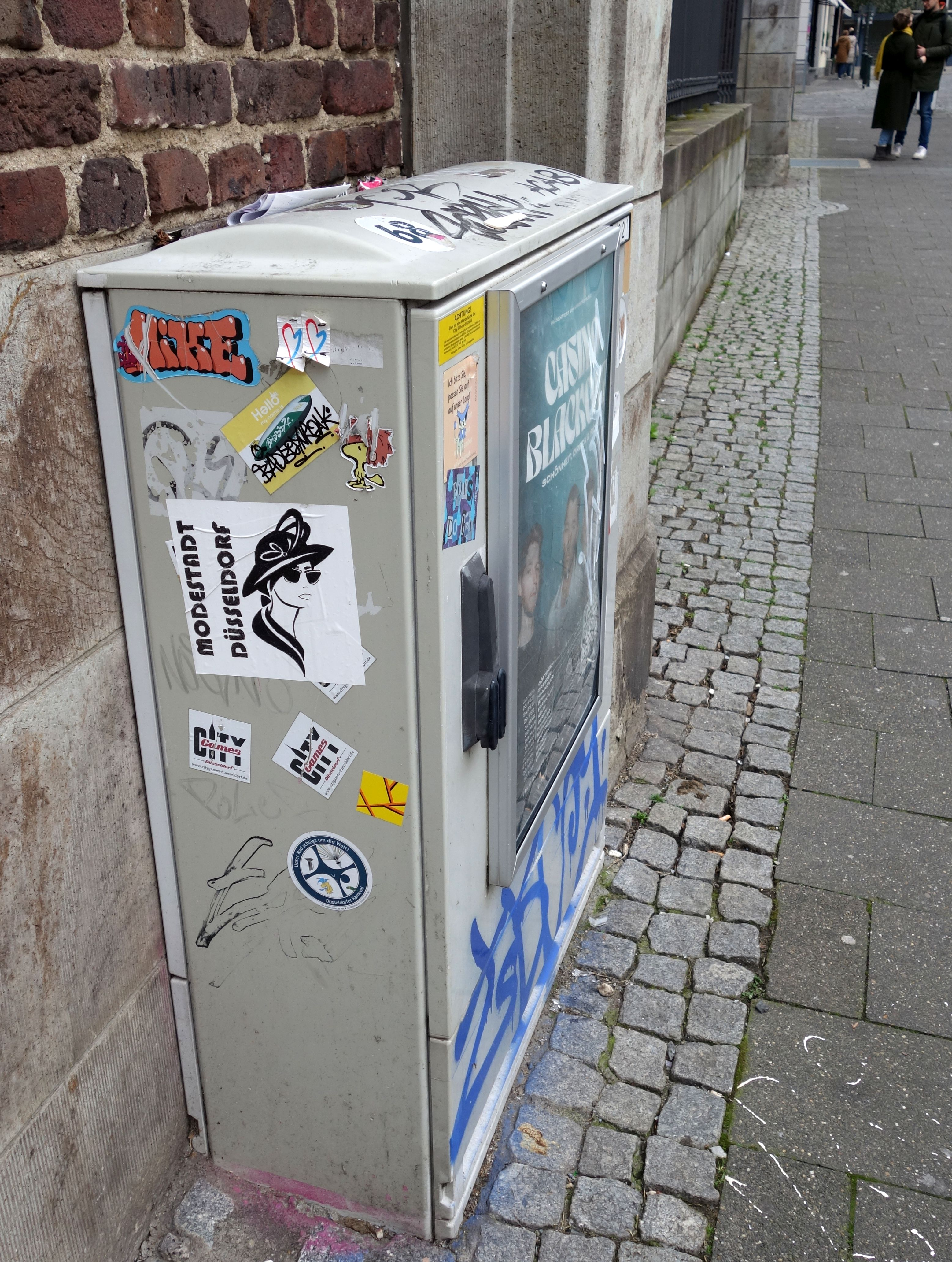
Aufkleber „Modestadt Düsseldorf“ an einem Verteilerkasten (2024)

Mit der Metro-Gruppe und ihrer Tochter Metro Cash & Carry sitzt einer der größten Handelskonzerne der Welt in der nordrhein-westfälischen Landeshauptstadt. Weiterhin befinden sich die Zentralen von Bekleidungshäusern wie Peek & Cloppenburg Düsseldorf (P&C) sowie C&A im Stadtgebiet. Als Standort des Modehandels und durch die Messen Igedo und CPD konnte die Stadt den Ruf einer Modestadt erwerben.
Einen Schwerpunkt der städtischen Wirtschaftsstruktur bilden mit rund 1500 Unternehmen und 24.000 Beschäftigten die Wirtschaftszweige der Informations- und Kommunikationstechnik, darin besonders der Mobilfunkbereich. Mehr als die Hälfte des deutschen Mobiltelefon- und SIM-Karten-Absatzes wird von Düsseldorf aus gesteuert. Die Vodafone GmbH als Nachfolgerin von Mannesmann Mobilfunk hat hier ihren Sitz, bis 2014 ferner E-Plus. Vodafone hat darüber hinaus seine Deutschland- und seine Europazentrale im Vodafone-Campus im linksrheinischen Düsseldorf-Heerdt angesiedelt. Im Jahre 2008 hat das chinesische Telekommunikationsunternehmen Huawei seine europäische Zentrale von London nach Düsseldorf verlegt. Hier baut das Unternehmen seine Europazentrale und ein Forschungs- und Entwicklungszentrum für die Bedürfnisse seiner europäischen Kunden auf. Bereits 2005 hatte der ebenfalls chinesische Telekommunikationsausrüster ZTE Deutschland GmbH sein Hauptquartier in Düsseldorf errichtet. Das schwedische Telekommunikationsunternehmen Ericsson tat dies für sein Deutschlandgeschäft bereits 1955.
Auch haben die Uniper SE sowie mehrere ihrer Tochterunternehmen ihren Hauptsitz in Düsseldorf. Weitere Energieversorger im Stadtgebiet sind die Stadtwerke Düsseldorf und die Naturstrom AG.
Mister Minit, eines der größten Franchiseunternehmen Deutschlands, hat seine Servicezentrale seit 2011 im Düsseldorfer Norden.

### Medien

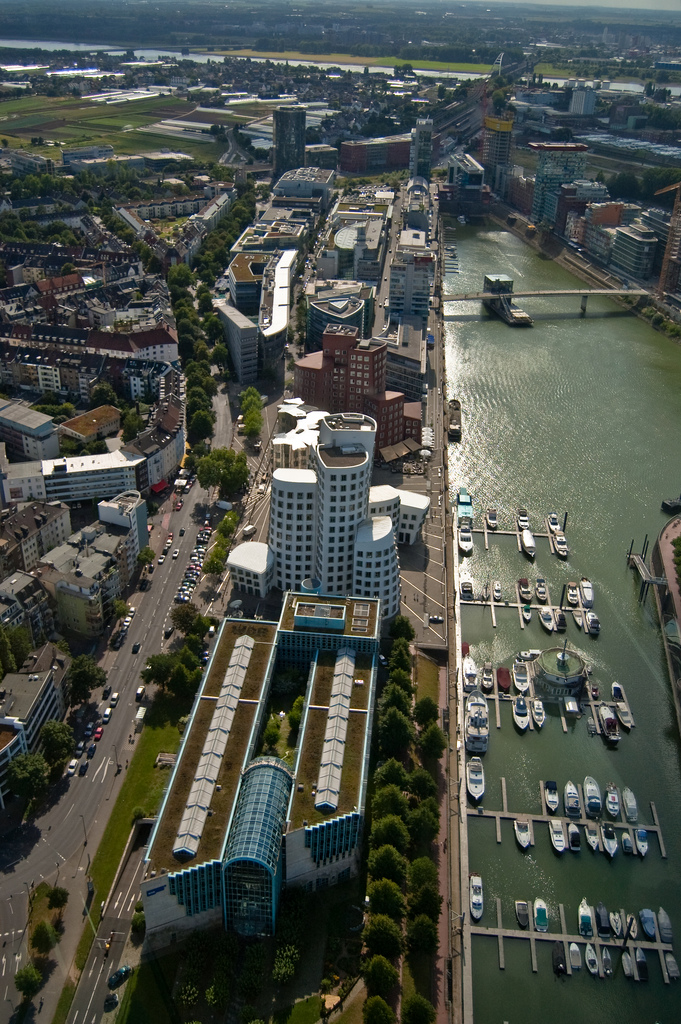
WDR (vorne), Neuer Zollhof (Gehry-Bauten) und Teil des Medienhafens

In Düsseldorf befinden sich Studios der öffentlich-rechtlichen Fernsehsender Westdeutscher Rundfunk (WDR-Studio Düsseldorf) und Zweites Deutsches Fernsehen (ZDF-Landesstudio Düsseldorf). Aus Düsseldorf kommen außerdem die Programme von NRW.TV und QVC. Ehemals in Düsseldorf ansässig waren von 1998 bis 2006 NBC GIGA, von 1995 bis zu seiner Einstellung 1998 Nickelodeon sowie von 1996 bis zu seiner Einstellung 1998 Der Wetterkanal. Außerdem wurde aus der Landeshauptstadt bis Ende 2003 ein deutsches Programmfenster auf dem Nachrichtensender CNN produziert.
Die ehemals in Düsseldorf ansässige Deutsche Fernsehnachrichten Agentur (DFA) produzierte unter anderem für NBC GIGA, Der Wetterkanal, CNN D und für NRW.TV. Die DFA, einst Vorzeigeunternehmen des Düsseldorfer Medienhafens, hat ihren Standort in der Landeshauptstadt aufgegeben.
Seit 2006 produziert das in Düsseldorf ansässige center.tv lokale Nachrichten und Ereignisse für den Großraum Düsseldorf/Neuss. Des Weiteren befinden sich in Düsseldorf diverse unabhängige Filmproduktionsfirmen, wie zum Beispiel die Public Vision TV OHG und Busse & Halberschmidt.
Ebenso hat die Nachrichtenagentur ISQ.networks Press Agency mit 24.000 Beschäftigten weltweit ihre globale Zentrale im GAP 15 am Graf-Adolf-Platz. Das Unternehmen verfügt zwar über mehr als 100 Studios weltweit, in Düsseldorf selbst ist jedoch kein Studio vorhanden.
Der landesweite TV-Lernsender NRWision bündelt in seiner Mediathek Fernsehsendungen über Düsseldorf bzw. von Fernsehmachern aus Düsseldorf.
Die Stadt ist auch Sitz des 1990 gegründeten Verbands der Betriebsgesellschaften in Nordrhein-Westfalen e. V. (BGNRW), der die Interessen von 43 Betriebsgesellschaften des nordrhein-westfälischen Lokalfunks vertritt. Der Verband ist Mitglied in der Arbeitsgemeinschaft Privater Rundfunk (APR) mit Sitz in München. In Düsseldorf ist die private Rundfunkstation Antenne Düsseldorf mit Rahmenprogramm von Radio NRW ansässig. Hörfunk für die Düsseldorfer Hochschulen macht hochschulradio düsseldorf, ein Campusradio mit eigener 24-Stunden-Frequenz. StreamD besteht seit 2020.
Als Tageszeitungen erscheinen in Düsseldorf die Westdeutsche Zeitung, die Rheinische Post, eine Lokalausgabe des Express sowie von der in Essen erscheinenden Neuen Rhein/Neue Ruhr-Zeitung. Die Regionalseiten in Die Welt Kompakt erschienen letztmals am 28. August 2015. Als bedeutende überregionale Veröffentlichungen sind das Handelsblatt, die Wirtschaftswoche und die mittlerweile eingestellte Junge Karriere zu nennen. Wöchentlich erscheinen außerdem das Düsseldorfer Amtsblatt und die Anzeigenblätter Düsseldorfer Anzeiger und Rheinbote. Zudem ist die Stadt der Sitz des bundesweit erscheinenden Magazins Wirtschaftsblatt.
Düsseldorf ist zudem der umsatzstärkste Werbestandort der Bundesrepublik. Neben den Riesen BBDO, Grey, Ogilvy & Mather, Havas und Publicis hat eine Vielzahl kleiner Agenturen ihren Sitz oder eine deutsche Niederlassung in Düsseldorf.

### Informationstechnik und Datenverkehr
Düsseldorf gehört zu den führenden Informationstechnikstandorten (IT) in Deutschland. Die IT-Infrastruktur der Stadt verfügt über internationale und regionale Internetknoten. Seit Oktober 2011 steht in Düsseldorf das LTE-Mobilfunknetz zur Verfügung. Am 9. Januar 2012 startete der Probebetrieb für den Digitalfunk der Behörden und Organisationen mit Sicherheitsaufgaben (BOS) in Düsseldorf. Die Firma Wall GmbH bietet an 55 Standorten in Düsseldorf kostenloses WLAN an und Freifunk bietet über 200 Hotspots an. Unitymedia unterhält über 20 WLAN-Hotspots.

### Einzelhandel
Düsseldorf hat sich als vielseitiger Standort für Einkaufszentren und Geschäfte unterschiedlichster Art und Größe entwickelt. Die Gesamtverkaufsfläche im Stadtgebiet wird seitens der Stadtverwaltung mit 834.215 Quadratmetern angegeben und liegt damit bezogen auf das Verhältnis von Verkaufsfläche zu Einwohnern höher als in München und niedriger als in Frankfurt am Main. Insbesondere im Bereich der Mode hat die Stadt – nicht zuletzt begünstigt durch die Modemessen und die ansässigen Handelsunternehmen P&C und C&A – eine Vorreiterrolle, beim Textileinzelhandel ist sie deutschlandweit führend. Auch im Segment der Luxusbekleidung ist Düsseldorf führend. Die „Kö“ ist laut Jones Lang LaSalle nach wie vor Deutschlands meistbesuchte Luxusmeile. Im Jahr 2012 stellte Jones Lang LaSalle in einer Untersuchung fest, dass die „Kö“ ihren Vorsprung nochmals ausbauen konnte. Mit 5.935 (2011: 5.800) Passanten pro Stunde liegt sie weit vor der Stiftstraße in Stuttgart (2.310 Passanten) sowie der Goethestraße in Frankfurt am Main (1.520 Passanten). Die Düsseldorfer Schadowstraße ist die europaweit umsatzstärkste Einkaufsmeile. Durch den Bau einer neuen U-Bahn-Linie, der Wehrhahn-Linie, ist es jedoch zu einem Rückgang der Besucherzahlen gekommen, da die Straße abschnittsweise gesperrt ist und der Zugang zu den Geschäften dadurch eingeschränkt wird. Dennoch behält die Schadowstraße ihr Merkmal als umsatzstärkste Einkaufsstraße Europas.

#### Einkaufszentren

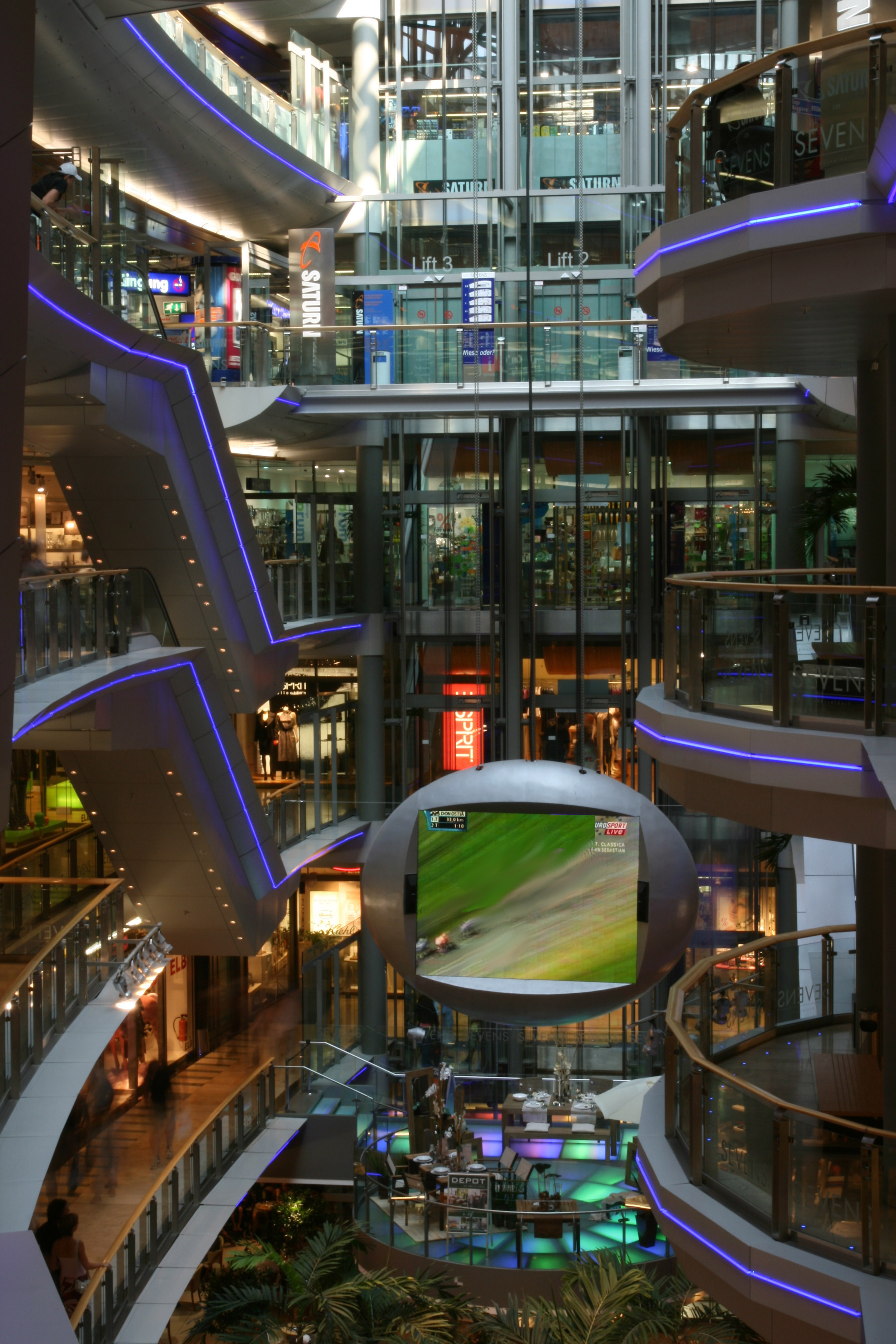
Futuristisches Einkaufszentrum – das Sevens Center im Jahr 2005, Ende 2011 nach Umbau wiedereröffnet.

Neben den klassischen Einkaufsstraßen wie der sehr bekannten Königsallee („Kö“), der Schadowstraße und der Flinger Straße verfügt Düsseldorf über mehrere Einkaufszentren, die teilweise an die Einkaufsstraßen angrenzen. Die Flinger Straße, die in der günstigen bis mittleren Preiskategorie liegt, gehört mit 10.150 Passanten pro Stunde erstmals zu den zehn meistbesuchten Einkaufsstraßen in Deutschland.
Auf der Königsallee sind dies vor allem das Kö-Center an der nördlichen Allee, die Kö-Galerie in der Nähe der Kreuzung mit der Steinstraße mit Zu- und Durchgang zur Stadtsparkasse auf der Berliner Allee und das Sevens Center zwischen der Kreuzung mit der Steinstraße und der Kö-Galerie.
In Nähe zur Königsallee befinden sich zudem die Schadow-Arkaden im Block Schadow-, Blumenstraße und Martin-Luther-Platz.
In weniger belebten Teilen der Innenstadt sind ebenfalls Einkaufszentren vorzufinden, insbesondere das Stilwerk auf der Grünstraße und die Düsseldorf Arcaden am Bilker Bahnhof, die auch das Stadtteilzentrum, ein öffentliches Schwimmbad und eine Zweigstelle der Stadtbüchereien Düsseldorf beheimaten.
Außerhalb der Innenstadt gibt es weitere Einkaufszentren wie etwa das Einkaufszentrum Westfalenstraße an der gleichnamigen Straße in Rath, das im Frühjahr 2010 neu eröffnete B8 Center in Flingern und für die sowohl für Reisende als auch andere Besucher konzipierten AirportArkaden im Flughafen Düsseldorf.

### Öffentliche Einrichtungen

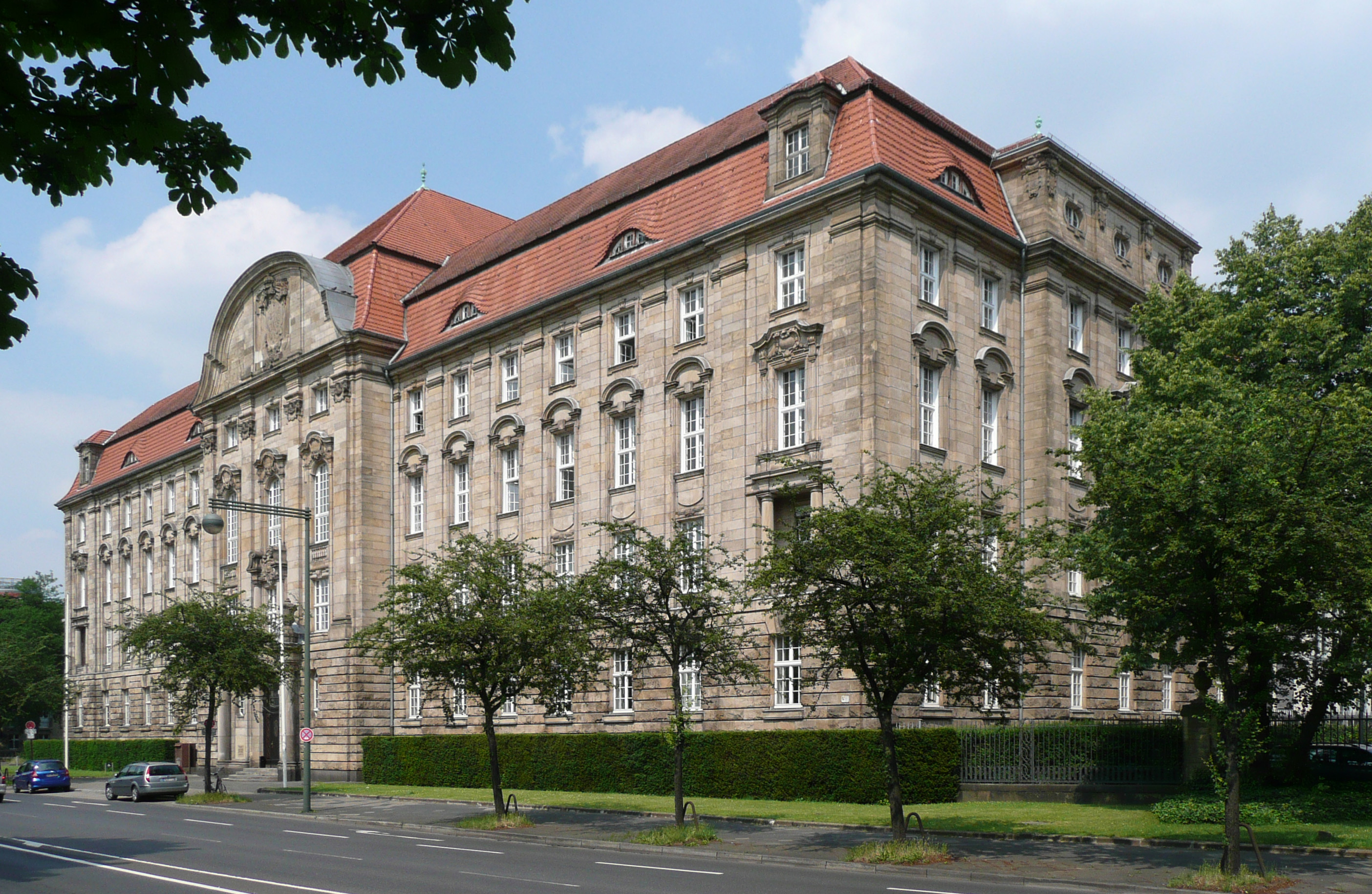
Oberlandesgericht Düsseldorf an der Cecilienallee

Einrichtungen und Körperschaften des öffentlichen Rechts:
Düsseldorf entwickelte sich vor allem in der preußischen Ära im 19. und frühen 20. Jahrhundert zu einem wichtigen Verwaltungssitz. Die Ansiedlung des Oberlandesgericht Düsseldorf förderte diese Entwicklung besonders.
Neben dem Oberlandesgericht beherbergt Düsseldorf zahlreiche weitere Gerichte, so das Amts- und das Landgericht Düsseldorf, das Sozialgericht Düsseldorf, das Finanzgericht Düsseldorf, das Verwaltungsgericht Düsseldorf, das Arbeitsgericht Düsseldorf und das Landesarbeitsgericht Düsseldorf. Durch die Gerichte in Düsseldorf wurden Entscheidungen von bundesweiter Bedeutung getroffen. Im Bereich patentrechtlicher Gerichtsverfahren haben die Zivilgerichte Düsseldorfs mittlerweile eine internationale Bedeutung erlangt.
Die Deutsche Rentenversicherung Rheinland (ehemals Landesversicherungsanstalt Rheinprovinz) hat seit ihrer Gründung im 19. Jahrhundert ihren Sitz in Düsseldorf. Ferner besteht ein regionaler Standort der Sozialversicherung für Landwirtschaft, Forsten und Gartenbau (SVLFG).
Als direkte Folge der Verwaltungsansiedlung durch Preußen wurde das Regierungspräsidium für den Niederrhein und das Bergische Land bei der Neuordnung Preußens im 19. Jahrhundert in Düsseldorf angesiedelt. Noch heute hat die Bezirksregierung Düsseldorf hier ihren Sitz. Bis vor wenigen Jahren war ebenso die Oberfinanzdirektion Rheinland seit der preußischen Herrschaft über das Rheinland in Düsseldorf ansässig.
Die Handwerkskammer Düsseldorf umfasst als Kammerbezirk den Regierungsbezirk Düsseldorf und hat dort ebenfalls ihren Sitz. Den Kammerbezirk der Industrie- und Handelskammer zu Düsseldorf (IHK Düsseldorf) bilden die Stadt Düsseldorf und der Kreis Mettmann, die früher den Landkreis Düsseldorf-Mettmann bildeten. Die Architektenkammer Nordrhein-Westfalen, die größte Einrichtung dieser Art in Deutschland, betreut von der Landeshauptstadt aus die Architekten und Stadtplaner des Landes. Die Rechtsanwaltskammer Düsseldorf vertritt die Interessen von 11.403 Rechtsanwälten im Bezirk des Oberlandesgerichts Düsseldorf. Sie ist somit die sechstgrößte von 28 Rechtsanwaltskammern in Deutschland.
Der Preußische Provinziallandtag für das Rheinland nahm ebenfalls in Düsseldorf, im Ständehaus, seinen Sitz, ebenso die Evangelische Kirche im Rheinland.
Durch Entscheidung der Militärregierung der britischen Besatzungszone wurde Düsseldorf im Jahre 1946 zum Regierungssitz des Landes Nordrhein-Westfalen bestimmt. Die Stadt führt seither die offizielle, gleichwohl rechtlich nicht normierte Bezeichnung Landeshauptstadt. Der Landtag, die Staatskanzlei, alle Landesministerien und der Landesrechnungshof sind in Düsseldorf angesiedelt; über die letzten Jahrzehnte hat sich im Bereich der Rheinkniebrücke auf dem rechten Rheinufer ein Regierungsviertel herausgebildet. Dort getroffene Richtungsentscheidungen gelten als Indikatoren für die Entwicklungen in Deutschland. Nordrhein-westfälischen Regierungsbildungen und Regierungskrisen kommen Signalwirkungen für die Bundespolitik zu.

#### Sonstige zentrale Einrichtungen
Düsseldorf galt in der Bonner Republik als Stadt der Verbände. So war der Deutsche Gewerkschaftsbund (DGB) lange Zeit in Düsseldorf ansässig. Heute sind die wichtige Verbände mit Hauptsitz in Düsseldorf:
- der Rheinische Sparkassen- und Giroverband
- der Verband der Wohnungs- und Immobilienwirtschaft Rheinland Westfalen
- der Verein Deutscher Ingenieure VDI
- der Bundesverband Deutscher Volks- und Betriebswirte bdvb
- das Institut der Wirtschaftsprüfer in Deutschland.

Auch zahlreiche kleinere Verbände haben ihren Sitz in Düsseldorf, beispielsweise der Deutsche Verband für Schweißen und verwandte Verfahren (DVS), der Architekten- und Ingenieurverein Düsseldorf, der Landesmusikrat Nordrhein-Westfalen und der Verband türkischer Unternehmer und Industrieller in Europa.

### Militärische Anlagen
Seit 1955 ist die Bundeswehr in Düsseldorf vertreten.
- Bundesamt für das Personalmanagement der Bundeswehr
- Landeskommando Nordrhein-Westfalen
- Bergische Kaserne 1936 →
- Reitzenstein-Kaserne 1937–2006

### Bildung und Forschung

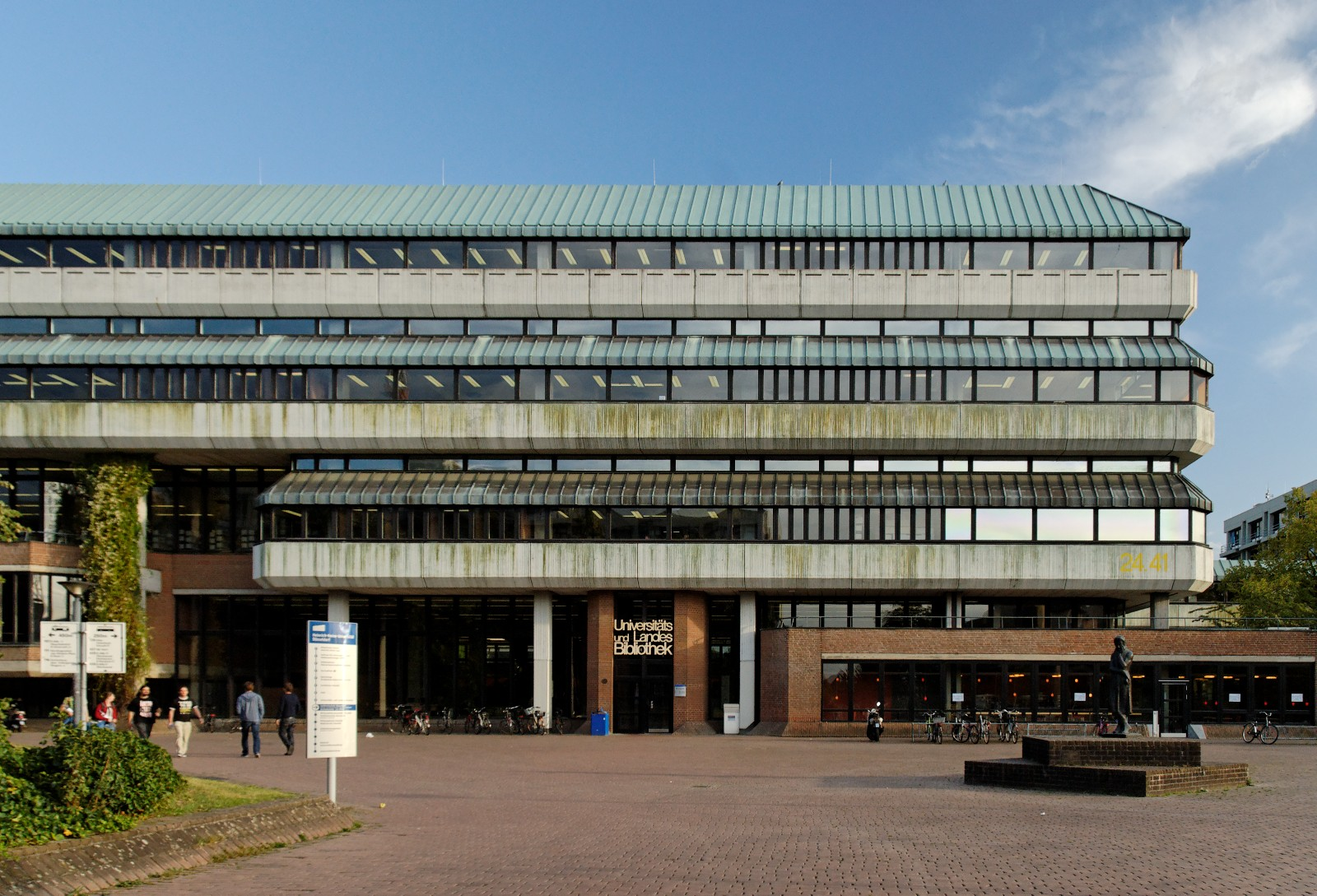
Universitäts- und Landesbibliothek Düsseldorf

Düsseldorf hat als langjährige bergische Residenzstadt und späterer Verwaltungssitz in der Rheinprovinz Preußens neben repräsentativen Verpflichtungen auch stets zentralörtliche Funktionen erfüllt.
Die erste Lateinschule wurde im 14. Jahrhundert erwähnt.
1545 wurde das älteste Gymnasium, dessen Tradition bis heute besteht, gegründet. Für die Ausbildung von Künstlern war Düsseldorf seit dem 18. Jahrhundert ein bedeutender Akademiestandort.
Die Franziskaner boten ab 1673 theologische Kurse in Düsseldorf an. Ab 1728 wurden in Düsseldorf Kurse in Philosophie und Theologie angeboten, die als Bestandteile eines Studiums gewertet werden konnten, eine juristische Akademie erhielt 1755 die kurfürstliche Bestätigung zur Ausbildung höherer Beamter, 1747 entstand das Collegio anatomico-chirurgicum zur Ausbildung von Militär- und Wundärzten.
Ab 1779 mussten höhere Beamte der Landesverwaltung mindestens zwei Jahre in Düsseldorf Rechtswesen studiert haben.
Aufgrund der Nähe des Ruhrgebietes wurde 1917 Düsseldorf zum Sitz des Kaiser-Wilhelm-Instituts für Eisenforschung, des heutigen Max-Planck-Instituts für Nachhaltige Materialien.
Eine medizinische Akademie kam zu Beginn des 20. Jahrhunderts hinzu. Dennoch wurde Düsseldorf erst 1965 Universitätsstadt.
1964 trat die Stadt dem Institut zur Erlangung der Hochschulreife für Handwerker, Facharbeiter und andere Berufstätige mit abgeschlossener Ausbildung e. V. bei und ist seitdem Träger des Wilhelm-Heinrich-Riehl-Kollegs.
In Düsseldorf befinden sich folgende wissenschaftlich-akademischen Einrichtungen:
- Heinrich-Heine-Universität, deren umfangreiches Fächerspektrum von fünf Fakultäten angeboten wird: Es sind dies die Medizinische Fakultät, die Mathematisch-Naturwissenschaftliche Fakultät, die Philosophische Fakultät, die Wirtschaftswissenschaftliche Fakultät sowie die Juristische Fakultät. Die heutige Universität wurde 1907 als Akademie für praktische Medizin gegründet und 1965 zur Universität erhoben. 1980 nahm sie die Abteilung Neuss der Pädagogischen Hochschule Rheinland auf. Ihren heutigen Namen trägt sie seit 1988.
- Hochschule Düsseldorf mit ihrem technischen und ökonomischen Fächerkanon, 1971 aus verschiedenen Ausbildungsstätten als Fachhochschule Düsseldorf gegründet
- Kunstakademie Düsseldorf, 1773 gegründet, seit dem 19. Jahrhundert eine der bedeutendsten Ausbildungsstätten ihrer Art
- Hochschulstudienzentrum der FOM Hochschule
- Düsseldorf Business School, mit der Heinrich-Heine-Universität verbunden
- Robert-Schumann-Hochschule, die auf das 1935 gegründete Robert-Schumann-Konservatorium sowie die Staatliche Hochschule für Musik Rheinland zurückgeht und 1987 eine selbstständige Hochschule wurde
- Max-Planck-Institut für Nachhaltige Materialien GmbH im Stadtteil Düsseltal, das dort im Zuge der Ansiedlung der Stahlindustrie gegründet wurde
- Deutsches Diabetes-Zentrum, das zur Leibniz-Gemeinschaft gehört und dessen Aufgaben sowohl die klinische Betreuung von Diabetikern als auch Forschung zum Diabetes mellitus umfassen, 1973 gegründet
- Düsseldorfer Akademie für Marketing-Kommunikation
- EBC Hochschule, private Fachhochschule mit wirtschaftswissenschaftlicher Ausrichtung
- Design Department Düsseldorf (Akademie für Mode und Kommunikation), seit 2008
- Fliedner Fachhochschule Düsseldorf in Kaiserswerth, seit Oktober 2011
- IST-Hochschule für Management, 2013 gegründet
- AMD Akademie Mode & Design, private Hochschule für Design, Mode, Kommunikation und branchenspezifisches Management, Studienzentrum
- WHU – Otto Beisheim School of Management, seit 2013 Zweitcampus in Düsseldorf (Hauptsitz in Vallendar)
- Internationale Musikakademie Anton Rubinstein, gegründet 2002

Im Bereich der Stiftungen, die Bildung und Forschung fördern, genießt die in Düsseldorf ansässige Gerda-Henkel-Stiftung einen besonderen Ruf.

### Grundschulen und allgemeinbildende Schulen
In Düsseldorf gibt es 110 Grundschulen, 14 Hauptschulen, 13 Realschulen und 21 Gymnasien. Weiterhin gibt es acht Gesamt- und Waldorfschulen sowie sechs ausländische Schulen und das Wilhelm-Heinrich-Riehl-Kolleg als Institution der Erwachsenenbildung.
Einen Schwerpunkt hat die Stadt Düsseldorf auf die Qualität der Schulgebäude gelegt. So wurde im Jahr 2000 eine Immobilienfirma beauftragt, die Mängel sämtlicher Schulgebäude zu erfassen und einen Plan für deren Beseitigung zu erstellen. Statt der bis dahin jährlichen Investitionen von weniger als fünf Millionen Euro wurde ein Bedarf von 35 Millionen Euro pro Jahr diagnostiziert. Daraufhin wurde ein Masterplan „Schule“ beschlossen, mit dem in den Jahren 2002 bis 2020 insgesamt 600 Millionen Euro investiert werden sollten.
Deutschlandweit einzigartig ist die nachhaltige musikalische Breitenförderung durch die vom Städtischen Musikverein initiierte SingPause an mehr als der Hälfte der Düsseldorfer Grundschulen.

### Kindertagesstätten und Betreuungsplätze für Kinder unter drei Jahren
Durch Beschluss des Stadtrates sind die Düsseldorfer Kindertagesstätten für alle Kinder ab drei Jahren beitragsfrei, während in Nordrhein-Westfalen regulär nur das letzte Kindergartenjahr beitragsfrei gestellt ist.
Bei der Quote von Betreuungsplätzen für Kinder unter drei Jahren liegt Düsseldorf an der Spitze der Großstädte in Nordrhein-Westfalen mit 38,4 Prozent zu Beginn des Jahres 2013. Damit liegt die Betreuungsquote in Düsseldorf bereits vor Inkrafttretens des im Kinderförderungsgesetz verankerten Rechtsanspruchs auf einen Betreuungsplatz zum 1. August 2013 über dem Ziel der Landesregierung von 32 Prozent. Dennoch strebt die Stadt zeitnah eine Betreuungsquote von 50 Prozent und mittelfristig von 60 Prozent an.

## Persönlichkeiten

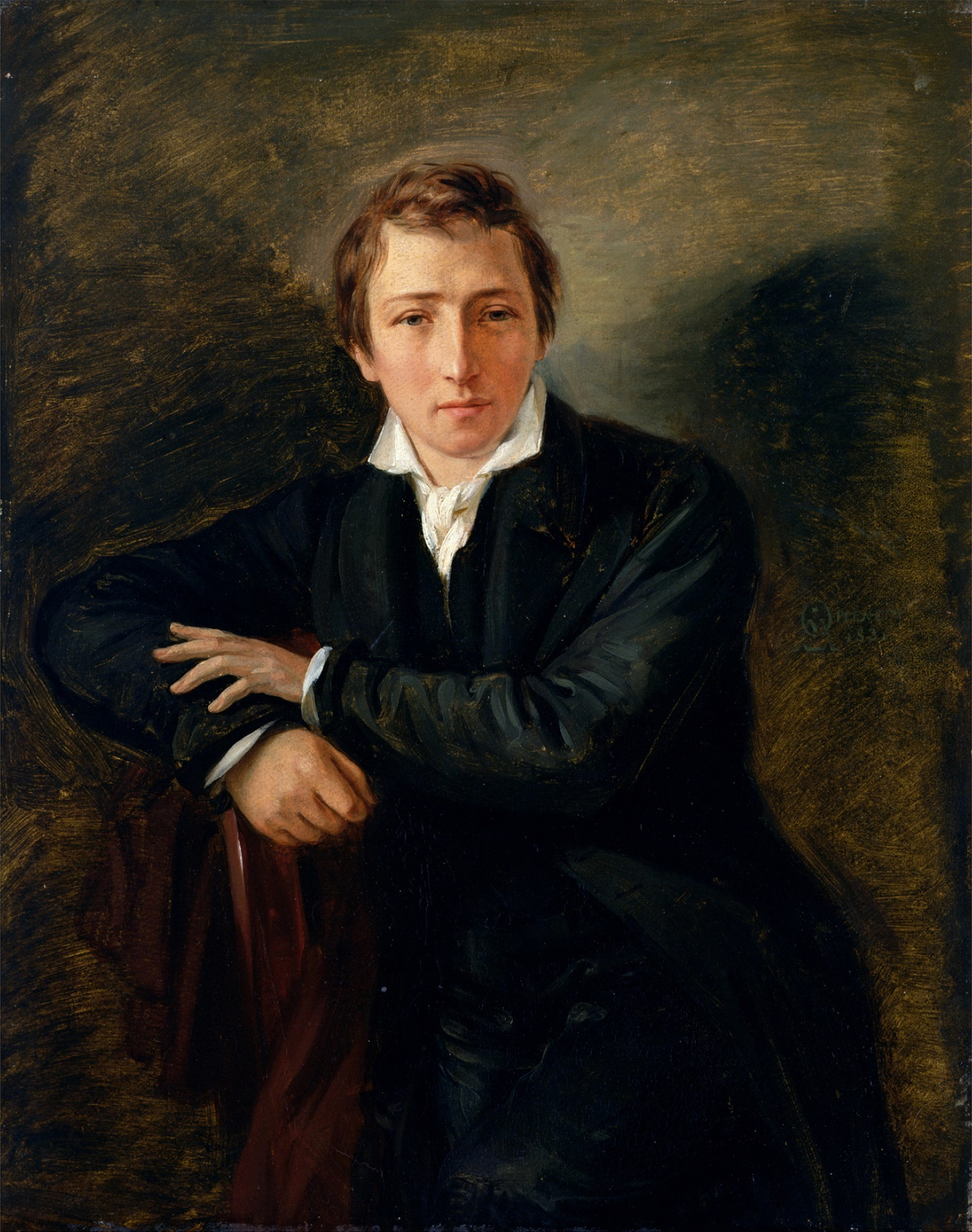
Heinrich Heine, Gemälde von Moritz Daniel Oppenheim, 1831

### Ehrungen
Die Stadt Düsseldorf vergibt neben dem Ehrenbürgerrecht andere Ehrungen und Auszeichnungen.
Seit 1972 wird im dreijährigen, seit 1981 im zweijährigen Abstand der Heinrich-Heine-Preis an „Persönlichkeiten, die durch ihr geistiges Schaffen im Sinne der Grundrechte der Menschen, für die sich Heinrich Heine eingesetzt hat, den sozialen und politischen Fortschritt fördern, der Völkerverständigung dienen oder die Erkenntnisse von der Zusammengehörigkeit aller Menschen verbreiten“. Vorgänger des Preises war der Immermann-Preis.
Der Helmut-Käutner-Preis ist eine zweijährlich vergebene Auszeichnung, die an Persönlichkeiten verliehen wird, die „durch ihr Schaffen die Entwicklung der deutschen Filmkultur nachdrücklich unterstützt und beeinflusst, ihr Verständnis gefördert und zu ihrer Anerkennung beigetragen haben“.
Die Stadt Düsseldorf vergibt seit 1972 jährlich sieben Förderpreise für herausragende künstlerische Leistungen an Künstler der bildenden Kunst, der darstellenden Kunst, der Musik und der Literatur. Zudem unterstützt sie die Künstler in ihrer weiteren Entwicklung. Der Förderpreis für Literatur der Landeshauptstadt Düsseldorf wird an Künstler und Gruppen, insbesondere der Bereiche Dichtung, Schriftstellerei, Kritik und Übersetzung vergeben. Der Förderpreis wird sowohl für eine einzige künstlerische Leistung als auch für die bisherige Gesamtleistung eines jungen Künstlers verliehen, deren bzw. dessen weitere Entwicklung eine Förderung verdient.
Der Kunstpreis der Landeshauptstadt Düsseldorf ist eine jährlich vergebene Auszeichnung an einen Bildenden Künstler, dessen Werk „richtungsweisend für die Entwicklung der Gegenwartskunst“ ist.
Weitere Auszeichnungen sind der Große Ehrenring, der Jan-Wellem-Ring und die Verdienstplakette.

### Stadtgeografie und Wirtschaft
- Harald Frater (Hrsg.) u. a.: Der Düsseldorf Atlas. Emons, Köln 2004, ISBN 3-89705-355-1.
- Friedrich-Wilhelm Henning: Düsseldorf und seine Wirtschaft, Zur Geschichte einer Region. Droste, Düsseldorf 1981, In zwei Bänden, ISBN 3-7700-0595-3.
- Statistisches Jahrbuch 2007. 105. Jahrgang. Landeshauptstadt Düsseldorf, Amt für Statistik und Wahlen, Düsseldorf 2008.

### Geschichte
- Michael Brockerhoff: Die Stadt der Ringe: Düsseldorfs Geschichte neu ausgegraben. Verlag Greven, Köln 2016, ISBN 978-3-7743-0668-4.
- Michael Brockerhoff: Düsseldorf wie es war. Droste Verlag, Düsseldorf 2018, ISBN 978-3-7700-2095-9.
- Fritz Dross: Kleine Düsseldorfer Stadtgeschichte. Verlag Friedrich Pustet, Regensburg 2007.
- Festschrift zum 600jährigen Jubiläum. Düsseldorfer Geschichtsverein. Druck und Verlag C. Kraus, Düsseldorf 1888, (Textarchiv – Internet Archive).
- Filmschätze Düsseldorf Video-Dokumentation 20er–80er Jahre, Verlag Rheinische Post 2009.
- Erich Keyser (Hrsg.): Rheinisches Städtebuch. Band 3,3. Teilband aus: Deutsches Städtebuch. Handbuch städtischer Geschichte. Im Auftrage der Arbeitsgemeinschaft der historischen Kommissionen und mit Unterstützung des Deutschen Städtetages, des Deutschen Städtebundes und des Deutschen Gemeindetages. Kohlhammer, Stuttgart 1956.
- Maik Kopleck (Hrsg.), Alexander Scherer: PastFinder Düsseldorf. PastFinder-Verlag, Hongkong 2008, ISBN 978-988-99780-5-1.
- Friedrich Lau: Geschichte der Stadt Düsseldorf. Bagel, Düsseldorf 1921 in zwei Bänden, Nachdruck aus dem Stadtarchiv von 1980.
- Marcel Lesaar: Luftangriff auf Düsseldorf und Neuss. Books on Demand, Norderstedt, ISBN 978-3-7460-9779-4.
- Hugo Weidenhaupt (Hrsg.): Kleine Geschichte der Stadt Düsseldorf. Triltsch-Verlag, Düsseldorf 1979, 1983, ISBN 3-7998-0000-X.
- Hugo Weidenhaupt (Hrsg.): Düsseldorf Geschichte von den Ursprüngen bis ins 20. Jahrhundert. Band 1: Von der ersten Besiedlung zur frühneuzeitlichen Stadt (bis 1614). Schwann 1988, ISBN 3-491-34221-X.
- Hugo Weidenhaupt (Hrsg.): Düsseldorf Geschichte von den Ursprüngen bis ins 20. Jahrhundert. Band 2: Von der Residenzstadt zur Beamtenstadt (1614–1900). Schwann 1988, ISBN 3-491-34222-8.
- Hugo Weidenhaupt (Hrsg.): Düsseldorf Geschichte von den Ursprüngen bis ins 20. Jahrhundert. Band 3: Die Industrie- und Verwaltungsstadt (20. Jahrhundert). Schwann 1989, ISBN 3-491-34223-6.
- Hugo Weidenhaupt (Hrsg.): Düsseldorf Geschichte von den Ursprüngen bis ins 20. Jahrhundert. Band 4: Zeittafel und Register. Schwann 1990, ISBN 3-491-34224-4.
- Pia Froese, Daniel Meis (Hrsg.): Schlaglichter auf die Geschichte Düsseldorfs seit der Französischen Zeit. Ausgewählte Beiträge. Berlin 2023.

### Architektur und Kunst
- Marcus Schwier: Düsseldorf. Grupello Verlag 2018, ISBN 978-3-89978-304-9.
- Roland Kanz und Jürgen Wiener (Hrsg.): Architekturführer Düsseldorf. Dietrich Reimer Verlag, Berlin 2001, ISBN 978-3-496-01232-0.
- Paul Ernst Wentz: Architekturführer Düsseldorf. Ein Führer zu 95 ausgewählten Bauten. Droste Verlag, Düsseldorf 1975, ISBN 3-7700-0408-6.
- Joachim Erwin (Hrsg.): Pläne Projekte Bauten Architektur und Städtebau in Düsseldorf 2000 bis 2015. Braun, Berlin 2007, ISBN 978-3-938780-00-8.
- Rolf Purpar: Kunststadt Düsseldorf – Objekte und Denkmäler im Stadtbild. Grupello, Düsseldorf 2009, ISBN 3-89978-044-2.
- Rolf Purpar: Düsseldorf. Vista Point, Köln 2005, ISBN 3-88973-679-3.
- Sonja Schürmann: Düsseldorf. Eine moderne Landeshauptstadt mit 700jähriger Geschichte und Kultur. DuMont, 2. Auflage. Köln 1989, ISBN 3-7701-1787-5.
- Ewald Grothe: Vom Katholikentag zum Fest der Generationen. Die Geschichte des Landeshauses und der Villa Horion 1909 bis 2009. Düsseldorf 2009, ISBN 978-3-00-027862-4.
- Manfred Becker-Huberti (Hrsg.): Düsseldorfer Kirchen – Die katholischen Kirchen im Stadtdekanat Düsseldorf. J.P. Bachem-Verlag, Köln 2009, ISBN 978-3-89978-044-4.
- Wolfgang Funken: Ars Publica Düsseldorf; Geschichte der Kunstwerke und kulturellen Zeichen im öffentlichen Raum der Landeshauptstadt. Klartext Verlagsges. m.b.H., 2012, 3 Bände, ISBN 978-3-8375-0873-4, ISBN 978-3-8375-0874-1 und ISBN 978-3-8375-0875-8.
- Paul Clemen: Die Kunstdenkmäler der Stadt und des Kreises Düsseldorf. Verlag: Forgotten Books, London 2019, ISBN 978-0-282-07430-2.
- Literatur zu Düsseldorf im Katalog der Deutschen Nationalbibliothek

### Sonstiges
- Udo Achten u. a.: Düsseldorf zu Fuß. 19 Stadtrundgänge durch Geschichte und Gegenwart. Klartext, Essen 2009, ISBN 978-3-89861-564-8.
- Oswald Gerhard, Wilhelm Kleeblatt: Düsseldorfer Sagen aus Stadt und Land. Verlag der Goethe-Buchhandlung Düsseldorf, Düsseldorf 1982.
- Christine Krieb: CityTrip Düsseldorf. 3., neu bearbeitete und aktualisierte Auflag. Reise Know-How, Bielefeld 2016, ISBN 978-3-8317-2734-6. (Mit kostenloser Web-App und Faltplänen 1:8.000 und 1:25.000)
- Annette Krus-Bonazza: Düsseldorf. Michael Müller, Erlangen 2015, ISBN 978-3-95654-039-4. (Stadtführer mit Farbfotos und herausnehmbarer Karte 1:15.000)
- Landeshauptstadt Düsseldorf (Hrsg.): 125 Jahre Berufsfeuerwehr Düsseldorf. Düsseldorf 1997.
- Heinz Stolz: Düsseldorf – ein Haus- und Lesebuch. Schwann, Düsseldorf 1959.
- Rudi vom Endt: Düsseldorf – So wie es war …. Droste Verlag, Düsseldorf 1962, ISBN 3-7700-0075-7, S. 20.